# JR東日本E233系電車
E233系電車（E233けいでんしゃ）は、東日本旅客鉄道（JR東日本）の直流一般形電車。
2007年鉄道友の会ローレル賞受賞車。

## 概要
1999年度から首都圏に大量投入されたE231系車両をさらに進化・発展させた、JR東日本を代表する主力車両として開発された。主要機器の二重化を行い、信頼性やサービスの向上を図っている。通勤型車両の201系、203系、205系、209系、近郊型車両の211系の置き換え用として主に製造され、中央線快速電車や京浜東北線など首都圏の22路線で営業運転を行っている。投入車両数は3000両以上にも及び、JRグループ内では最多の車両数を誇る（国鉄時代を含めると103系に次ぐ2位）。
製造企業は、東急車輛製造→総合車両製作所横浜事業所、川崎重工業車両カンパニーと、JR東日本新津車両製作所→総合車両製作所新津事業所。車両のデザインはGKインダストリアルデザインが担当している。
本系列は、それぞれの線区に合わせた番台が投入されている。中央線快速用および青梅線・五日市線用が0番台、京浜東北線・根岸線用が1000番台、常磐緩行線用が2000番台、東海道線・高崎線・宇都宮線用が3000番台、京葉線用が5000番台、横浜線用が6000番台、埼京線用が7000番台、南武線用新製車が8000番台、南武線用改造車が8500番台となっている。

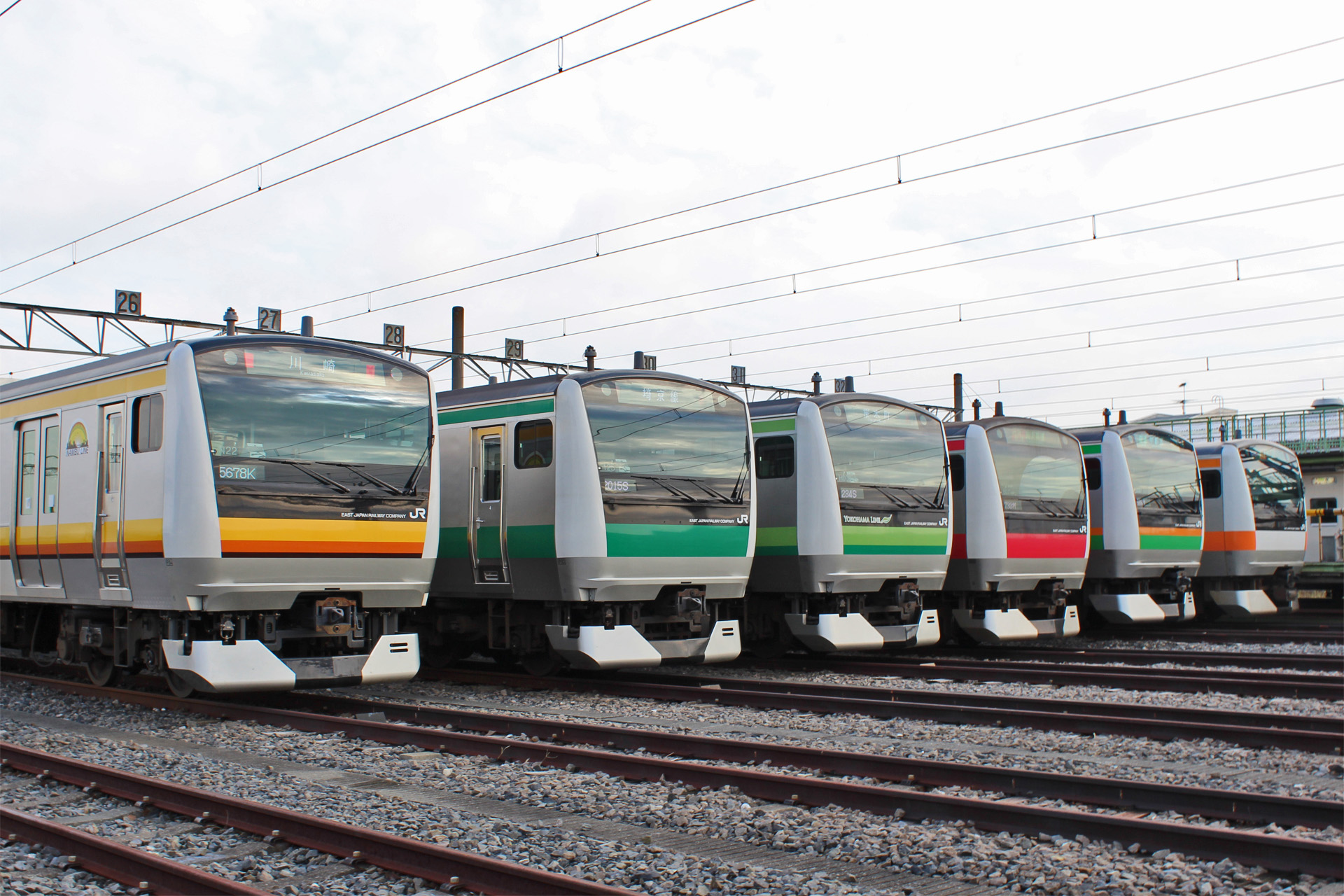
川越車両センターで展示されたE233系（2015年10月17日）

## 構造
本系列は、JR東日本の利用客アンケートを反映し、さらに車両の信頼性を向上させて輸送障害を防ぐため、従来の同社の通勤形・近郊形車両と比べると全体的に「ゆとり」を持たせた設計として、利用者が快適に乗車できるように配慮されている。開発にあたっては、車両の信頼性向上と乗客へのさらなるサービス向上を目指し、以下の項目を基本コンセプトとした。
1. 故障に強い車両（輸送障害の低減）
2. 人に優しい車両
3. 情報案内や車両性能の向上
4. 車体強度の向上

### 車体
基本的な車体構造はE231系やE531系などと同様の軽量ステンレス製車体であるが、本系列では2005年に発生したJR福知山線脱線事故を踏まえ、新たに側面衝突事故時における安全対策を強化している。
側面衝突事故対策として、台枠の側梁部材を2種類の部材から厚みのある部材へ統一し、側構体では戸袋部分の強度向上のために出入口柱部材を厚みのあるものにし、合わせて補強板を追加している。屋根構体では屋根垂木（たるき）材（側面方向に屋根を支えるアーチ材）の板厚増加と垂木部材の本数を追加している（E231系比：先頭車43本→48本、中間車45本→51本）。
また、従来は台枠、側構体2面、妻構体2面、屋根構体の六面体を組み上げた際、各構体面に配置される骨組み部材位置はバラバラで、骨組み部材が一致した構造ではなかったが、本系列では組み立て後に各構体面間の骨組み部材位置を一致させることで、車体の骨組みがリング状となる「リング構造」を採用した。構造上、空調装置取り付け部を除き、リング構造は各車13か所設けられた。合わせて各構体の接合部分では構体間の結合部品の大形化や溶接強度の向上などを実施している。結果として、E231系と比較した静止強度は側面強度が約10 %、台枠および屋根強度が約30 %向上している。
前頭部は踏切事故時における安全対策から、E217系以降の近郊タイプで採用した衝撃吸収構造を通勤タイプにも取り入れた。これは前面ガラス下部付近に衝撃吸収用アルミハニカムを配置し、乗務員室扉付近は意図的に壊れやすくしたクラッシャブルゾーンとすることで、衝突事故が発生した際に加わる衝撃（エネルギー）をある程度吸収させる。一方運転士の着席位置周辺および客室部はサバイバルゾーン（乗務員室サバイバルゾーン・客室サバイバルゾーン）として強固な構造としている。これにより、万が一の大型車などとの衝突事故が発生した際、車体の変形を抑えることで乗務員と乗客を保護する。先頭車の後位側の連結器（中間車との連結側）には衝撃吸収緩衝器付きの半永久連結器を装備しており、後位側の車両への衝撃を軽減している。
車体幅は混雑緩和のため、2,950 mm拡幅車体を採用しているほか、床面高さを 1,130 mm（E531系と同じ）としてE231系よりもさらにホームとの段差を減少させた。普通車の客用ドア配置はすべて片側4か所。
前照灯はHID灯とし、尾灯とともに窓上に設置した。JR東日本では、これまでの車両について側面の客用ドア外側にカラー帯を配していなかったが、本系列では線区に合わせた色の帯を配した。
E231系の2002年（平成14年）以降製造車では、車外スピーカーの設置準備工事が行われていたが、本系列では製造当初より車外スピーカーが設置された。これはE531系で採用されたものと同一で、東洋メディアリンクス製の発車メロディも鳴る仕組みになっている。これにより、発車メロディなどを導入していない駅でメロディを流すことが可能となった。メロディ終了後には「扉が閉まります。駆け込み乗車はおやめ下さい」と乗降促進放送が流れる。なお、半自動扉区間では、車内および車外スピーカーで「乗り降りの際には、ボタンを押してください。ドアを閉める際には、後ろのお客様にご注意ください」とアナウンスされる。
行先表示器にはJR東日本の営業用車両としては初めてフルカラーLED式を採用し、視認性の大幅な向上を図った。車体側面の表示器は2段表示も可能で、優等列車の始発駅では下段に全停車駅をスクロールで、途中駅では次停車駅を表示させる。また日本国有鉄道（国鉄）から継承した車両や従来のJR東日本の通勤・近郊形車両（211系やE231系など）は、普通列車（各駅停車）の場合、車体側面表示器での種別表示を省略していたが、本系列ではJR東日本で初めて本格的に普通列車（各駅停車）の場合でも「普通」（各駅停車の場合は「各駅停車」）と種別名を表示するようになった。
普通（各駅停車）表示時の背景色は配置運用される特定路線のラインカラーに準拠して各番台で異なる。番台別の背景色は以下のとおり。なお、5000番台と6000番台は種別表示を上段：京葉線（ワインレッド、5000番台）または横浜線（黄緑色、6000番台）、下段：種別とし、201系、205系の幕式側面表示器に引き続き武蔵野線や内房線・外房線内からの総武線経由の電車、相模線や根岸線・京浜東北線との誤乗防止を促している。
- 0番台は黄色
- 1000番台は明るめの青色
- 2000番台はエメラルドグリーン（やや明るめの緑色）（常磐緩行線）、深めの青色（千代田線、小田急線）
- 3000番台は深めの緑色
- 5000番台は青色
- 6000番台は黄緑色
- 7000番台は緑色
- 8000番台は黄色

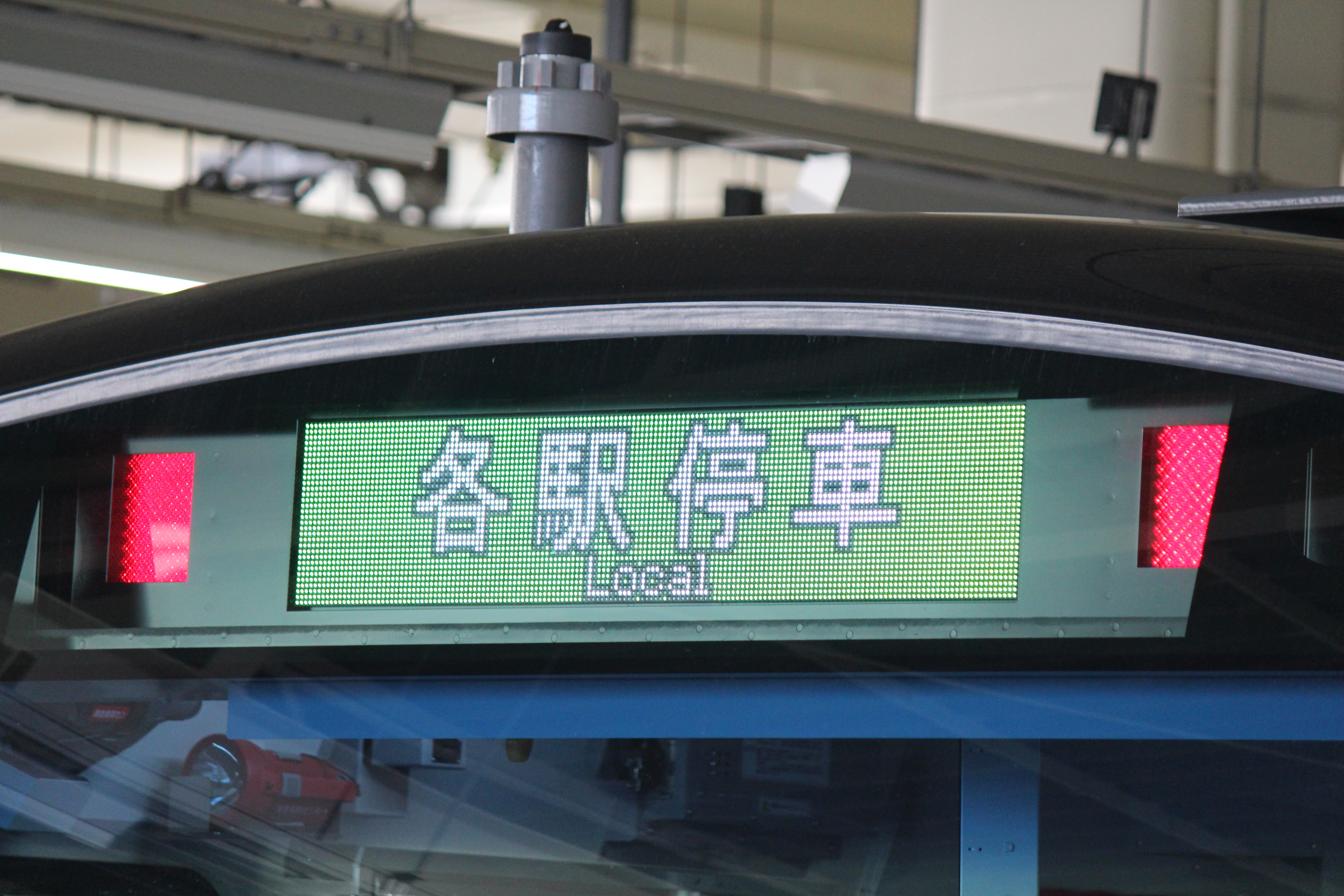
JR東日本の車両で初めてフルカラーLED式を採用（6000番台）
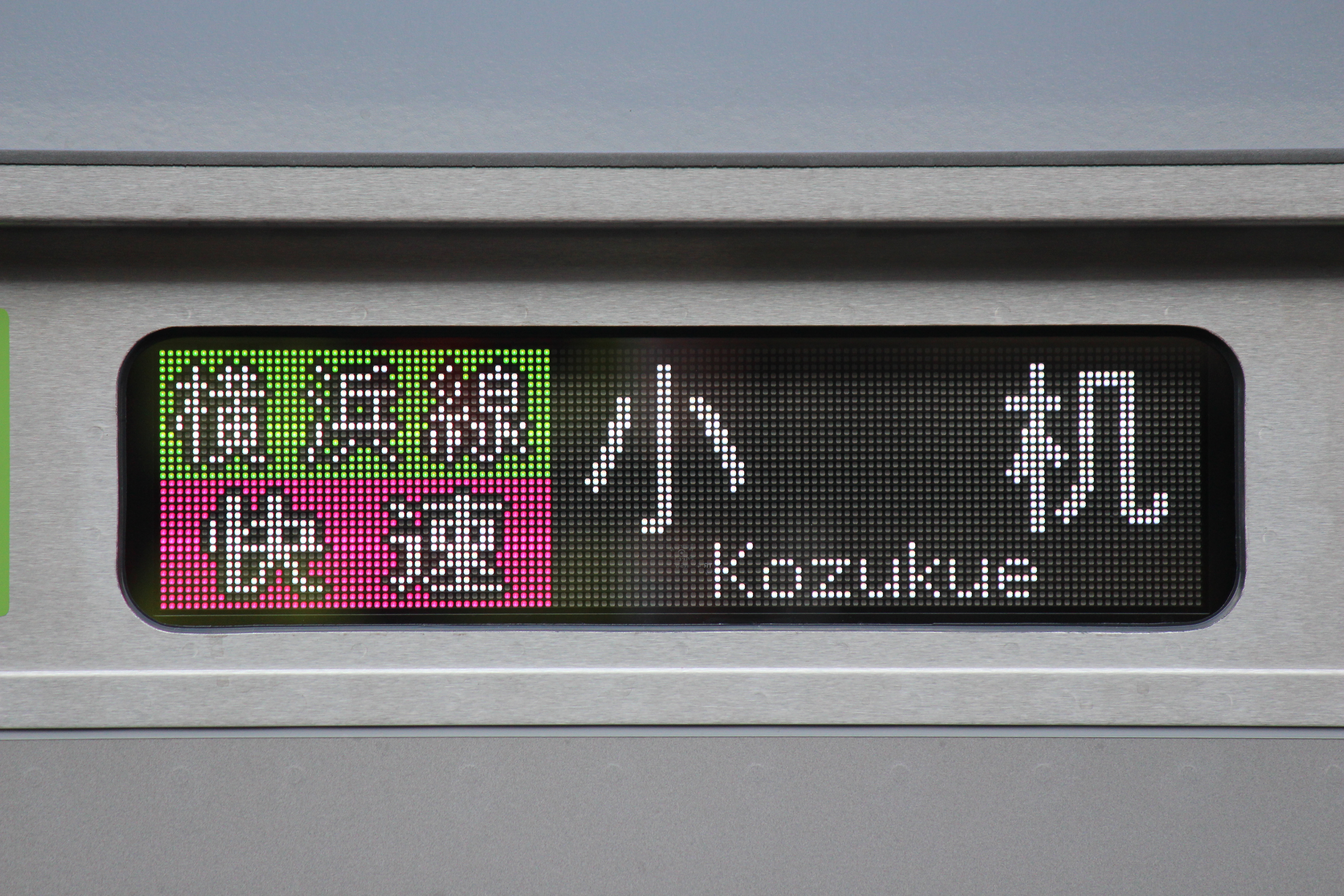
車体側面表示器（6000番台）
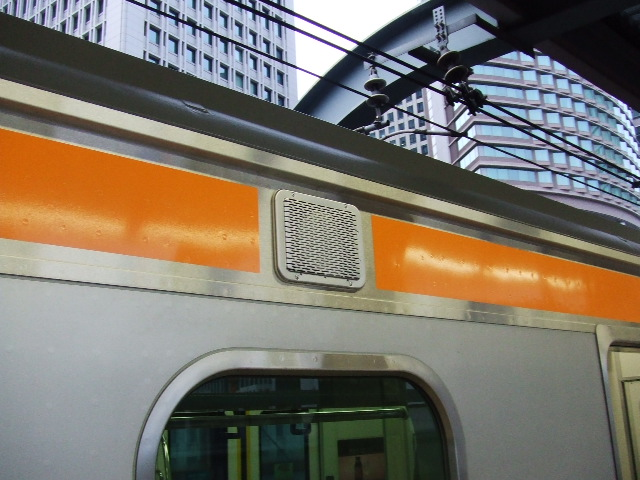
車外スピーカー（0番台）
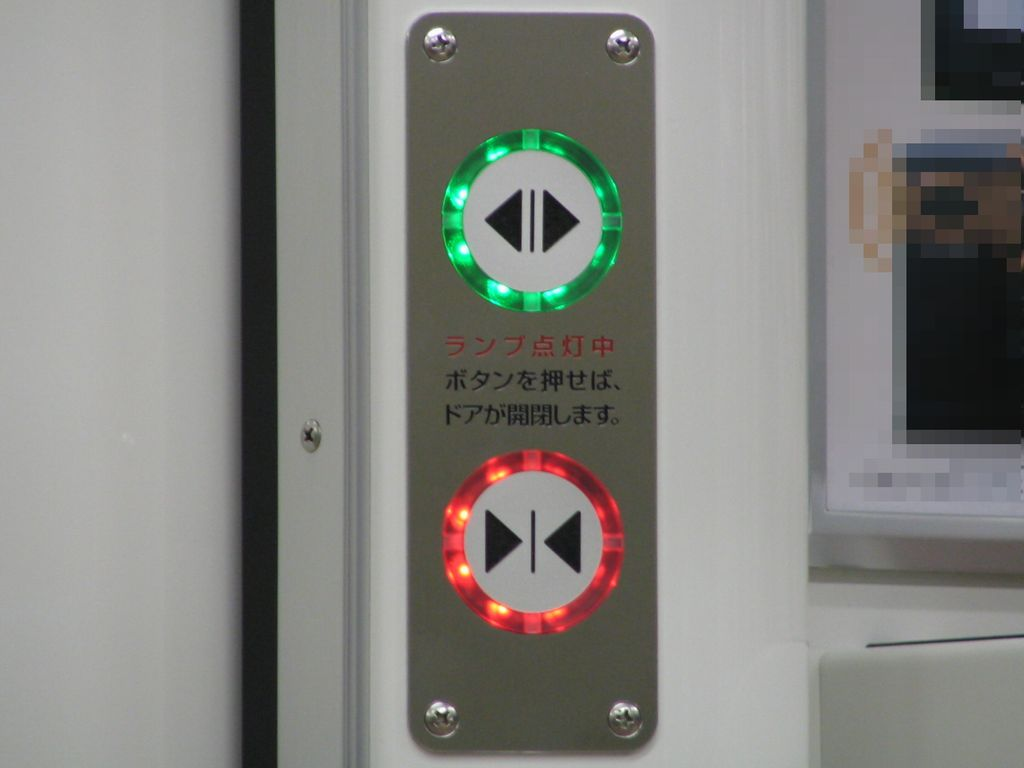
車内ドアスイッチ（0番台）
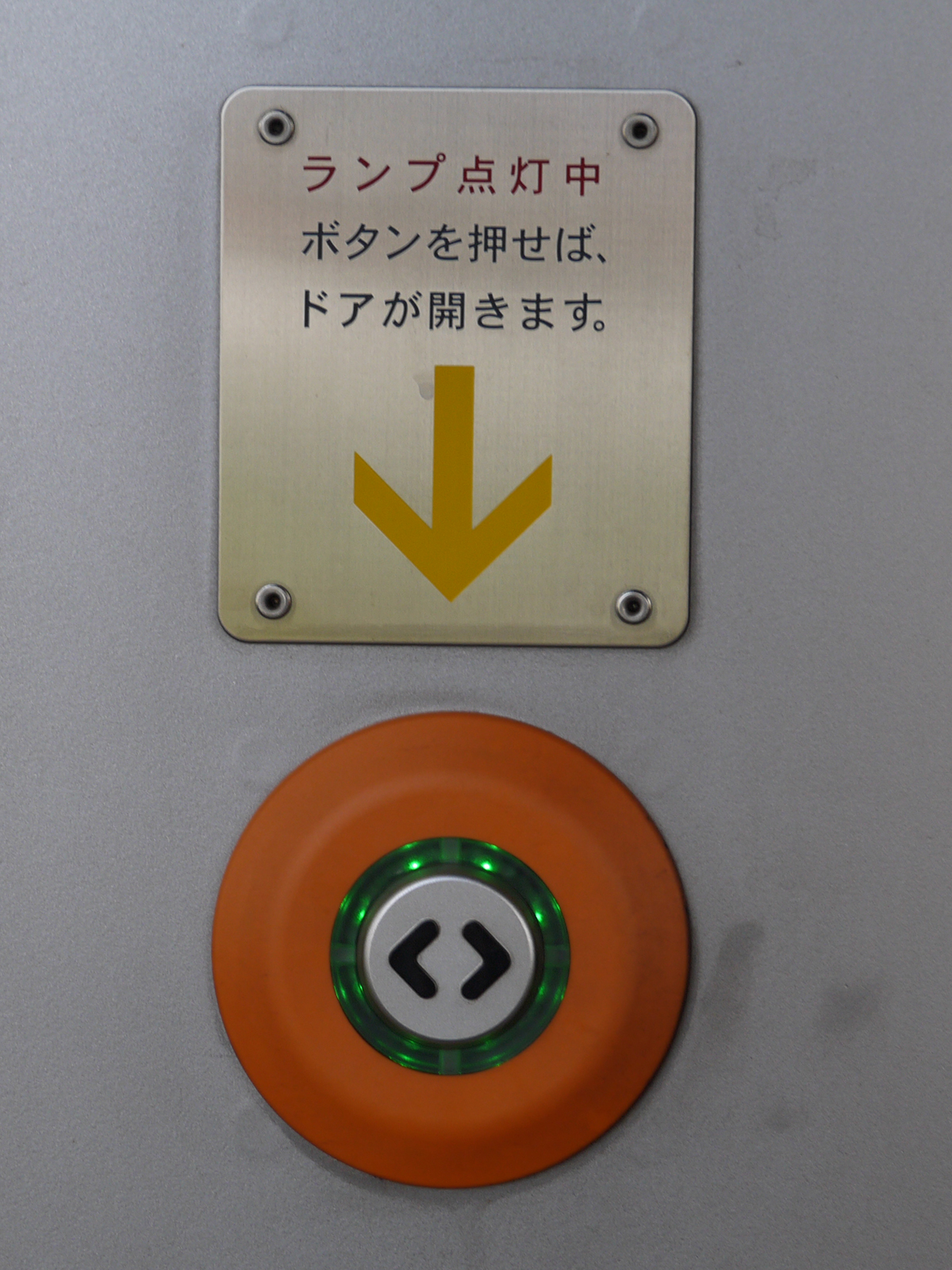
車外ドアスイッチ（3000番台）

|  |

|  |

|  |

|  |

|  |

|  |

|  |
|  |

|  |
|  |

|  |

|  |

|  |
|  |

|  |
|  |

|  |

|  |

|  |
|  |
|  |

|  |
|  |
|  |

### 乗務員室

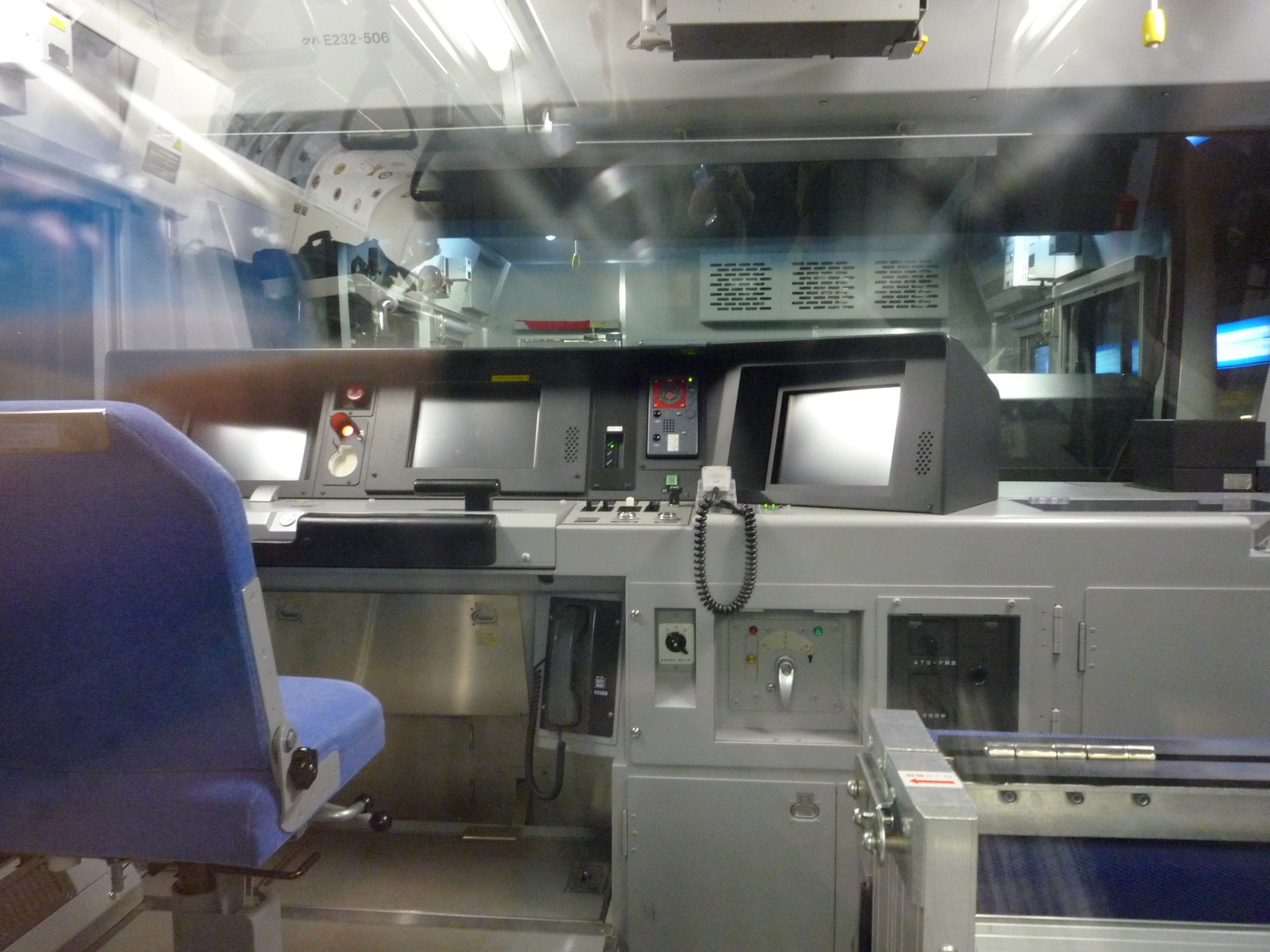
運転席（0番台）

衝撃吸収構造の採用のため、乗務員室内はスペースが広く確保されている。踏切事故対策として運転台筐体や運転士用の座席をE231通勤タイプよりも 185 mm高くした高床構造を採用しており、前方視認性の向上を図っている。計器盤は計器類・表示灯を廃し、これらを3枚の液晶モニターに表示するグラスコックピット構造を採用。主幹制御器は左手操作式のワンハンドルマスコン。
前面ガラスのワイパーは常用の2本式（2000番台は1本）に加えて補助ワイパーを設置し、故障時には切り換えることで補助ワイパーを使用する。
乗務員室背面仕切部は運転席背後を「非常救出口」とし、中央に遮光幕付きの大窓、右端に仕切扉窓を設置する。

### 車内
客室内装はユニバーサルデザインの採用やバリアフリーの向上、快適性の向上を目指したものとした。車内はモダンで暖かみのあるカラーデザインとした。
内装の艤装工法はE231系やE531系までの艤装方法とは異なり、車輌製造会社を問わずパネル式に統一された。ただし、川崎重工業製のE231系やE531系までの車両で見られたパネルをつなぎ止める天井部のねじは、本系列では外側からは見えない工法になっている。
内装のカラーリングは白色をベースカラーにし、床敷物は茶色系の砂目柄入りとした。座席モケットの色柄は路線によって異なる。座席構造は209系以来の片持ち式バケット構造であるが、1人あたりの座席幅がE531系と同一の460 mm（201系は約430 mm、209系は約450 mm）に拡幅され、座席自体も座布団の厚みをアップさせたほか、クッション材にSバネの入った柔らかいものに改良された。
客用ドアの客室側は車両間の貫通扉を含めて、従来のJR東日本の通勤・近郊形電車の標準であったステンレス無地から、白色化粧板仕上げとされた。客用ドアの窓ガラスは結露対策として四隅が角ばった複層構造を採用した。このドアの戸先部と出入口部の床面には黄色の警戒色を配し、目立たせている。このほか、ドアの開閉に合わせてドアチャイムの鳴動とドア開閉表示灯の点滅機能を装備する。
ドアエンジン（戸閉装置）は2種類あり、0番台・1000番台・8000番台はスクリュー軸駆動式（ナブテスコ製）、2000番台から7000番台はリニアモーター駆動式。各番台区分とも片側4扉のうち3扉を締め切ることができる「3/4閉機能」スイッチを設置しているほか、0番台と3000番台については車内外のドアスイッチを乗客が操作することで開閉を行う「半自動機能」を有する。
車両間の貫通扉はE231系では2両 - 3両に1か所程度の設置であったが、本系列では各車両の両端部の設置となり、扉は傾斜式戸閉機構を採用した。
袖仕切り部や座席間の握り棒は使いやすさを向上させるため、通路側にせり出した緩やかな曲線状で装着されており、立っている乗客や座っていた乗客が立ちやすいように配慮した形状とした。座席上部にある荷棚はアルミ製の板状のものに、つり革は黒色の二等辺三角形状のもので、これらはE531系で初採用されていた。
側窓ガラスはいずれもUV・IRをカットする熱線吸収ガラスを使用し、カーテンの設置は省略している。窓ガラスは車端部は固定窓だが、各ドア間の大窓は非常時の換気を考慮して、下降窓と固定窓の組み合わせとなっている。
本系列の優先席部は一般席との区分を明確にするため、壁面をクリーム色に、床材を赤色格子模様とした。従来の車両と同じく座席表地を赤系の斜めストライプとし、つり革はオレンジ色品、握り棒は黄色のラバー仕上げとした。さらに優先席を含む両車端部の3人掛け座席部は荷棚とつり革高さを50 mm低くした。また、各番台区分とも編成中の一部車両は、すべての荷棚とつり革を優先席と同じ50 mm低くした仕様を採用した。
冷房装置は集中式のAU726形（グリーン車を除く）で、出力は58.14 kW（50,000 kcal/h）を各車両に搭載する。車内の臭気対策としてJR東日本の一般形電車で空気清浄機を初めて搭載しており、集塵機能と脱臭機能がある。なお、空気清浄機はJR・私鉄の多数の形式にも追加で搭載された。
山手線用のE231系500番台と同様に、自動放送装置や車内の各客用ドア上部に液晶ディスプレイ（LCD・トレインチャンネル・VIS）2基を用いた車内案内表示装置を設置している。自動放送搭載で、急停車時に「急停車します。ご注意ください。Attention（Caution）please.The emergency brakes have been applied.」と注意を喚起する放送もある。平日のラッシュ時間帯（7時 - 9時30分と17時 - 19時30分）および終電時間帯（23時以降）には乗り換え案内などが自動で省略される。

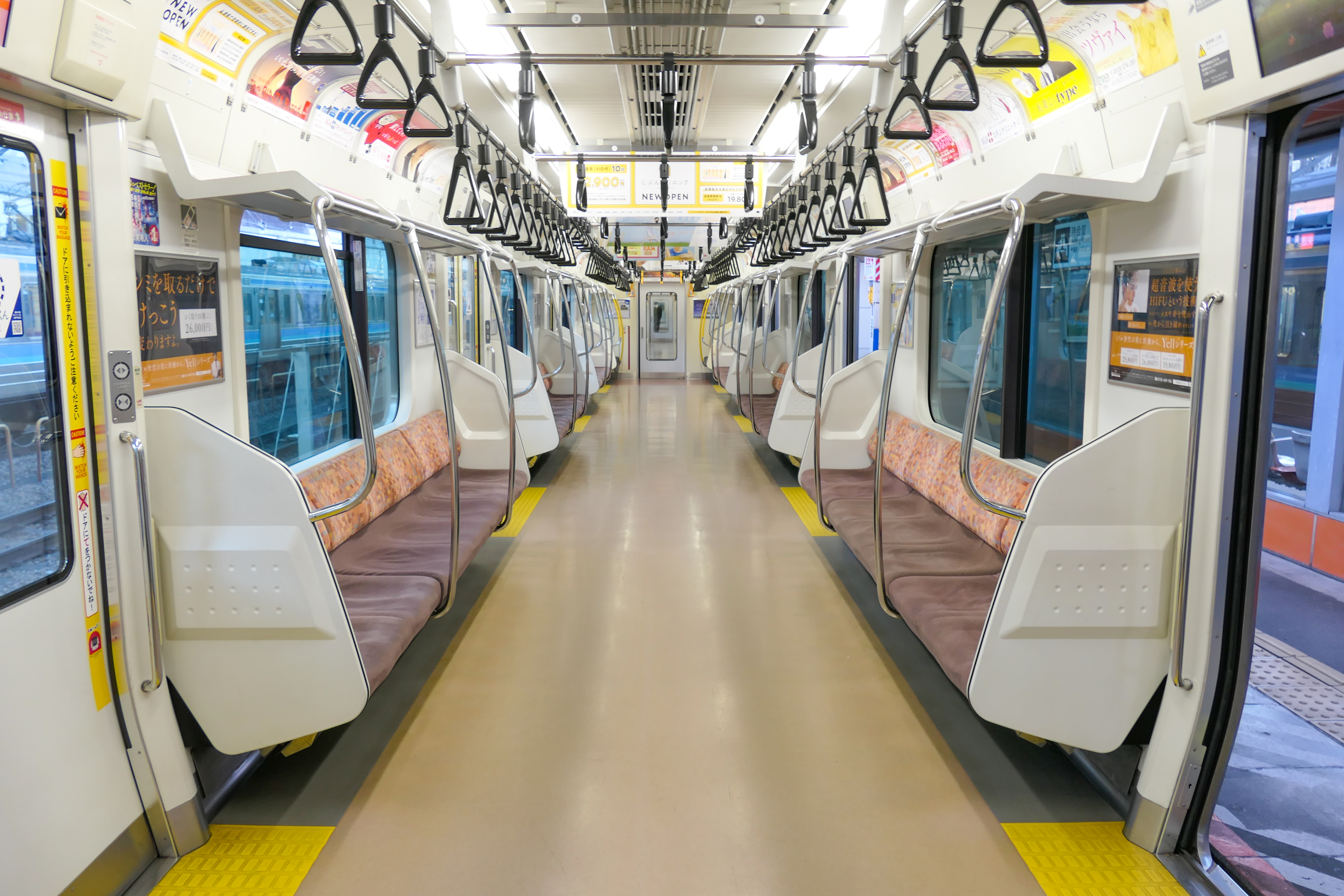
車内全景（0番台）
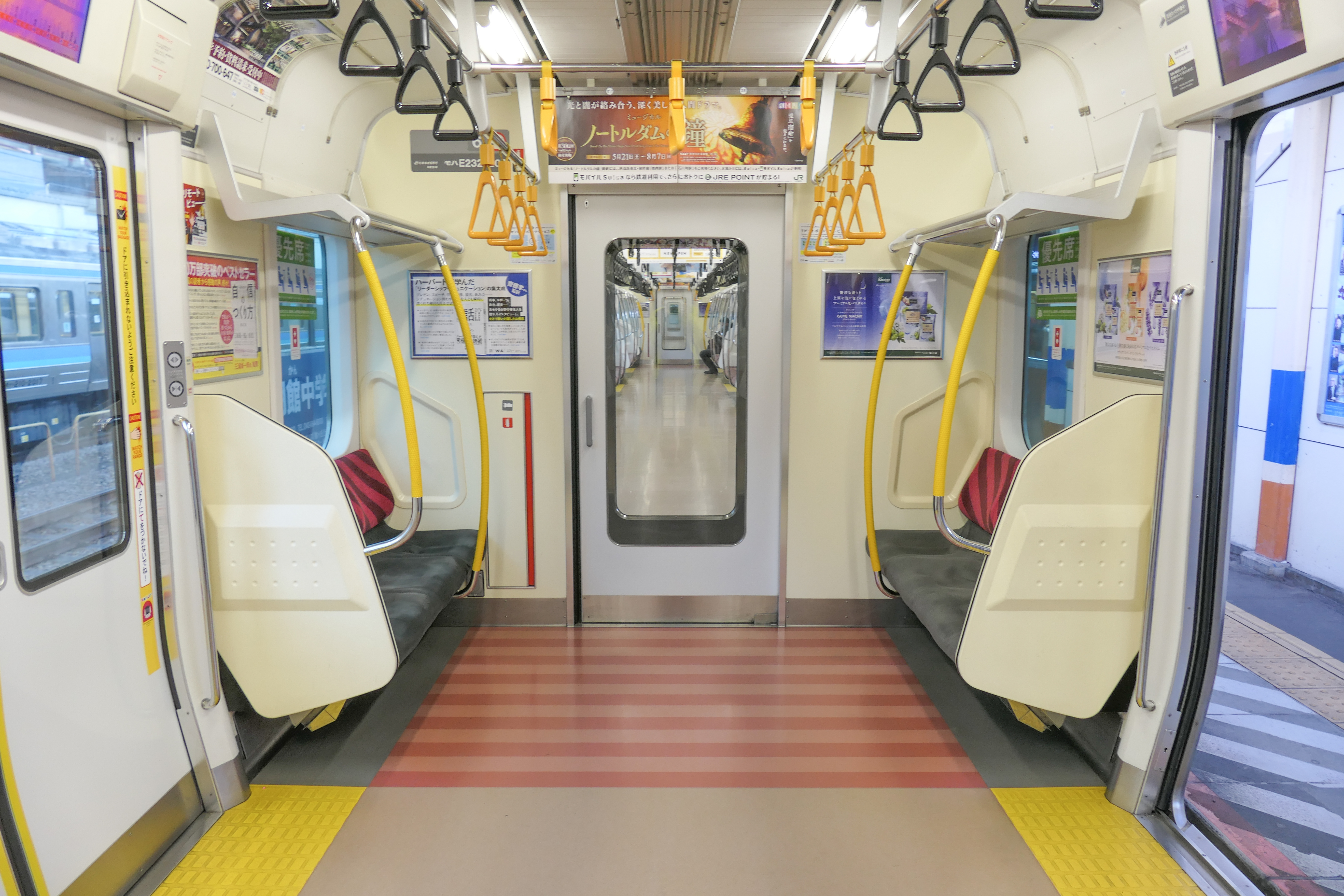
車内優先席付近（0番台）
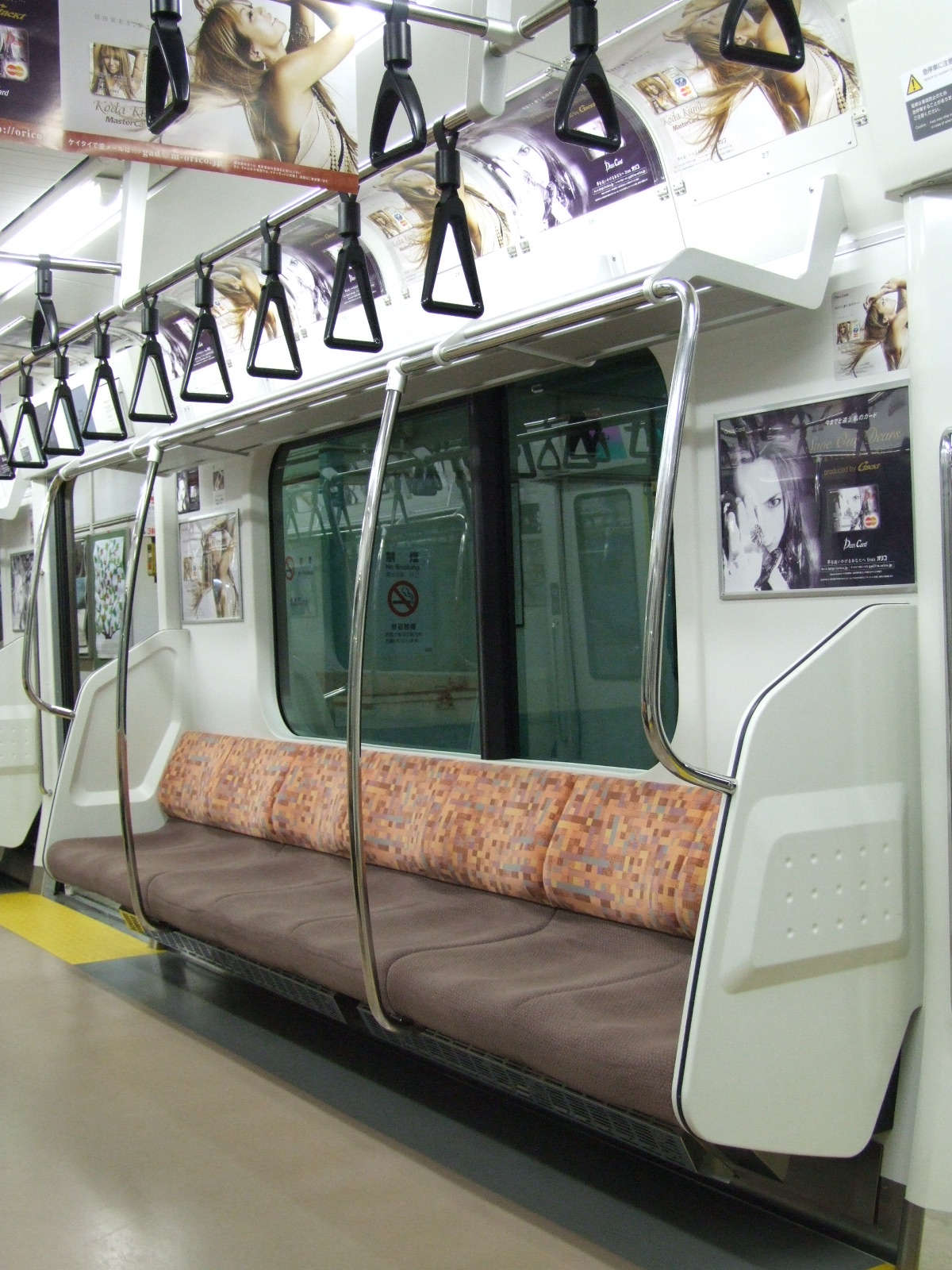
座席（7人がけ）
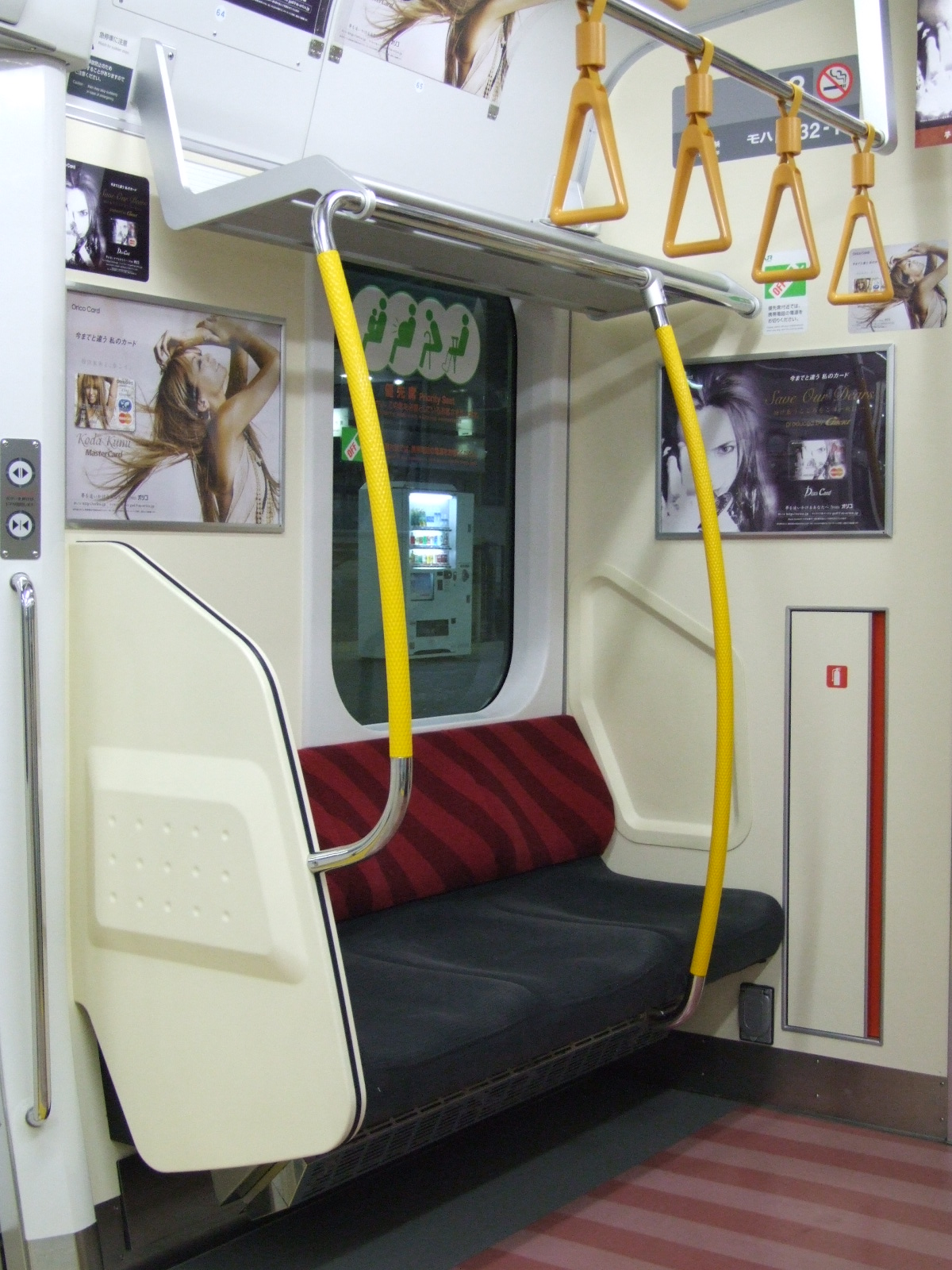
優先席（3人がけ）
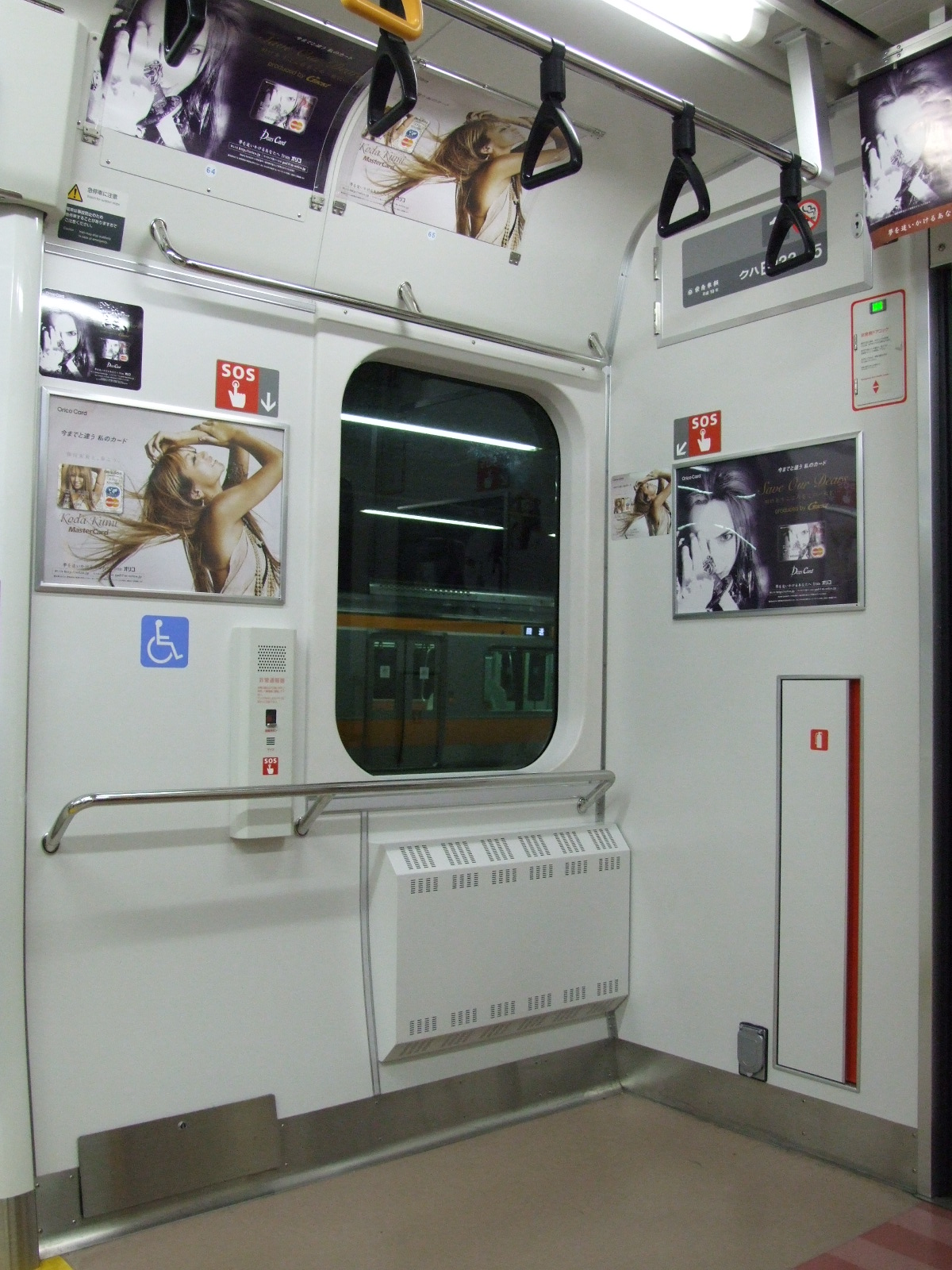
車椅子スペース
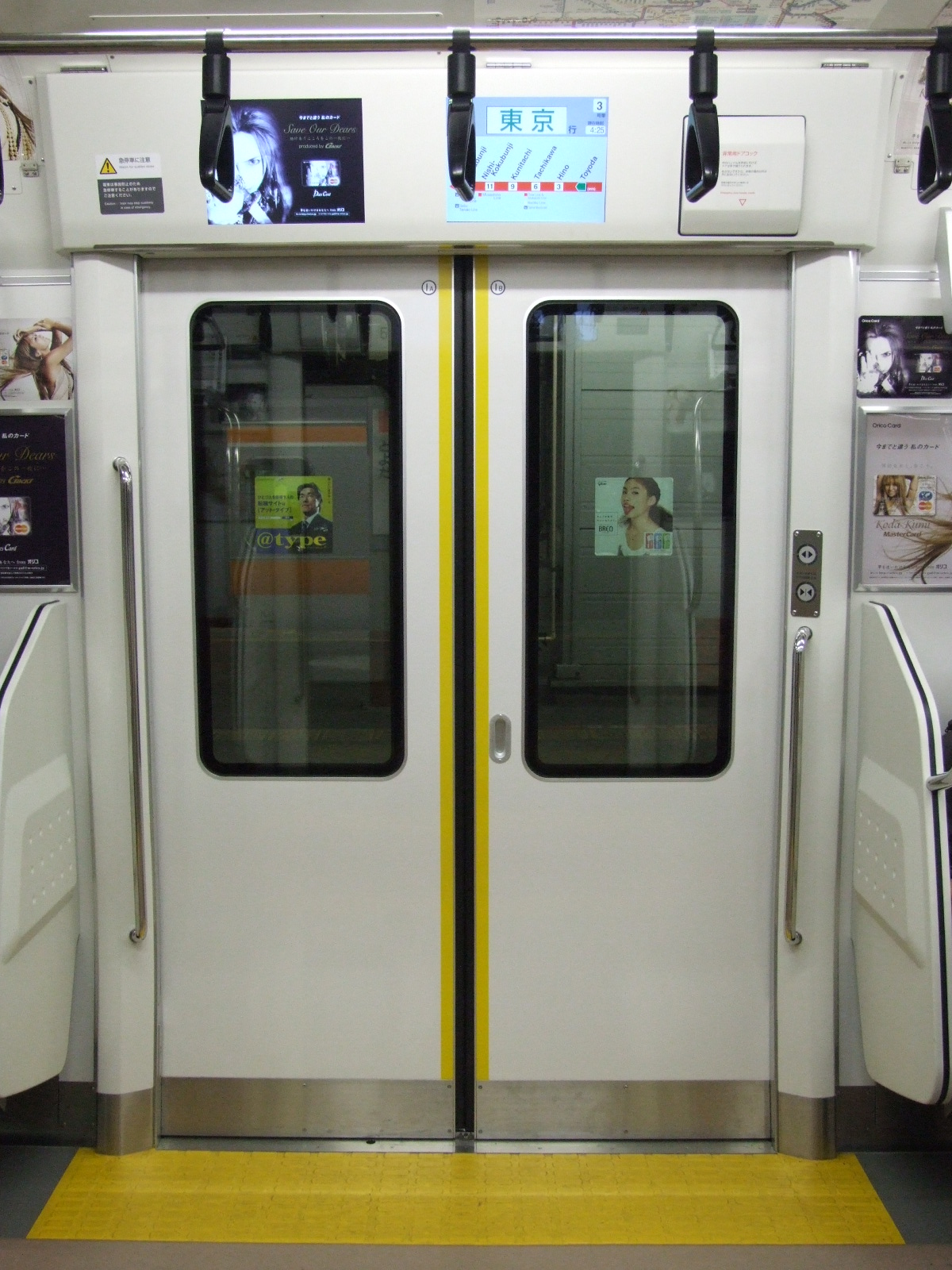
扉（0番台）
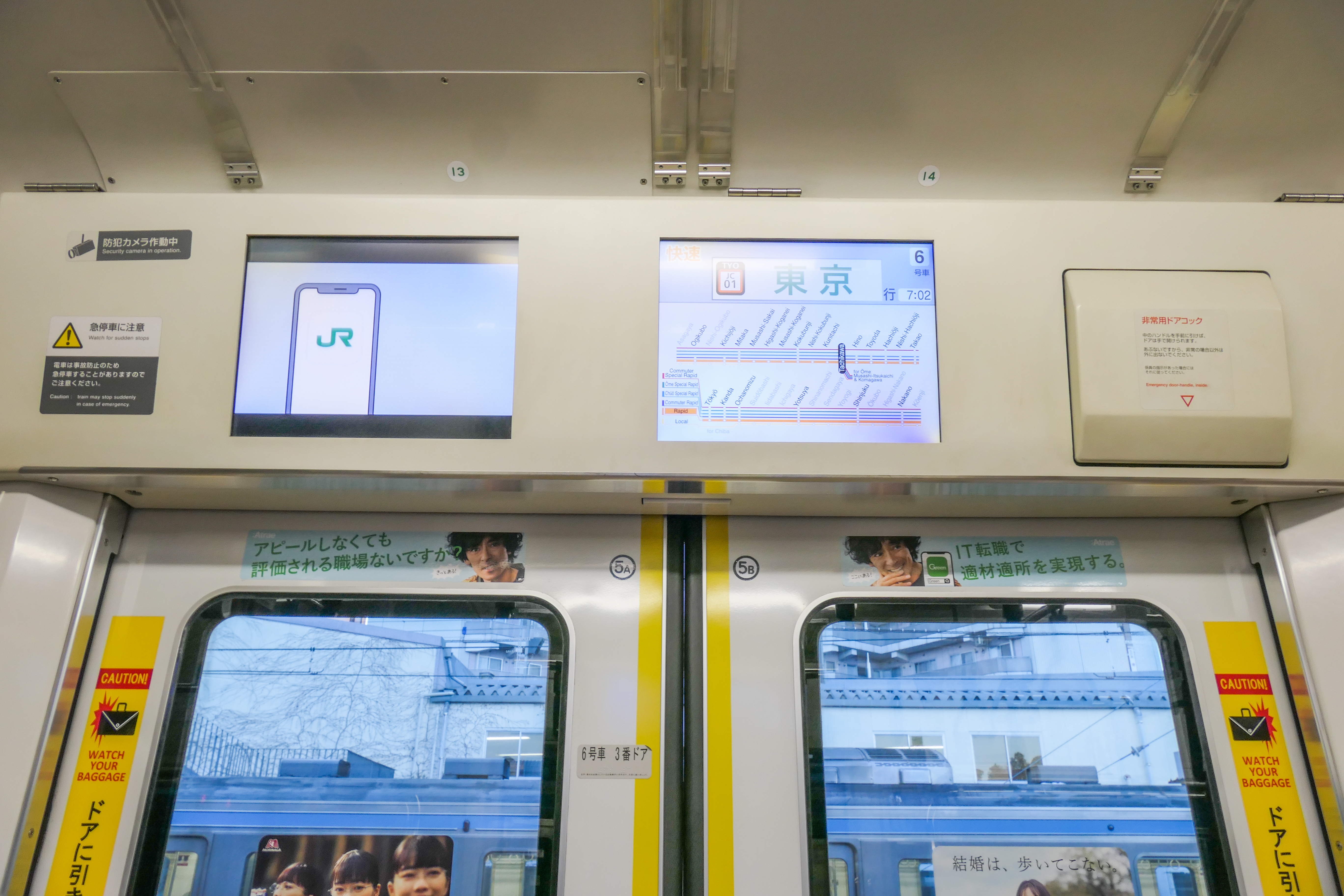
車内案内LCD（0番台）
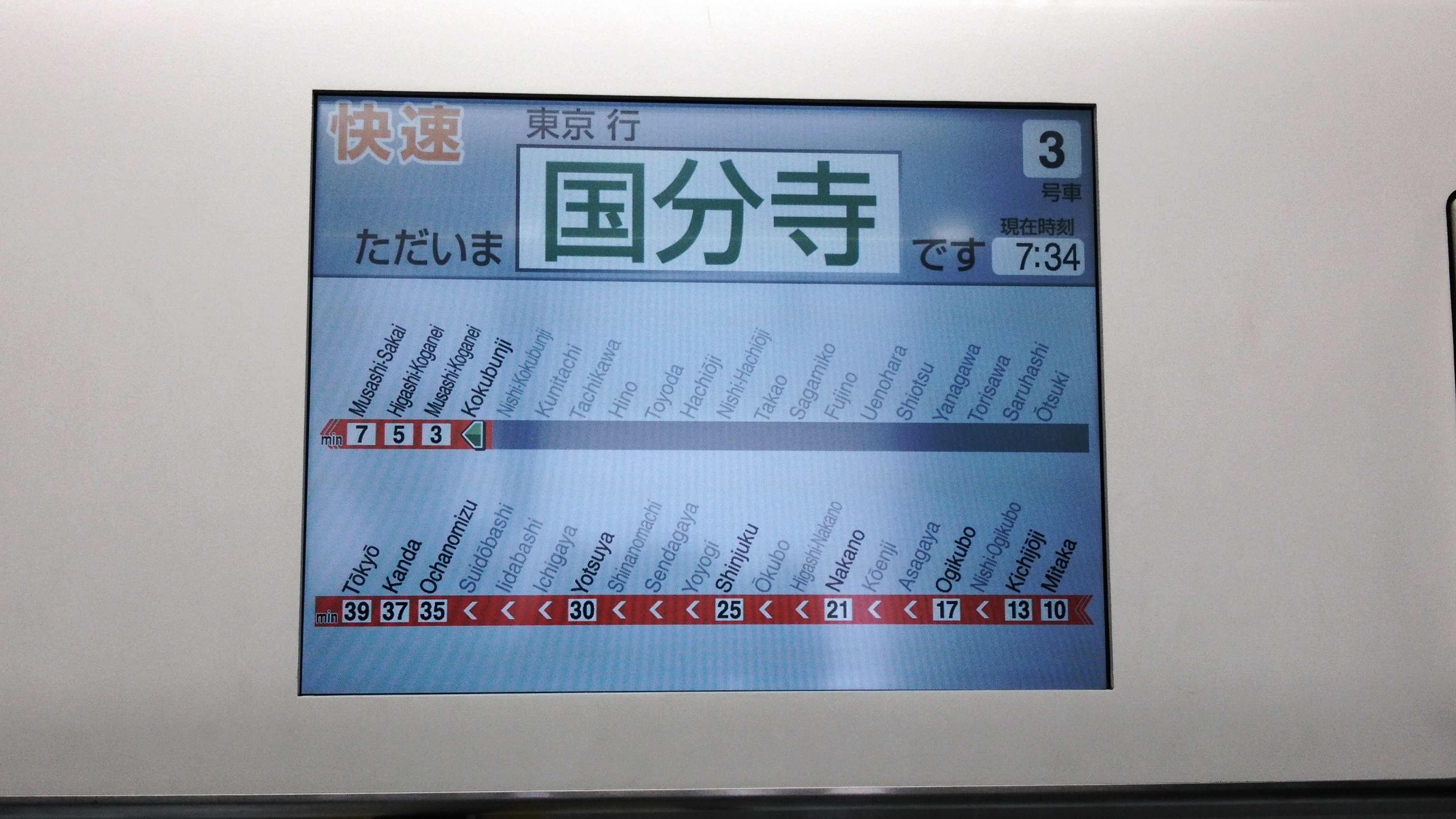
車内扉上部LCDによる案内表示（0番台）
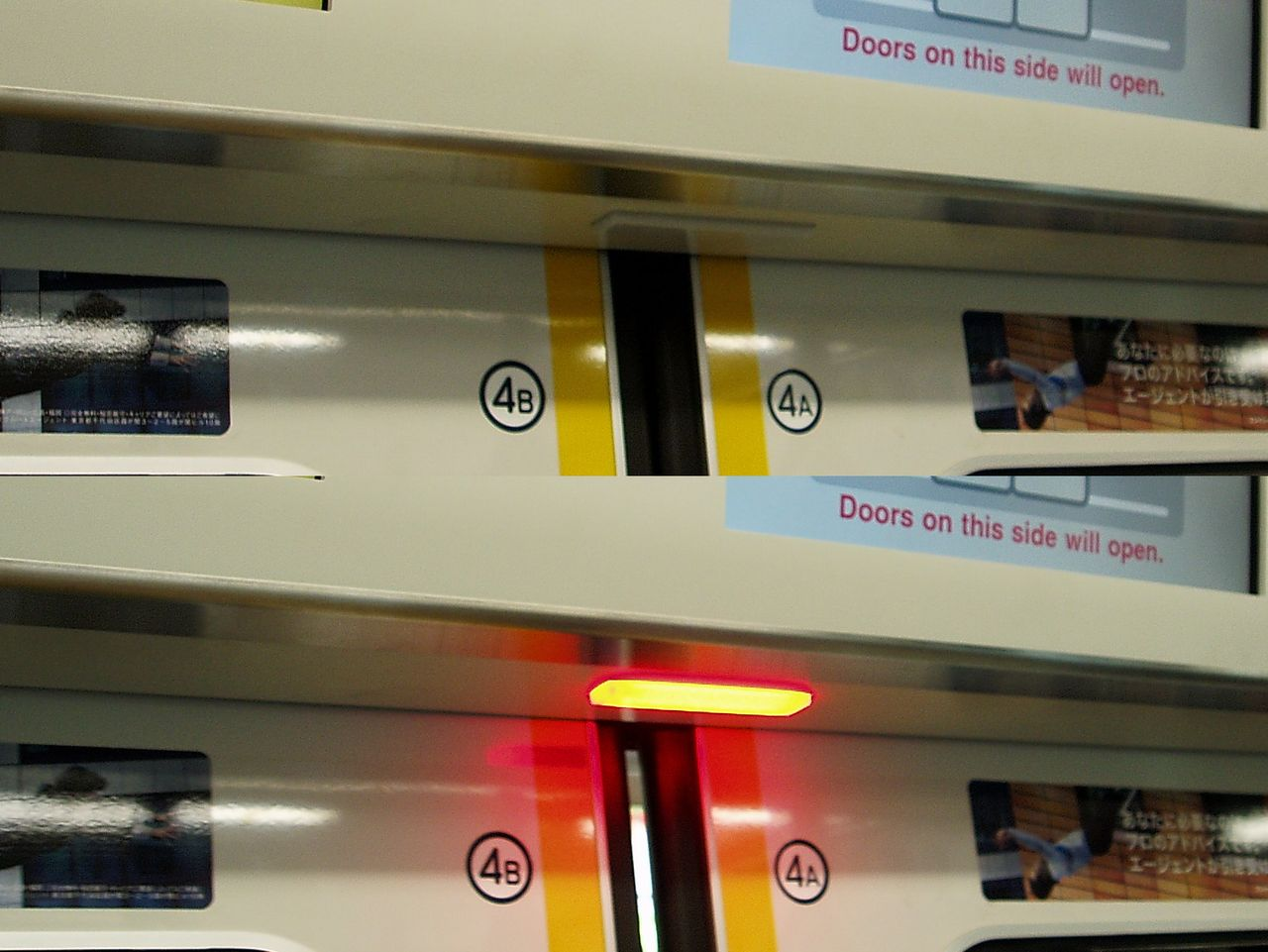
開閉時に点滅するドアランプ（0番台）
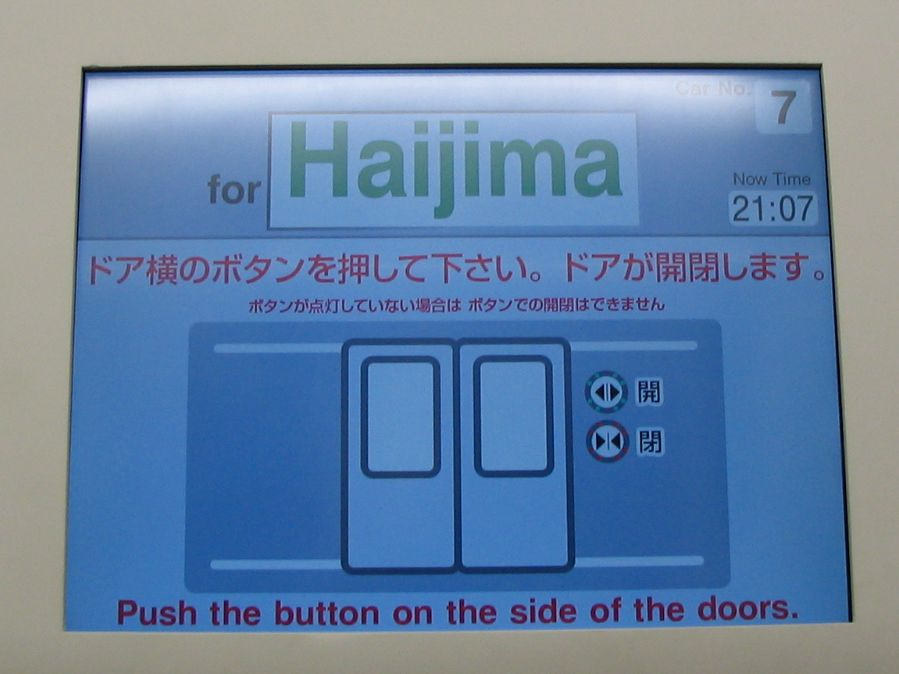
半自動ドア扱い時はドア上LCDでも案内される（0番台）
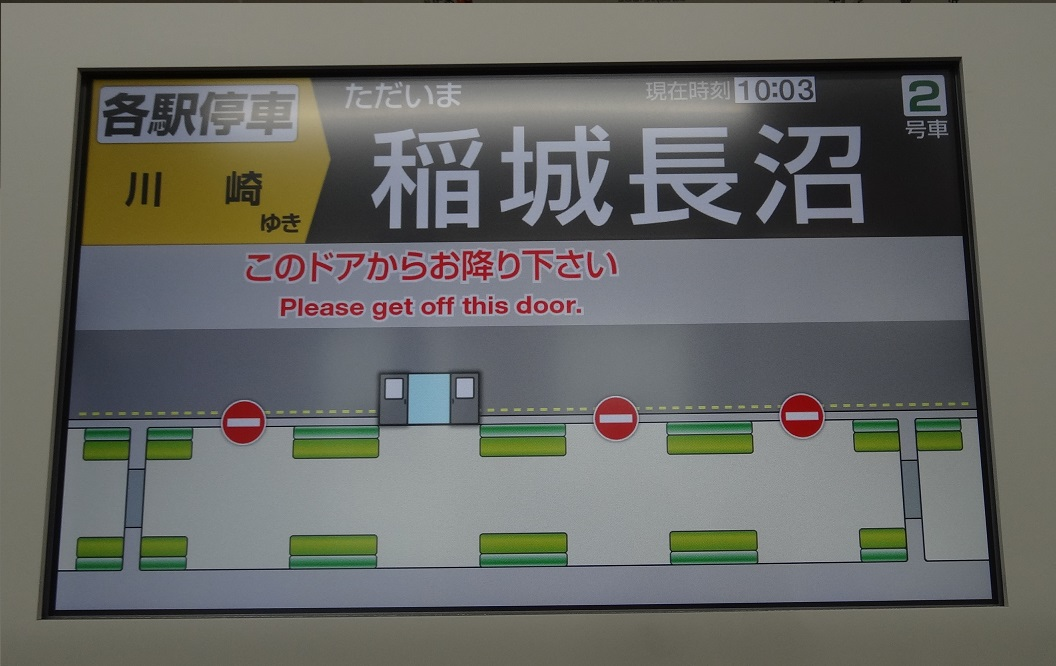
車内保温のためのドアカット（8000番台）
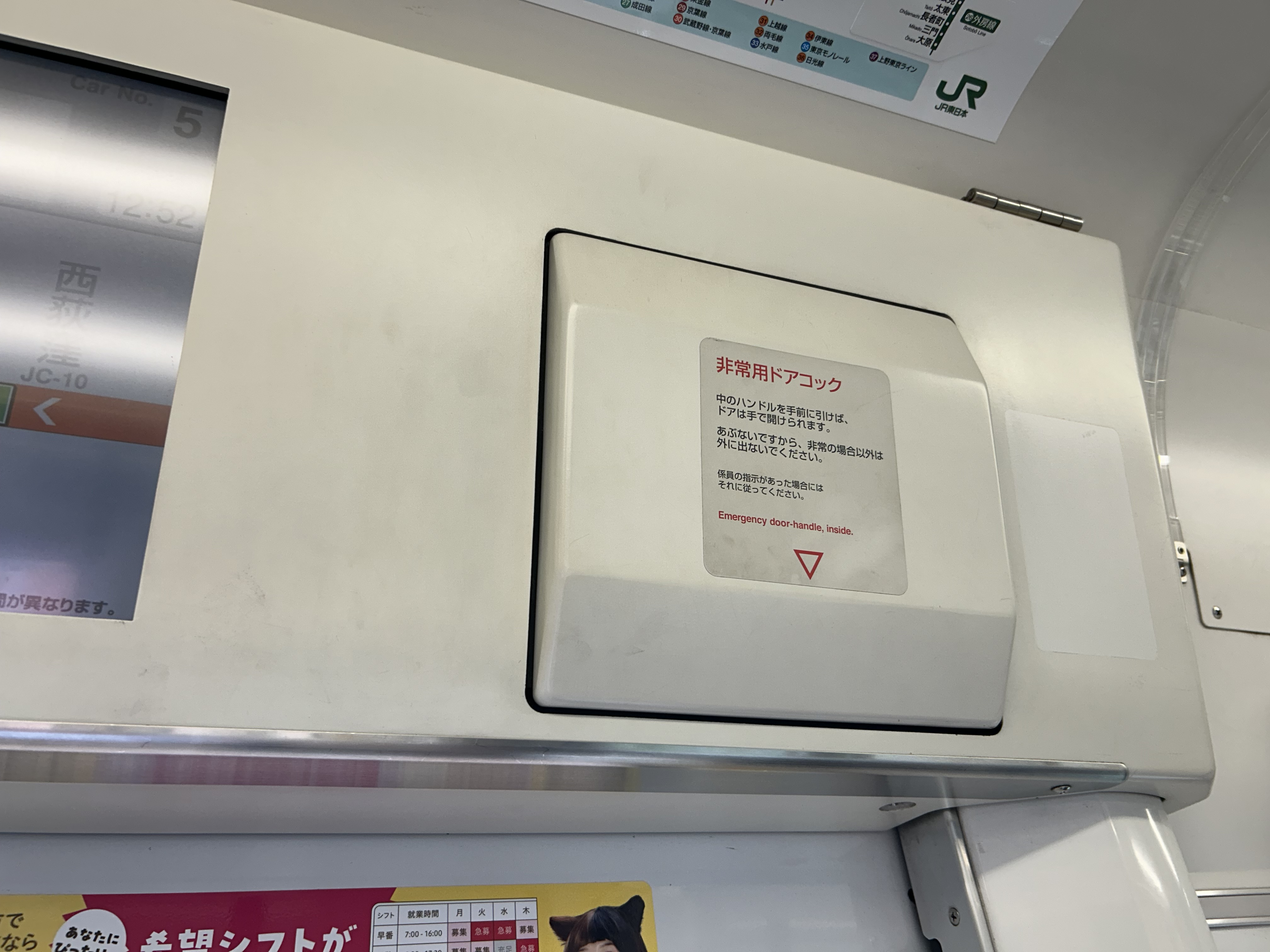
ドアコック（0番台）
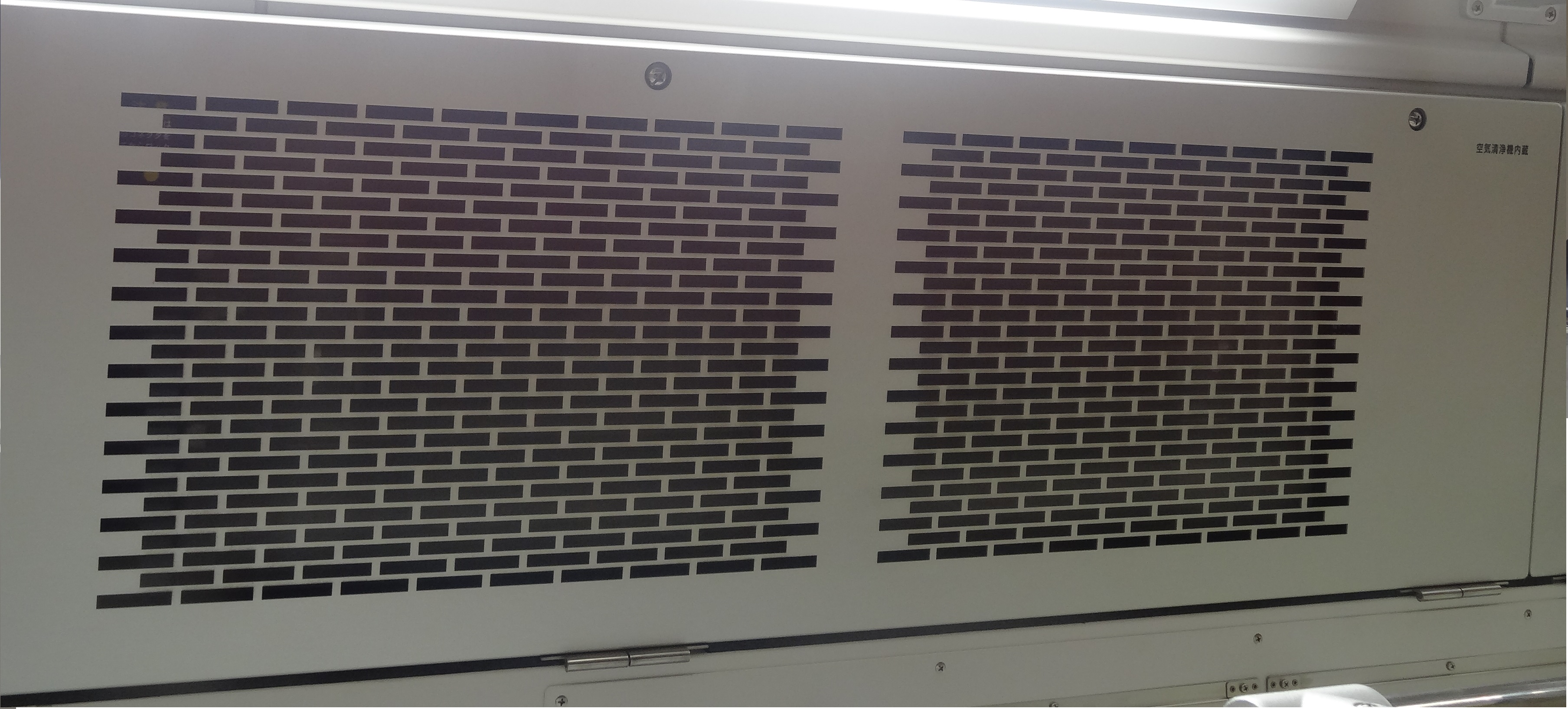
空気清浄機
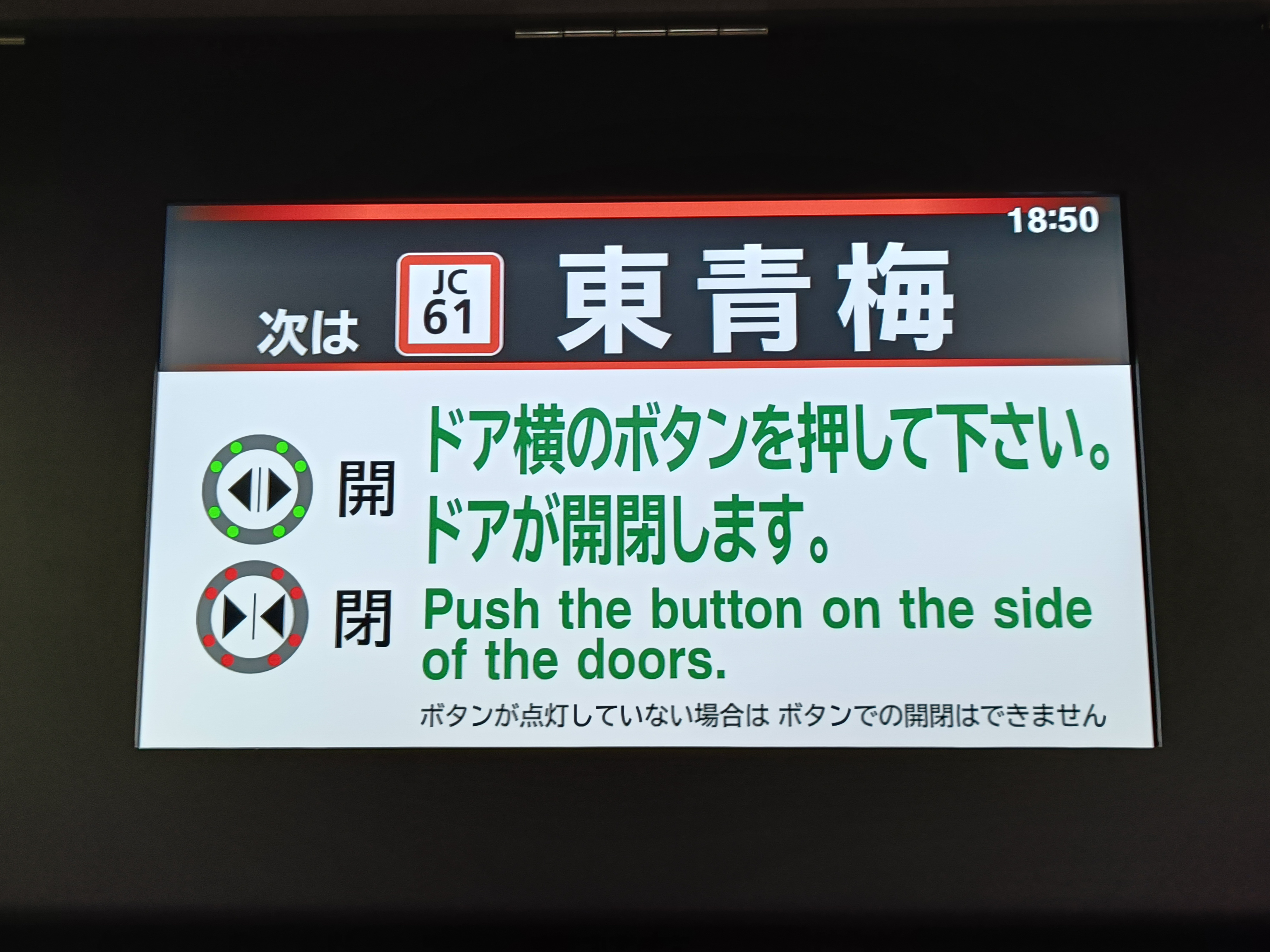
グリーン車の車内のLCD半自動ドア扱い時の表示（0番台）
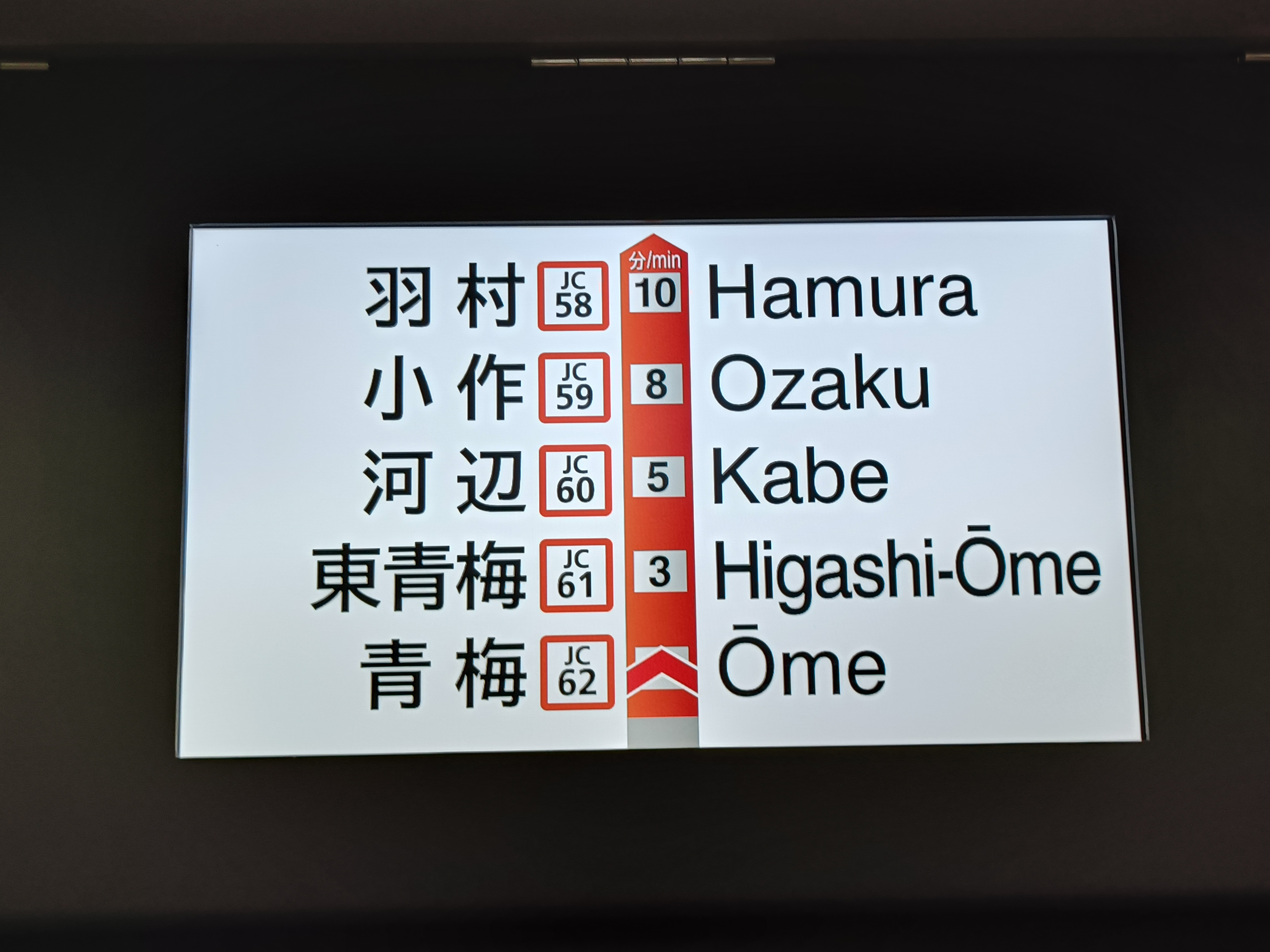
グリーン車の車内のLCDの停車駅案内表示（0番台）

### 主要機器
車両の性能も改良を加え、故障や事故などに備えて同一機器を2基以上搭載（パンタグラフ・空気圧縮機〈CP〉・MT比を上げることでの主回路機器の個数増など）したり、二重化（モニタ装置の伝送・演算部や保安装置・補助電源装置 (SIV) など）を施し、万一片方が故障しても自力走行ができるように、他の鉄道事業者でも一般的となりつつある二重化設計思想がJR東日本の車両として初めて採用された（冗長化）。
本系列においてもE231系で採用した情報制御装置「TIMS」を採用しているが、システムは伝送速度の向上（2.5 Mbps→10 Mbps）や二重系化を図ったものへと改良しており、E231系と同じく、運転台からの力行またはブレーキ指令はTIMSを介してVVVFインバータ制御装置やブレーキ制御装置へ伝えられている。
主制御器はIGBT素子を使用した2レベルVVVFインバータ制御方式。0番台の装置の形式はSC85で三菱電機製、または東洋電機製造製で、質量は828 kgとなっている。電動機制御は1C4M2群構成で、主電動機は出力140 kWのMT75形（連続定格2360 rpm、最高使用回転数5818 rpm）を採用した。歯車比はE531系と同一の1:6.06。
起動加速度は2.3 km/h/s、2.5 km/h/s、3.0 km/h/sが選択可能で、それぞれの運用路線に応じて設定される。ただし、2000番台は地下鉄線内の協定から3.3 km/h/sとやや高めに設定されている。
| 番台区分 | 営業最高速度 | 起動加速度 | 減速度     | 保安装置                                                                       | 出典          |
| -------- | ------------ | ---------- | ---------- | ------------------------------------------------------------------------------ | ------------- |
| 0番台    | 100 km/h     | 3.0 km/h/s | 5.0 km/h/s | ATS-P、ATS-SN                                                                  | [ 22 ]        |
| 1000番台 | 95 km/h      | 2.5 km/h/s | 5.0 km/h/s | D-ATC （ATS-SN（可搬式）も搭載可能）                                           | [ 23 ]        |
| 2000番台 | 100 km/h     | 3.3 km/h/s | 4.7 km/h/s | ATC-10（新CS-ATC）、ATO、ATS-SN、D-ATS-P （ATS-P（可搬式）も搭載可能）         | [ 24 ]        |
| 3000番台 | 120 km/h     | 2.3 km/h/s | 4.2 km/h/s | ATS-P ATS-SN（一部編成は速度照査機能付ATS-SN'） （ATS-Ps〈可搬式〉も搭載可能） | [ 25 ] [ 26 ] |
| 5000番台 | 110 km/h     | 2.5 km/h/s | 4.2 km/h/s | ATS-P、ATS-SN                                                                  | [ 27 ]        |
| 6000番台 | 95 km/h      | 選択制     | 5.0 km/h/s | D-ATC、ATS-P （ATS-Ps〈可搬式〉も搭載可能）                                    | [ 28 ]        |
| 7000番台 | 120 km/h     | 2.5 km/h/s | 5.0 km/h/s | ATACS、ATC-6、ATS-P （ATS-Ps〈可搬式〉も搭載可能）                             | [ 29 ] [ 30 ] |
| 8000番台 | 95 km/h      | 2.5 km/h/s | 4.2 km/h/s | ATS-P、ATS-SN （ATS-Ps〈可搬式〉も搭載可能）                                   | [ 31 ]        |

- 東海道線用3000番台第3編成以降（以降に落成した7000番台・6000番台・8000番台も同様）では、ATS-Ps区間への入線も考慮し、可搬式のATS-Psの搭載に対応している[32]。実際、新津車両製作所製造車では[注 11]、落成後に行われる新潟地区での公式試運転時に搭載している[32]。

補助電源装置はIGBT素子を使用した静止形インバータ（SIV）とし、出力電圧は三相交流440 V、電源容量は260 kVAと大容量を誇る。形式はSC86（0番台・8500番台）またはSC86A（1000番台・5000番台・8000番台）またはSC86B（3000番台）またはSC91（2000番台・6000番台・7000番台）となっており、SC86形系列は東芝製、SC91形は東洋電機製造製。これらの静止形インバータは制御回路等を2台有する「待機2重系」のシステムを採用しており、片方の系統に故障が発生した場合、もう片方の系統が機能することで冗長化が図られる。
空気圧縮機（CP）はE531系で新規開発されたスクリュー式のナブテスコ社製MH3124-C1600SN3形式を採用している（6000番台以降を除く）。集電装置はシングルアーム式のPS33D形パンタグラフだが、常時使用しているパンタグラフの他に、編成で1台は予備のパンタグラフ （通常走行時は折りたたんだ状態）を搭載している。万が一、常用のパンタグラフがすべて使用不能の場合にも1ユニットが使用できるようにされている。
ブレーキ制御は回生ブレーキ併用の電気指令式空気ブレーキで、常用ブレーキはTIMSを介した編成単位でのブレーキ制御を行う。このほか、直通予備ブレーキ、降雪時に使用する耐雪ブレーキ、0番台・3000番台・6000番台・7000番台のみ勾配区間用の抑速ブレーキを有する。
台車はボルスタレス台車を使用しており、軸箱支持装置は209系以来の軸梁式を採用している。この仕様は番台による相違はなくすべてにおいて同一。制御車（クハ：Tc, Tc'）と付随車（サハ：T）が付随台車のTR255形およびTR255A形、電動車（モハ：M、M'）が動力台車のDT71形を装着する。基礎ブレーキは、動力台車がユニットの踏面片押し式、付随台車がユニットの踏面片押し式と車軸に装備されたディスクブレーキによる併用。最高速度が120 km/hであることから通勤タイプではヨーダンパは省略したが、軸バネオイルダンパを装備して縦方向の揺れであるピッチングを緩衝している。ただし、3000番台では全車両にヨーダンパを装着している。
0番台の走行機器

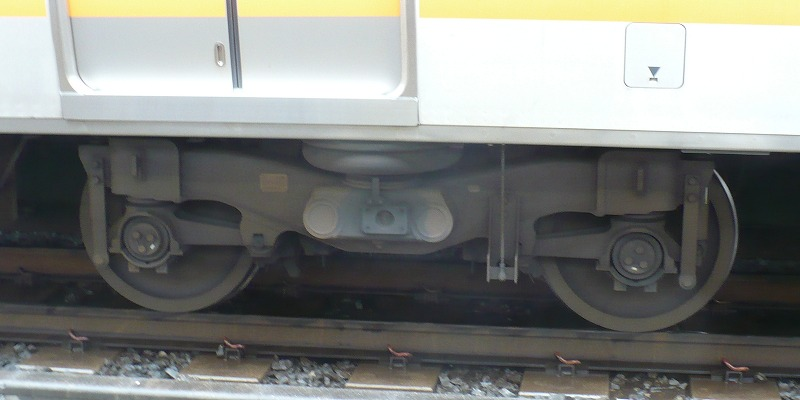
DT71形動力台車
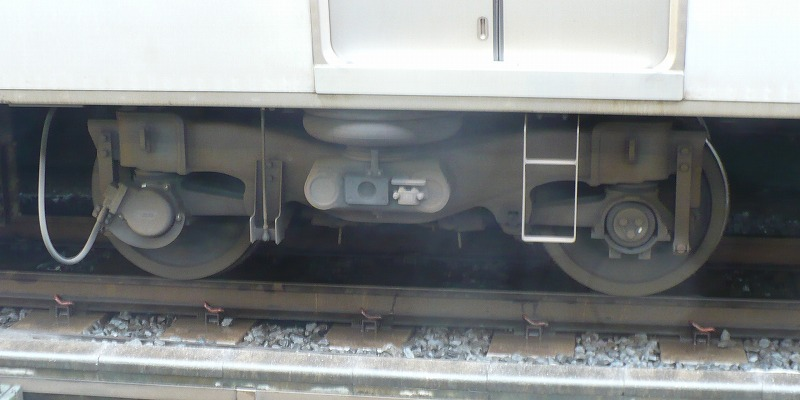
TR255形付随台車
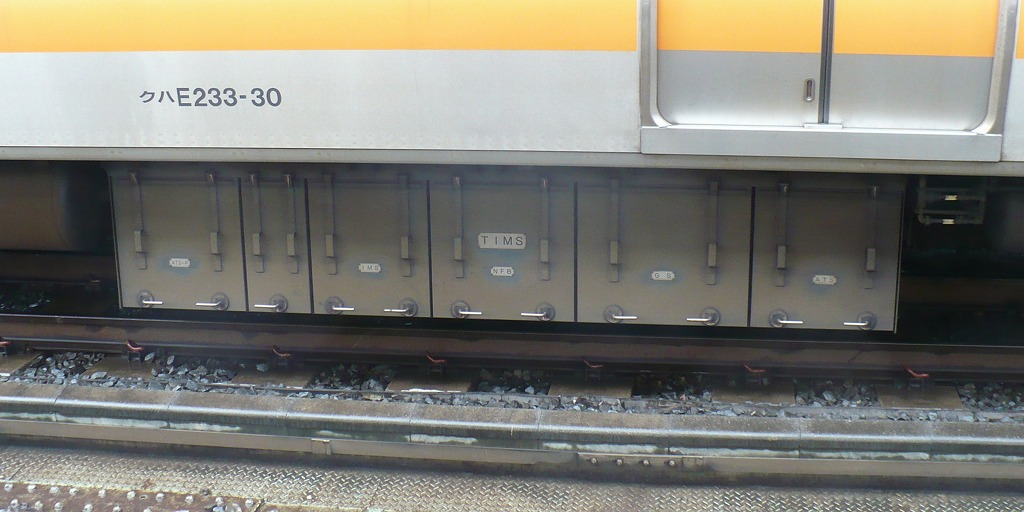
先頭車床下にあるTIMS機器箱 （ATS制御装置内蔵）
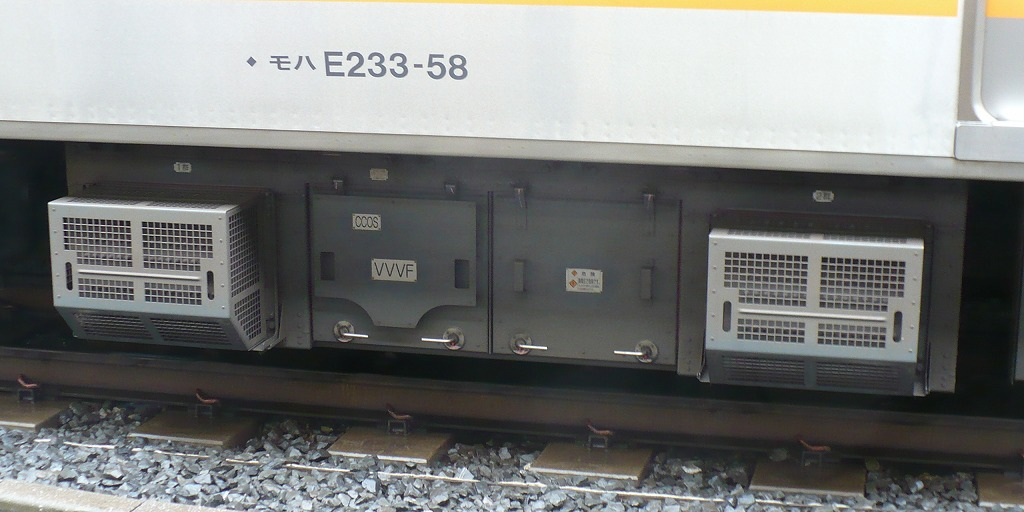
0番台のSC85形VVVF主制御器
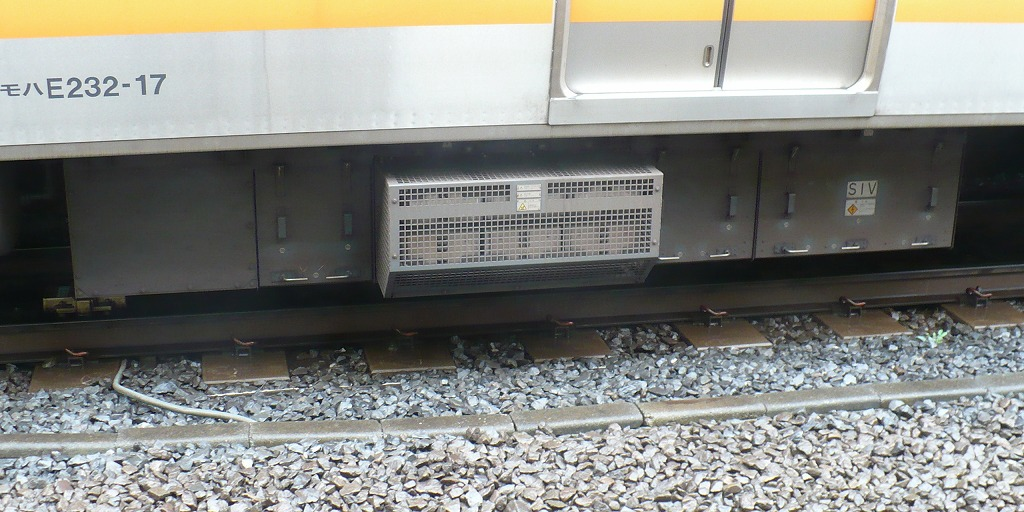
0番台のSC86形SIV電源装置

### 消費電力量
京浜東北線を走行するE233系とその他形式の消費電力量（力行電力量－回生電力量、サービス機器の電力消費は除外）を示す。文献では、E233系は209系に対し、M車比率向上および回生時の粘着性能改善などにより回生電力量が約74 %増加したが、MT比と編成質量の増大で力行電力量も約31 %増加し、全体で209系より約10 %消費電力量が増加したことを指摘している。
| 項目                        | E233系 | 209系 | 205系 | 103系 |
| --------------------------- | ------ | ----- | ----- | ----- |
| MT比                        | 6M4T   | 4M6T  | 6M4T  | 6M4T  |
| 編成質量 (t)                | 310.4  | 249.0 | 294.5 | 363.1 |
| 回生時最大期待粘着係数（%） | 18.5   | 16.0  | 11.6  | ―     |
| 力行電力量（kWh/km）        | 17.05  | 12.97 | 16.16 | 18.12 |
| 回生電力量（kWh/km）        | 7.61   | 4.38  | 4.19  | ―     |
| 消費電力量（kWh/km）        | 9.44   | 8.58  | 11.97 | 18.12 |

### 無線設備
列車無線は、デジタル無線の導入時期であったため列車無線アンテナは先頭車屋根上の前位寄りに2本が設置され、2本の内の受信状態の良いアンテナからの入力を選択する方式のダイバーシティ対応となっている。また、2000番台では、7号車の床下と各車端に、東京地下鉄用の誘導無線用アンテナと先頭車の屋根上に小田急線用の逆L字形の無線アンテナが設置されている。
3000番台以外に標準装備されている客室用の側扉上部のLCD式の車内案内表示装置のコンテンツの更新においては、0番台のミリ波方式から1000番台の無線LAN方式を経て5000番台以降はデータ専用のWiMAX無線を採用しており、専用のアンテナをクハE232の後位屋根上に2本設置してダイバーシティ対応により随時更新が可能となっている。

## 番台別概説

### 0番台

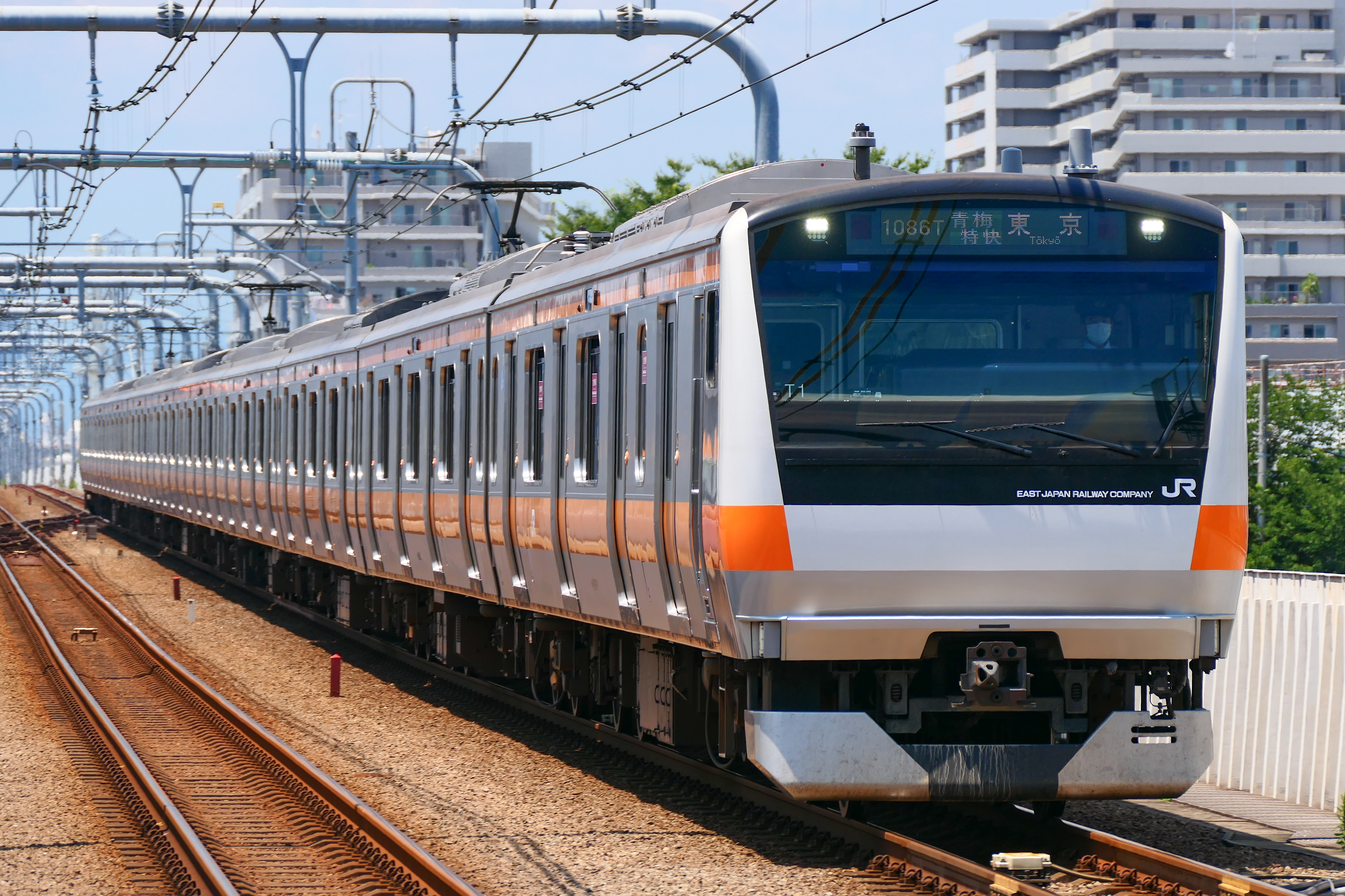
中央線快速電車仕様の0番台T編成（2022年6月30日 武蔵境駅）

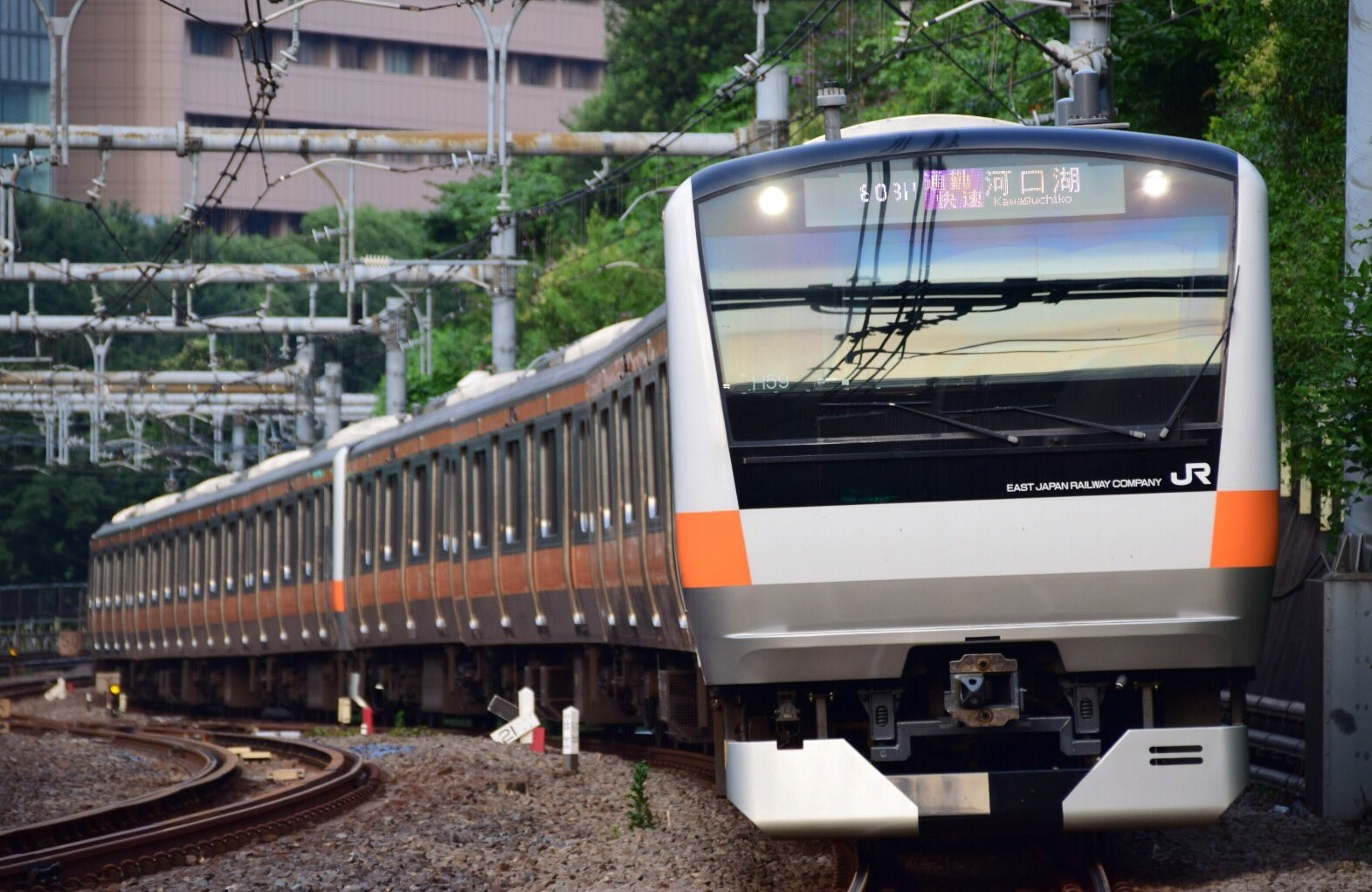
中央線快速電車仕様の0番台H編成（2020年7月7日 御茶ノ水駅 - 水道橋駅間）

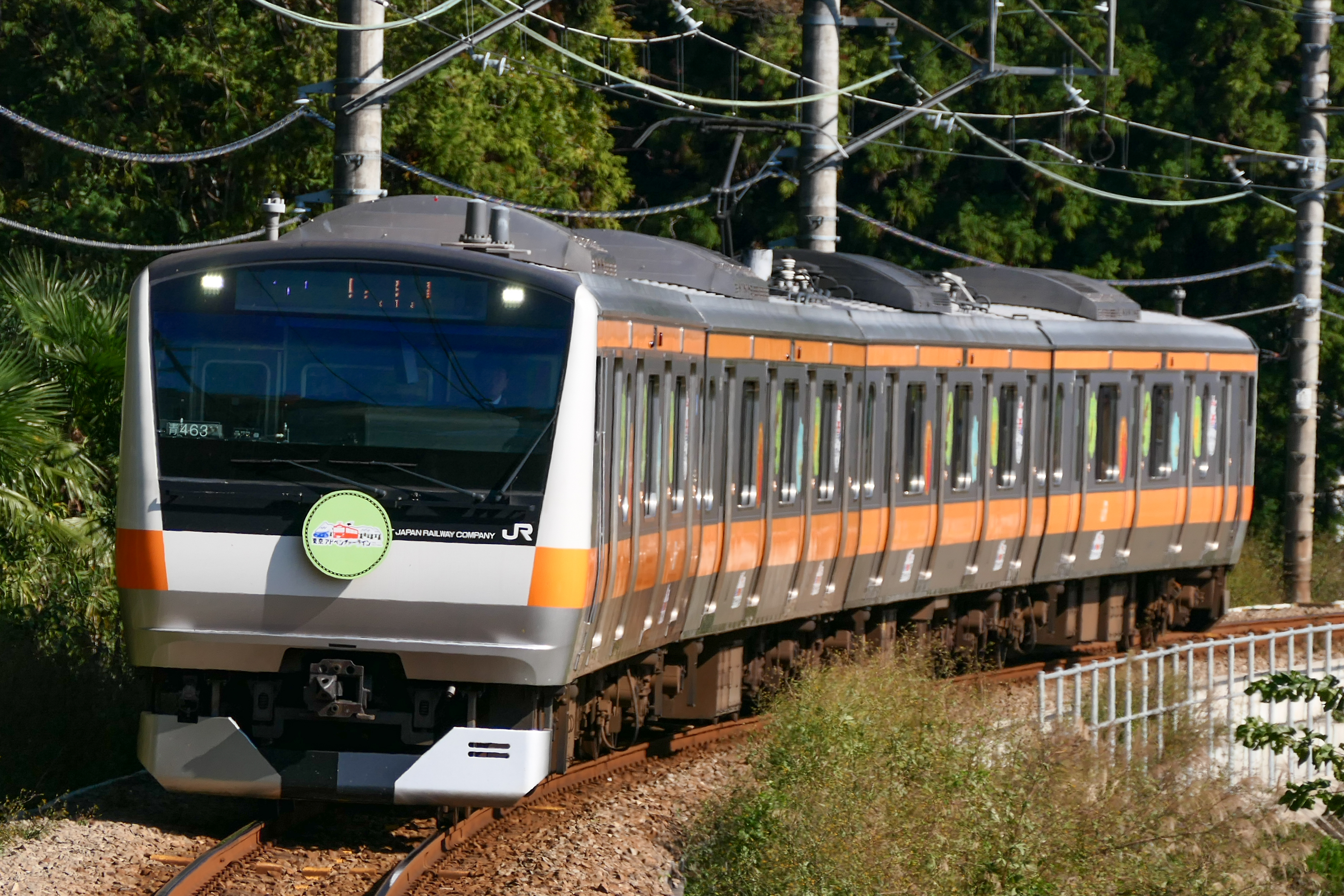
青梅線・五日市線仕様の0番台青編成（2019年11月6日 青梅駅 - 宮ノ平駅間）

中央線快速電車・中央本線・青梅線・五日市線向けの車両で、全編成が豊田車両センターに配置されている。中央線快速電車・中央本線での運用を基本とする10両単独の固定編成43本（T編成・430両）と、6＋4両の分割編成17本（H編成・170両）、青梅線・五日市線での運用を基本とする6両編成10本（青600番台編成・60両）と4両編成8本（青400番台編成・32両）がある（総計692両）。車体の帯には国鉄101系から続く中央線快速電車伝統のオレンジバーミリオンが継承されている。
中央線快速電車の場合、列車種別が6種類と他の路線に比べて多く、車内案内表示器右側の液晶画面に表示される停車駅案内は立川以西における最遠直通先である大月駅（中央本線）、奥多摩駅（青梅線）、武蔵五日市駅（五日市線）、高麗川駅（八高線）、そして富士急行線河口湖駅まで中央線快速電車の路線色であるオレンジ色のラインで描かれており、201系時代の停車駅案内より枝分かれが多くなっている。当初は、これを2画面（青梅駅・奥多摩駅発着または富士急行線に乗り入れる際には3画面）に分けて表示していた。後に、東京駅 - 高尾駅間発着の場合は1画面表示、中央本線大月方面や青梅線系統に乗り入れる場合は2画面表示に改められた。また、快速運用時に201系では種別は表示していなかったが、本系列ではオレンジ色の背景に白文字で表示されるようになった。表示されるのは上り線の全区間と下り線の快速運転区間（平日：東京駅 - 中野駅間、土曜・休日：東京駅 - 吉祥寺駅間）のみで、これ以外の区間では列車の行き先と次の停車駅（側面のみ）が表示されている。また、中央特快・青梅特快・通勤快速の下り列車はこれらが各駅停車になる立川駅ですべて上記と同じようになるが、種別表示を出したまま運転する場合がある。早朝・深夜に運転されていた各駅停車も、緩行線を走行する三鷹駅までは種別を表示し、三鷹駅到着時に種別表示を消していた。各駅停車の種別表示は緩行線を経由する列車のみが対象となっていたため、立川発大月行きや高尾発武蔵小金井行き（最終電車）といった複線区間のみを運行する列車は全区間で種別を表示しない。上り東京行き電車では、各駅停車から通勤特快までのいずれの種別も、終点まで通過駅のない御茶ノ水駅 - 東京駅間で種別表示を消している場合がある。
客用ドアは、中央本線相模湖駅 - 大月駅間・青梅線青梅駅 - 奥多摩駅間・五日市線・八高線の夏季・冬季の室内保温を目的として半自動扱いが採用されたほか、各車両のドア1か所を除いて閉め切ることが可能な「3/4閉機能」スイッチも設置されている。また富士急行線禾生駅ではホーム有効長の関係で4両編成の最後尾1両はドアカットとなるため、4両編成はこれらの機能を有する。なお、半自動ドア扱いで運転される場合は、ドアスイッチのランプが点灯している時にドアを開閉することができるほか、液晶画面にその旨が表示される。半自動ドア扱いは八高線は乗り入れ当初から、中央本線相模湖駅 - 大月駅間と富士急行線は2008年1月4日より、青梅線青梅駅 - 奥多摩駅間（青梅駅は立川方面行きを除く）と五日市線では2008年3月15日より、立川駅 - 青梅駅間（立川駅は中央線快速電車への直通電車を除く）では2011年7月23日より開始した。
車内の座席モケットは赤茶色系の濃淡柄。座席背もたれの柄は「情報の歴史」を表現したもので、テレックス - バーコード - QRコードのパターンを採用した。10両編成時に1・10号車となるクハE232形・E233形の0番台に車椅子スペースを設置し、分割時の6・7号車となるクハE232形・E233形の500番台には設置されていない。本番台区分では女性専用車両となる1号車（クハE233形0番台）のすべての荷棚とつり革の高さを優先席と同じタイプの50 mm低くした。
201系の先頭車前面中央にあった列車種別表示器は本系列では装備していないが、中央線快速電車で運用される本番台ではそれを踏襲して、前面の行先表示器には「列車種別＋行き先」の表示のほかに、枠全体に列車種別が表示されるようになっている。なお、前述の種別表示が消える区間では列車種別のみの表示はされない。201系同様、0番台では行先表示器に路線名（中央線・青梅線・五日市線・八高線・富士急行線）表示は行わない。
青梅線・五日市線・八高線・富士急行線での連結・切り離しの関係で、201系と同一の10両単独の固定編成（T編成・T1 - ）と分割可能な6＋4両編成（H編成・H43 - ）の2種類の10両編成で製造されている。6＋4両編成の場合、中央線快速電車運用の201系では東京方に4両編成を連結していたが、本系列では高尾方に4両編成を連結する。高頻度運転を行う中央線快速電車の性格から、MT比はE231系の基本構成となっている4M6Tから6M4Tとして加減速性能を向上させ、従来の201系より数分程所要時間を短縮させた。
本番台で最初に東急車輛製造で落成したH43編成は、2006年9月21日に逗子駅から豊田電車区（当時）まで公式試運転を兼ねて自力回送された。この編成は同年11月11日の豊田電車区40周年記念イベントに展示車両として初めて一般公開された後、翌12月2日に試乗会を開催して八王子駅 - 相模湖駅間を運転した（本系列にちなんで233人が乗車）。出場後中央線快速電車内での試運転を開始し、同月26日の豊田5時10分発上り各駅停車東京行き（列車番号528H）から営業運転を開始した。
2007年9月からは青梅線・五日市線向けの車両も落成し、同年11月5日から営業運転を開始した。なお、両線向けの車両の編成番号は6両編成が「青600」番台が、4両編成は「青400」番台が付与されている。当初、6両編成が主に立川駅 - 武蔵五日市駅間で運用されていたが、2008年2月19日に青梅駅などで201系からE233系への集中的な車両交換が行われ、この時点で立川駅 - 青梅駅間・青梅駅 - 奥多摩駅間とも、ほとんどが本系列に置き換えられた。なお、運用の都合で10両編成組成時の600番台と400番台の下2桁は異なる場合もある。

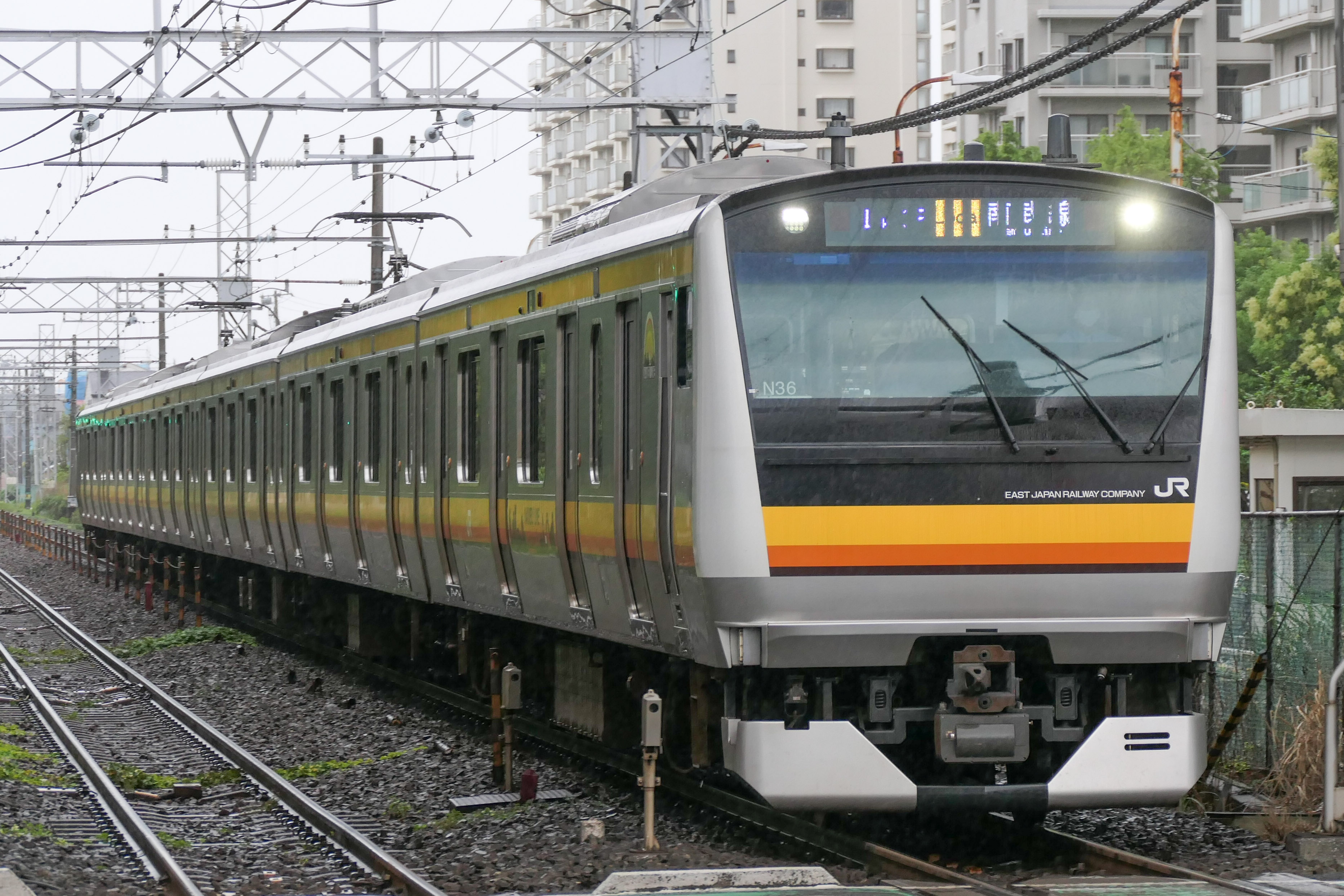
南武線に転用された青670編成
現：8500番台N36編成
（2021年6月19日 鹿島田駅）

H58編成は、当初青658編成・青458編成として製造されたが、2008年（平成20年）4月1日にH58編成に変更された。またH編成の最後となるH59編成は青梅線運用の余剰のため、2015年（平成27年）5月1日に青659編成・青459編成からH59編成に変更された。2017年には、青600番台編成1本（青670編成）が改造工事の上で8500番台となり、8000番台が営業運転を行っている南武線に転用されている。
青661編成は2008年9月8日に東青梅駅 - 青梅駅間で起きた踏切障害に伴う脱線事故のため、クハE232-519を除いた5両がJR東日本新津車両製作所で代替新造された。内装品などの一部は元の車体のものが再利用されているが、一部1000番台に準じたマイナーチェンジが行われている。また、書類上は修理の名目となる代替新造のため廃車扱いにはならず、製造も元の車体と同じ川崎重工業扱いとなっている。

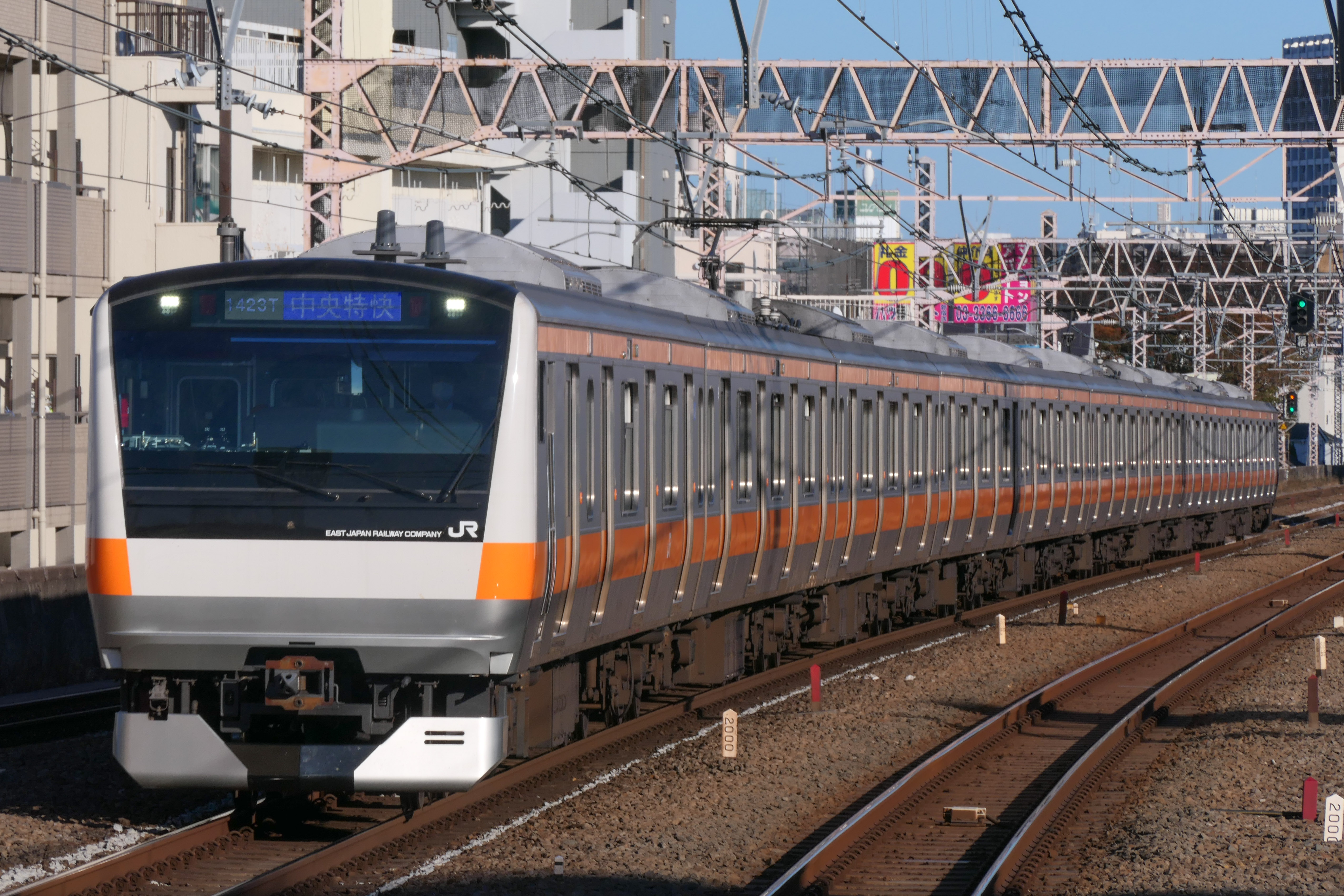
2020年に増備されたT71編成（2020年11月17日 西荻窪駅）

2020年（令和2年）6月にはT71編成が製造され、約12年ぶりに0番台が増備された。既存の0番台とほぼ同仕様で製造され、グリーン車組み込み準備はされていない。客室内の各ドアの上部に設置されている液晶ディスプレイは、既存編成に合わせて縦横比率4：3の15インチ画面となっている。また、防犯カメラは鴨居部への設置ではなく蛍光灯横への設置となっている。

#### 中央線快速用グリーン車
2024年に、中央線快速電車・中央本線の本系列で運行する全列車と、青梅線の中央線快速電車と直通運転を行う列車にグリーン車2両が組み込まれた。グリーン車は東京寄りから4・5両目に組み込まれ、10両貫通編成は12両編成に、分割編成の6両編成は8両編成になる。グリーン車は、東京駅の中央線ホームが島式1面2線しかない極めて小規模な配線の都合上、折返し時間が短いことを踏まえ、乗降の迅速化を図るため、客用扉が両開き式となる。当初は2020年度に導入予定であったが、12両化に伴う駅工事などに想定以上の時間がかかることが判明したことや、世界的な半導体不足の影響もあり、延期となった。
2022年7月にグリーン車2両（サロE233・E232 - 1）が登場し、2022年7月27日からH57編成にてグリーン車2両を組込んだ試運転を開始した。2023年11月13日からはH53編成にグリーン車4両を組み込んだ試運転が開始され、ダブルデッカー車を4両連結した姿が100系新幹線「グランドひかり」を彷彿とさせることから、鉄道愛好家からは「グランド中央線」などの名で親しまれた。
2024年10月13日よりグリーン車を連結した編成の営業運転を開始した。グリーン車は2025年3月15日のダイヤ改正までは普通車扱いとなり「お試し期間」として乗車券のみで利用できた。

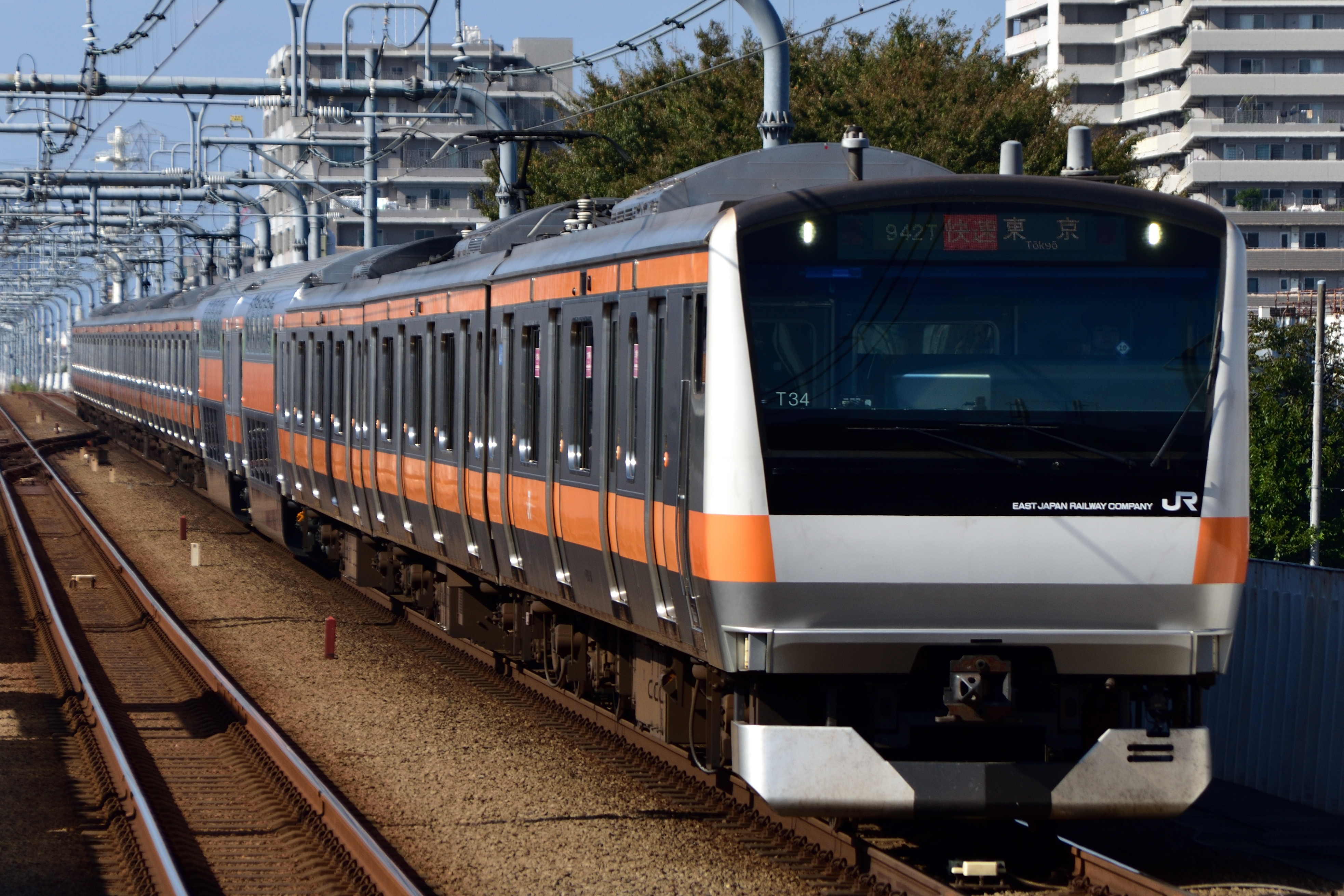
グリーン車を連結したE233系0番台T編成（2024年11月4日 武蔵境駅）
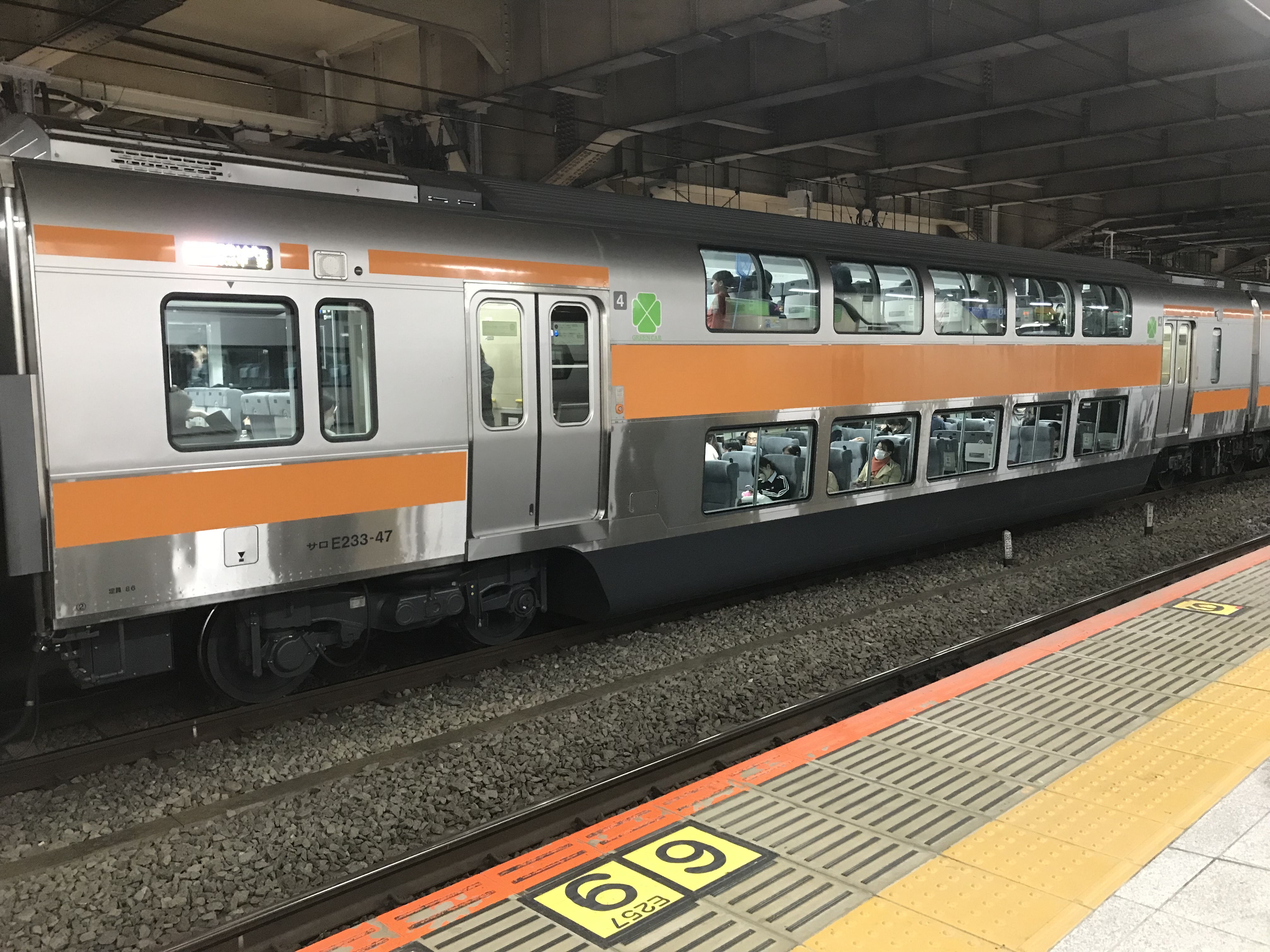
サロE233形0番台（2024年11月23日 新宿駅）
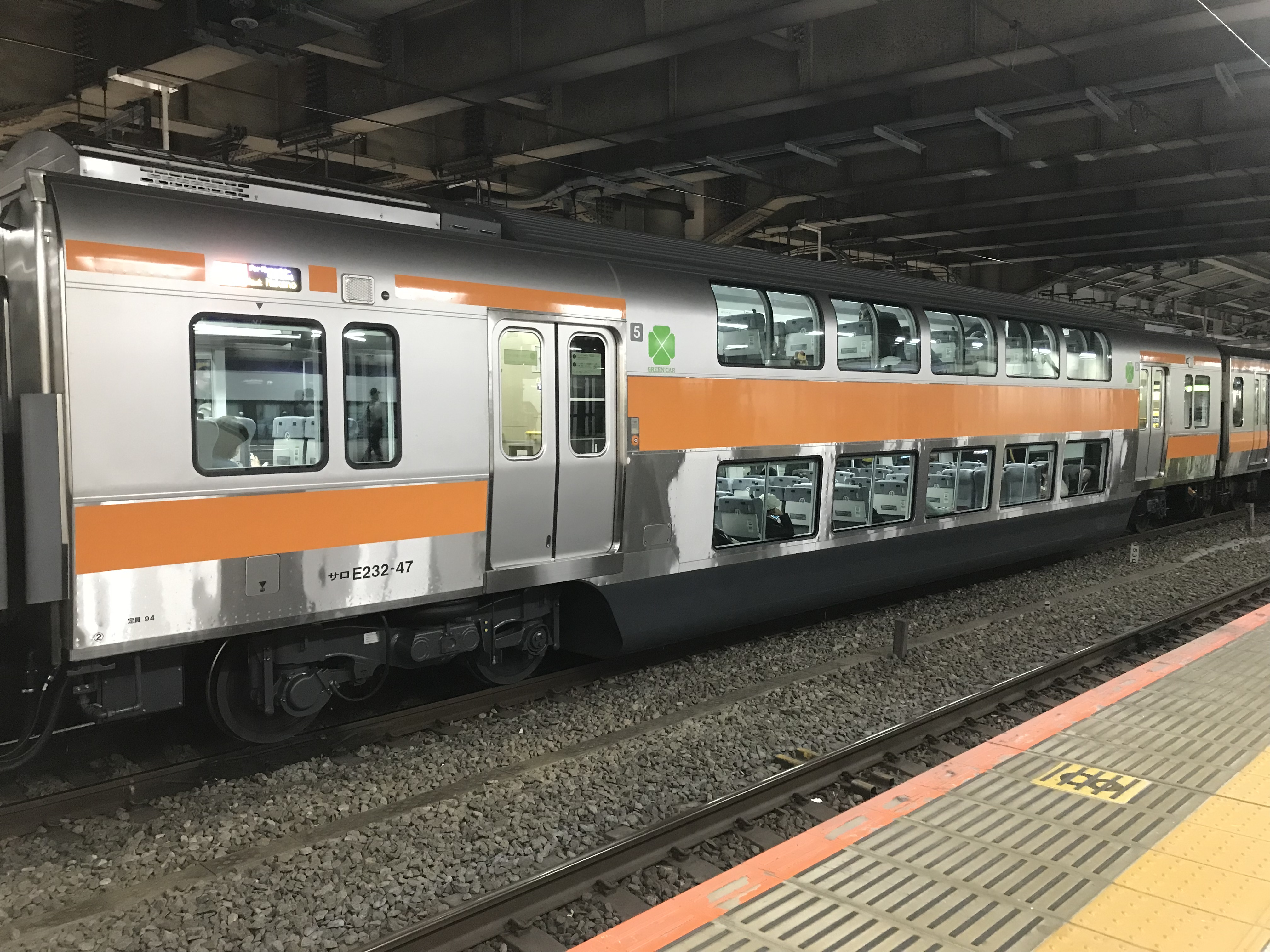
サロE232形0番台（2024年11月23日 新宿駅）
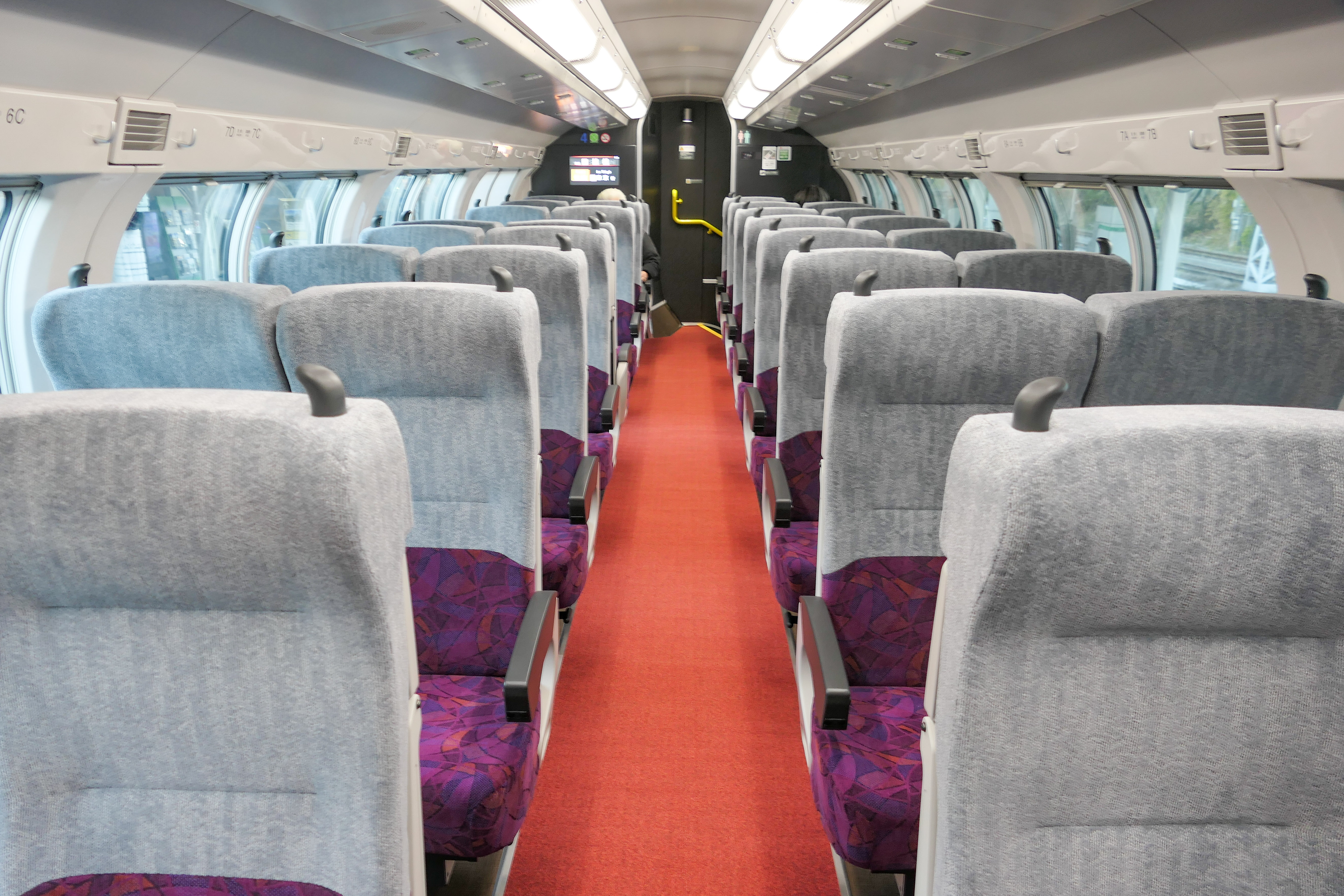
2階席
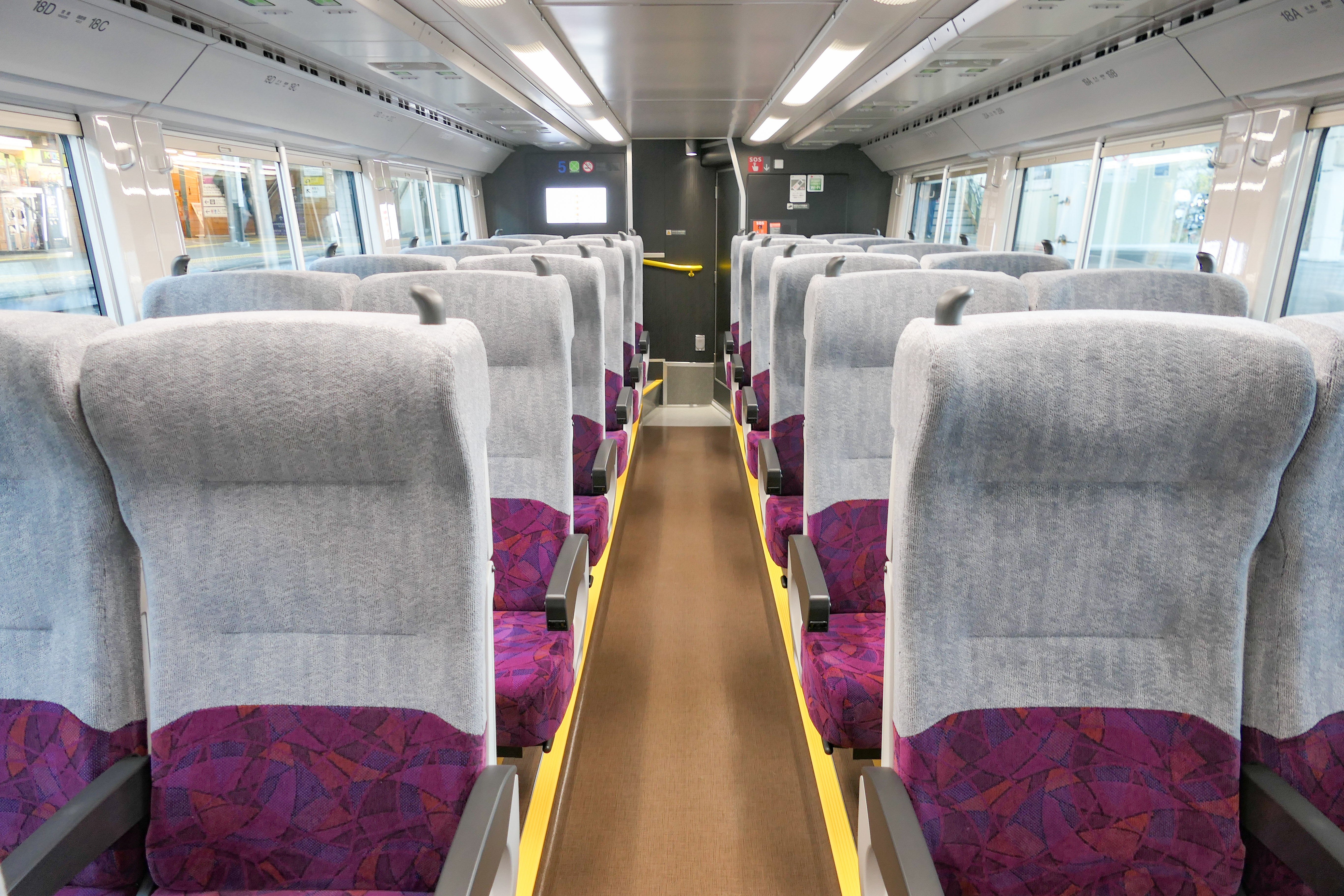
1階席
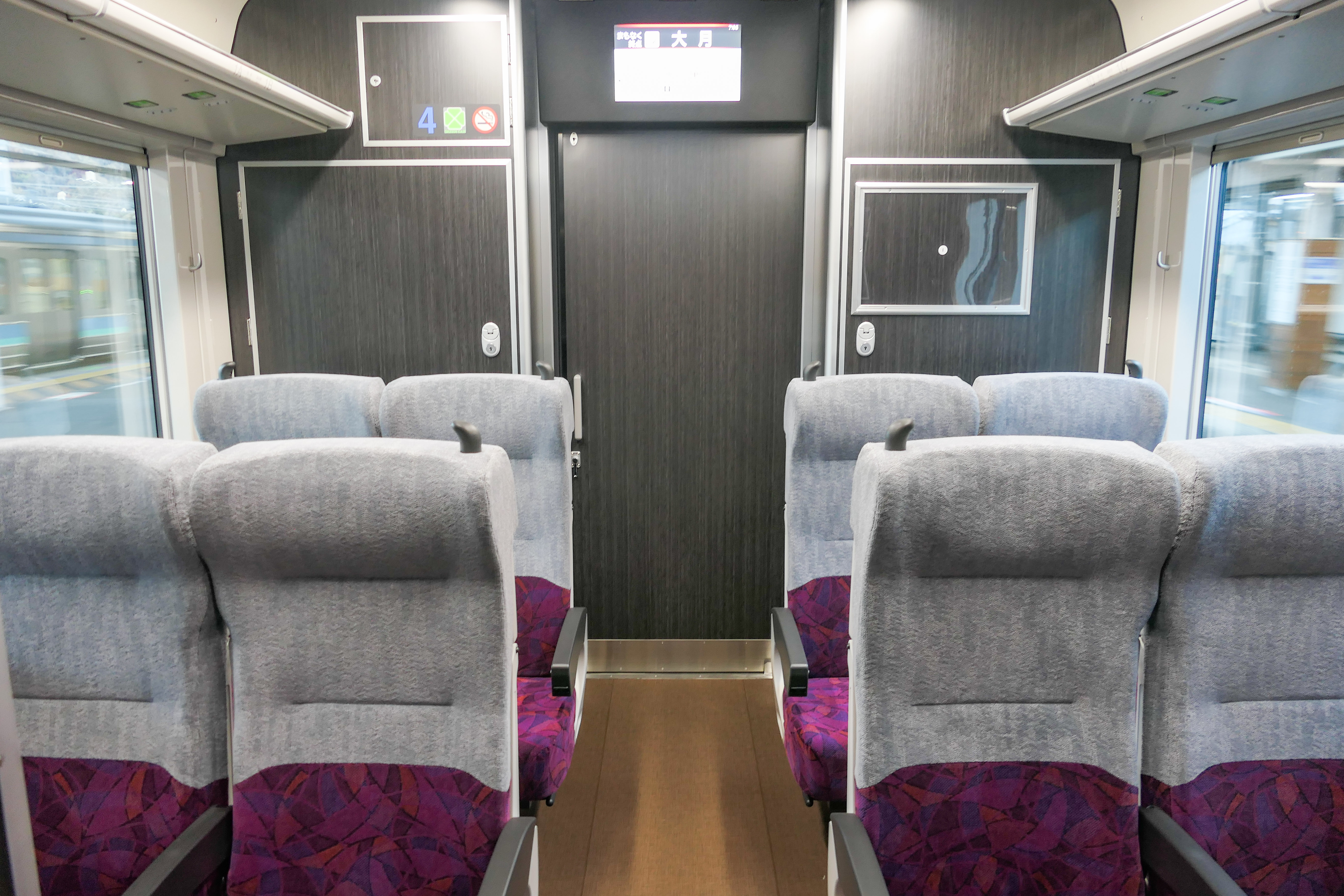
平屋席
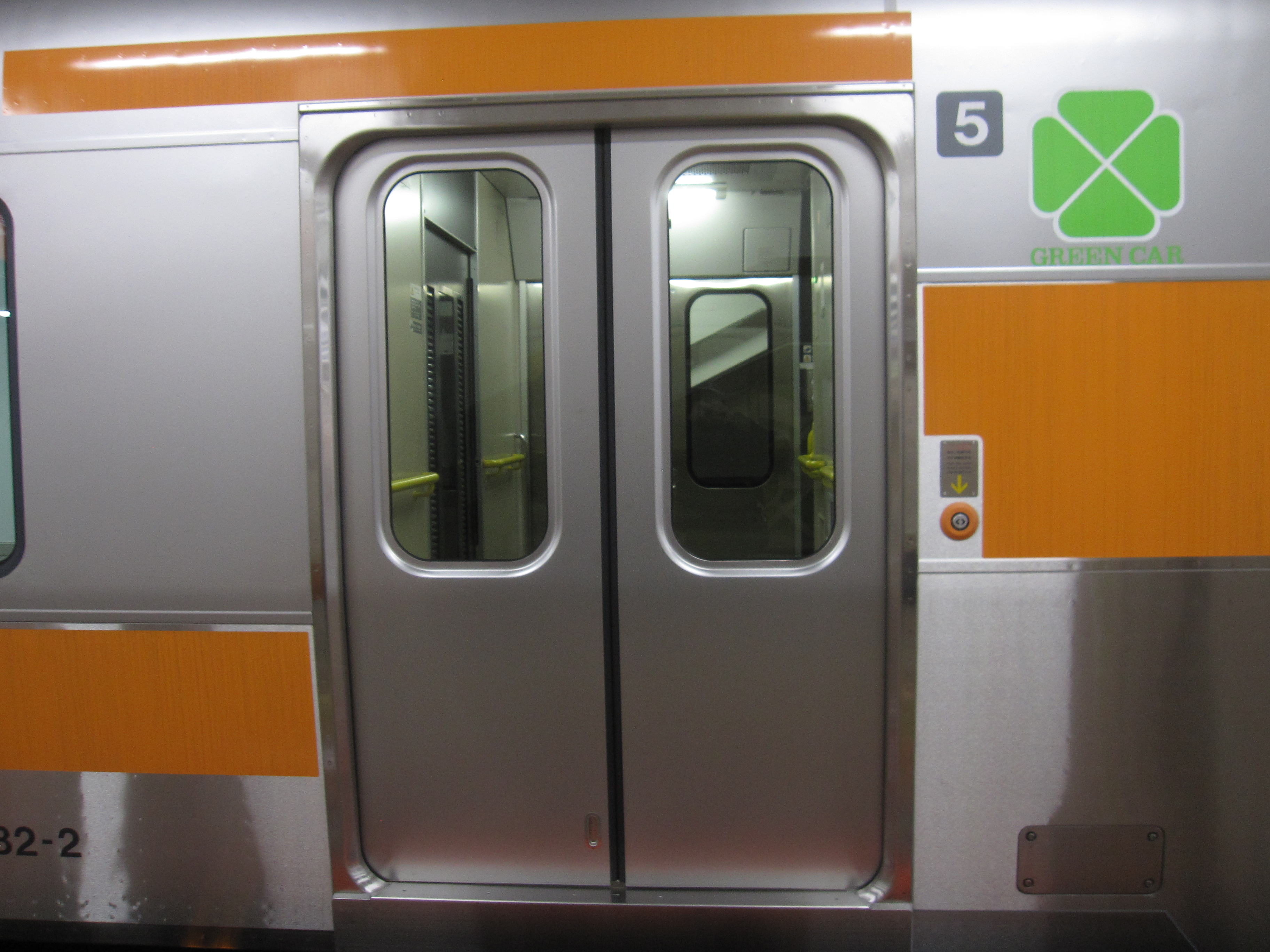
両開き式の乗降用扉
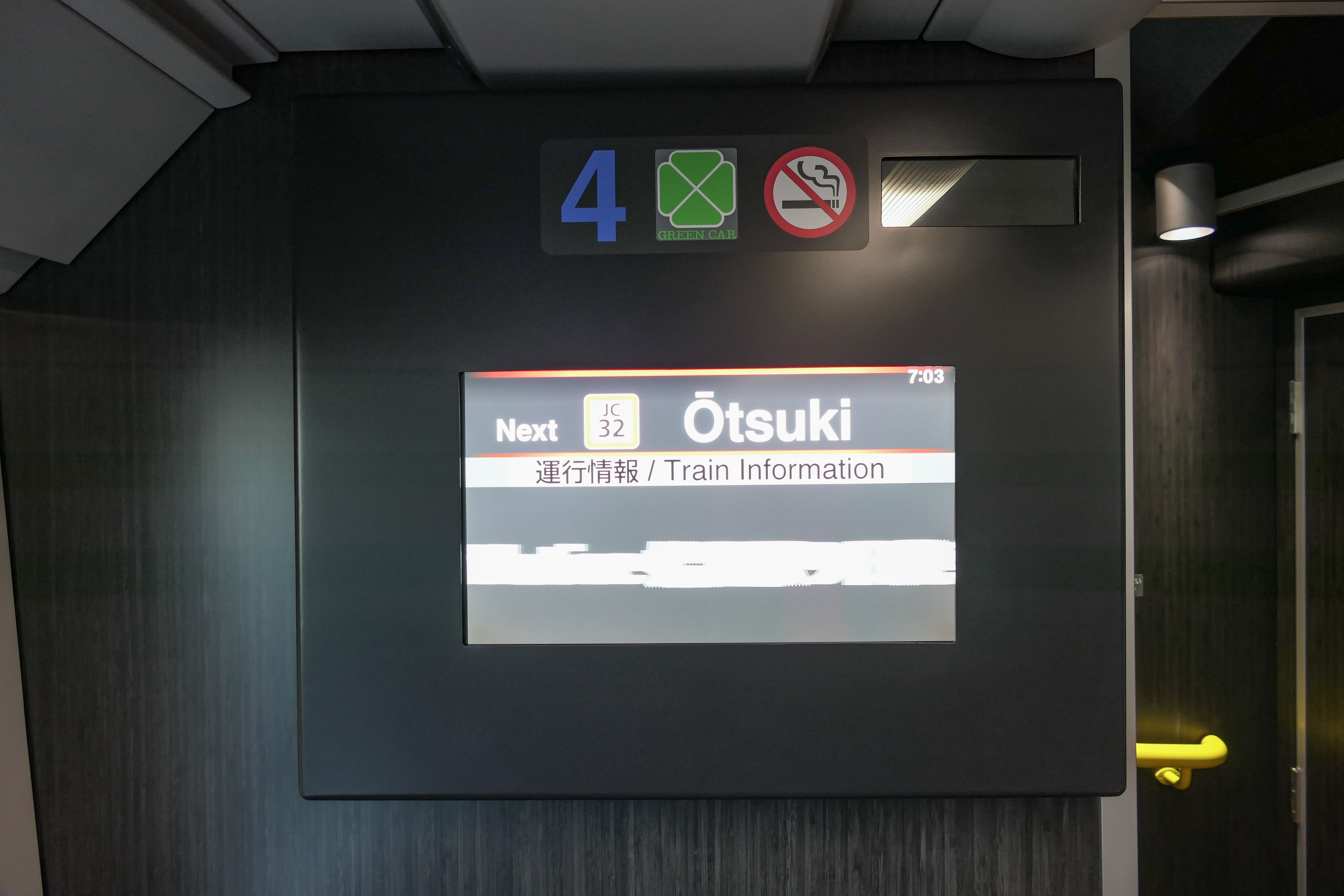
車内案内表示器
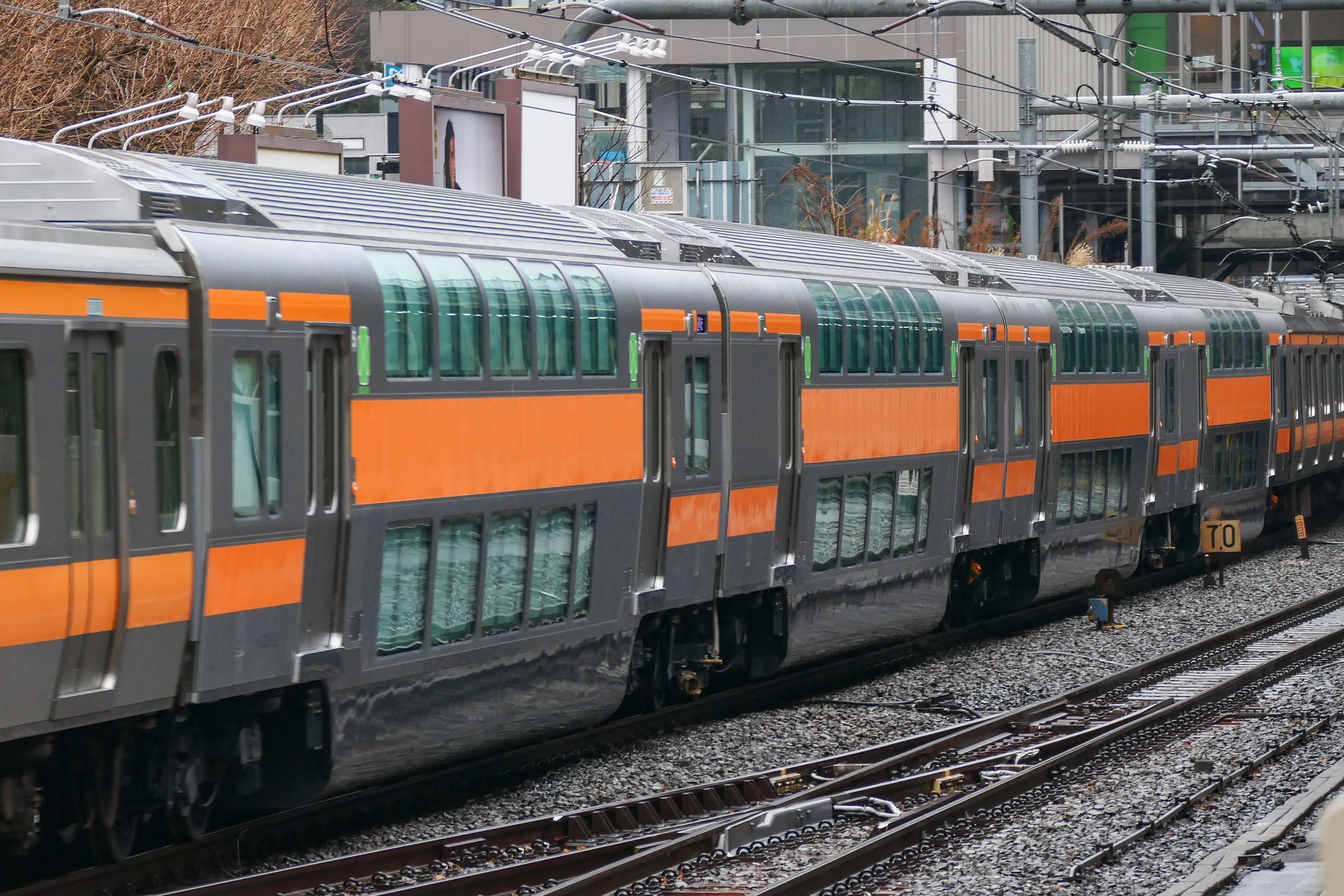
4両併結で試運転を行うグリーン車（2024年3月6日 原宿駅）
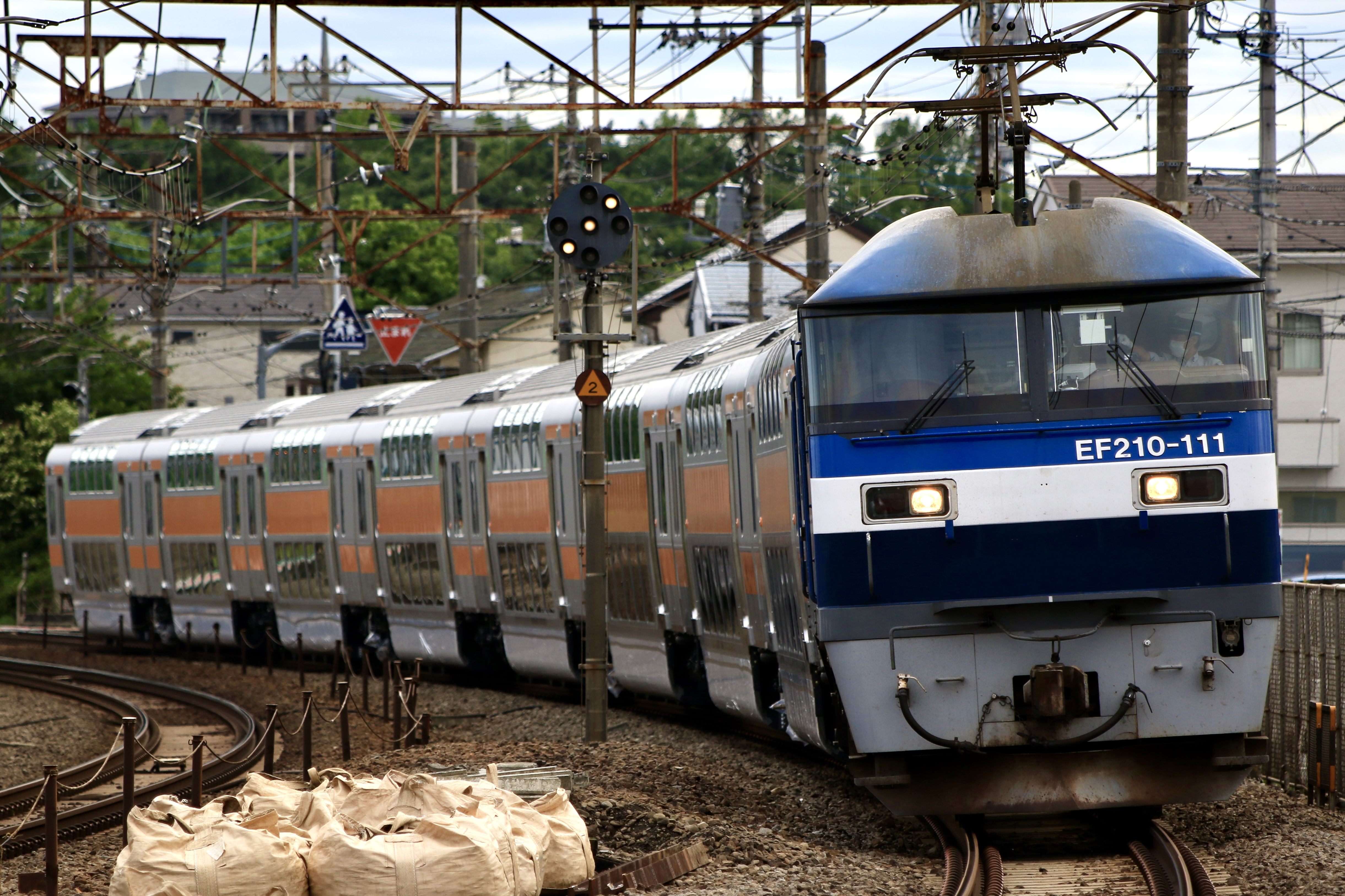
甲種輸送されるグリーン車（2024年5月29日 日野駅 - 豊田駅間）

#### 編成構成
|                                      |            | ← 東京・河口湖高尾・大月・富士山 → 青梅・奥多摩／武蔵五日市／高麗川 → |            |            |                 |              |              |              |              |              |              |              |            |
| 10両編成（未改造）                   | 号車       | 1                                                                     | <2>        | 3          | 4>              | 5            | 6            | 7            | 8>           | 9            | 10           |              |            |
| 10両編成（未改造）                   | 形式       | クハE233-0                                                            | モハE233-0 | モハE232-0 | モハE233-200    | モハE232-200 | サハE233-500 | サハE233-0   | モハE233-400 | モハE232-400 | クハE232-0   |              |            |
| 10両編成（未改造）                   | その他設備 |                                                                       |            |            |                 |              |              |              |              |              |              |              |            |
| 10両編成（未改造）                   | 搭載機器   | CP                                                                    |            | SIV        |                 |              | CP           |              |              | SIV          | CP           |              |            |
| 10両編成（改造済み）                 | 号車       | 1                                                                     | <2>        | 3          | 4               | 5>           | 6            | 7            | 8>           | 9            | 10           |              |            |
| 10両編成（改造済み）                 | 形式       | クハE233-0                                                            | モハE233-0 | モハE232-0 | サハE233-500    | モハE233-200 | モハE232-200 | サハE233-0   | モハE233-400 | モハE232-400 | クハE232-0   |              |            |
| 10両編成（改造済み）                 | その他設備 |                                                                       |            |            | [車]WC          |              |              |              |              |              |              |              |            |
| 10両編成（改造済み）                 | 搭載機器   | CP                                                                    |            | SIV        | CP              |              | SIV          |              |              | SIV          | CP           |              |            |
| 12両編成（グリーン車組み込み済み）   | 号車       | 1                                                                     | <2>        | 3          | 4               | 5            | 6            | 7>           | 8            | 9            | 10>          | 11           | 12         |
| 12両編成（グリーン車組み込み済み）   | 形式       | クハE233-0                                                            | モハE233-0 | モハE232-0 | サロE233-0      | サロE232-0   | サハE233-500 | モハE233-200 | モハE232-200 | サハE233-0   | モハE233-400 | モハE232-400 | クハE232-0 |
| 12両編成（グリーン車組み込み済み）   | その他設備 |                                                                       |            |            | WC,[洗][乗][業] |              | [車]WC       |              |              |              |              |              |            |
| 12両編成（グリーン車組み込み済み）   | 搭載機器   | CP                                                                    |            | SIV        |                 |              | CP           |              | SIV          |              |              | SIV          | CP         |
| 6＋4両編成（未改造）                 | 号車       | 1                                                                     | <2>        | 3          | 4>              | 5            | 6            | 7            | <8>          | 9            | 10           |              |            |
| 6＋4両編成（未改造）                 | 形式       | クハE233-0                                                            | モハE233-0 | モハE232-0 | モハE233-200    | モハE232-200 | クハE232-500 | クハE233-500 | モハE233-600 | モハE232-600 | クハE232-0   |              |            |
| 6＋4両編成（未改造）                 | その他設備 |                                                                       |            |            |                 |              |              |              |              |              |              |              |            |
| 6＋4両編成（未改造）                 | 搭載機器   | CP                                                                    |            | SIV        |                 |              | CP,★         | CP,★         |              | SIV          | CP           |              |            |
| 6＋4両編成（改造済み）               | 号車       | 1                                                                     | <2>        | 3          | 4>              | 5            | 6            | 7            | <8>          | 9            | 10           |              |            |
| 6＋4両編成（改造済み）               | 形式       | クハE233-0                                                            | モハE233-0 | モハE232-0 | モハE233-800    | モハE232-200 | クハE232-500 | クハE233-500 | モハE233-600 | モハE232-600 | クハE232-0   |              |            |
| 6＋4両編成（改造済み）               | その他設備 |                                                                       |            |            | [車]WC          |              |              |              |              |              |              |              |            |
| 6＋4両編成（改造済み）               | 搭載機器   | CP                                                                    |            | SIV        |                 | SIV          | CP,★         | CP,★         |              | SIV          | CP           |              |            |
| 8＋4両編成（グリーン車組み込み済み） | 号車       | 1                                                                     | <2>        | 3          | 4               | 5            | 6>           | 7            | 8            | 9            | <10>         | 11           | 12         |
| 8＋4両編成（グリーン車組み込み済み） | 形式       | クハE233-0                                                            | モハE233-0 | モハE232-0 | サロE233-0      | サロE232-0   | モハE233-800 | モハE232-200 | クハE232-500 | クハE233-500 | モハE233-600 | モハE232-600 | クハE232-0 |
| 8＋4両編成（グリーン車組み込み済み） | その他設備 |                                                                       |            |            | WC,[洗][乗][業] |              | [車]WC       |              |              |              |              |              |            |
| 8＋4両編成（グリーン車組み込み済み） | 搭載機器   | CP                                                                    |            | SIV        |                 |              |              | SIV          | CP,★         | CP,★         |              | SIV          | CP         |

- ★の車両は分割・併合用に電気連結器と自動解結装置を搭載する。
- CPはクハE233形・クハE232形の全車とサハE233形500番台に搭載する（4両編成でも2台が搭載となるような配置とされている）。
- SIVはモハE232形0番台、400番台、600番台に搭載。グリーン車組み込み準備改造を受けた編成については200番台にも搭載する。
- モハE233形0番台と600番台は予備のパンタグラフを搭載し、東京寄りのパンタは通常使用しない。
- 富士急行線への入線はホーム有効長の関係で4両編成に限定される。

#### 編成表
特記ない限りは2025年（令和7年）4月1日時点の情報を示す。

### 1000番台

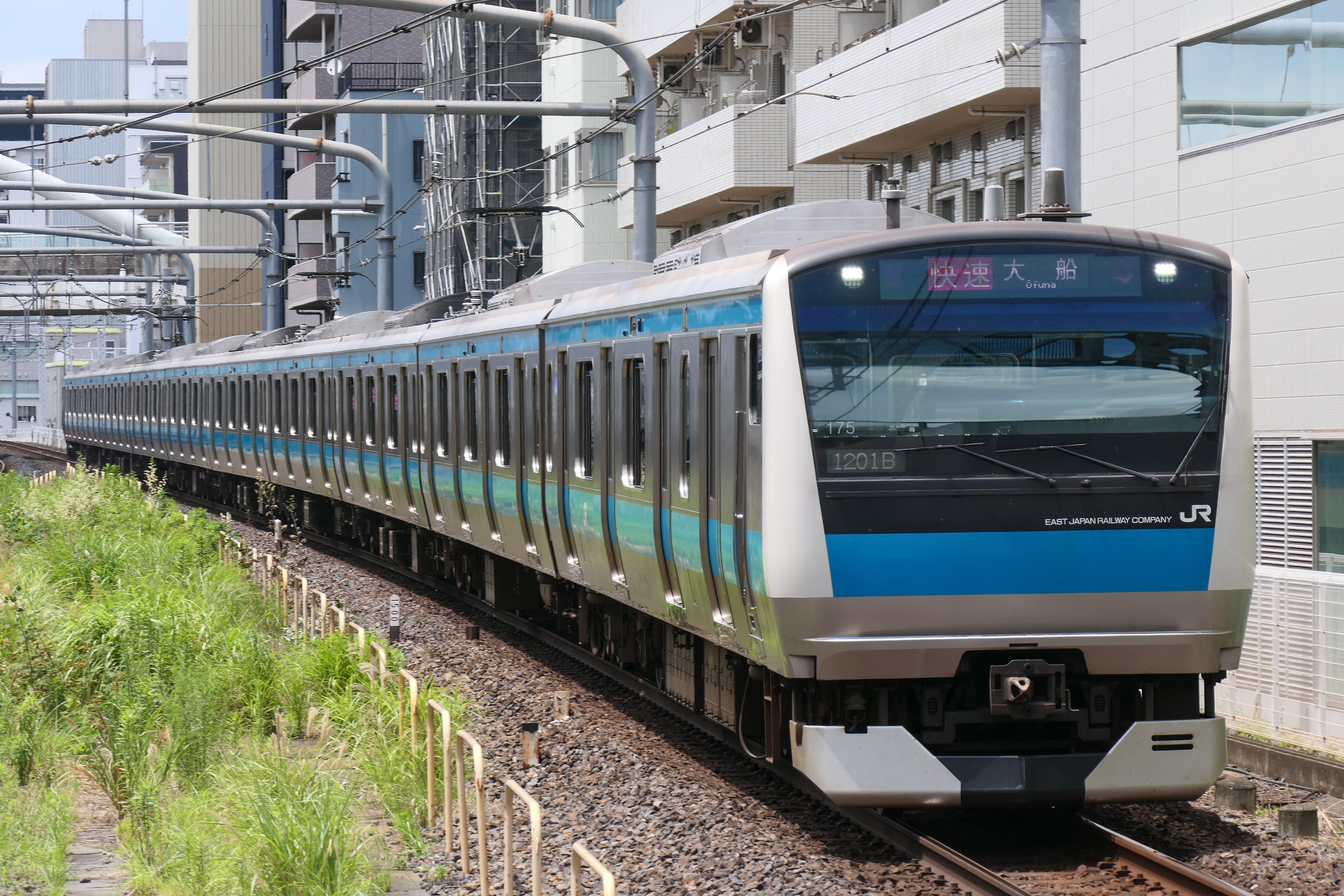
京浜東北線・根岸線仕様の1000番台
（2021年6月17日 さいたま新都心駅）

京浜東北線・根岸線向けの車両で、さいたま車両センターに配置されている。2007年度（2007年9月）から2009年度（2010年1月）にかけて870億円を投入し、10両編成83本（830両）が製造された。MT比6M4Tの10両固定編成のみが製造され、2007年（平成19年）12月22日から営業運転を開始した。本番台区分の投入により、車齢が若いものの機器の故障が多かった京浜東北線・根岸線の209系は0番台の半数程度が廃車、それ以外の0番台と500番台は他路線へ転用された。
0番台の機能に加え、新製時より209系と同様の超音波ホーム検知装置を先頭車前端両側に装備し、保安装置をD-ATCに変更したほか、6号車のサハE233形1000番台の床下には非常用のハシゴを新設するなど、安全性の向上が図られている。ドアエンジンは0番台と同じスクリュー軸駆動式だが半自動機能は搭載されていない。なお「3/4閉機能」スイッチが搭載されており、輸送障害などの長時間停車時は使用することがある。
外観では、前面帯が前面窓下に配され、列車番号表示器が前面窓の右下隅（向かって左）に設置されている点が0番台とは異なる。客室内では、各ドアの上部に設置されている液晶ディスプレイが、0番台やE231系500番台などの縦横比率 4:3 の15インチから、16:9 の17インチワイド画面へ変更された。座席モケットは路線カラーである青色をベースとした明るい色調とし、背もたれの柄はバーコード風の長短の線を組み合わせることで「スピード感」と「モダンな都会」のイメージを表現した。座面も0番台に比べて改良されている。
209系0番台で6号車に連結されていた6扉車は、当初連結する予定だったが、京浜東北線・根岸線のピーク時の混雑率が年々緩和されていること、拡幅車体による定員増加、常時着席のニーズなどの面から本系列では連結しないこととなった。また、編成両端先頭車は、すべての荷棚とつり革の高さを優先席と同じ50 mm低くした。ただし、2010年4月19日の女性専用車導入の際には、設定位置は中間の3号車とされ、両先頭車とも選ばれなかった。
2007年8月30日に最初の編成が落成、試運転が続けられ、同年12月22日の南浦和8時17分発各駅停車大船行き（ウラ102編成による823A列車）より営業運転を開始した。2010年1月28日に新津車両製作所からウラ183編成が配給輸送されたことで、予定の全83本が揃った。
側面・前面の種別・行先表示器では209系500番台と同様に路線名と行先を交互に表示するが、横浜 - 大船間の根岸線内では、京浜東北線内を走行しない磯子発大船行きも含め路線名は「京浜東北・根岸線」と表示される（横浜駅以北では「京浜東北線」のみの表示）。種別の背景色は各駅停車がスカイブルー、快速はピンク。また、0番台では西行の中野以西（土休日は吉祥寺以西）で快速列車では種別表示を行わないが、当番台では北行の田端以北、南行の浜松町以南でも各駅停車に切り替えて表示を続ける。側面の表示器は、快速のみ始発駅において全停車駅を表示するが「この電車の停車駅は、…（省略）…に停まります」と、主語と述語が対応していない。6000番台以降では「停車駅:…（省略）…です」となるように修正されている。3000番台も以前は主語と述語が対応していなかったが、上野東京ライン開業に向けた旅客案内表示更新により修正された。

#### 編成構成
|              | ← 大宮大船 →  |               |               |               |               |               |               |               |               |               |
| 号車         | 10            | 9             | 8>            | 7             | 6             | <5>           | 4             | 3>            | 2             | 1             |
| 形式         | クハE233-1000 | サハE233-1200 | モハE233-1400 | モハE232-1400 | サハE233-1000 | モハE233-1000 | モハE232-1000 | モハE233-1200 | モハE232-1200 | クハE232-1000 |
| 搭載機器     |               |               | VVVF          | SIV,CP        |               | VVVF          | SIV,CP        | VVVF          | CP            |               |
| 車両重量 (t) | 30.8          | 28.7          | 32.1          | 32.7          | 28.7          | 32.5          | 32.7          | 31.8          | 29.6          | 30.8          |

- 全車両が4扉車で組成される。
- モハE233形1000番台には予備のパンタグラフを搭載し、大宮寄りのパンタは通常使用しない。

#### 編成表
特記ない限りは2022年（令和4年）10月1日時点の情報を示す。

#### その他
東急車輛製造で落成した編成は、逗子駅から試運転という名目で大宮駅経由で宇都宮駅へ向かい、大宮総合車両センター東大宮センターに入線。後日、大崎駅隣の東京総合車両センターを経由し山手線経由で南浦和駅に隣接するさいたま車両センターに向かうのが慣例になっている。
- 逗子駅から大宮駅までは新鶴見信号場を経て、武蔵野線を経由することが多いが、一部の編成は山手貨物線経由で運転された。
- 新津からの配給列車の場合は、高崎線を南下し、一度大宮駅を通過、田端信号場駅から常磐貨物線・武蔵野線を経由して2度目の大宮駅を通過して大宮総合車両センター東大宮センターに入線する。後日、上記の経路で浦和電車区（現：さいたま車両センター）まで自走で回送された。このとき宇都宮までの試運転は原則実施されなかった。
- 川崎重工業兵庫工場で製造された編成は神戸貨物ターミナルから、東海道本線、東海道貨物線を通り、それ以降は東急車輛製造で製造された編成と同じルートを通る（新鶴見信号場→武蔵野線→大宮総合車両センター東大宮センター）[注 18]。

2015年（平成27年）よりホームドア対応改造工事が行われたほか、前照灯のLED化と車内照明のLED照明への取り替えが進められている。

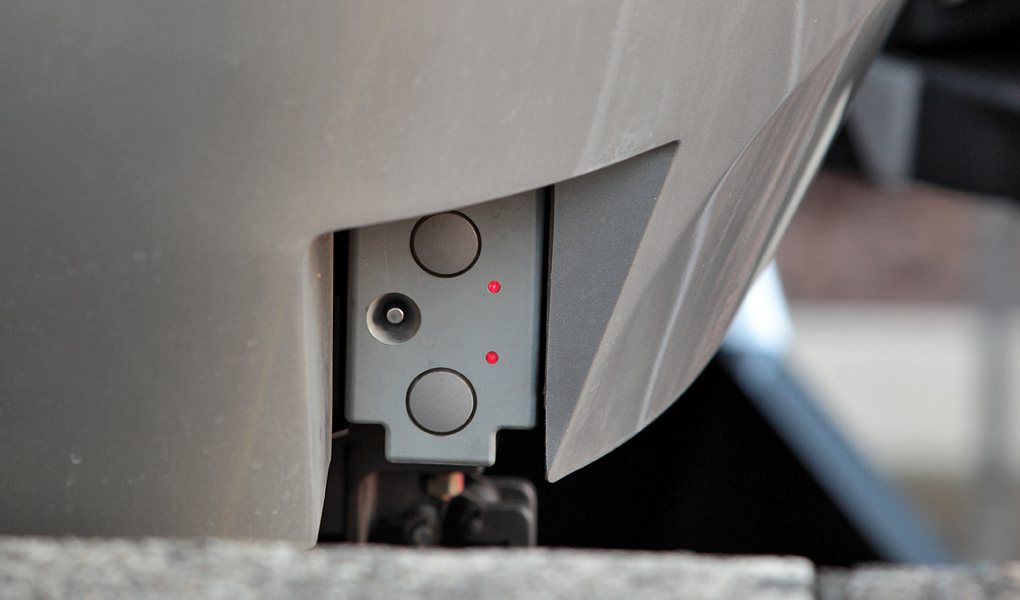
ホーム検知装置
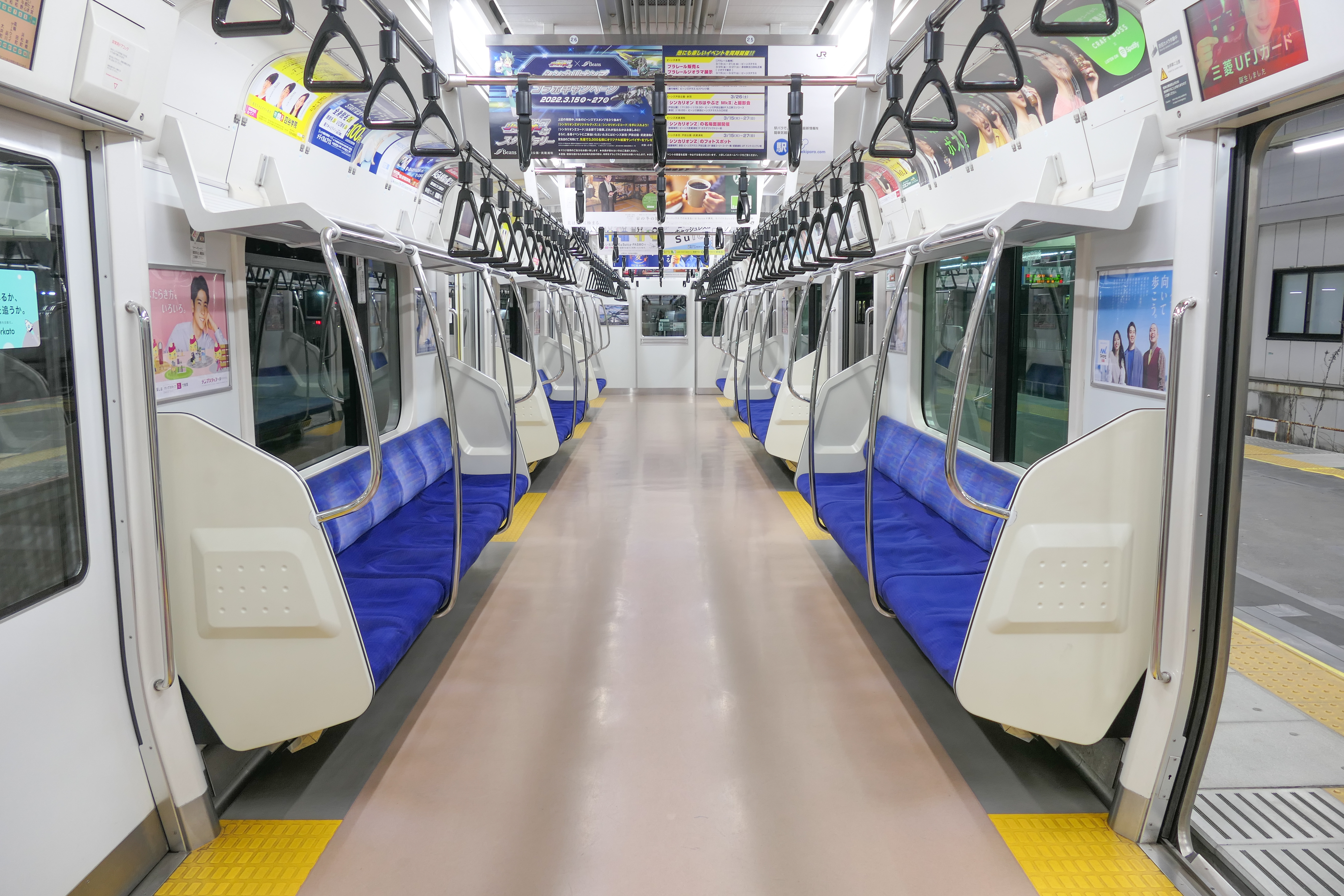
車内全景
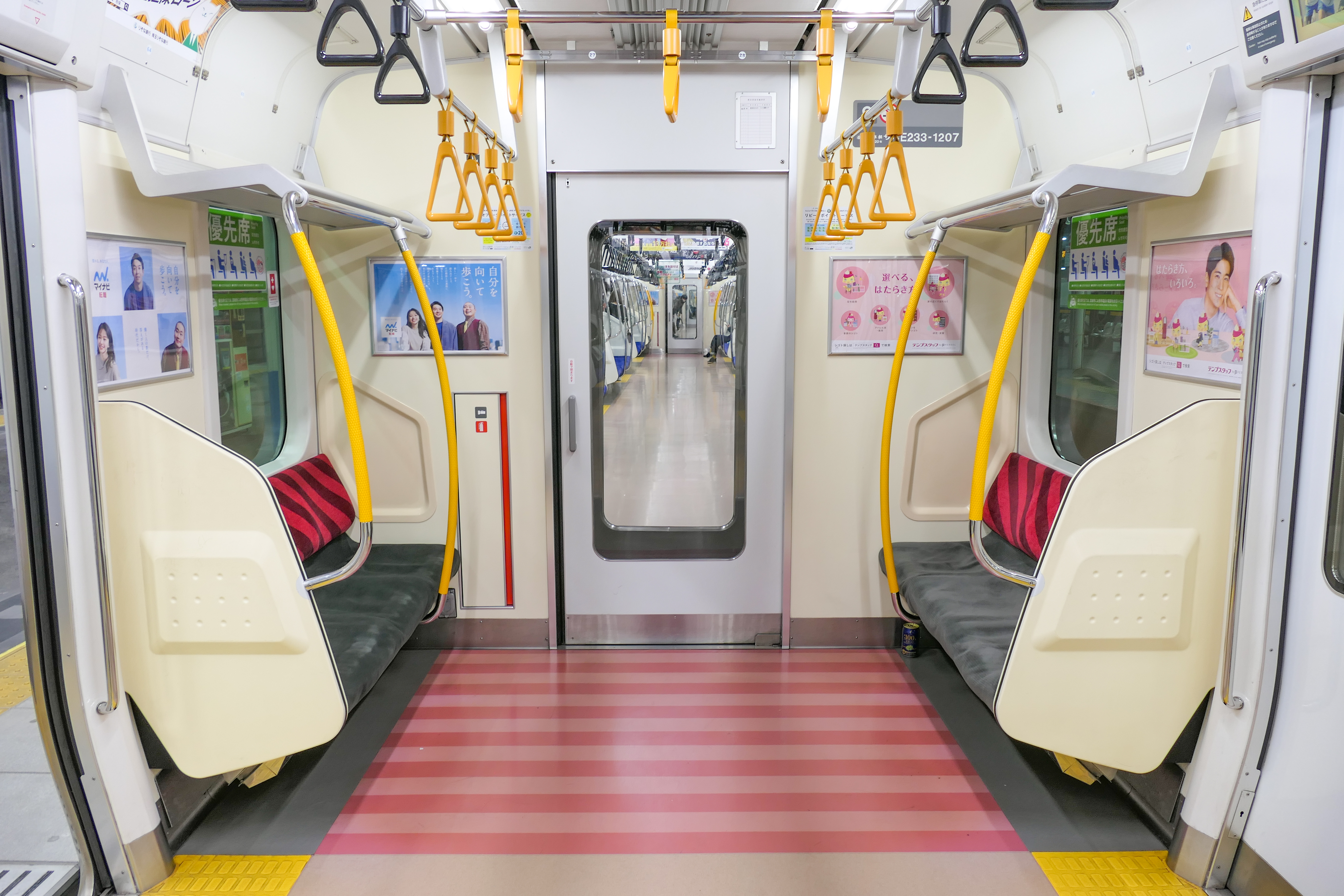
車内優先席付近
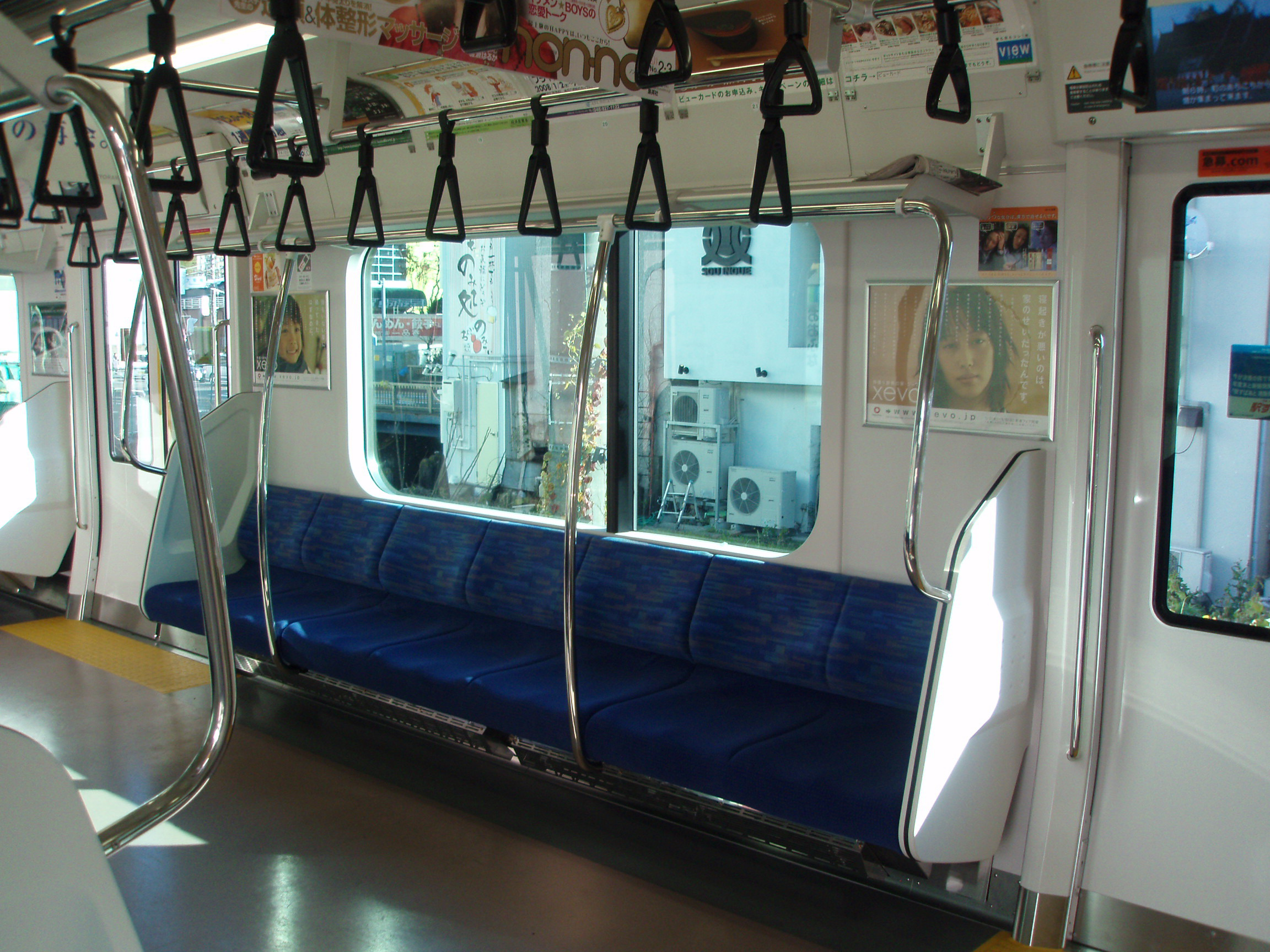
座席（7人がけ）
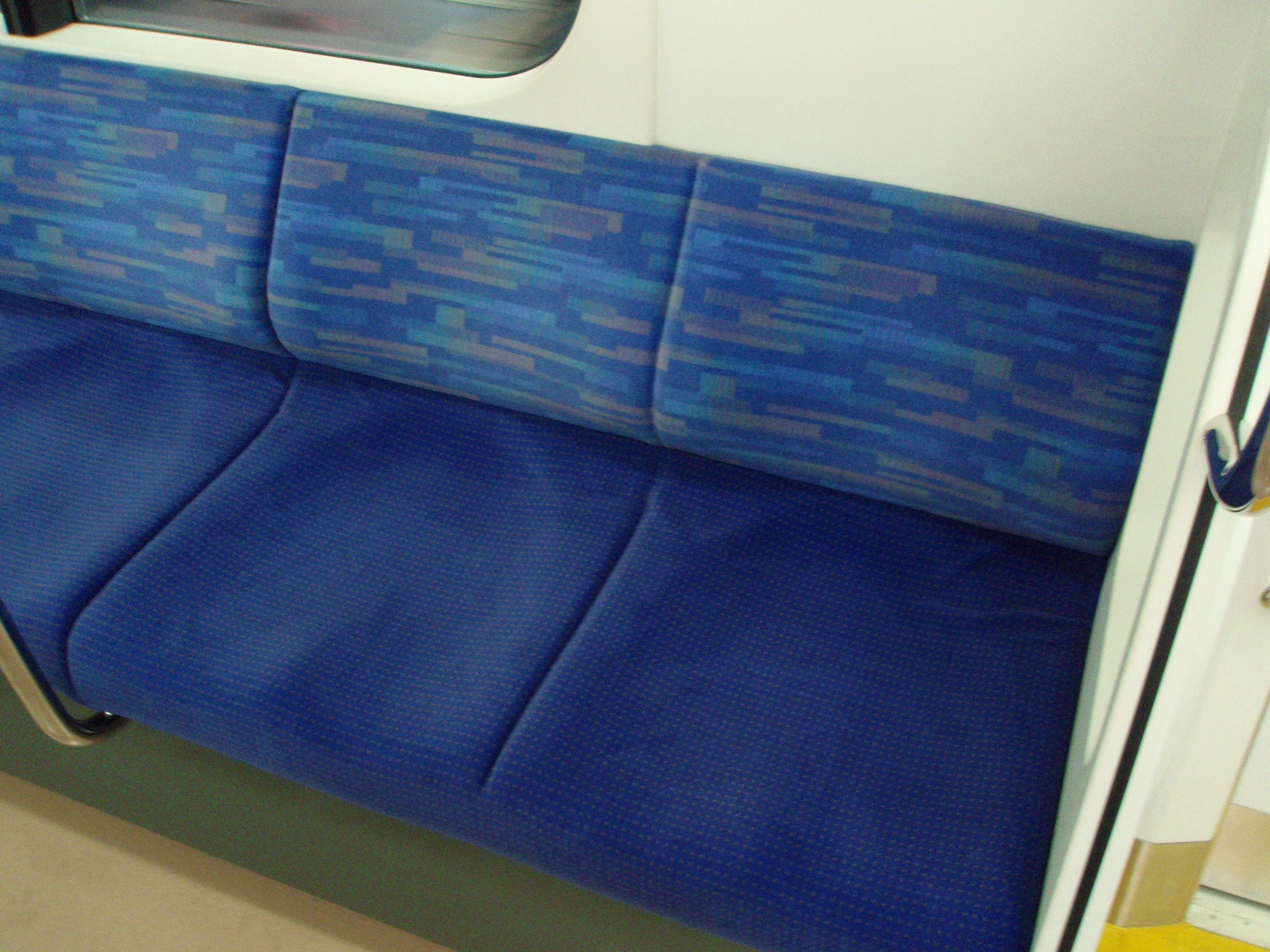
シートモケットは0番台と異なる
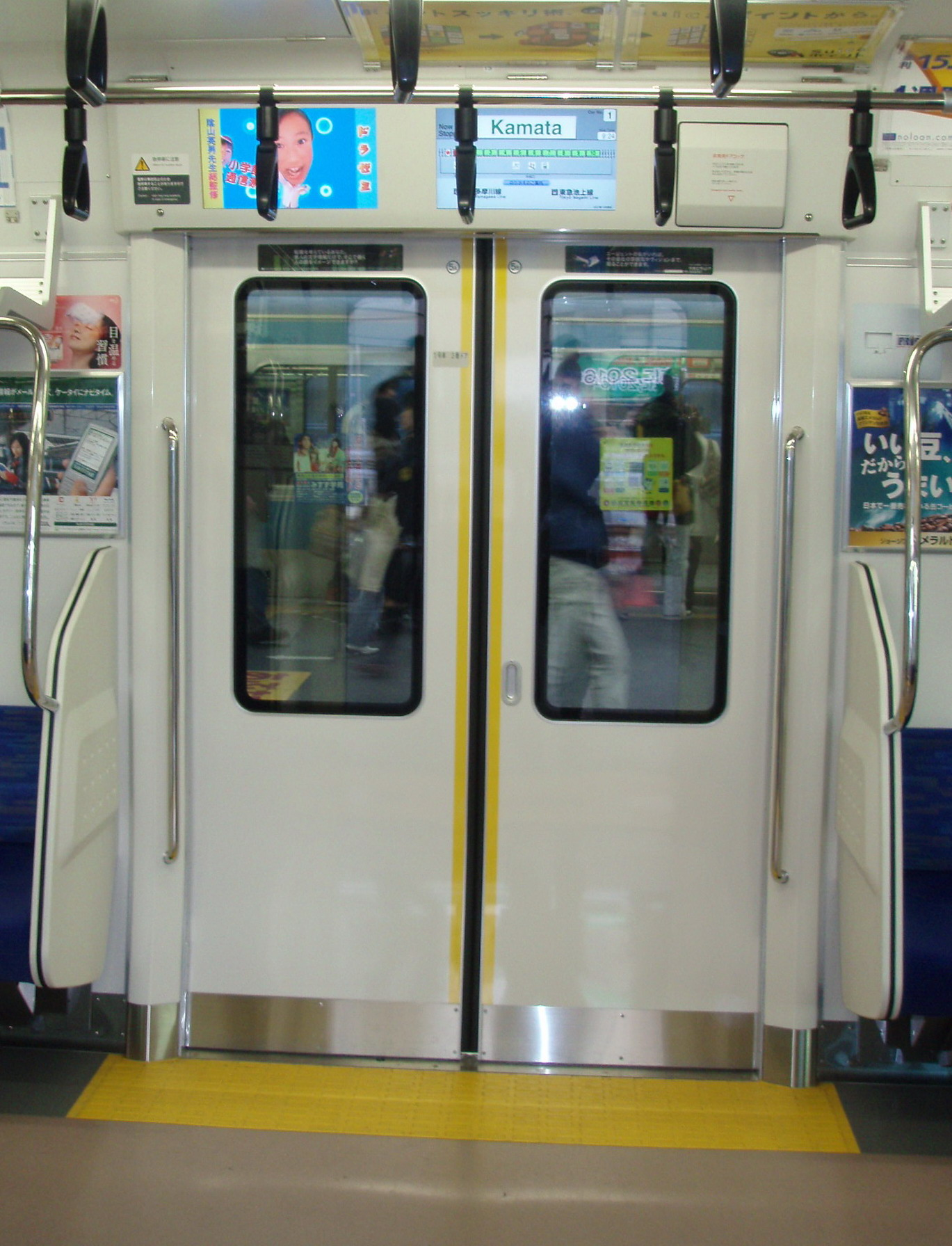
0番台と異なり、扉にはドア開閉ボタンが設置されていない
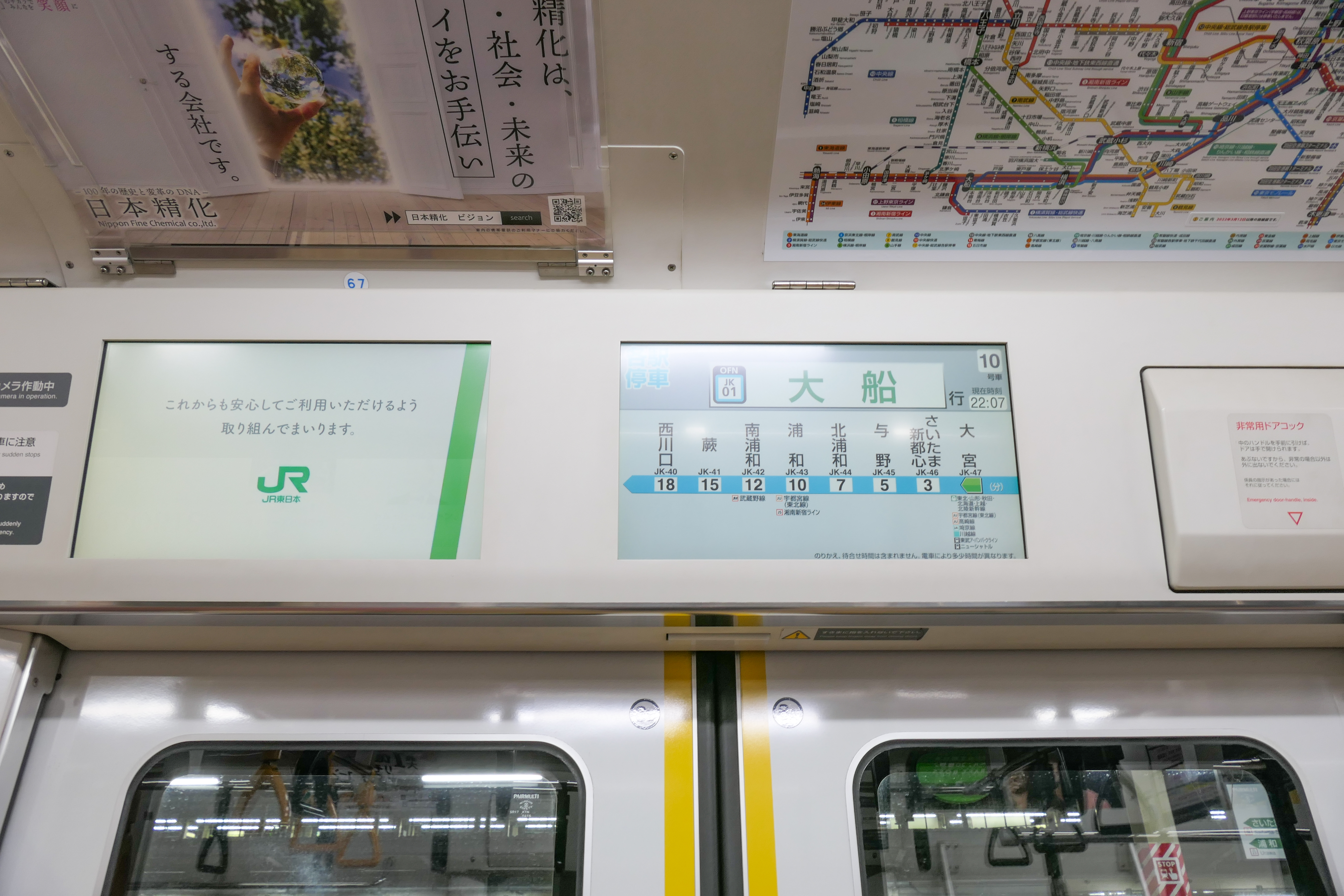
LCD式の車内案内表示器。0番台より横幅が大きい
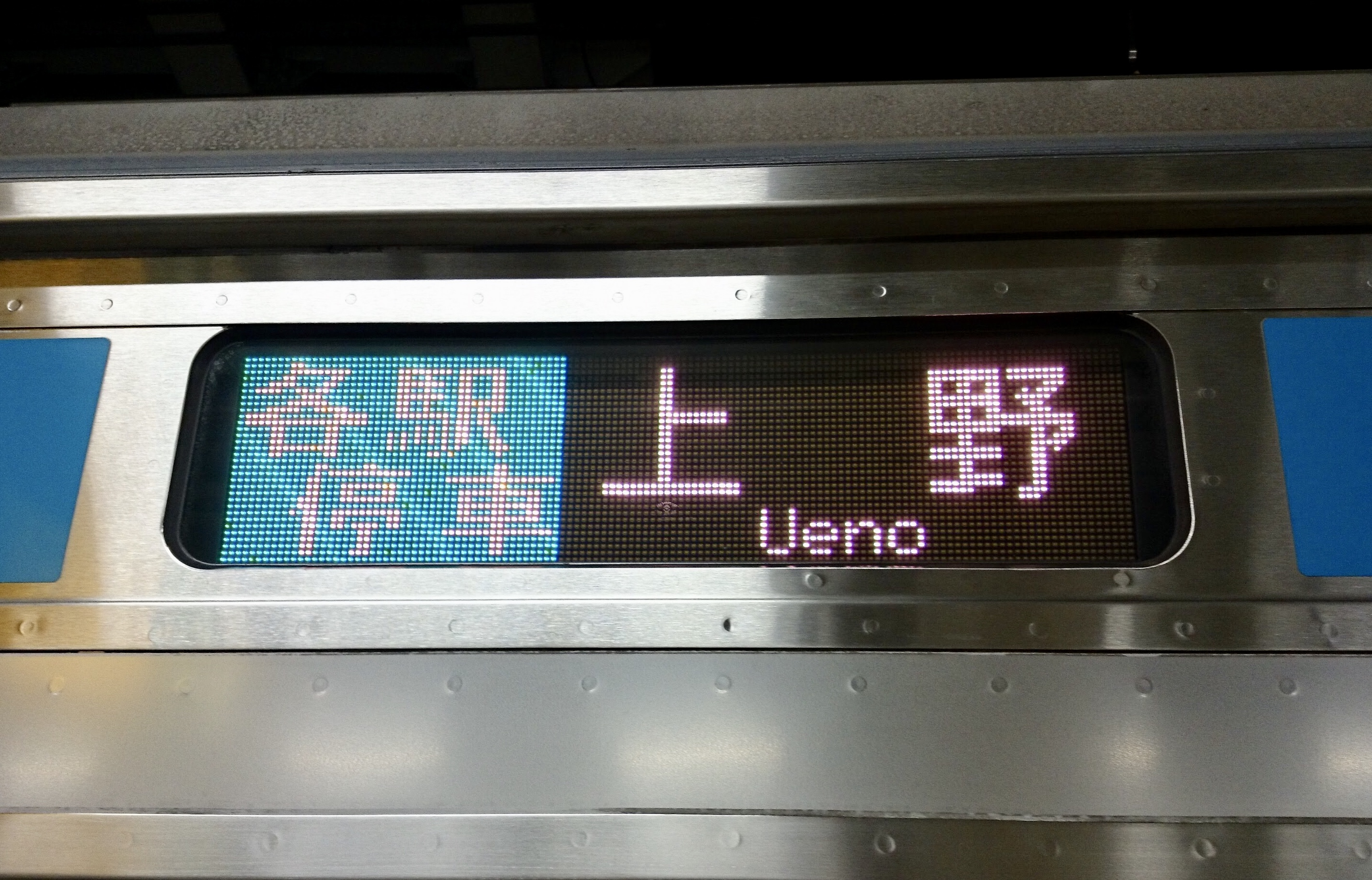
フルカラーLED式の側面表示器。種別・行先表示器・列車種別の背景色が異なり、次の駅名が表示される。
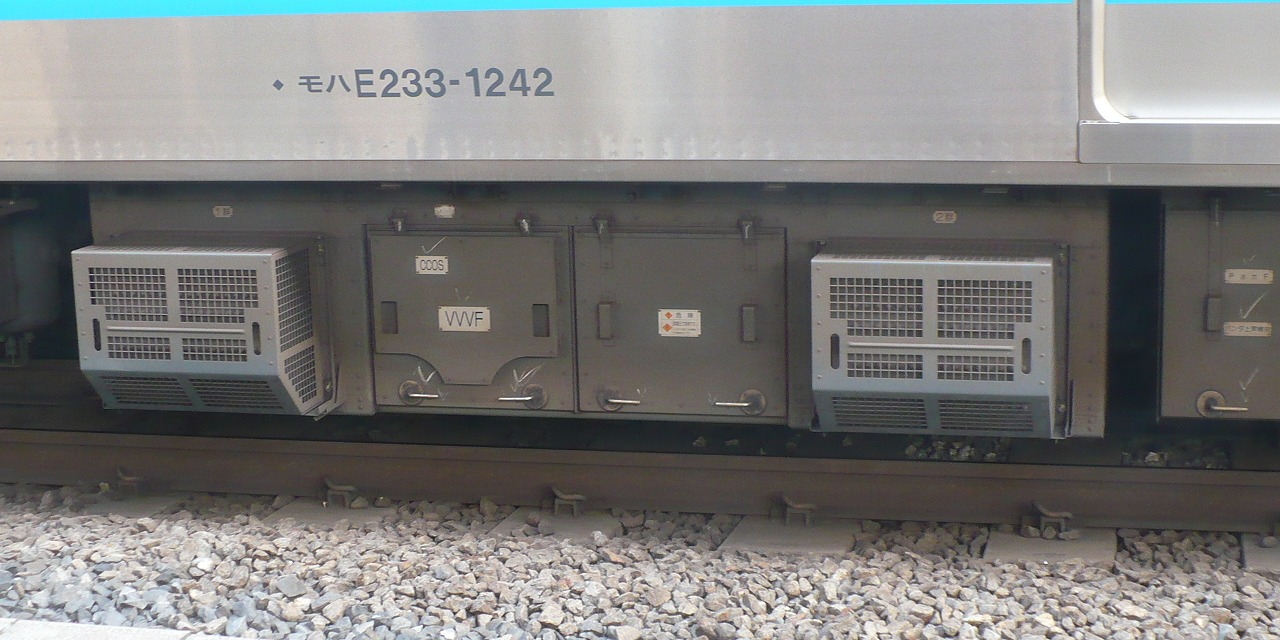
1000番台のSC85A形VVVFインバータ装置
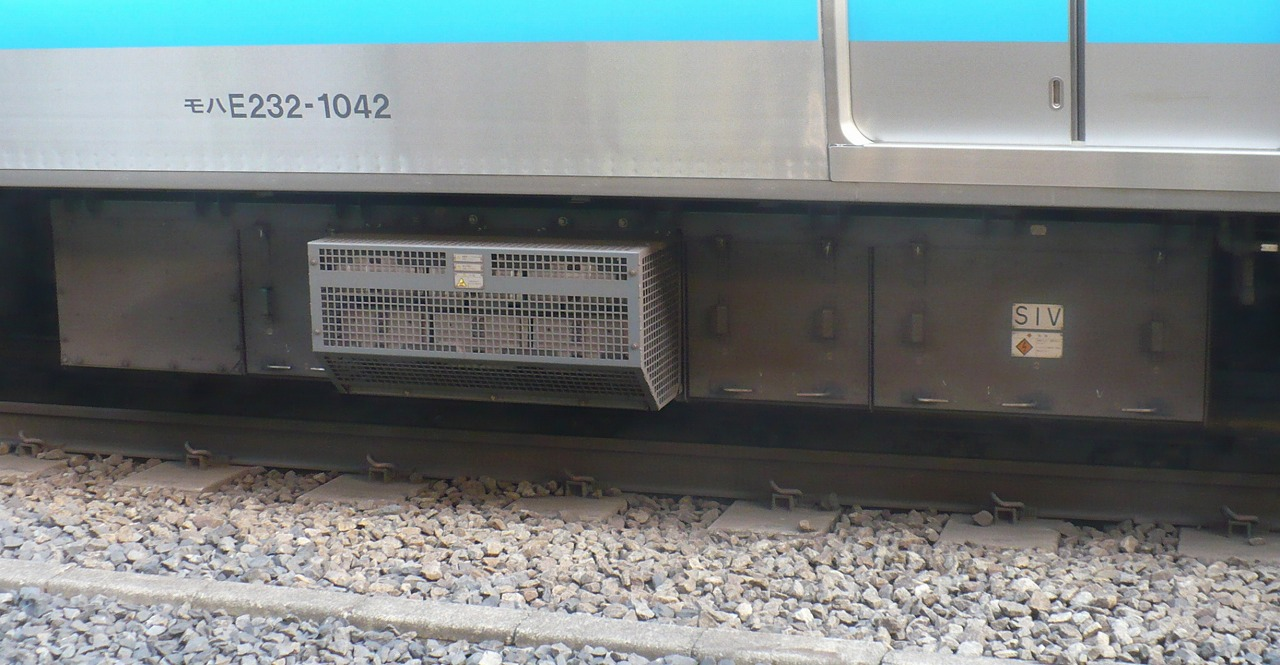
1000番台のSC86A形静止形インバータ装置

### 2000番台

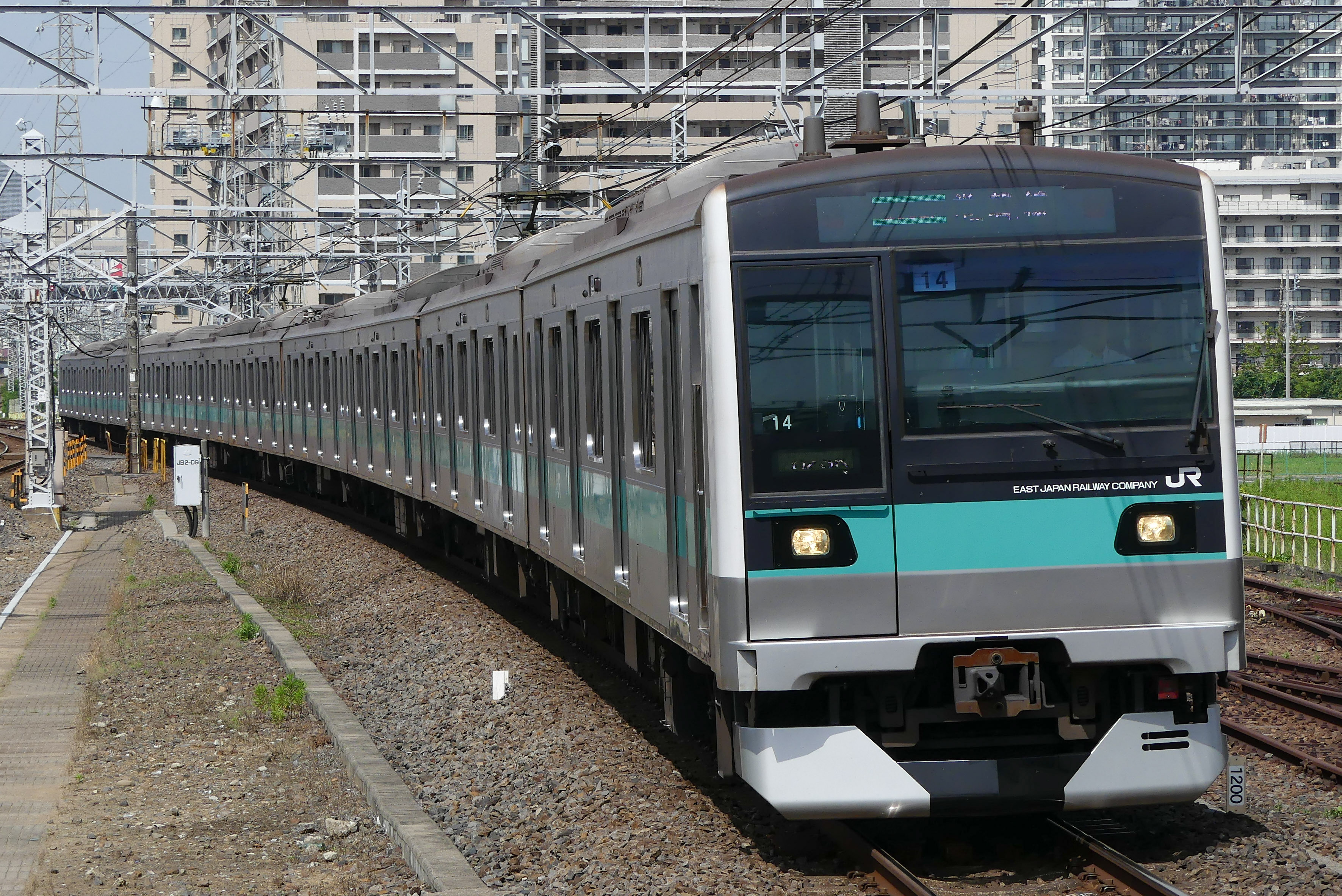
E233系2000番台
（2019年4月2日 金町駅）

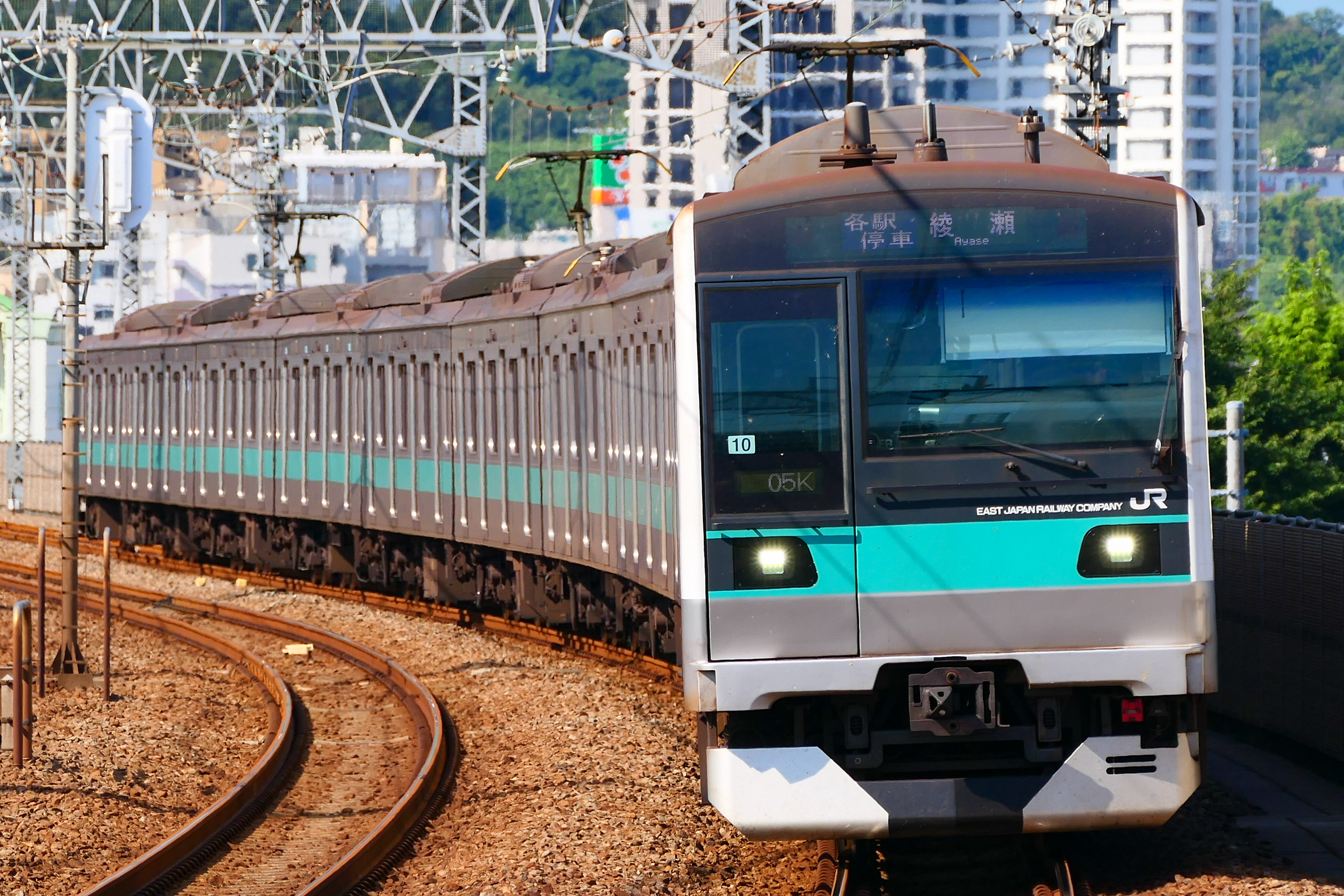
前照灯がLED化された編成
（2023年7月24日 狛江駅）

常磐線各駅停車用の車両で、東京メトロ千代田線・小田急電鉄小田原線、多摩線との直通運転にも使用される。全車両が松戸車両センターに配置されている。本番台区分は10両編成19本（190両）のうち、2009年度（2009年5月） - 2011年度（2011年9月）に製造されたマト1 - 18編成の18本が東急車輛製造製、2016年度（2017年3月）に製造されたマト19編成が同社の鉄道車両事業を承継した総合車両製作所横浜事業所製となっている。帯は203系・207系900番台からエメラルドグリーン（青緑1号）を継承。また、本車両をベースに都営地下鉄新宿線10-300形3～6次車が落成した。
2009年（平成21年）5月に1本が導入され、同年9月9日から営業運転を開始して207系900番台を置き換えた。その後、2010年（平成22年）8月から2011年（平成23年）9月の期間に17本が製造され、203系を置き換えた。なお、1999年（平成11年）秋に導入された209系1000番台は置き換え対象に入っていなかった。2017年（平成29年）3月に新たに1編成が追加製造された。2018年10月には、併用されていた209系1000番台2編成が中央線快速に転出し、本車両に統一された。
本番台区分では車両限界の狭い千代田線に直通運転するため、雨樋間2,790 mm、基準面間2,770 mmの東急5000系などに準じた台形断面車体を採用している（209系やE231系狭幅車と断面形状が異なる）。さらに客用ドアの間隔は他番台の4,940 mmではなく、私鉄車両での採用が多い4,820 mm（先頭車乗務員室直後は4,780 mm）としている。また、側面の側窓上部のラインカラーは省略されており、中間車両は小田急4000型と近い見た目となっている。他番台区分とは異なり、前頭部の衝撃吸収構造は採用せず、通常の前面強化構造としており、先頭車の向かって左前面に非常用扉を設置し、非常用梯子（補助腰掛と一体形）を設置する。前照灯は窓上のHID式ではなく、窓下配置のシールドビーム灯とした。列車番号表示器については非常用扉部に設置している。
制御装置をはじめとした基本的な走行機器類は0番台・1000番台と同一仕様だが、本番台区分の補助電源装置は製造会社が東洋電機製造製とされ、SC91形とされた（電源容量260 kVA）。空気圧縮機はモハE232形各車に搭載され、SIV装置はモハE232形2000番台と2400番台に搭載されており、モハE233形2000番台には予備のパンタグラフを搭載している。保安装置はATC-10（東京地下鉄呼称：新CS-ATC）とATS-SN装置の2種類を搭載する。車両性能は乗り入れ協定から起動加速度3.3 km/h/s、減速度4.7 km/h/s と高めに確保した。また、7号車のサハE233形2200番台には千代田線用の誘導無線送受信機ならびに妻面・床下に誘導無線アンテナを設置するほか、一部の編成には1000番台と同様の超音波ホーム検知装置を設置している。
車内内装については0番台・1000番台に準拠したものであり、座席表地は青色としている。車椅子スペースは千代田線車両に合わせた2号車と9号車へ設置している。特に女性専用車両となる1号車は荷棚とつり革の高さを低くしている。また、ドア上部に設置される液晶ディスプレイは他番台（3000番台を除く）とは異なり、2基ではなく1基のみの設置（案内表示器のみ）となっているが、左側にトレインチャンネル表示用の増設準備がされていた。ドアエンジンは0番台や1000番台のスクリュー軸駆動式に代わり、リニアモーター駆動式を採用した。また運用区間に対応する自動放送装置を搭載している。
当初の乗り入れ区間は、千代田線の代々木上原駅までだったが、小田急線への乗り入れ改造工事が2013年度から2015年度にかけて全編成に実施された。また、当初準備工事のみだった車内トレインチャンネル表示画面は2014年度・2015年度内に全編成に取り付けが行われた。2015年度からは、千代田線で使用が予定されているホームドア準備工事が長野総合車両センターで実施されている。また、2018年度より車外スピーカーから流れる発車メロディが線区ごとに異なる曲に切り替わるように変更された。
2000番台は、常磐線各駅停車・東京メトロ千代田線内では各駅停車でのみ運行され、小田急線内では急行・通勤準急（平日朝上りのみ）・準急・各駅停車に充当される。常磐緩行線内では、これまでの車両や常磐快速線の電車とは異なり、上下とも「各駅停車」の種別表示を行う（メトロ16000系の白とは異なり、エメラルドグリーン。小田急4000形も同様）。常磐線各駅停車から千代田線に直通する列車は、綾瀬駅において、常磐線仕様の各駅停車表示から種別表示を変更し、千代田線内止まりの場合は青地の各駅停車、小田急線直通電車の場合は小田急線内の種別（急行・準急・各駅停車）に切り替える。千代田線からの取手方面行きの場合は、代々木上原で青地の「各駅停車」に、綾瀬でエメラルドグリーン地の「各駅停車」に切り替える。なお、LCD左上の種別・行き先を表示する部分の背景色や停車駅一覧は、本系列の他の番台とは異なり、列車種別に応じた色（各駅停車＝青またはエメラルドグリーン、準急＝緑、急行＝赤）に変わる。当初は千代田線内から常磐線各駅停車や小田急線に直通しない列車では、千代田線内では列車種別を表示せずに行先のみ表示していたが、2018年3月17日のダイヤ改正までに青地の「各駅停車」を表示するように変更された。
列車番号表示器の表示は東西線直通用のE231系800番台と同様に、常磐線内が列車番号をすべて表示する（1300Kなど）のに対して、千代田線・小田急線内は運用番号である○○K（01Kなど）となり、綾瀬駅で切り替える。

#### 編成構成
|              | ← 取手・北綾瀬代々木上原・唐木田・伊勢原 → |               |               |               |               |               |               |               |               |               |
| 号車         | 10                                         | 9>            | 8             | 7             | <6>           | 5             | 4             | 3>            | 2             | 1             |
| 形式         | クハE233-2000                              | モハE233-2400 | モハE232-2400 | サハE233-2200 | モハE233-2000 | モハE232-2000 | サハE233-2000 | モハE233-2200 | モハE232-2200 | クハE232-2000 |
| 搭載機器     |                                            | VVVF          | SIV,CP        |               | VVVF          | SIV,CP        |               | VVVF          | CP            |               |
| 車両重量 (t) | 30.8                                       | 32.0          | 32.8          | 28.7          | 32.8          | 32.8          | 28.7          | 32.0          | 29.8          | 30.8          |

- 電動車の組成位置は203系・207系900番台・209系1000番台と同一。
- モハE233形2000番台には予備パンタグラフを搭載し、取手寄りのパンタは通常使用しない。

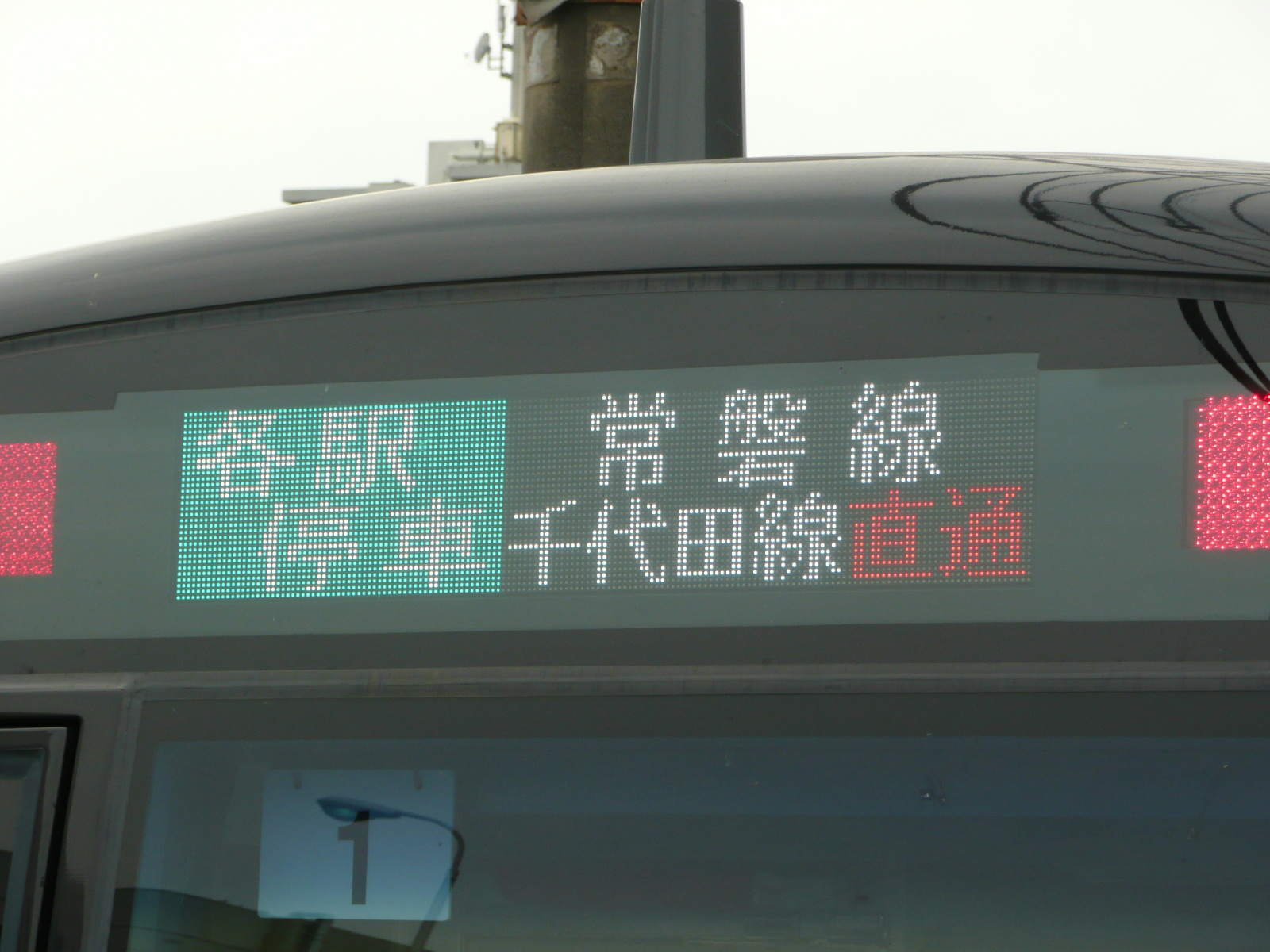
正面・行先表示器（ROM更新前）表示の例
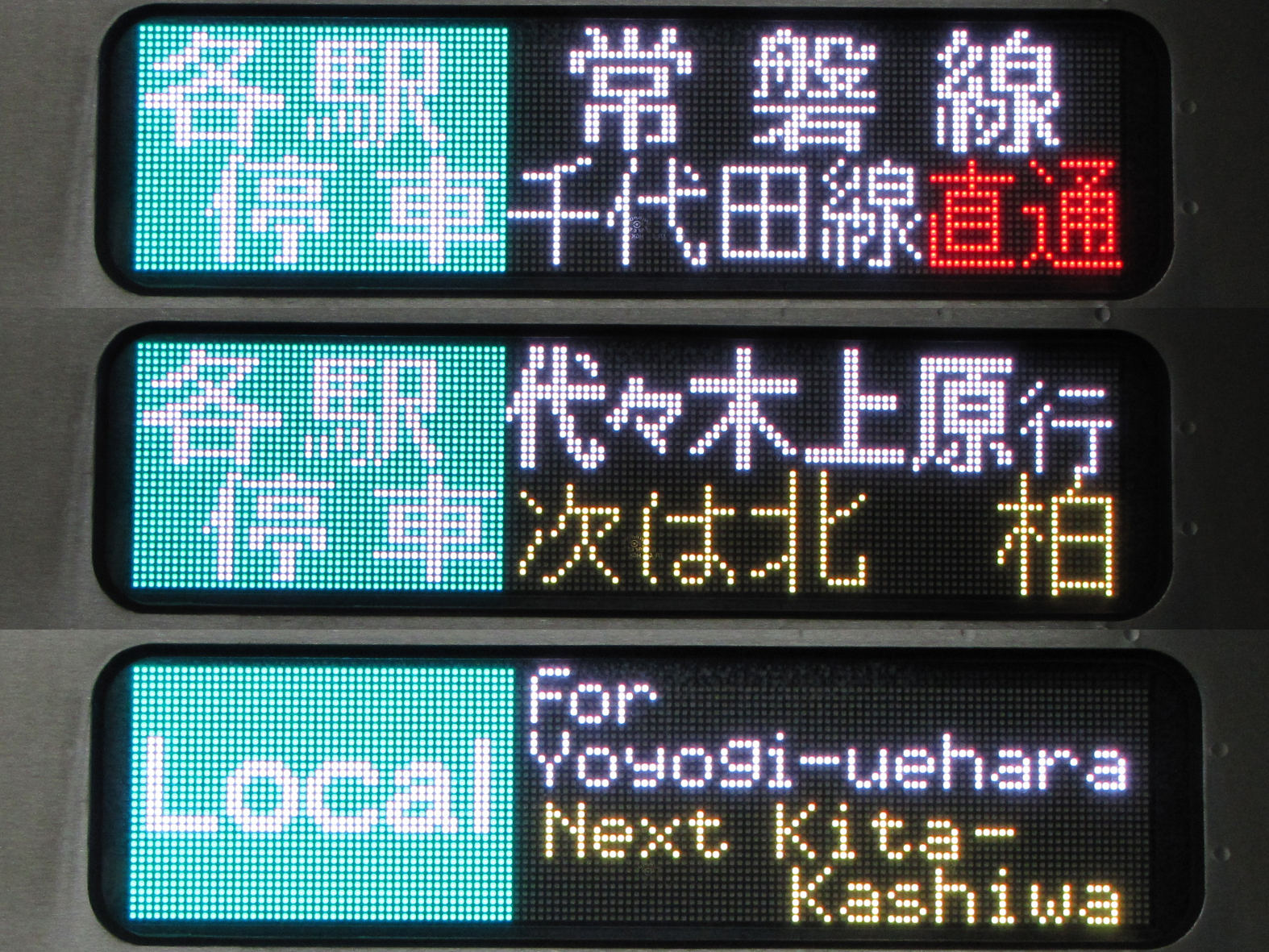
種別・行先表示器　表示の例。小田急線の種別の色は4000形に倣った色である。
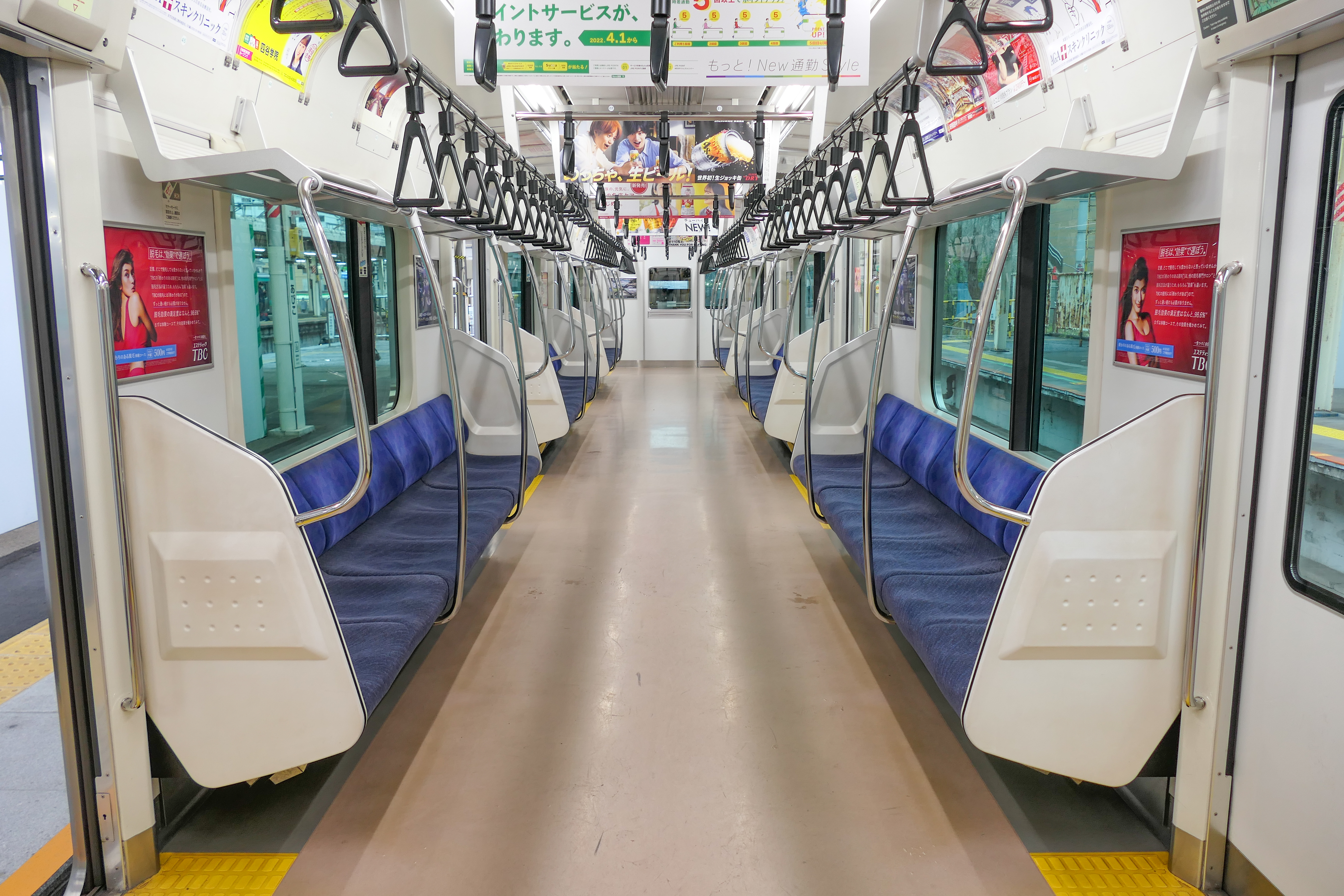
車内全景
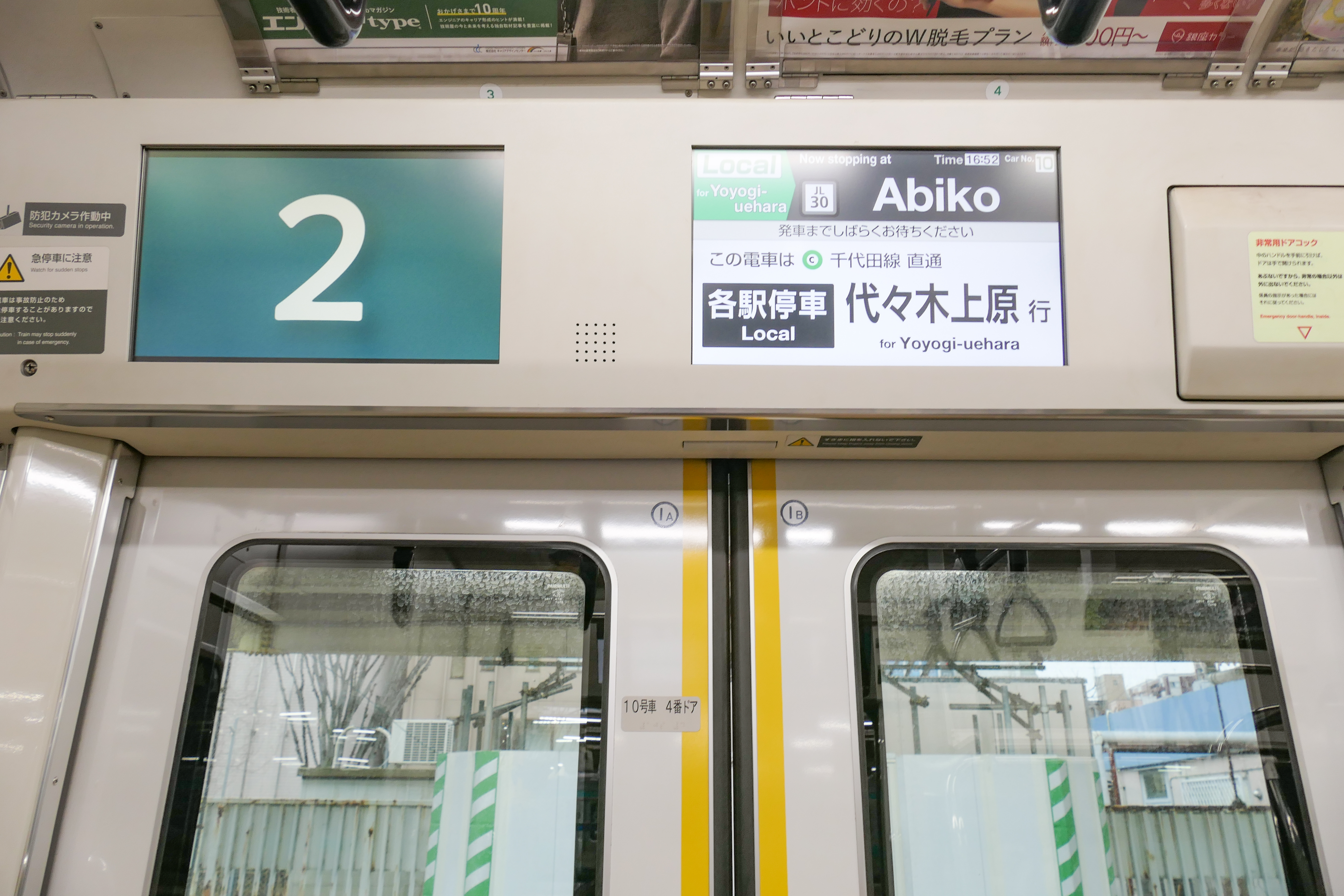
LCD式車内案内表示器。1000番台と同一サイズの液晶だが、表示内容のデザインが異なる。
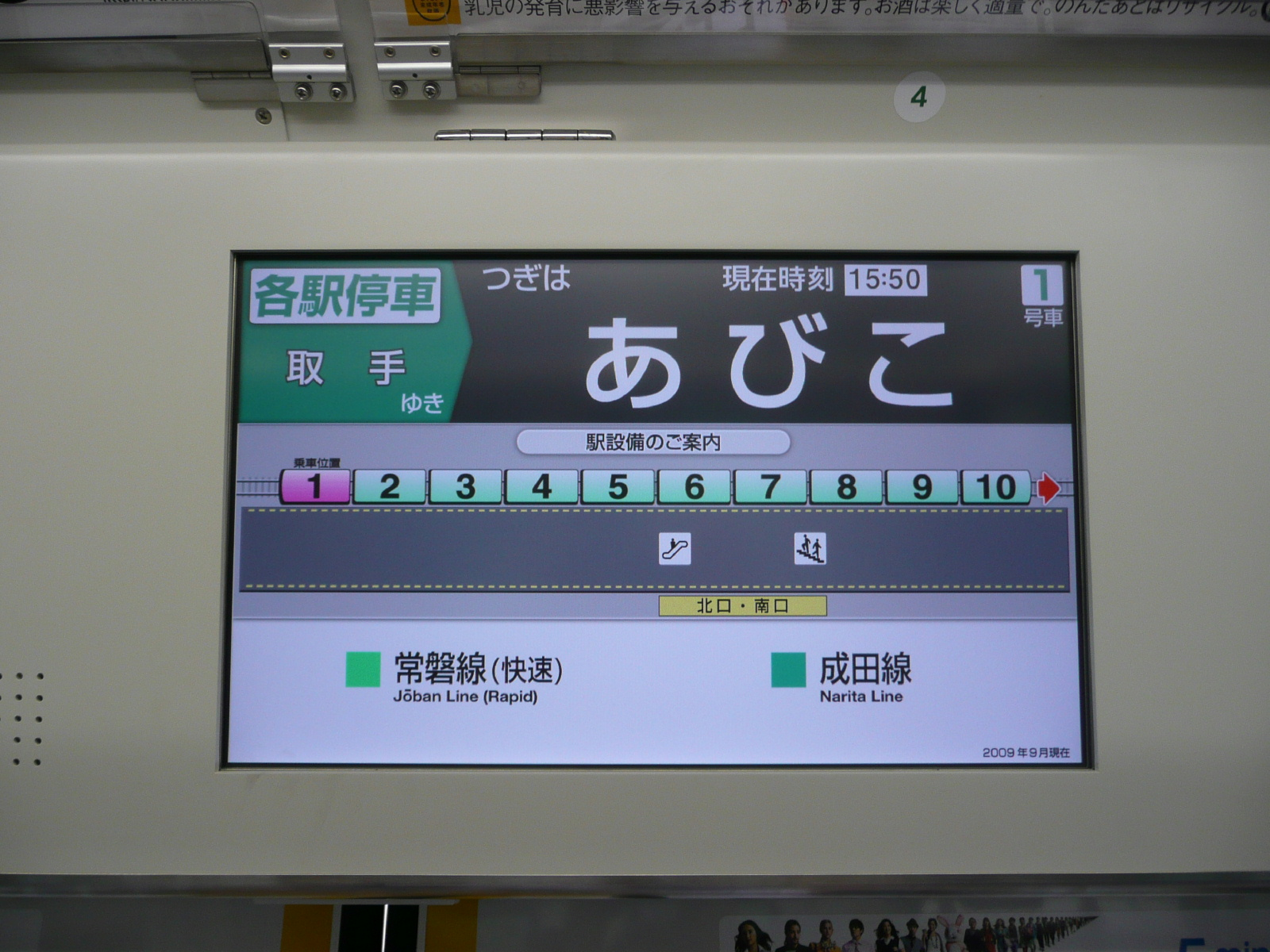
JR線内での車内案内表示器の表示例
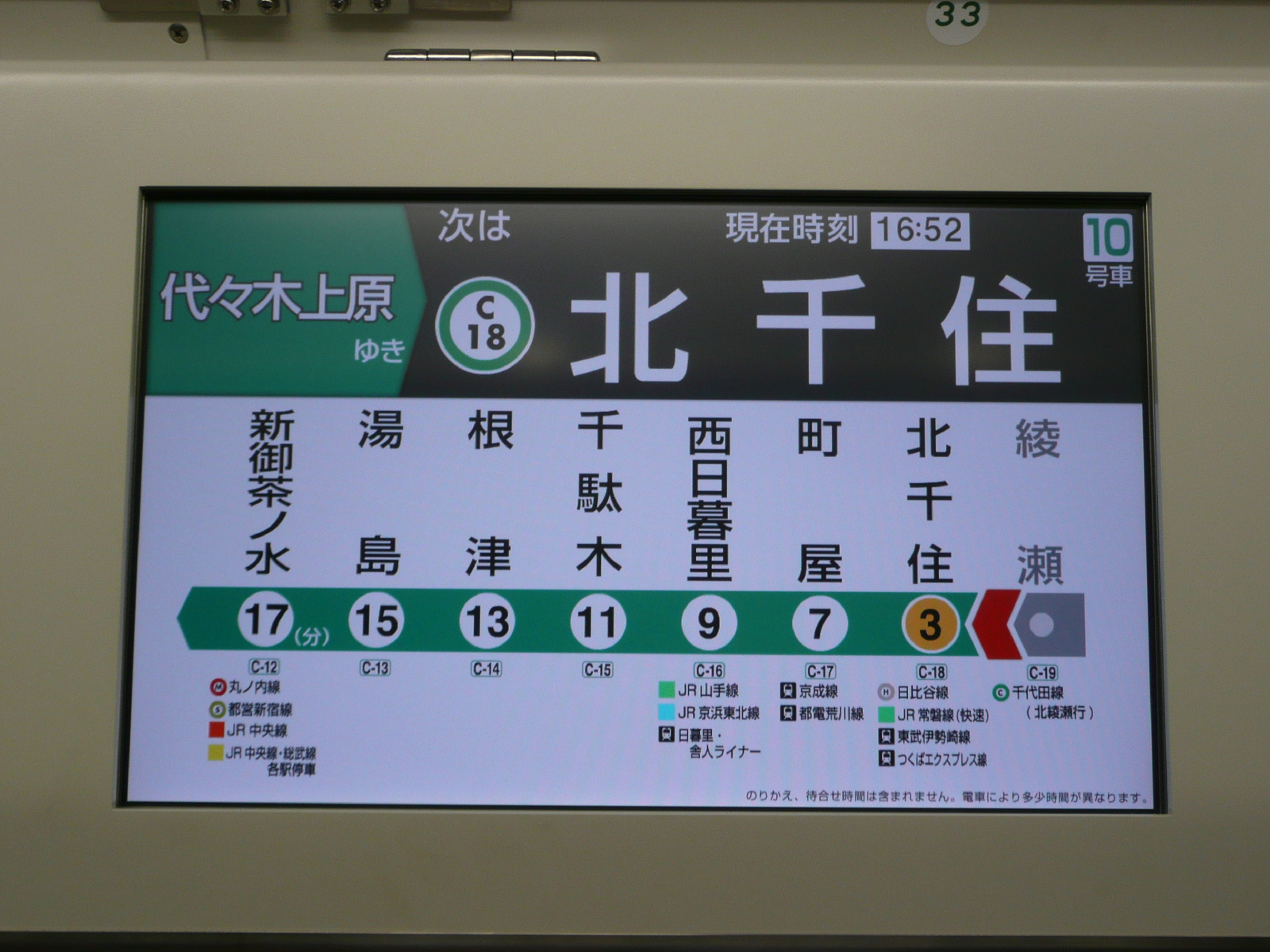
千代田線内での車内案内表示器の表示例 2018年3月17日のダイヤ改正以降は青地の「各駅停車」が表示されている。

#### 編成表
特記ない限りは2022年（令和4年）10月1日時点の情報を示す。

### 3000番台
近郊路線向けとして国府津車両センター・小山車両センターに所属し、東海道線・伊東線・宇都宮線・高崎線・上越線・両毛線・上野東京ライン・湘南新宿ラインで運用されている。その運用範囲は、宇都宮線宇都宮駅・両毛線前橋駅から横須賀線逗子駅・伊東線伊東駅・東海道本線（JR東海）沼津駅までと非常に広い。

#### 東海道線用編成
国府津車両センター初期導入編成

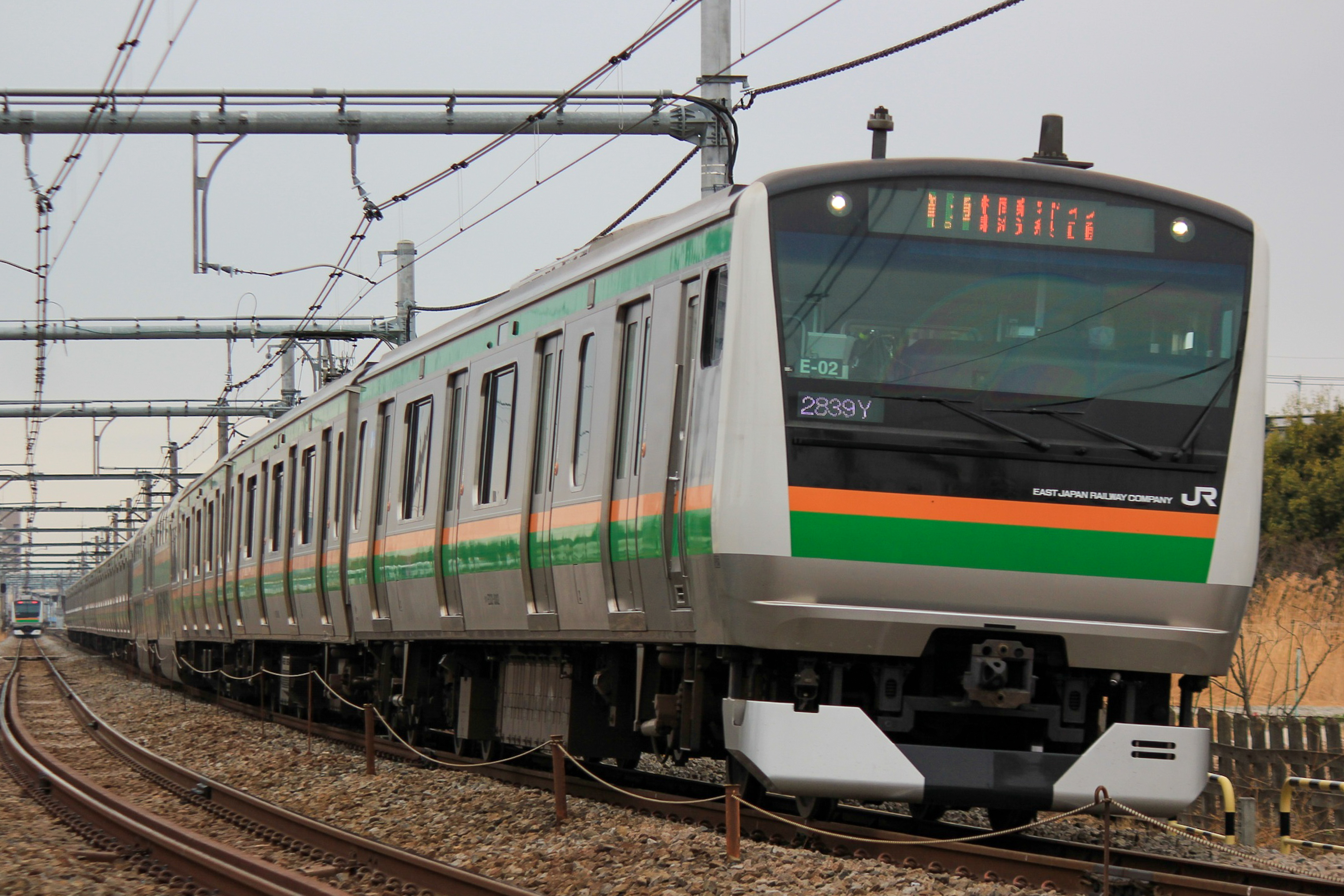
高崎線を走行する3000番台E-02編成
（2021年3月8日 行田駅 - 吹上駅間）

JR東日本では、2007年（平成19年）度から鎌倉車両センター配置で、横須賀線・総武快速線で運用されているE217系のVVVFインバータ装置などの機器類更新工事を開始した。更新工事の施工に際して、鎌倉車両センターに配置されている予備編成が不足することから、2006年（平成18年）に東海道線・伊東線で運用していた113系を置き換えるために国府津車両センターに転出したE217系基本10両+付属5両編成1本を再度鎌倉車両センターに配置することとなったが、その補充分として製造されたのが本系列の近郊タイプとなる3000番台。以後、2017年までの約10年間で、基本編成33本、付属編成39本の計525両が製造された。

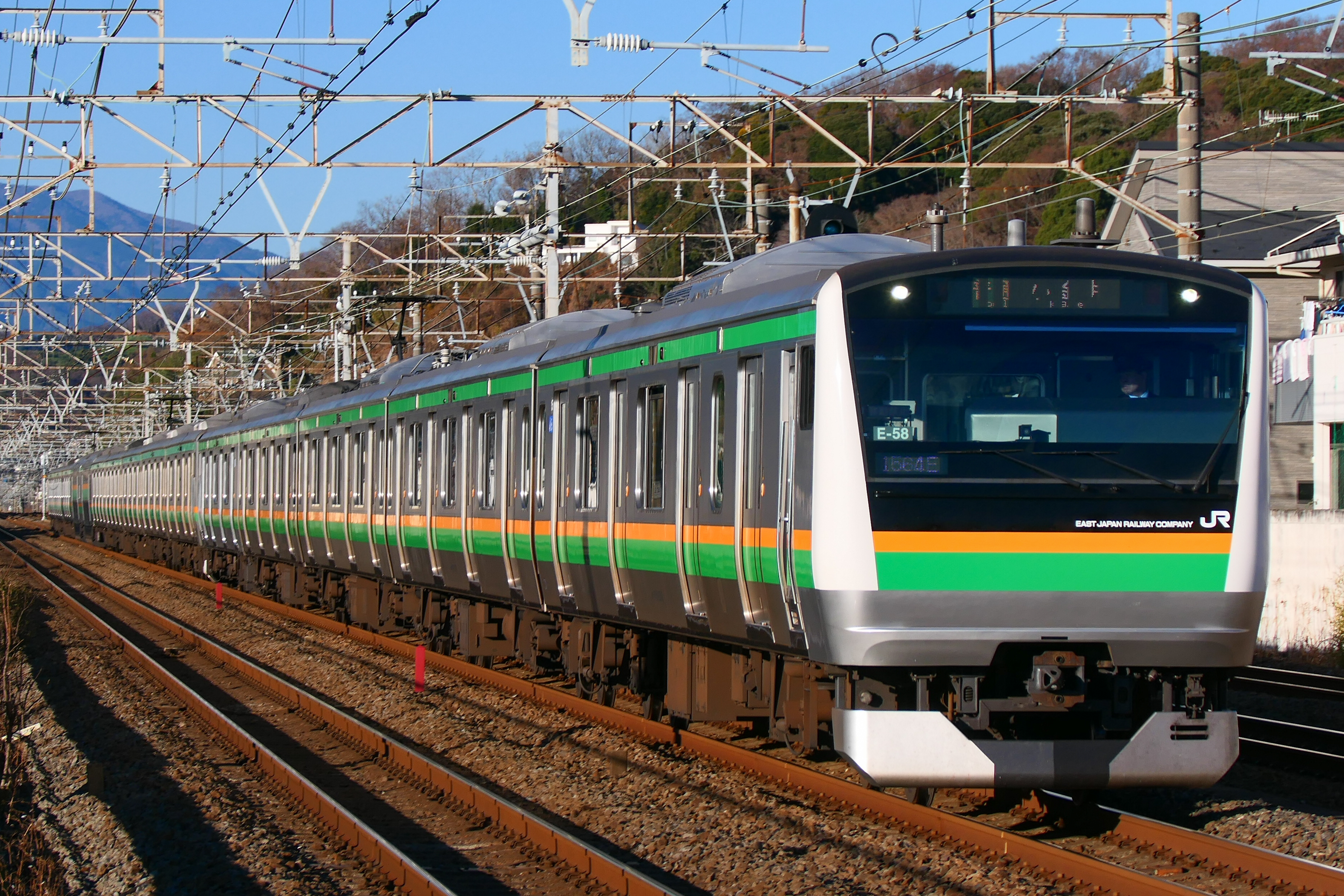
東海道線を走行する3000番台E-58編成
（2023年1月10日 二宮駅 - 大磯駅間）

2007年（平成19年）に東急車輛製造で基本10両+付属5両1本（E-01編成+E-51編成）が落成し、国府津車両センターに配属された。当初は2008年（平成20年）3月7日より営業運転を行う予定だったが、同日に人身事故が発生したため延期となり、同年3月10日から東海道線で営業運転を開始した。その後、2010年（平成22年）2月に第2編成としてE-02編成+E-52編成が落成した。この第2編成は2010年3月13日のダイヤ改正における横須賀線武蔵小杉駅開業に伴って同線の増発が行われることとなり、東海道線で運用してきたE217系1編成（基本10両+付属5両）を再度横須賀線に転用するための捻出用として新たに製造された。
元田町車両センター所属編成
2013年（平成25年）3月改正より国府津車両センターへ転属。
2011年（平成23年）9月（落成時、基本編成NT1編成 - NT14編成と付属編成NT51編成 - NT64編成 →現在は国府津車両センターのE03編成 - E16編成とE53編成 - E66編成）からは東海道線で運用している211系の後継車種として田町車両センターに配置が開始され、先に落成していた国府津車両センター初期導入編成（以下、国府津車初期編成）から編成形態が一部変更されている。これは基本編成の6号車にもトイレ付き車両を連結するためで、新たにモハE232形3800番台が連結された。車内の車端部には一般洋式のトイレが設置され、反対側には枕木方向に2人掛け座席が設置されている。製造は新津車両製作所が担当した（グリーン車は東急車輛製造製）。
国府津車初期編成では、6号車に補助電源装置（SIV）搭載のモハE232形3000番台を連結していたが、元田町車両センター所属車両（以下、元田町車）の6号車には汚物処理装置を搭載したため、SIVの搭載ができなくなり、国府津車初期編成と比べ一部の電動車（モハ）の連結位置が変更されている。また、モハE232形3200番台は非連結とされた。なお、付属編成は特に編成の変更はされていない。このほか、基本編成+付属編成の併結運転時に、車両間からの転落事故を防止するために10号車のクハE233形3000番台には京浜急行電鉄の新1000形電車とほぼ同様の転落防止放送装置を設置した。
基本的には国府津車初期編成の続番となっているが、編成内で車両番号を統一するため、モハE232形3800番台は3801・3802号車が欠番となっている。この元田町車は2011年（平成23年）11月12日から営業運転を開始しており、その後2012年（平成24年）4月までに基本・付属編成とも14編成（210両）を投入して211系の置き換えを完了させた。これらの車両は2015年3月14日に開業した上野東京ラインに向けて導入を進めたものである。なお、2013年3月改正より田町車両センターは廃止（東京総合車両センター田町センターに改称）され、同センターに所属していた編成は国府津車両センターに転属した。
元高崎車両センター所属編成

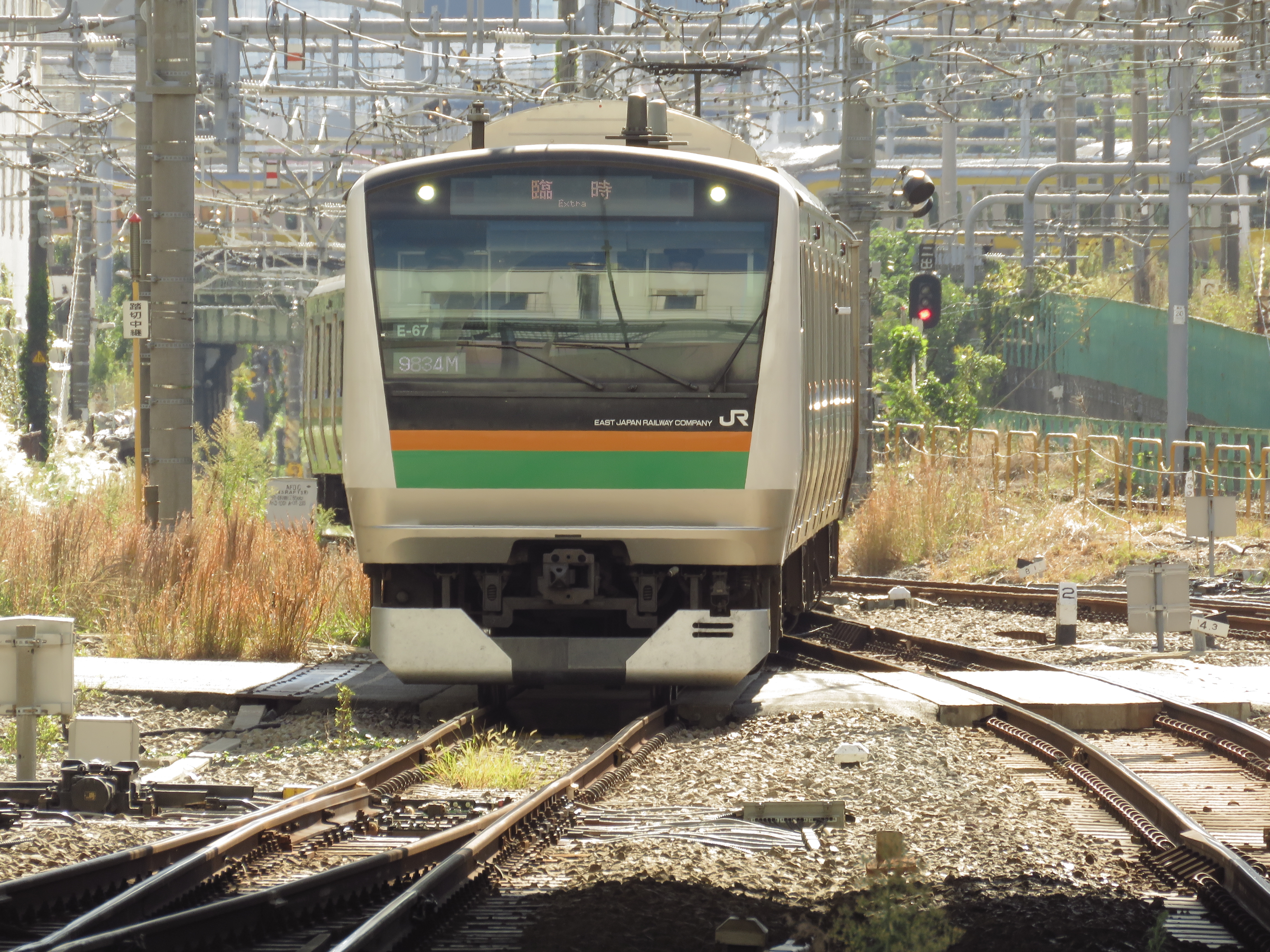
山手貨物線を走行する3000番台E-67編成
（2021年10月24日 新宿駅）

2015年（平成27年）3月14日の上野東京ライン開業とともに基本編成L01編成・付属編成D01編成が国府津車両センターに転属し、基本編成E-17編成・付属編成E-67編成となった。
2014年度増備編成
2014年12月から2015年3月にかけて、付属編成が2編成（E-71・E-72編成）増備された。当番台の製造は約2年ぶり。製造は総合車両製作所横浜事業所が担当した。
2017年度増備編成
2017年5月に、付属編成E-73・E-74編成が配置された。当番台の製造は約3年ぶり。

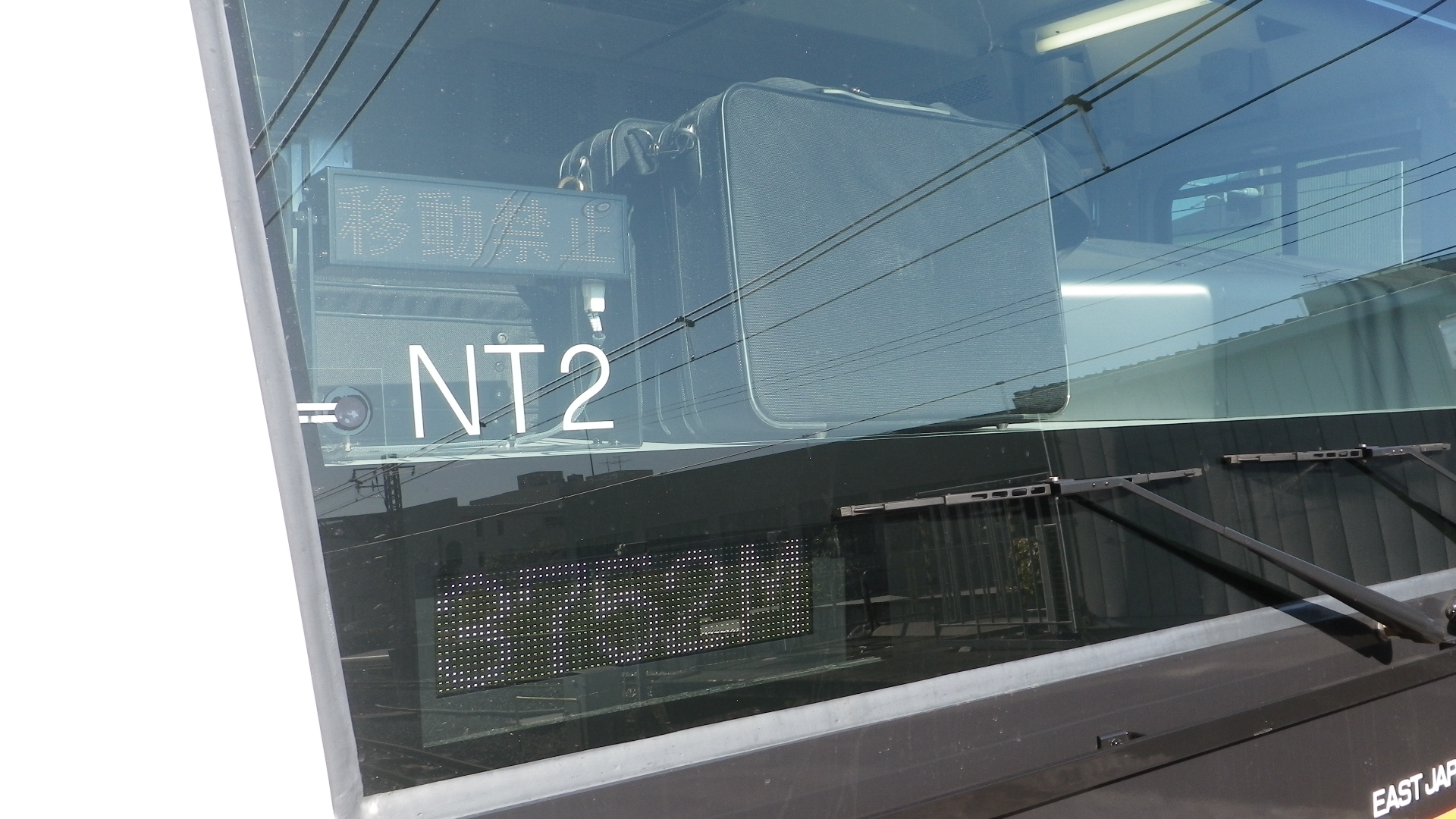
クハE232-3004の移動禁止表示器 （2011年12月10日 戸塚駅）
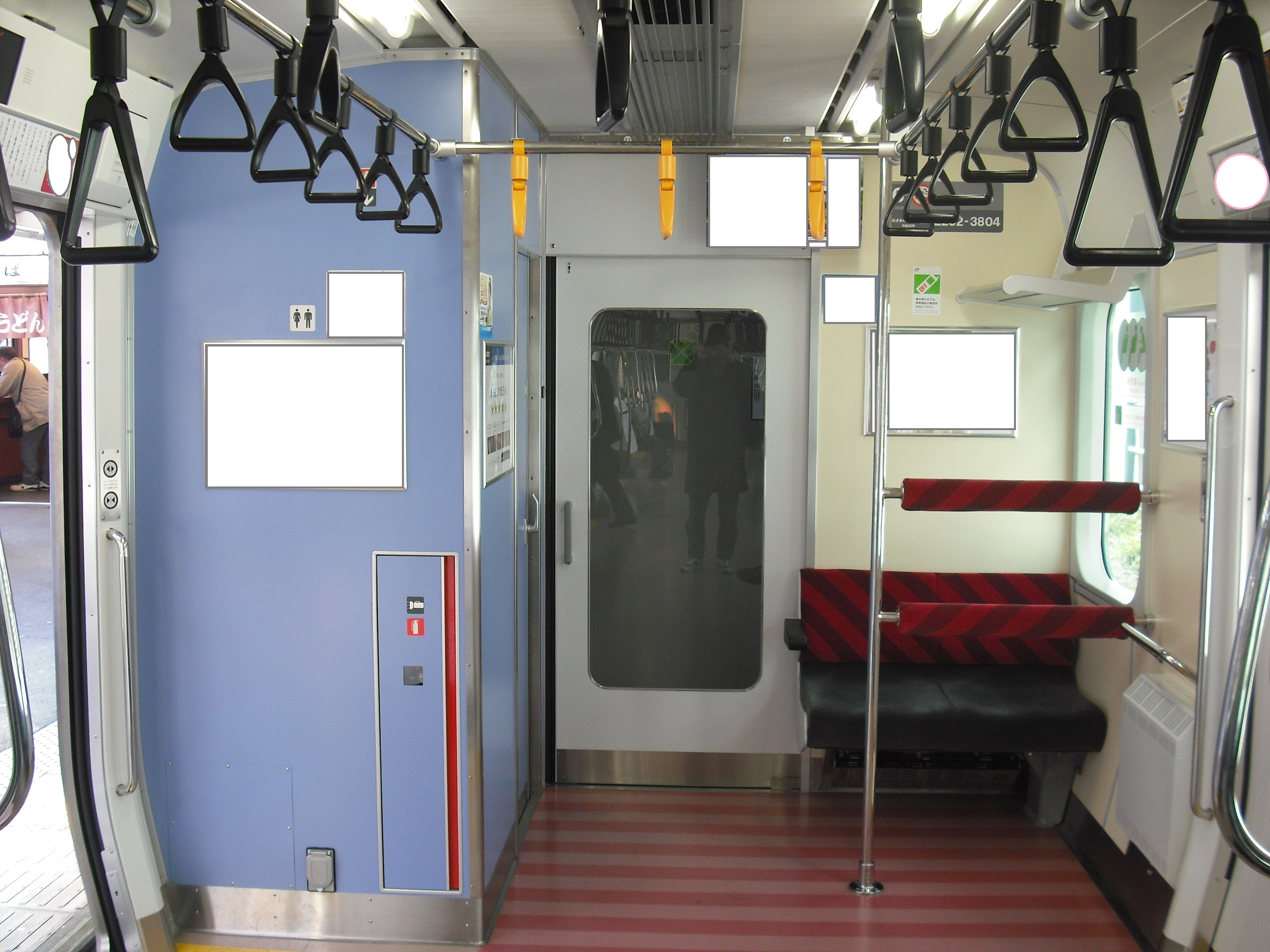
増備車で6号車に設置された一般トイレと2人がけ座席（モハE232-3804）
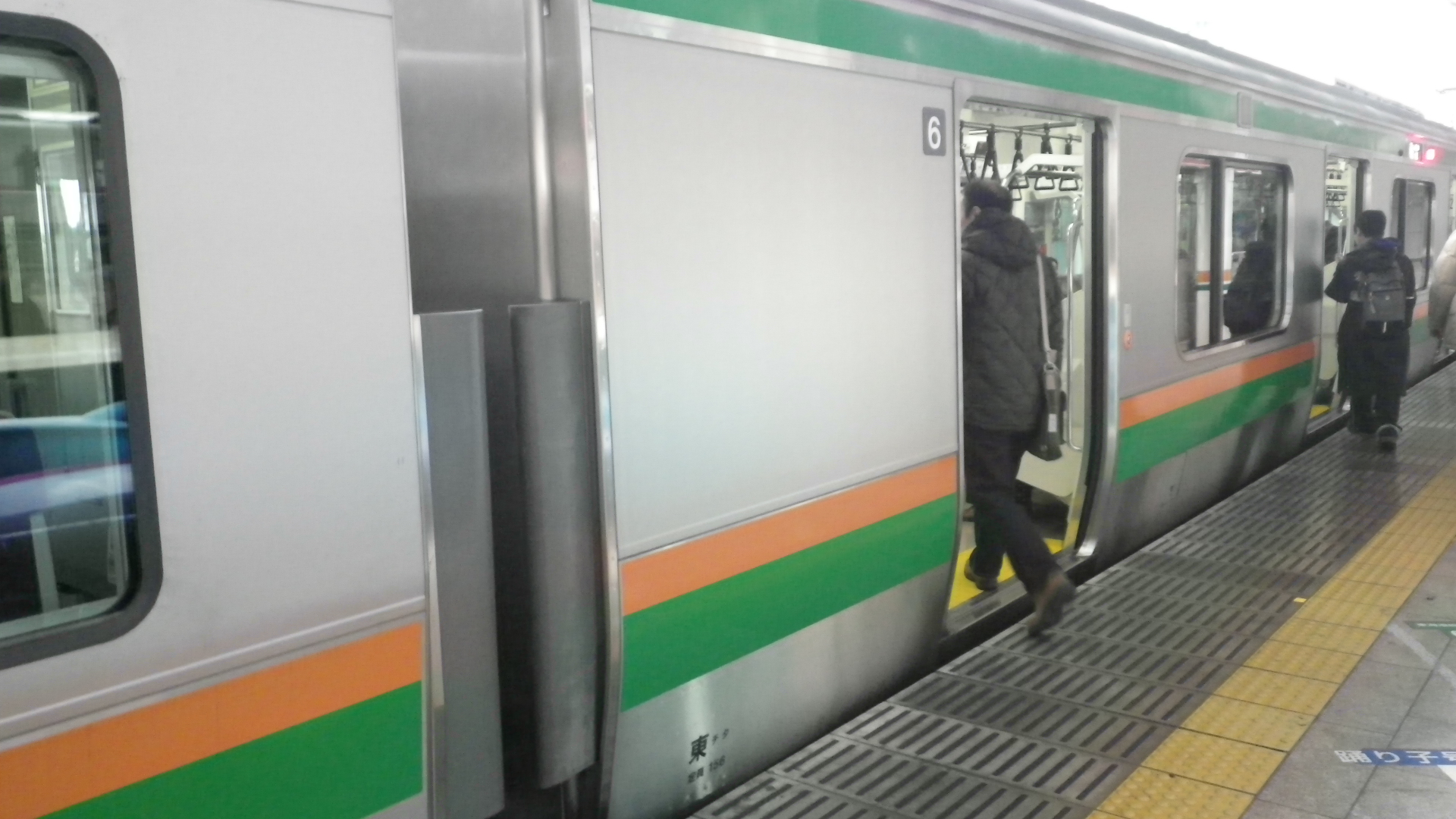
6号車のトイレ部分の外観（モハE232-3808）

#### 宇都宮線・高崎線用編成
元高崎車両センター所属編成
2015年3月改正より基本的に小山車両センターへ転属

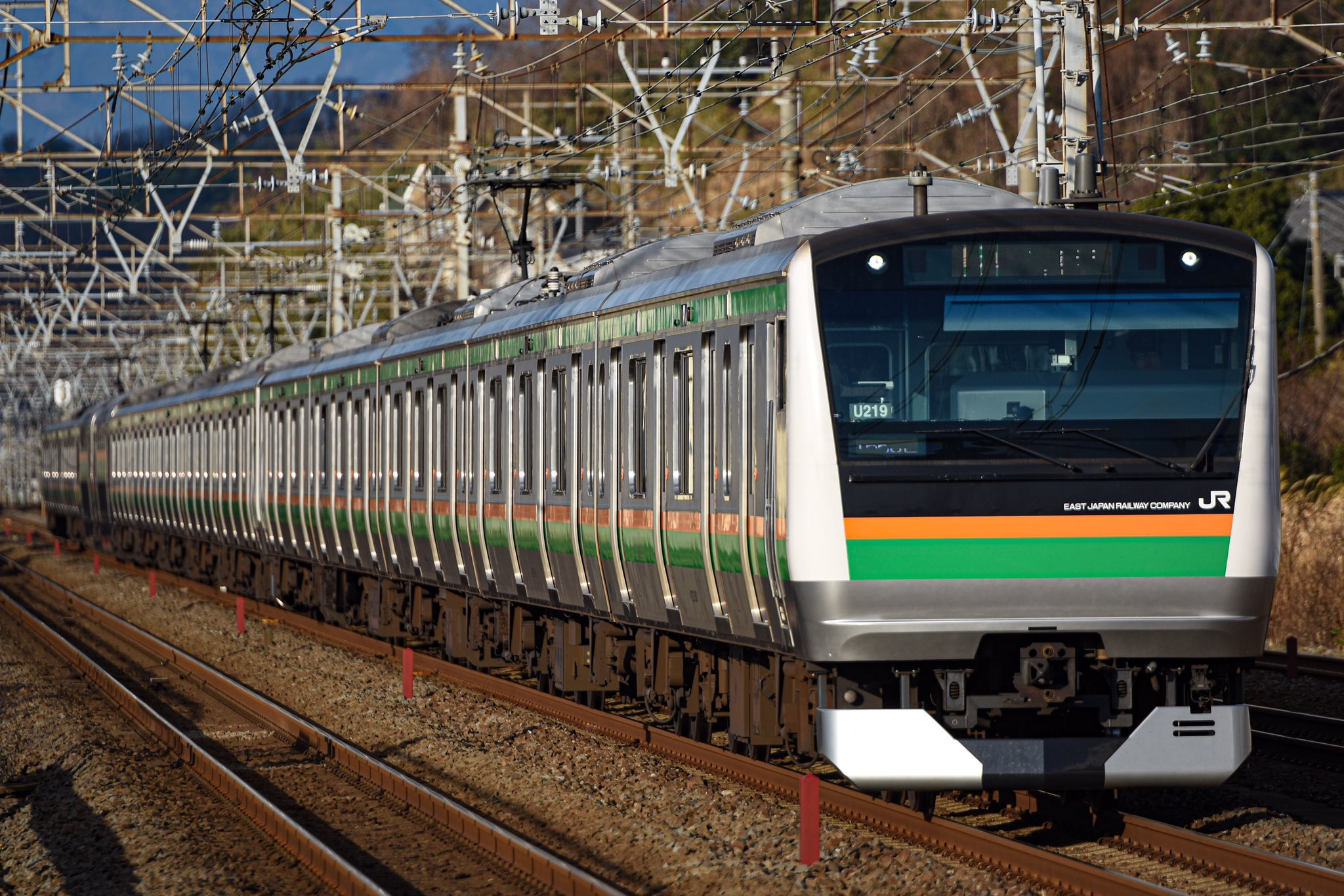
東海道線を走行する3000番台U219編成（旧：D03編成）
（2020年2月1日 二宮駅 - 大磯駅間）

2012年5月以降（落成時、基本編成L01編成 - L17編成と付属編成D01編成 - D16編成 →現在は国府津車両センターのE-17編成とE-67編成、小山車両センターのU618編成 - U633編成とU218編成 - U232編成）は宇都宮線・高崎線系統で運用していた211系の後継車種として高崎車両センターに配置が開始され、先に落成していた元田町車と同一の仕様となっている。基本編成17編成・付属編成16編成（250両）が投入され、2014年3月15日のダイヤ改正をもって高崎車両センター所属の211系の置き換えを完了した。なお、これらの3000番台は上述の通り211系の置き換え目的で、田町車（現：国府津車）・高崎車（現：国府津・小山車）合わせて基本編成が31編成、付属編成は30編成が製造された。
2012年9月1日より、高崎線・上越線高崎駅 - 新前橋駅間・両毛線新前橋駅 - 前橋駅間で営業運転を開始し、2013年3月16日からは宇都宮線でも営業運転を開始した。元高崎車は元田町車に引き続き新津車両製作所で製造されたが、グリーン車は東急車輛製造・総合車両製作所横浜事業所に加え、川崎重工業でも製造された。
2015年3月14日の上野東京ライン開業とともに基本編成L02編成 - L17編成・付属編成D02編成 - D16編成が小山車両センターに転属し、編成番号も基本編成U618 - U633編成、付属編成U218 - U232編成に改められた。
2014年度増備編成
2014年12月から2015年3月にかけて、付属編成が3編成（U233 - U235編成）増備された。当番台の製造は約2年ぶり。製造は総合車両製作所横浜事業所が担当した。

#### 仕様
車体の帯色はE231系近郊タイプと同様、湘南電車の伝統を引き継いだ、黄かん色とダークグリーンのツートンカラーを配している。ただし、E231系は幕板と窓下だけだったのに対し、こちらはドアにも帯が入る。
編成形態もE231系近郊タイプに準じたもので、基本編成となる10両編成と付属編成となる5両編成で構成される。基本編成の4・5号車には2階建てグリーン車が連結されている。普通車の客室設備については基本的に通勤タイプに準じている。また、ホーム検知センサーの取り付け準備工事がされている。
普通車の座席はロングシートが基本だが、基本編成両端の2両（1・2・9・10号車）と付属編成の黒磯・前橋側2両（14・15号車）はセミクロスシートを配置している。車椅子スペースは各先頭車に配置しているほか、ロングシートの先頭車（11号車）はすべての荷棚とつり革を50 mm下げた優先席と同仕様のものとした。
普通車に設置するトイレ設備は10両編成の両端先頭車（1・10号車）と付属編成の沼津・伊東・逗子側先頭車（11号車）の連結面側に電動車椅子対応の大型トイレ（真空吸引式洋式）を設置した（2011年度以降製造車は6号車にも一般用トイレを設置）。電動車椅子対応の大型トイレの出入口の開口幅はE231系より広い 850 mm だが、E531系のような変則的なドア配置にはしていない。車内案内表示器は通勤形と異なり、LEDによる2段式の文字スクロール表示式をドア上部に設置している。ドアエンジンはリニアモーター駆動式で、半自動機能と3/4閉機能を有する。
グリーン車
近郊仕様となる3000番台では2階建てグリーン車を2両連結する。設計自体はE231系やE531系で運用されている車両に準じている。
車両は両端部が平屋構造となり、車体中央部が2階建て構造となっている。座席はすべて回転式リクライニングシートを配置している。座席は平屋部と1階部が赤紫系色、2階部が青系色となっている。また網棚は平屋席のみに設置されている。その他グリーン車Suicaシステムに対応させるため各座席の天井部にはSuica（相互利用ができるICカードを含む）をタッチするための装置（R/W〈リーダ/ライタ〉）が取り付けられ、各座席のテーブルにはSuicaシステムの利用方法の案内ステッカーが貼られている。客用ドアの室内側はステンレス無塗装仕上げとし、ドアガラスは単板ガラスを接着方式で固定した。
サロE233形3000番台には沼津・伊東・逗子側のデッキに洋式トイレと洗面所を備え、サロE232形3000番台の黒磯・前橋側のデッキには乗務員室と業務用室（グリーンアテンダントの準備室）を設置する。また業務用室には車内販売に対応させるため冷蔵庫やコーヒーメーカーなどが設置されている。これらの車両の冷房装置は出力23.3 kW（20,000 kcal/h）のAU729形を2台を搭載する。
東海道線で女性のグリーンアテンダントへの暴行事件が多発したため、乗降口（デッキ）と乗務員室・業務用室前に防犯カメラが設置された。

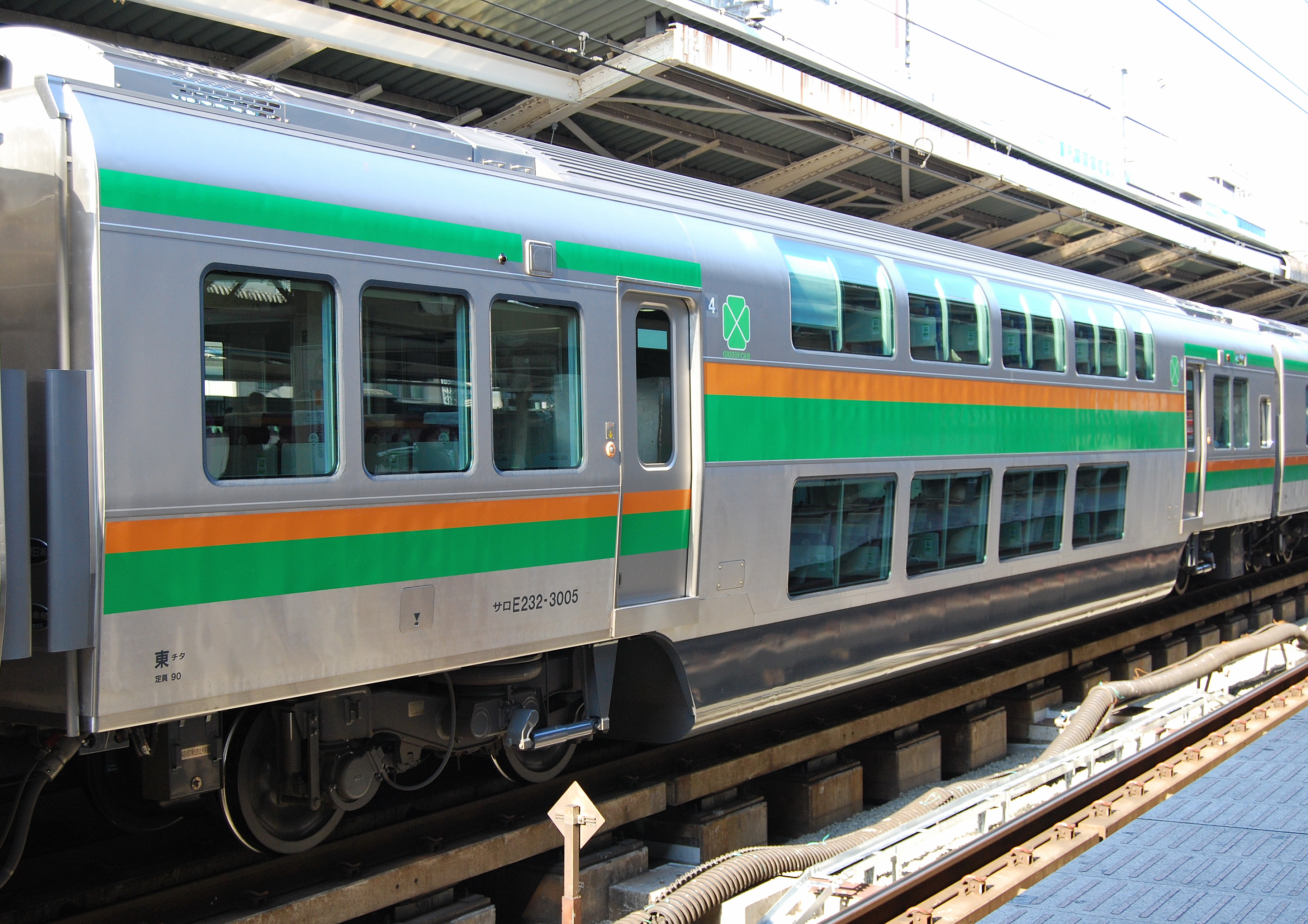
サロE232-3005
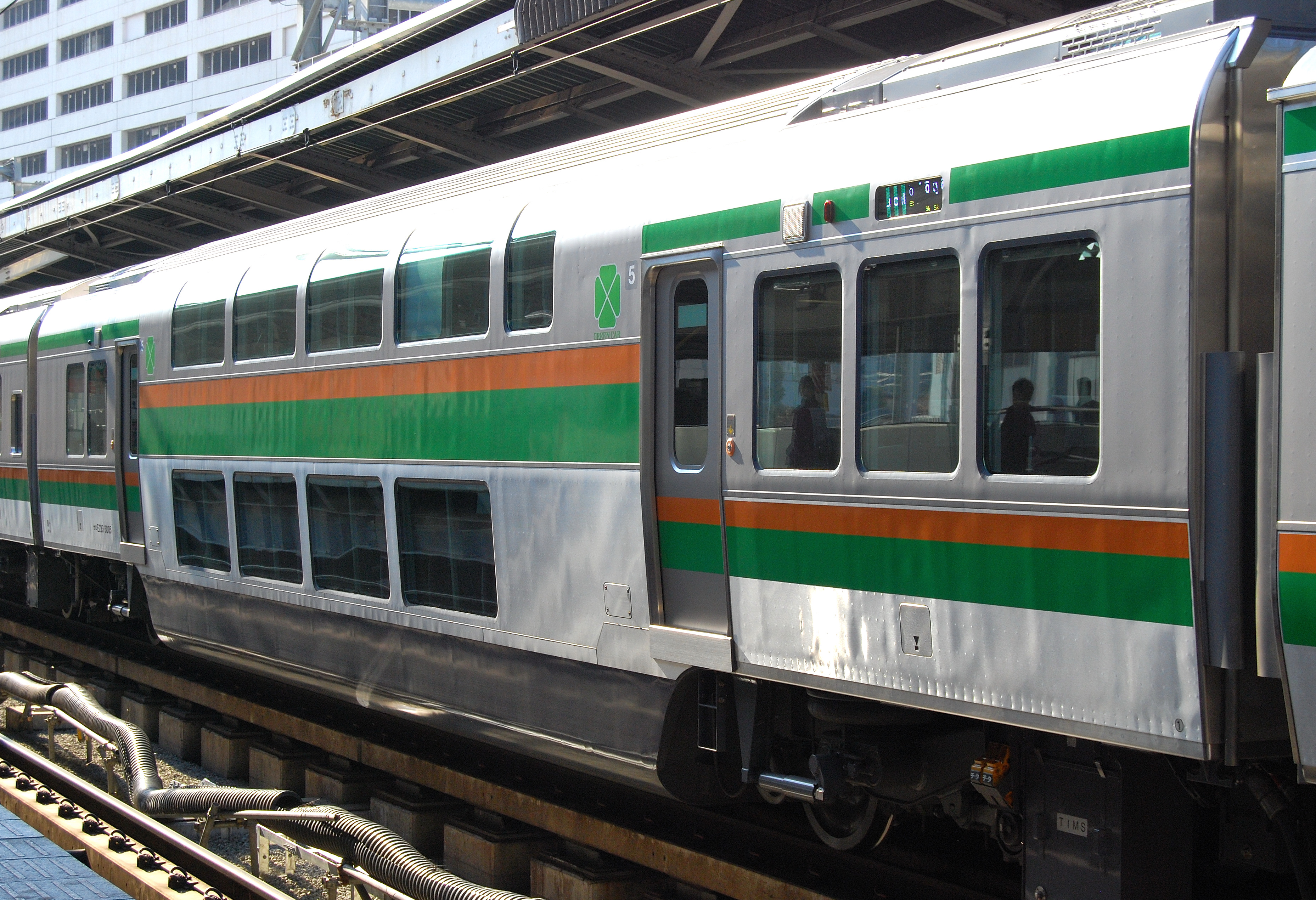
サロE233-3005
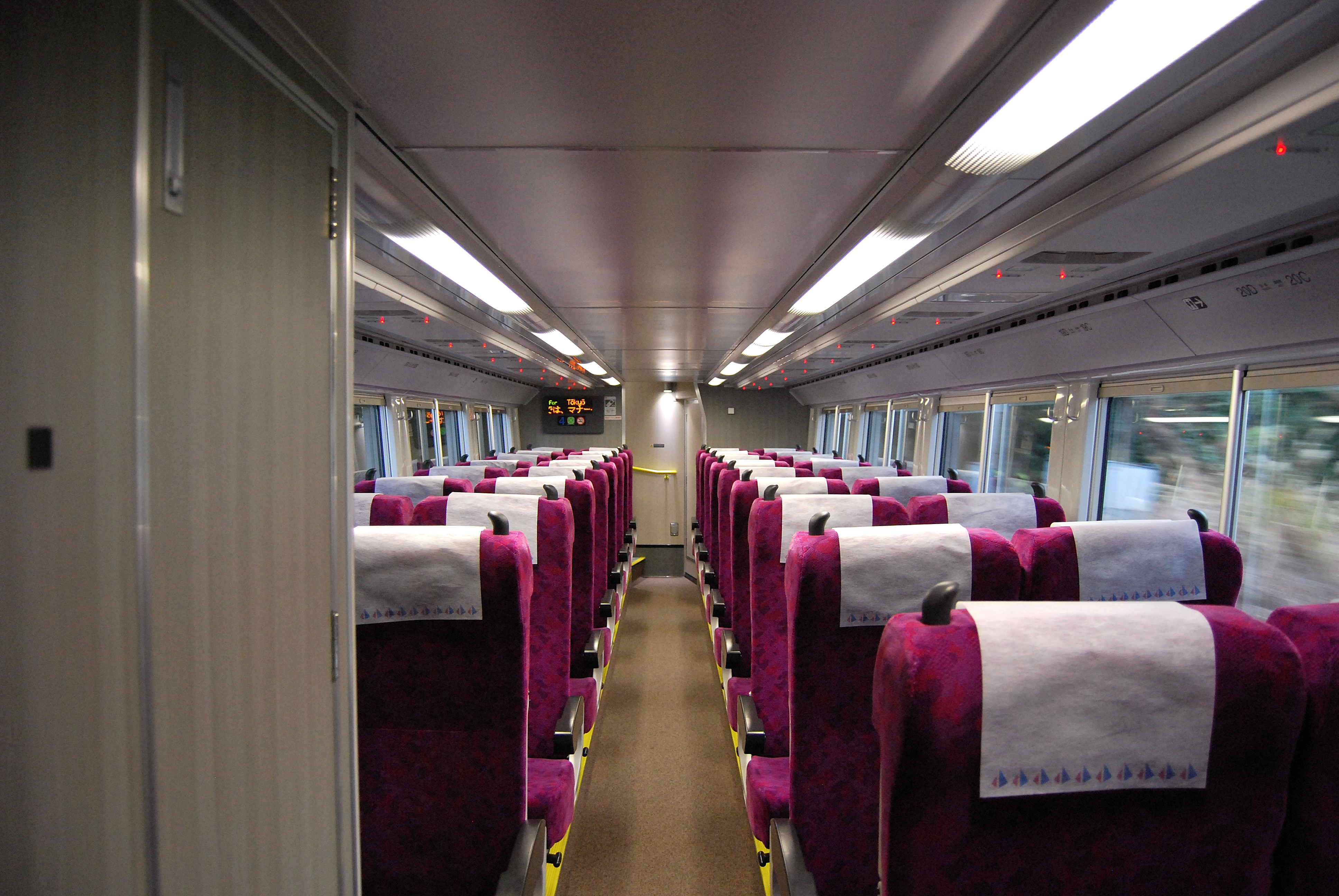
グリーン車の1階の車内
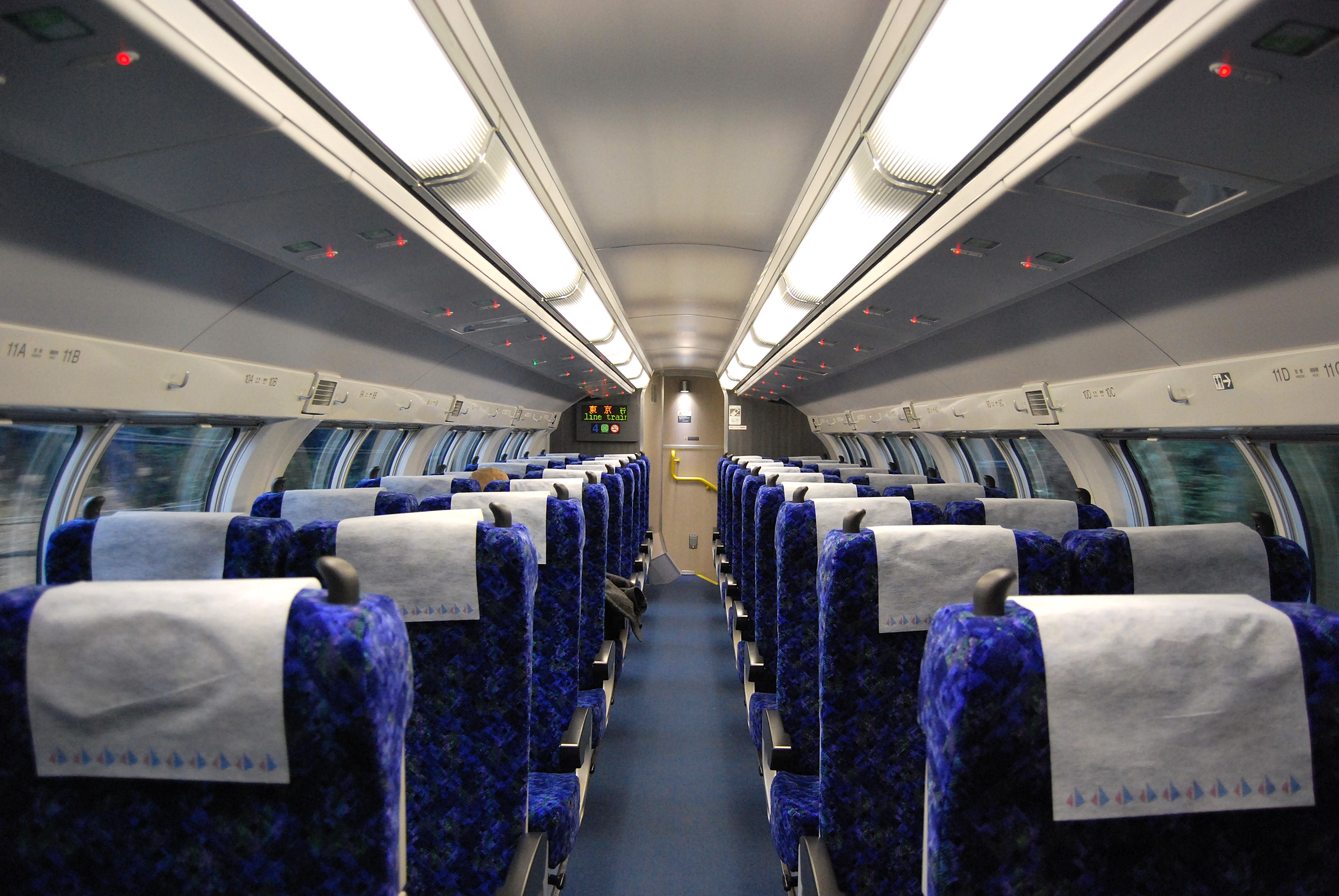
グリーン車の2階の車内
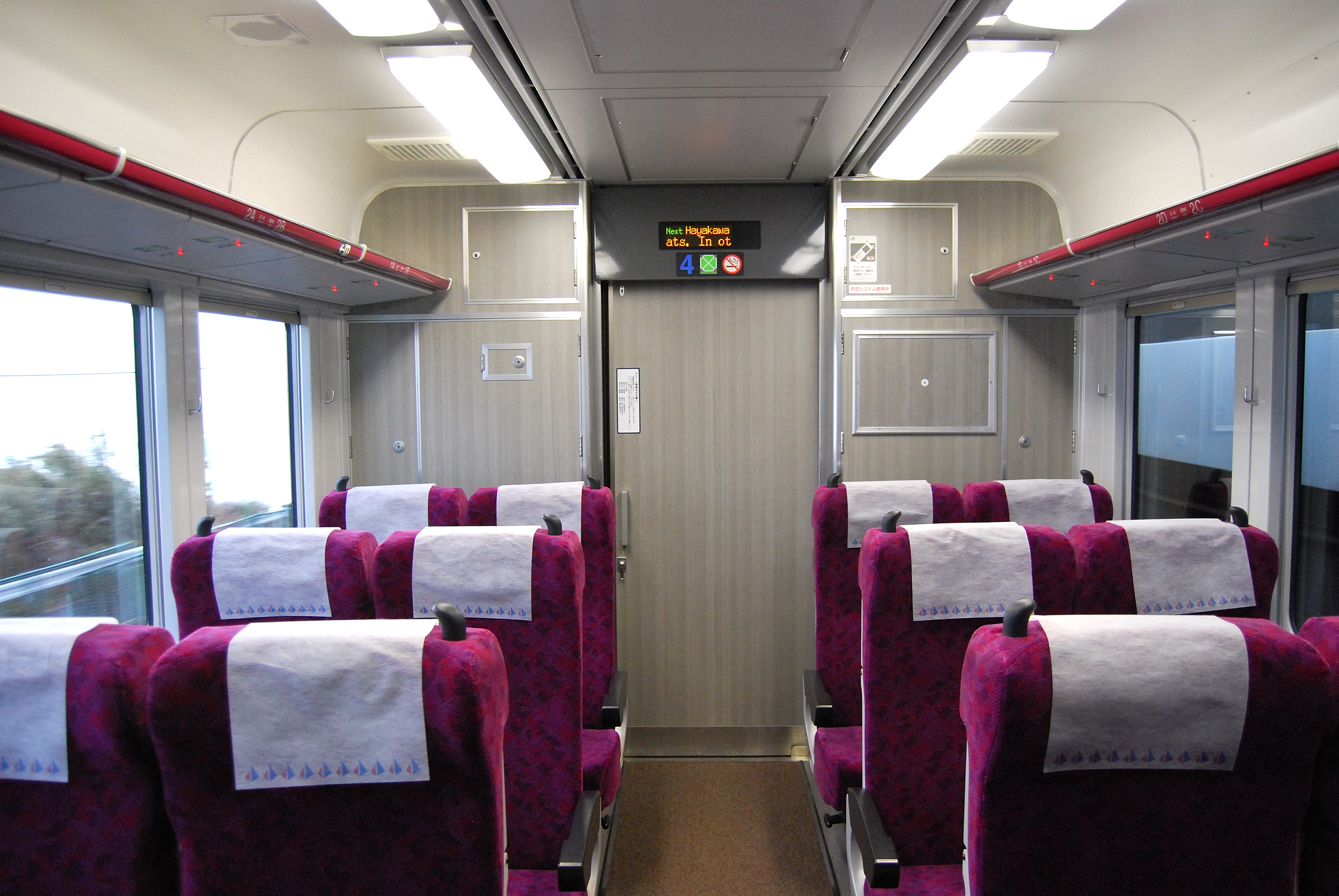
グリーン車の平屋部分の車内

走行機器
国府津車初期編成のVVVFインバータ装置は、先に落成していた0番台・1000番台に採用された三菱電機製のSC85形系列とは異なり、日立製作所製のSC90形が採用されている。MT比は基本編成が6M4T、付属編成が2M3Tで、基本編成は同様に運用されるE231系近郊タイプよりも電動車の両数が2両多くなっているが、起動加速度はE231系に合わせた2.3 km/h/sに設定されている。2011年度以降製造の編成は新規に開発した日立製作所製のSC98形が採用されており、SC90形よりも小形軽量化および信頼性の向上が図られている。また、E231系と本系列はシステムが異なるが、TIMSにはE231系と併結した際に相互のインタフェースを図る併結読み替え機能が追加されている。
台車はE233系では初めて普通車を含む全車両にヨーダンパが設置された。保安装置はE231系近郊タイプと同様にATS-Pと東海旅客鉄道（JR東海）エリアへの入線に対応する速度照査機能付ATS-SN'を搭載する。
- SC90形VVVFインバータ装置磁励音

#### 編成構成
- 基本編成と付属編成を併結する際は、基本編成が沼津・伊東・逗子側、付属編成が宇都宮・前橋側となる。
- 10両編成（基本編成）は沼津・伊東・逗子側1号車、黒磯・前橋側10号車。5両編成（付属編成）は沼津・伊東・逗子側11号車、黒磯・前橋側15号車
- 凡例
  - [車]WC…電動車椅子対応大型洋式トイレ、WC…洋式トイレ、[洗]…洗面所
  - [乗]…乗務員室、[業]…業務用室

国府津車両センター初期導入編成
|                      |            | ← 宇都宮・前橋沼津・伊東・逗子 → |               |               |               |               |               |               |               |               |               |
|                      |            |                                  |               |               |               |               |               |               |               |               |               |
| 10両編成（基本編成） | 号車       | 10                               | 9>            | 8             | <7>           | 6             | 5             | 4             | 3>            | 2             | 1             |
| 10両編成（基本編成） | 形式       | クハE233-3000                    | モハE233-3200 | モハE232-3200 | モハE233-3000 | モハE232-3000 | サロE233-3000 | サロE232-3000 | モハE233-3400 | モハE232-3400 | クハE232-3000 |
| 10両編成（基本編成） | 座席       | セミクロス                       | セミクロス    | ロング        | ロング        | ロング        | グリーン車    | グリーン車    | ロング        | セミクロス    | セミクロス    |
| 10両編成（基本編成） | その他設備 | [車]WC                           |               |               |               |               | WC、[洗]      | [乗]、[業]    |               |               | [車]WC        |
| 10両編成（基本編成） | 搭載機器   |                                  |               | CP            |               | CP,SIV        |               |               |               | CP,SIV        |               |
| 5両編成（付属編成）  | 号車       | 15                               | 14            | <13>          | 12            | 11            |               |               |               |               |               |
| 5両編成（付属編成）  | 形式       | クハE233-3500                    | サハE233-3000 | モハE233-3600 | モハE232-3600 | クハE232-3500 |               |               |               |               |               |
| 5両編成（付属編成）  | 座席       | セミクロス                       | セミクロス    | ロング        | ロング        | ロング        |               |               |               |               |               |
| 5両編成（付属編成）  | その他設備 |                                  |               |               |               | [車]WC        |               |               |               |               |               |
| 5両編成（付属編成）  | 搭載機器   |                                  | CP            |               | CP,SIV        |               |               |               |               |               |               |

国府津車両センター所属車両（2011年度以降製造）および小山車両センター所属車両
|                      |            | ← 宇都宮・前橋沼津・伊東・逗子 → |               |               |               |               |               |               |               |               |               |
|                      |            |                                  |               |               |               |               |               |               |               |               |               |
| 10両編成（基本編成） | 号車       | 10                               | 9>            | 8             | 7>            | 6             | 5             | 4             | <3>           | 2             | 1             |
| 10両編成（基本編成） | 形式       | クハE233-3000                    | モハE233-3200 | モハE232-3000 | モハE233-3400 | モハE232-3800 | サロE233-3000 | サロE232-3000 | モハE233-3000 | モハE232-3400 | クハE232-3000 |
| 10両編成（基本編成） | 座席       | セミクロス                       | セミクロス    | ロング        | ロング        | ロング        | グリーン車    | グリーン車    | ロング        | セミクロス    | セミクロス    |
| 10両編成（基本編成） | その他設備 | [車]WC                           |               |               |               | WC            | WC、[洗]      | [乗]、[業]    |               |               | [車]WC        |
| 10両編成（基本編成） | 搭載機器   |                                  |               | CP,SIV        |               | CP            |               |               |               | CP,SIV        |               |
| 5両編成（付属編成）  | 号車       | 15                               | 14            | <13>          | 12            | 11            |               |               |               |               |               |
| 5両編成（付属編成）  | 形式       | クハE233-3500                    | サハE233-3000 | モハE233-3600 | モハE232-3600 | クハE232-3500 |               |               |               |               |               |
| 5両編成（付属編成）  | 座席       | セミクロス                       | セミクロス    | ロング        | ロング        | ロング        |               |               |               |               |               |
| 5両編成（付属編成）  | その他設備 |                                  |               |               |               | [車]WC        |               |               |               |               |               |
| 5両編成（付属編成）  | 搭載機器   |                                  | CP            |               | CP,SIV        |               |               |               |               |               |               |

- CPはモハE232形各車とサハE233形に搭載。
- SIVはモハE232形3000番台、3400番台、3600番台に搭載。
- モハE233形3000番台とモハE233形3600番台には予備のパンタグラフを搭載し、黒磯・前橋寄りのパンタは通常使用しない。

#### 編成表
特記ない限りは2022年（令和4年）10月1日時点の情報を示す。

#### その他
E231系近郊タイプとは異なり、本番台区分では普通列車を含めすべて種別表示を行う。種別部分の背景色は、普通列車は緑色、通勤快速は紫色、快速「アクティー」「ラビット」「アーバン」および湘南新宿ライン快速は朱色、特別快速は水色。なお、湘南新宿ラインでの運用の場合は行先および路線名は朱色での表示となる。
また上野始発の宇都宮線下り運用の場合は、高崎線との誤乗防止のため、行先および路線名が緑色で表示される。E231系では緑色表示は行先のみであったが、本系列では新たに路線名も緑色で表示している。
前面のLED式表示器は通勤タイプと同様に行先表示も行い、他番台同様 「種別・行先」と「種別・路線名（0番台はなし）」を交互表示している。ただし、宇都宮線・高崎線の上野行き上り列車および宇都宮線の大宮行き上り列車では「種別・路線名」を表示せず「種別・上野」「種別・大宮」のみ表示する。
駅名対照表がE231系近郊タイプと共通しているため、落成当初から湘南新宿ライン（普通・快速・特別快速）の行先表示が入っており、また通常は運用されない信越本線の行先表示も入っている。E231系近郊タイプとの連結運転を考慮しているため、本系列で唯一種別表示と行先表示を別々に設定できないほか、ドア上の案内表示器がLED式となっている。上野東京ライン開業後はE231系との併結運転も行っている。
上野東京ライン運行開始前は、国府津車は東海道線東京駅 - 沼津駅間、高崎車は宇都宮線上野駅 - 黒磯駅間・高崎線・上越線高崎駅 - 新前橋駅間・両毛線新前橋駅 - 前橋駅間のみの運用で、湘南新宿ラインや伊東線での運用はなかった。また、国府津車初期編成は、運用開始から2013年3月16日のダイヤ改正までの間、E217系と共通運用となっていた。
2015年3月16日の上野東京ライン開通後はE231系とともに車両運用の抜本的な見直しがされ、E231系と共通運用となり湘南新宿ラインでの運用を開始。同時にE231系との併結運転も開始された。
2009年4月中旬から2010年3月上旬まで、E217系とともにE-01編成+E-51編成の基本編成1号車・付属編成15号車前面に「東海道線 全通120周年 新橋 - 神戸間 1889.7.1」と表記されたヘッドマークが装着された。

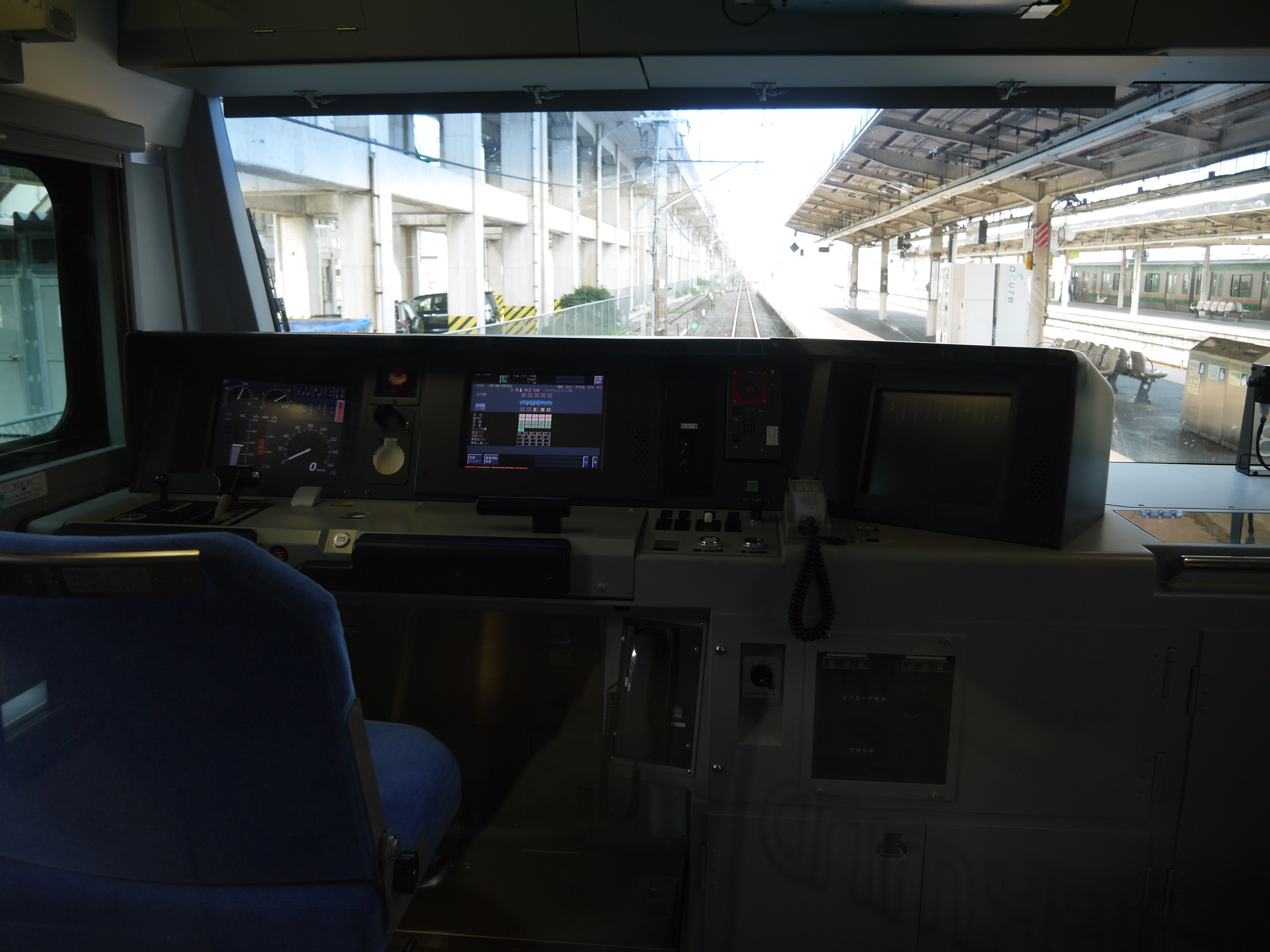
運転台（クハE233-3529）
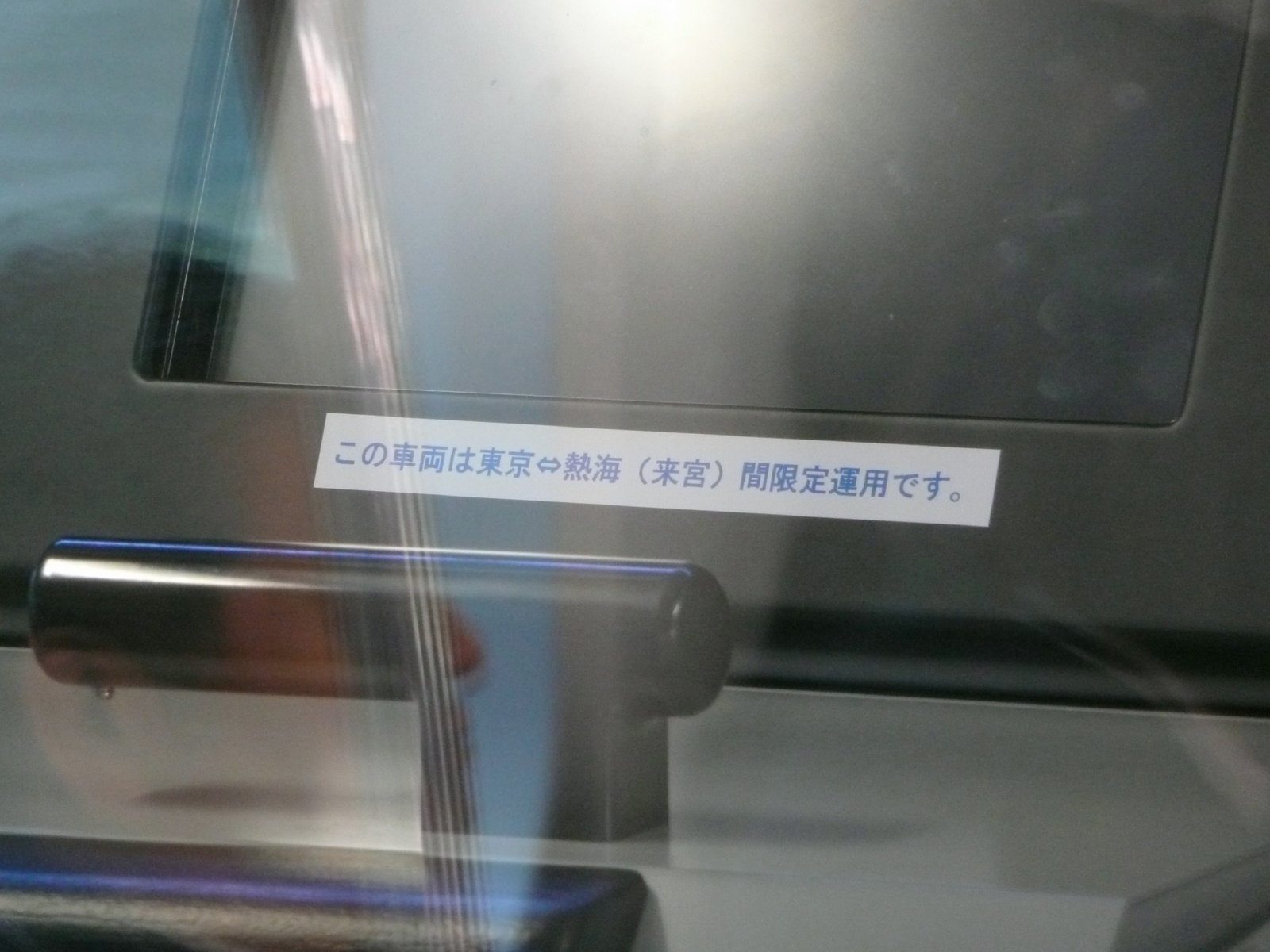
かつて国府津車初期編成の運転台モニタ装置には限定運用の表記があった。
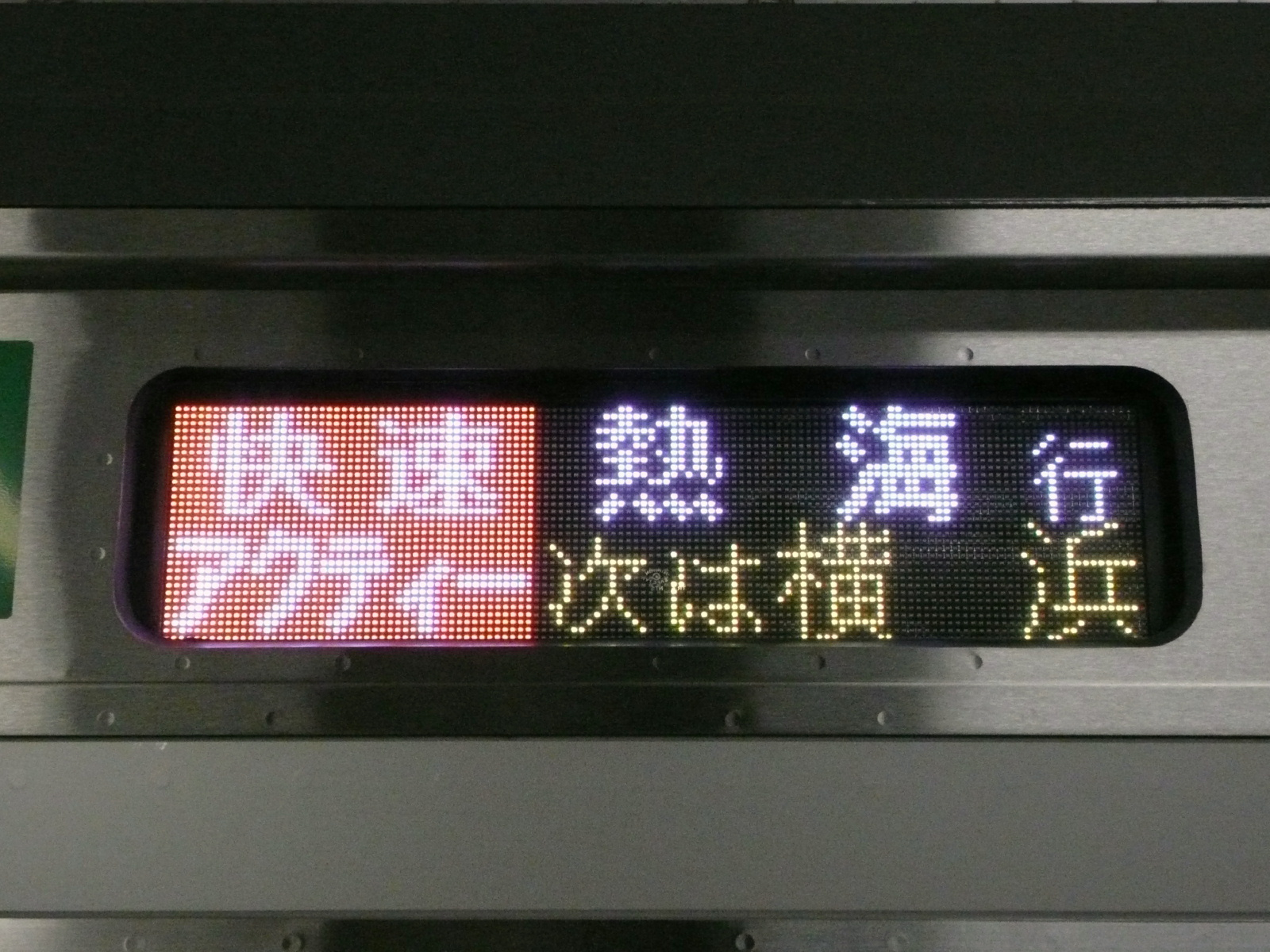
側面の種別・行き先表示装置
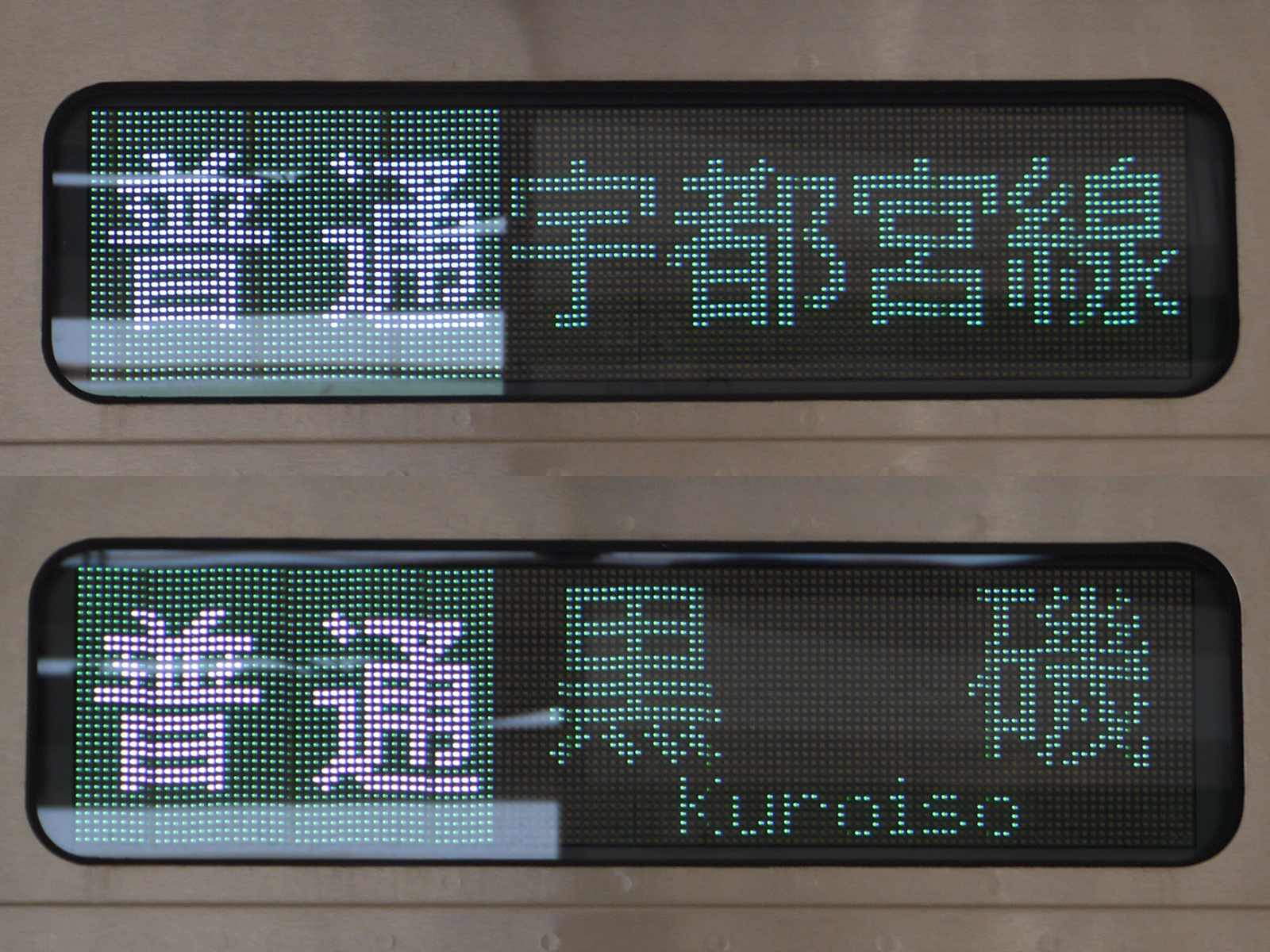
上野始発の宇都宮線下り運用に限り行先および路線名が緑色で表示される。
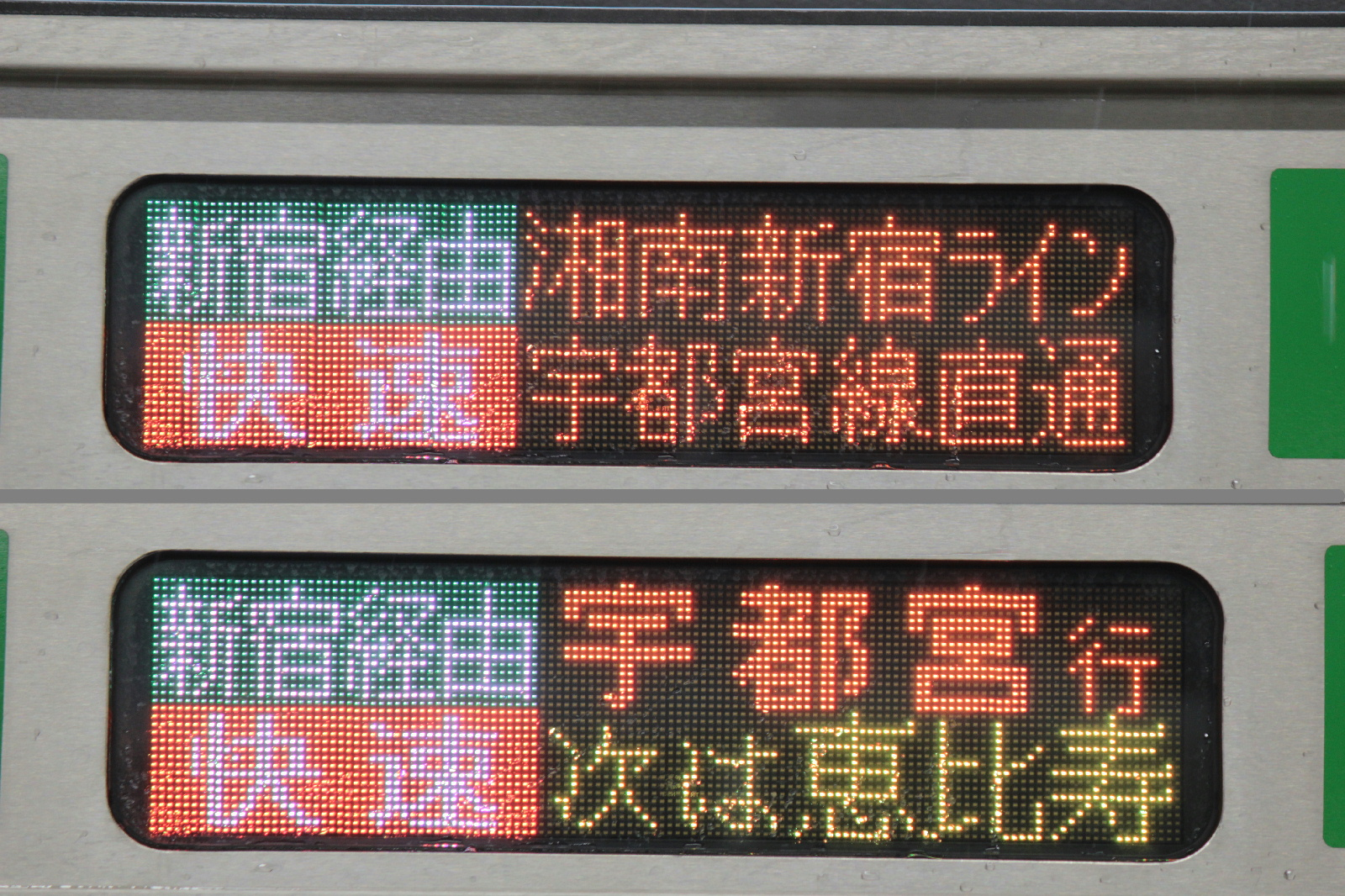
湘南新宿ライン運用時は行先および路線名が朱色で表示される。
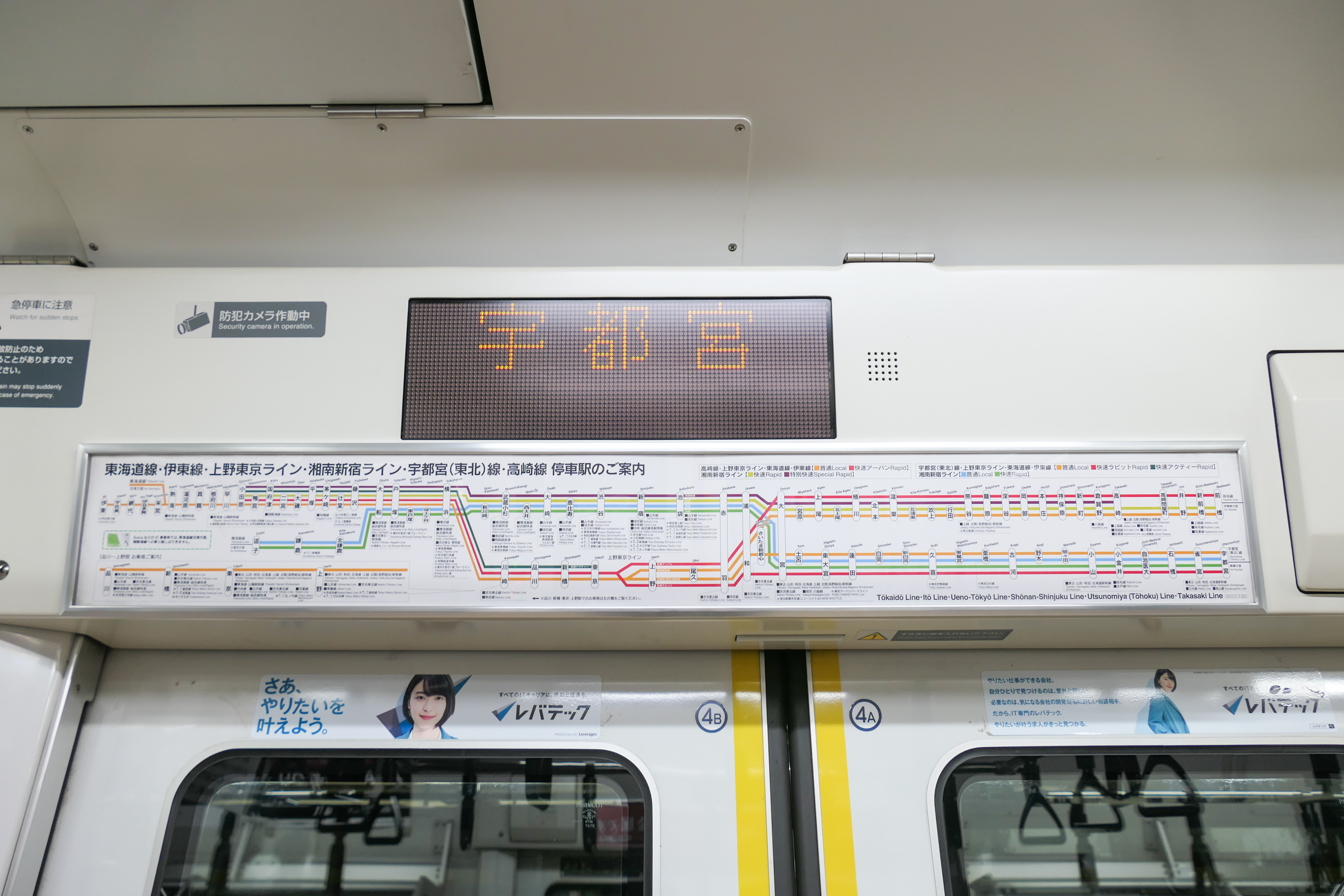
ドア上の案内表示装置は、他番台と異なりLED式となっている。
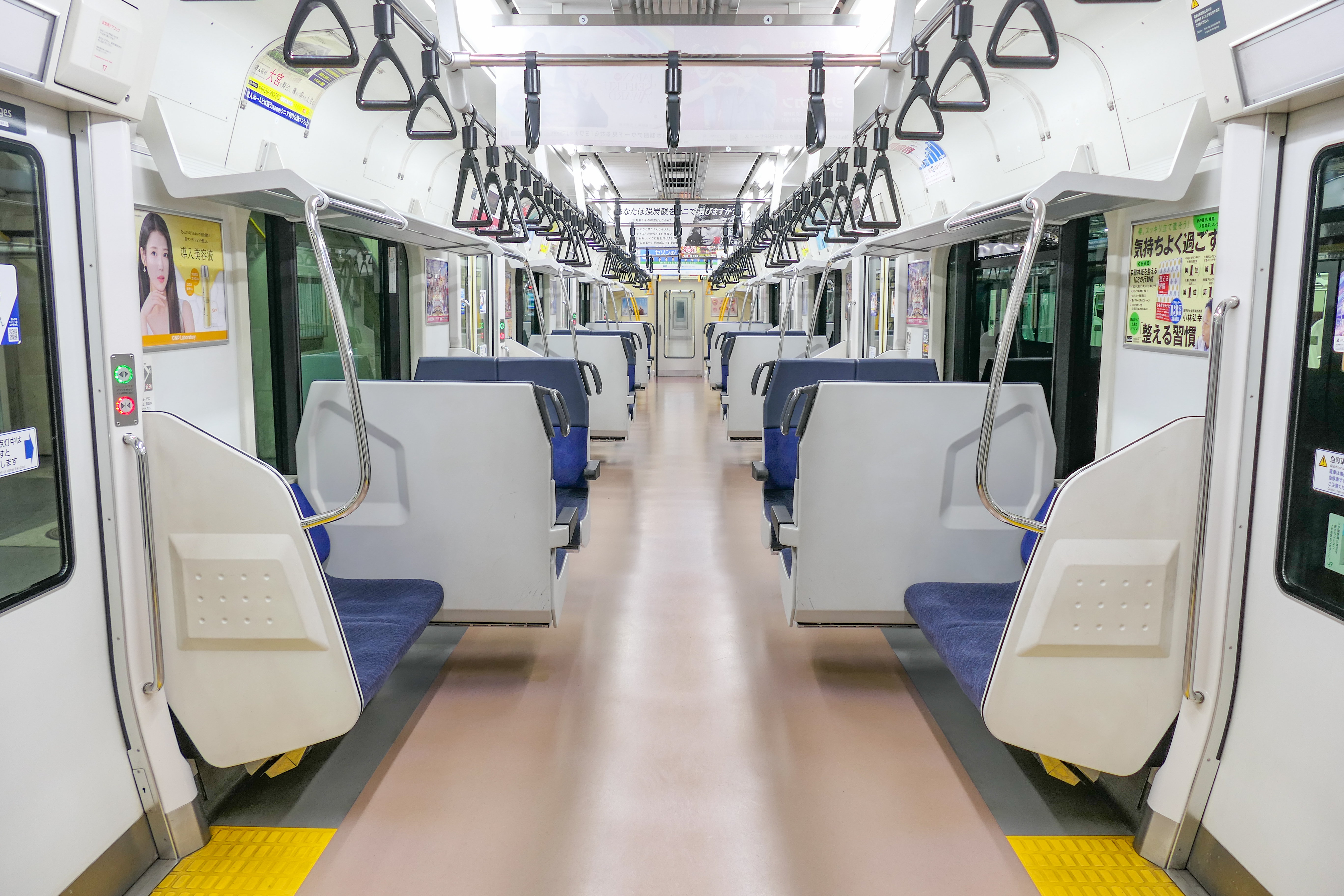
セミクロスシート車内
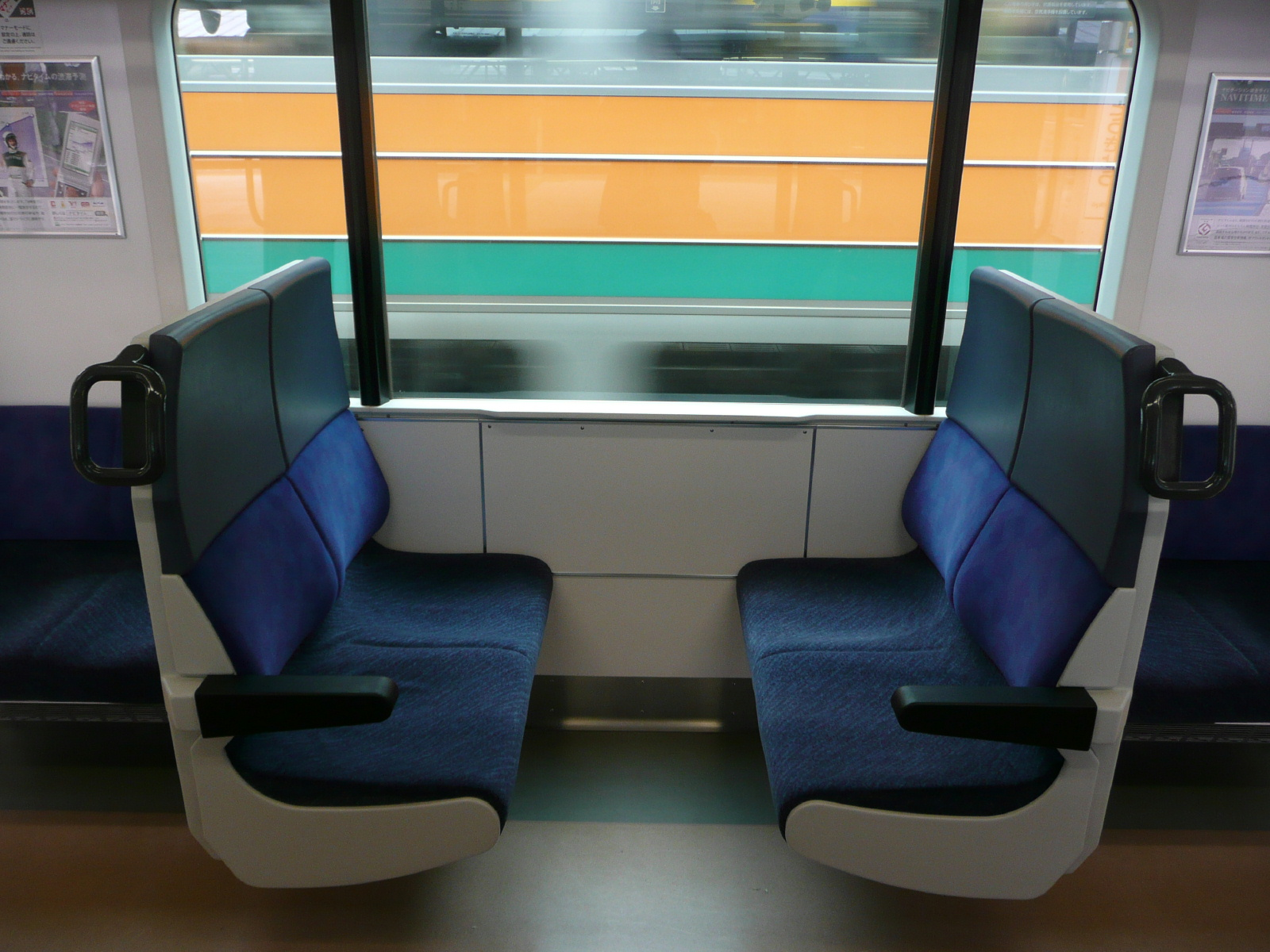
車内の座席（セミクロス）
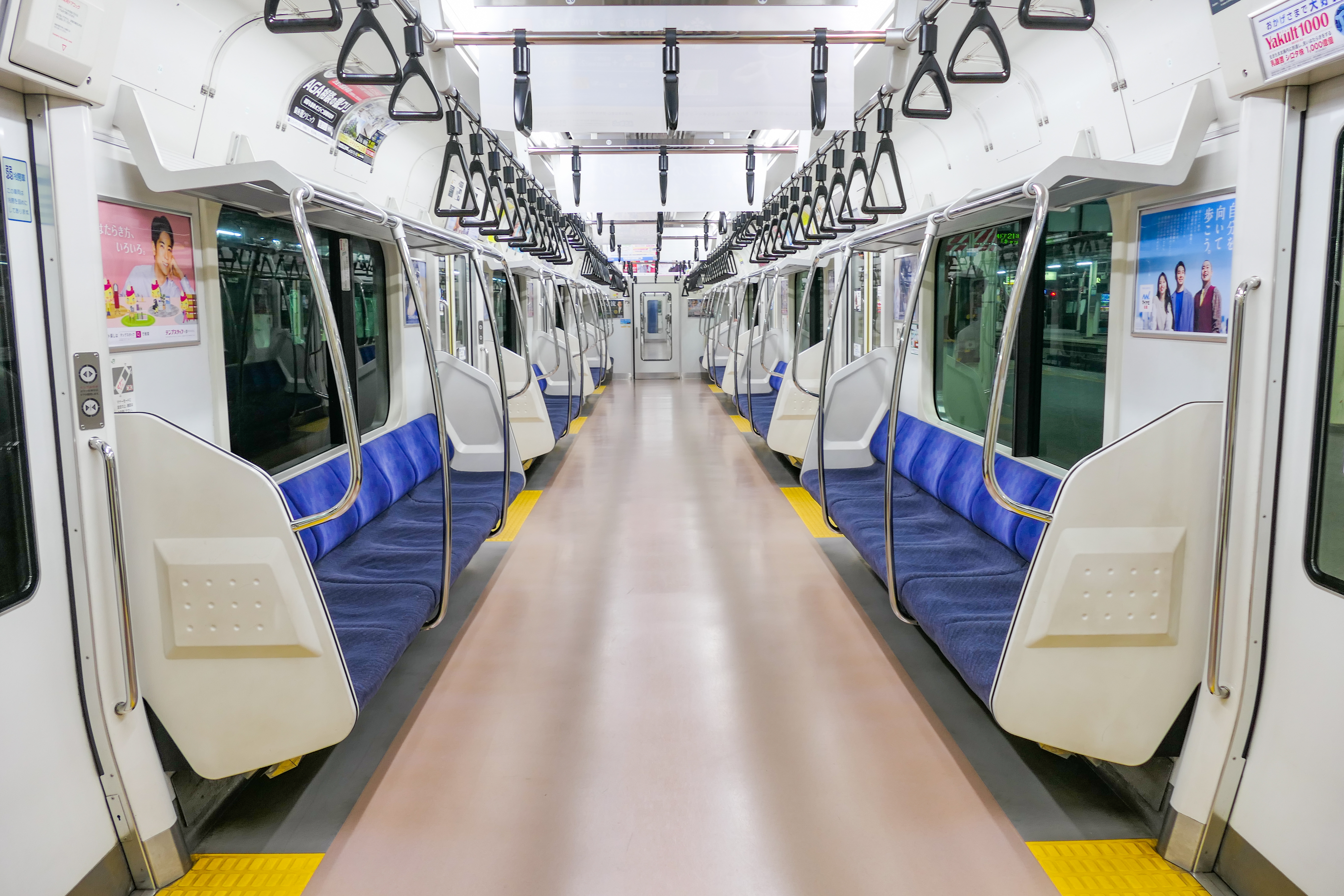
ロングシート車内
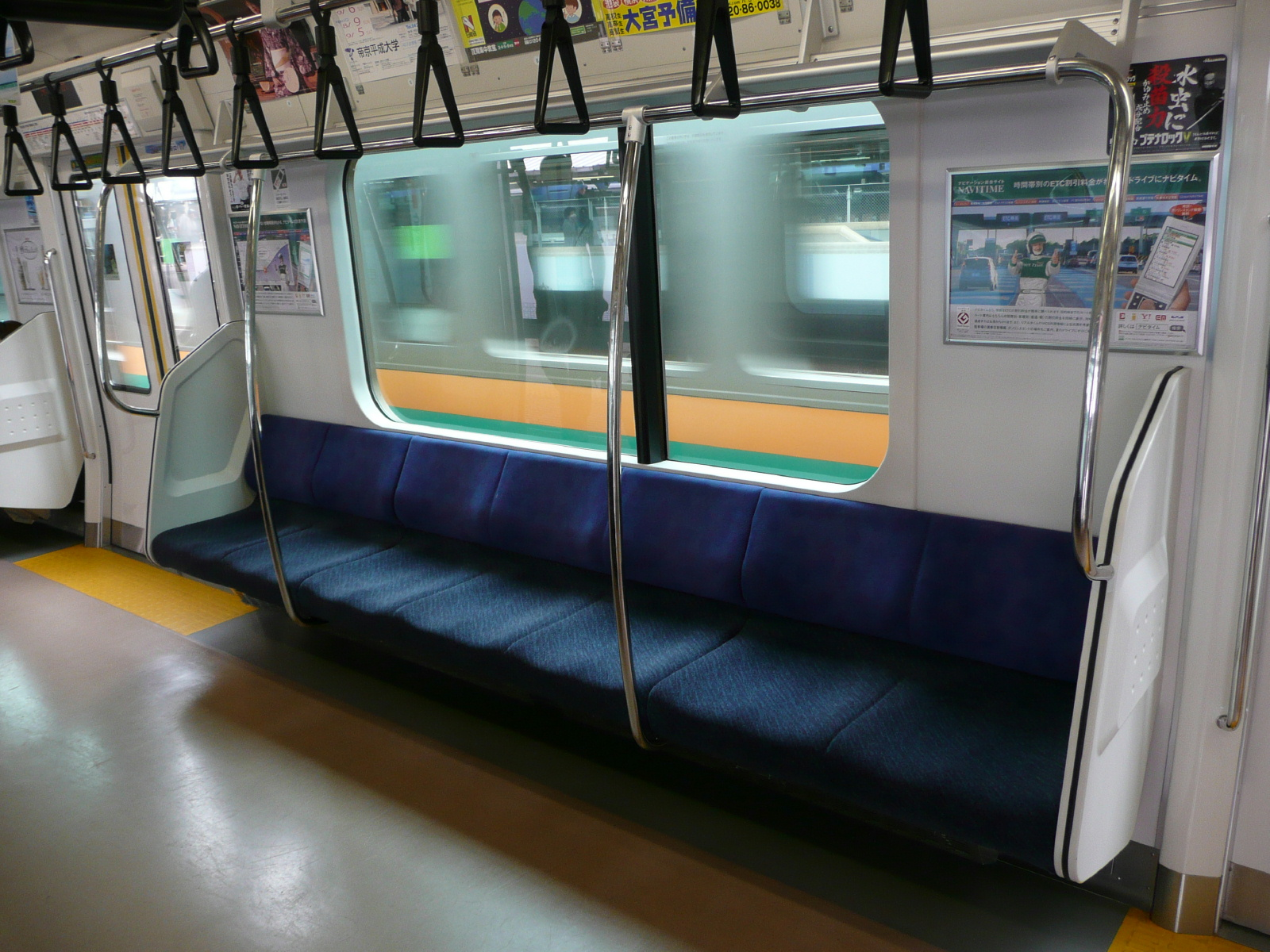
車内の座席（ロング）
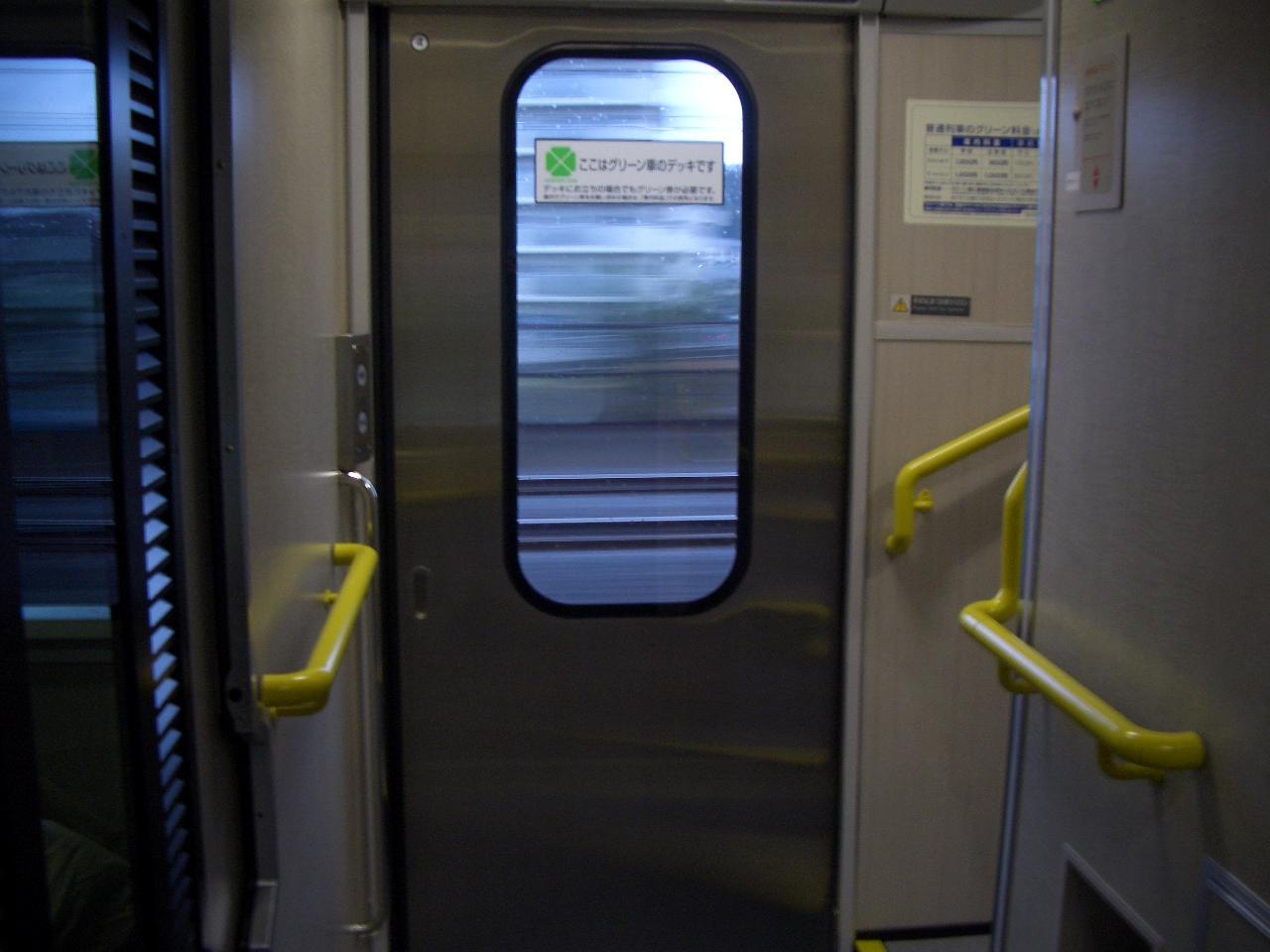
グリーン車の客用ドアの室内側はステンレス無塗装仕上げとなっている。
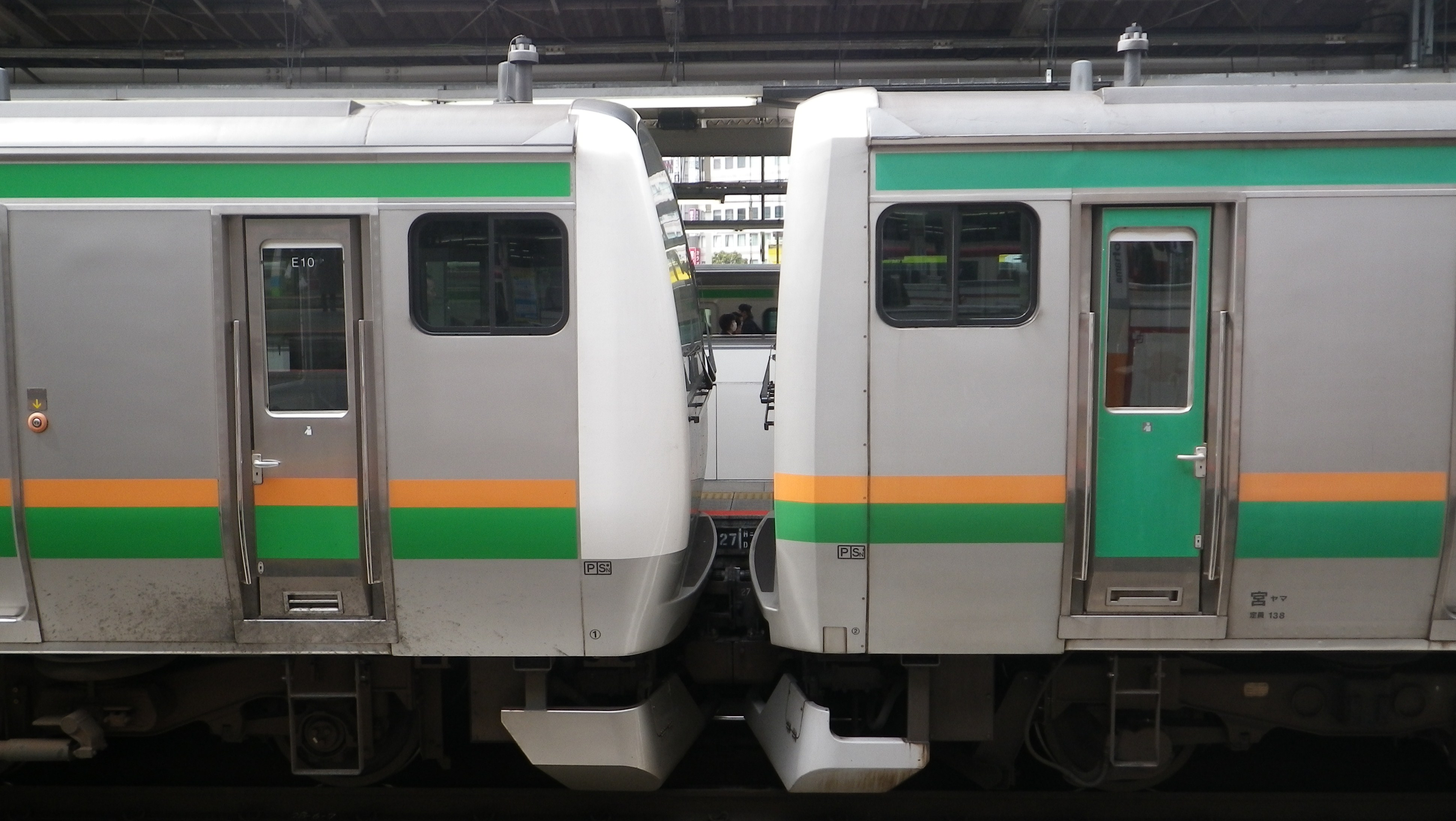
E231系との併結

### 5000番台
京葉線（市川塩浜駅 - 西船橋駅、西船橋駅 - 南船橋駅間を含む）・外房線（千葉駅 - 上総一ノ宮駅間）・内房線（蘇我駅 - 上総湊駅間）・東金線向けの車両で、番台区分は5000番台となり、京葉車両センターに配置されている。2010年（平成22年）7月1日より営業運転を開始し、本番台区分の投入により、京葉線で運用されていた201・205系および209系500番台の一部を置き換えた。
当初計画では10両固定編成21本（210両）、6両+4両分割編成4本（40両）の計250両が投入される予定となっていたが、最終的に落成した編成の内訳は10両固定編成20本（200両）、6両+4両分割編成4本（40両）計240両と、10両固定編成が1本（10両）少なくなっている。本番台区分は全車両が新津車両製作所で製造された。なお、当初は車齢の浅いE331系は置き換え対象に入っていなかったが、1編成しかない試作車両であることや故障・不具合が多発していたことから、本番台投入直後の2011年1月16日を最後に運用を離脱し、2014年4月2日付で廃車された。
0番台から3000番台までの車両の仕様を基本としているが、京葉線のラインカラーである赤14号の帯を配置し、205系で試験導入された移動禁止システムを新製時に設置した。同線で運用していた201・205系の規則に合わせて東京方先頭車を1号車とし、蘇我方先頭車を10号車としている。また、同線の201系の置き換えも行うことから10両固定編成のほかに6両+4両分割編成も投入した。なお、6両+4両分割編成は東京方の6両編成は1 - 6号車、4両編成は7 - 10号車として、6・7号車間の先頭車には電気連結器を装備する。客室内装は1000番台や2000番台に準拠したもので、座席表地は青系色を採用した。ドアエンジンはリニアモーター駆動式。車椅子スペースは10両固定編成の両先頭車と分割編成の10両組成時の両端先頭車に設置する（6・7号車先頭車は未設置）。また、編成中の両端1号車と10号車ではすべての荷棚とつり革高さを優先席と同様の高さとしている。他にも「3/4閉機能」スイッチが搭載されており、外房線・内房線・東金線で長時間の停車となる際に使用する。
本番台区分も車内案内表示には17インチワイド液晶ディスプレイによる案内表示を行うが、新たにモバイルWiMAX（高速無線通信）を採用している。
制御装置、補助電源装置・台車などの走行機器類は0番台とほぼ同一で、起動加速度は2.5 km/h/sに設定されている。

#### 編成構成
|                       |              | ← 蘇我東京 → 内房線 君津・上総湊／外房線 上総一ノ宮・勝浦／東金線 成東 |               |               |               |               |               |               |               |               |               |
| 10両編成 （貫通編成） | 号車         | 10                                                                     | 9>            | 8             | 7             | 6             | <5>           | 4             | 3>            | 2             | 1             |
| 10両編成 （貫通編成） | 形式         | クハE233-5000                                                          | モハE233-5400 | モハE232-5400 | サハE233-5000 | サハE233-5500 | モハE233-5000 | モハE232-5000 | モハE233-5200 | モハE232-5200 | クハE232-5000 |
| 10両編成 （貫通編成） | 搭載機器     | CP                                                                     | VVVF          | SIV           |               | CP            | VVVF          | SIV           | VVVF          |               | CP            |
| 10両編成 （貫通編成） | 車両重量 (t) | 31.6                                                                   | 32.0          | 32.1          | 29.0          | 28.8          | 32.4          | 32.1          | 31.7          | 29.0          | 31.6          |
| 6+4両編成（分割編成） | 号車         | 10                                                                     | <9>           | 8             | 7             | 6             | <5>           | 4             | 3>            | 2             | 1             |
| 6+4両編成（分割編成） | 形式         | クハE233-5000                                                          | モハE233-5600 | モハE232-5600 | クハE232-5500 | クハE233-5500 | モハE233-5000 | モハE232-5000 | モハE233-5200 | モハE232-5200 | クハE232-5000 |
| 6+4両編成（分割編成） | 搭載機器     | CP                                                                     | VVVF          | SIV           | CP            | CP            | VVVF          | SIV           | VVVF          |               | CP            |
| 6+4両編成（分割編成） | 車両重量 (t) | 31.6                                                                   | 32.2          | 32.1          | 31.7          | 31.7          | 32.4          | 32.1          | 31.7          | 29.0          | 31.6          |

- 貫通編成はモハE233形5000番台に、分割編成はモハE233形5000番台とモハE233形5600番台に予備パンタグラフを搭載し、君津・上総一ノ宮寄りのパンタは通常使用しない。
- 非常用ハシゴはサハE233形5500番台（6号車）に搭載（サハE233形5000番台は準備工事）。

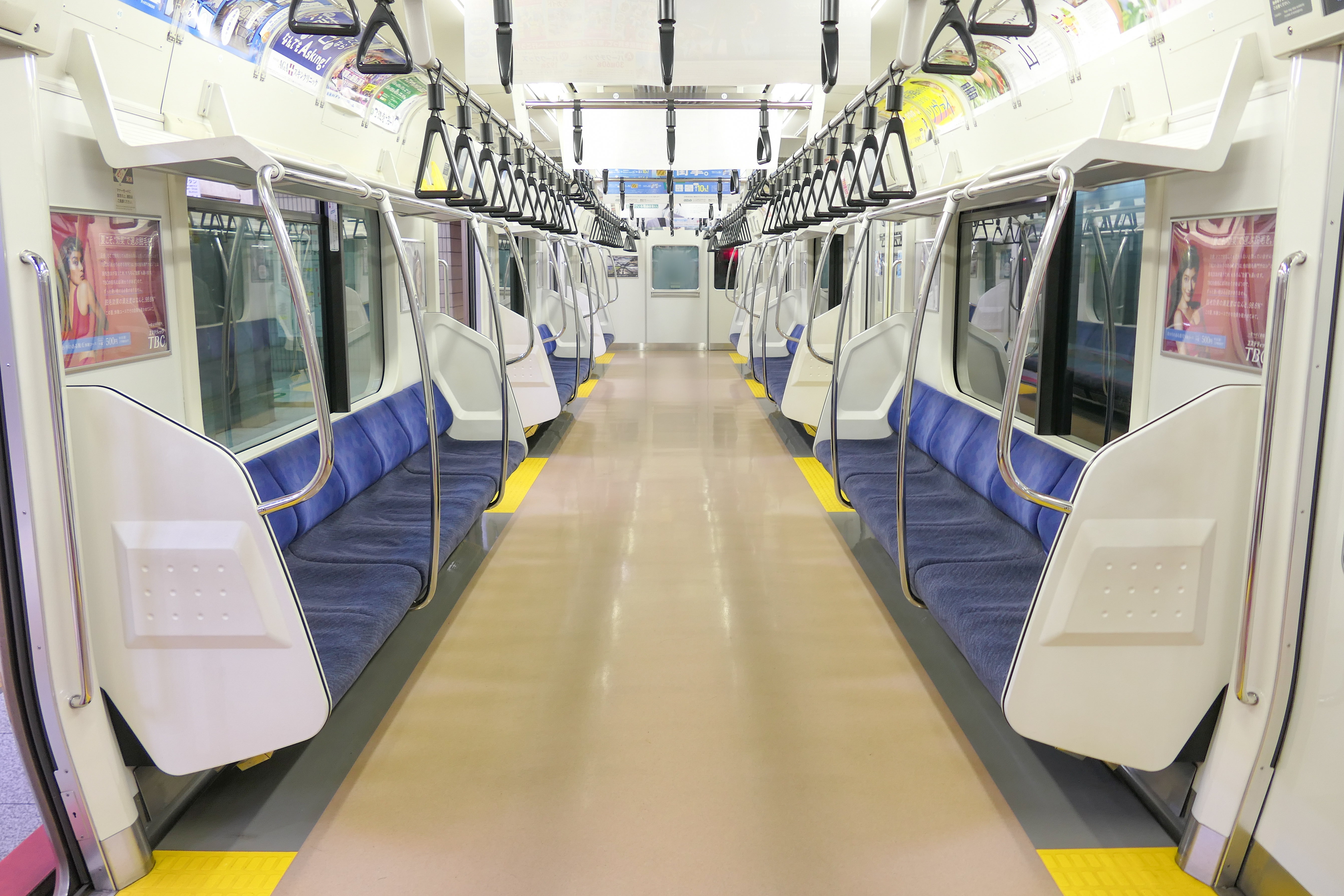
車内
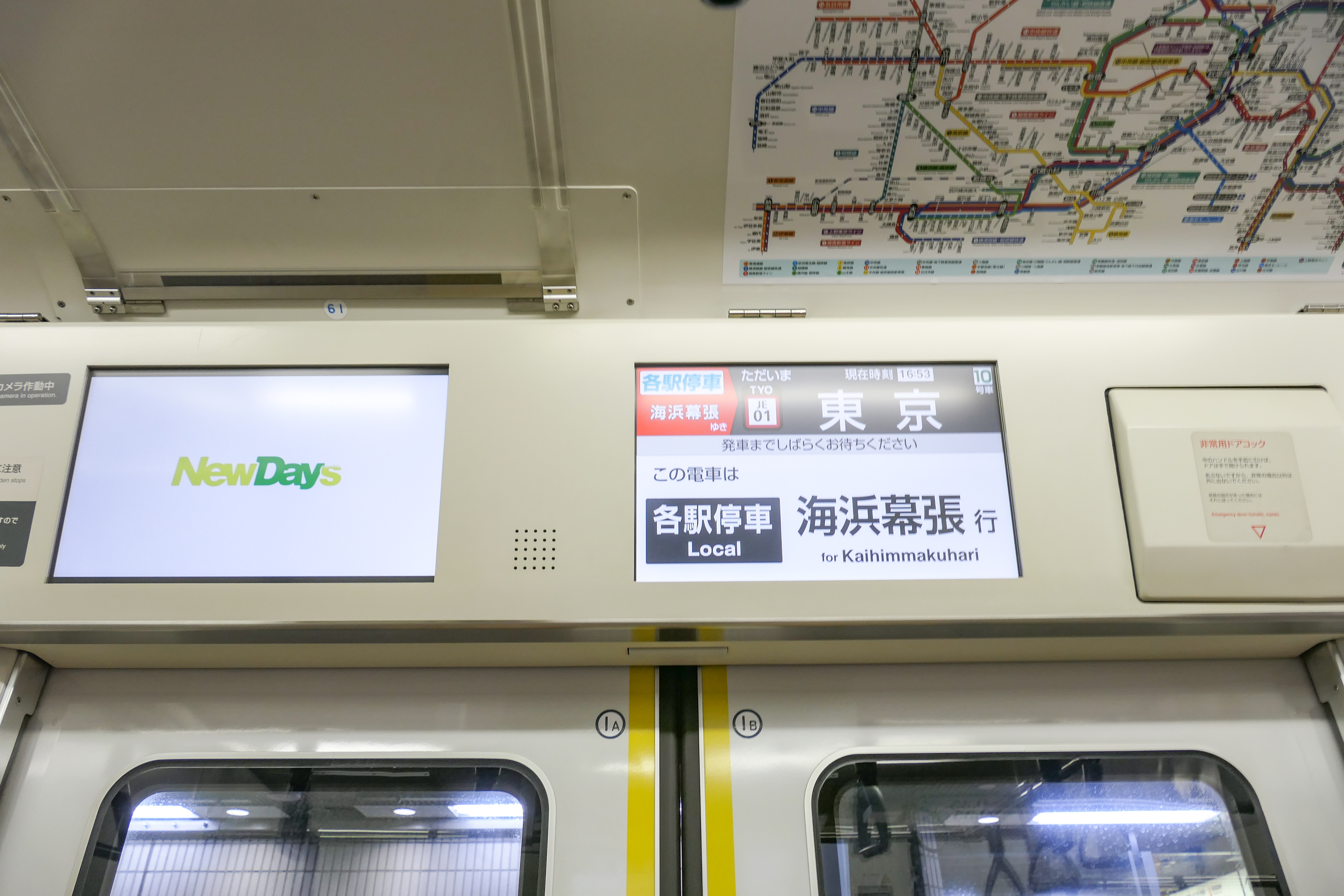
車内LCD案内表示器。デザインは2000番台で新たに採用されたものを踏襲している

#### 編成表
特記ない限りは2022年（令和4年）10月1日時点の情報を示す。

### 6000番台

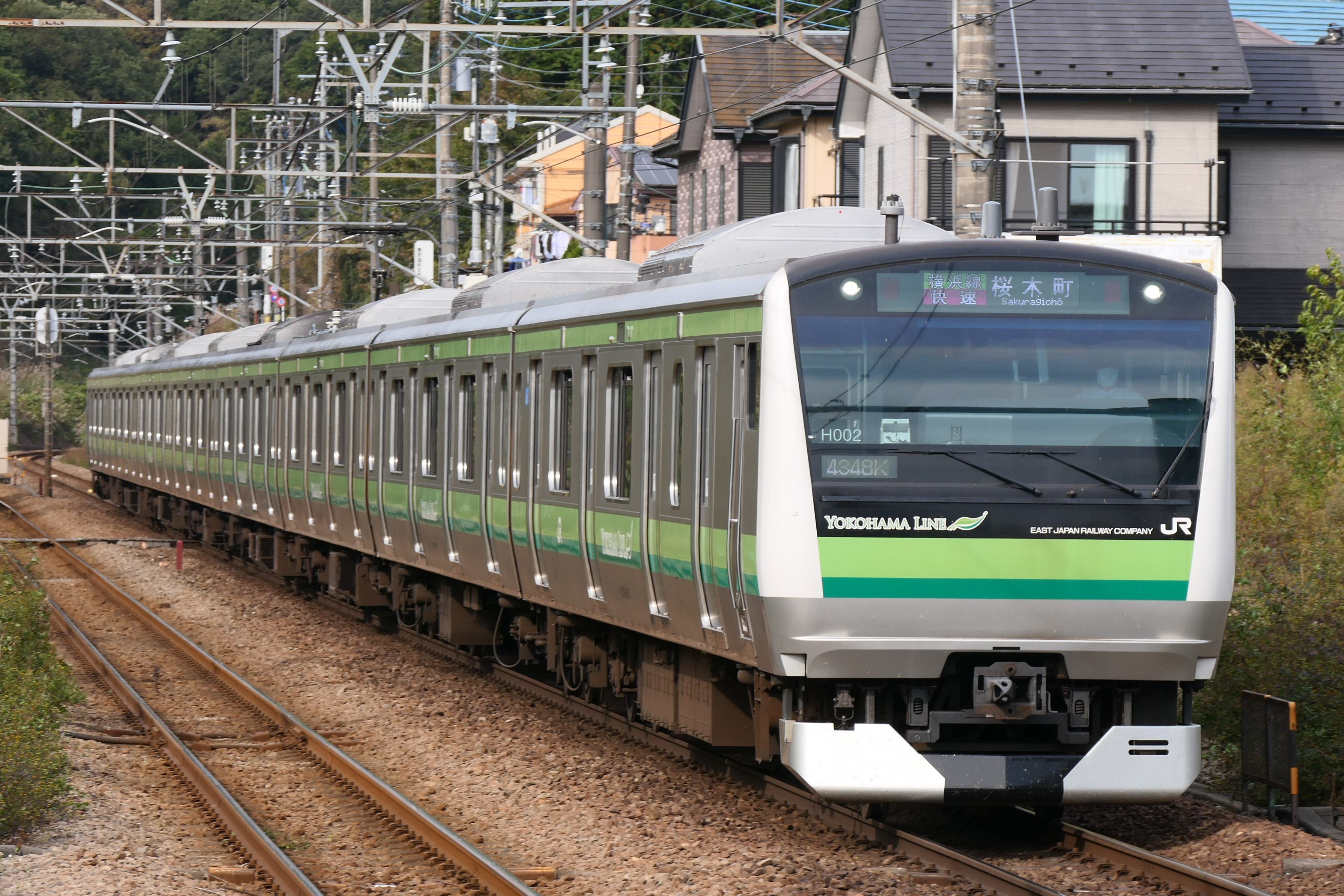
横浜線を走行する6000番台
（2020年10月28日 相原駅）

横浜線（および横浜線の車両が乗り入れる京浜東北・根岸線の一部区間を含む）向けの車両で、205系の置き換え用として28編成224両が順次投入された。番台区分は6000番台となり、鎌倉車両センターに配置されている。当初は2014年度の予定であったが、後に同年春に前倒しとなり、2月16日から営業運転を開始した。それに先駆け、2014年2月2日には小机駅・町田駅において車両展示会が行われた。H001編成 - H007編成はJR東日本新津車両製作所、H008編成 - H015編成は総合車両製作所新津事業所、H016編成 - H028編成は総合車両製作所横浜事業所でそれぞれ製造された。
余談ではあるが、クハE232-6023（H023編成）には、東急車輛製造時代から数えてオールステンレス車両8000両記念の銘板がある。
拡幅車体構造の採用による定員数約1割増加や、6扉車の連結なしの点は先に落成した7000番台と同様である。本番台区分では横浜線活性化プロジェクトの一環として、JR東日本の通勤用車両として初めてオリジナルのロゴマークと駅スタンプ（後述、後に撤去）が車両に掲出された。ロゴマークは先頭車前面および各車両の側面に掲出され、横浜線のラインカラーの緑色を基調としたものに、横浜線を表す「YOKOHAMA LINE」、さらに横浜線沿線にある横浜市・相模原市・町田市の市の木であるケヤキの葉をデザインしたもの。
車外では0番台と比較して前面行先表示の視認性（見やすさ）を向上させたほか、前面下部にホーム検知センサーを搭載している。車内照明には7000番台に続いてLED照明を採用している。座席モケットは横浜線ラインカラーと同系色の緑色を採用しており、この配色は東神奈川駅で同一ホームに発着する京浜東北線との識別の意味合いも持たせている（1000番台の座席モケットは青色系。また、東神奈川駅構内の照明もこれに合わせている）。また、編成両端先頭車はすべての荷棚とつり革の高さを優先席と同じ50 mm低くした仕様とした。
保安装置は「D-ATC/ATS-P統合型車上装置」を搭載している。この装置は1台でD-ATCとATS-Pの両方の機能を有し、それらの制御を同一の機器で行う車上装置。D-ATCとATS-Pの切り替えは自動で行われるが、運転台右下の押しボタンにより手動で切り替えることもできる。

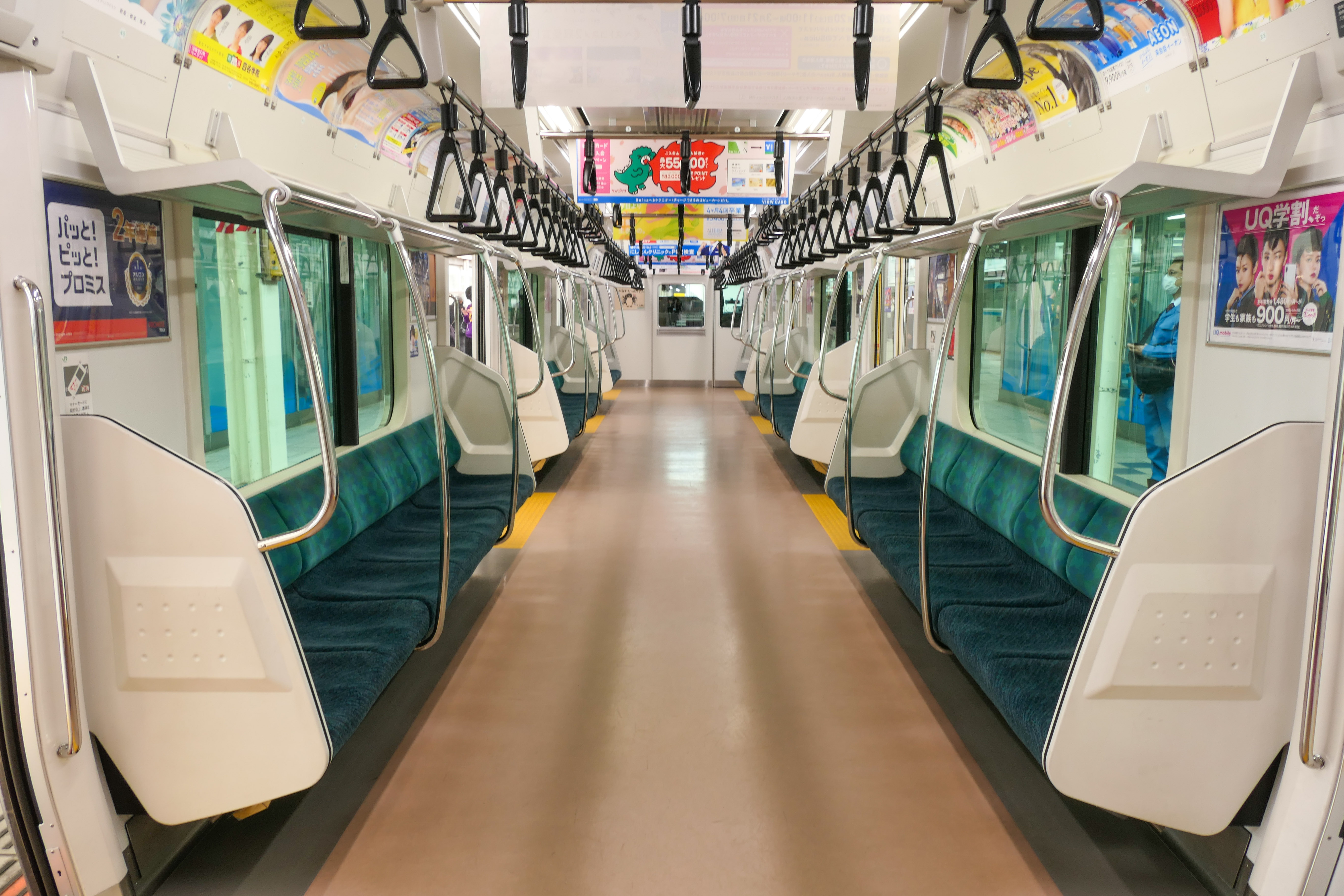
車内
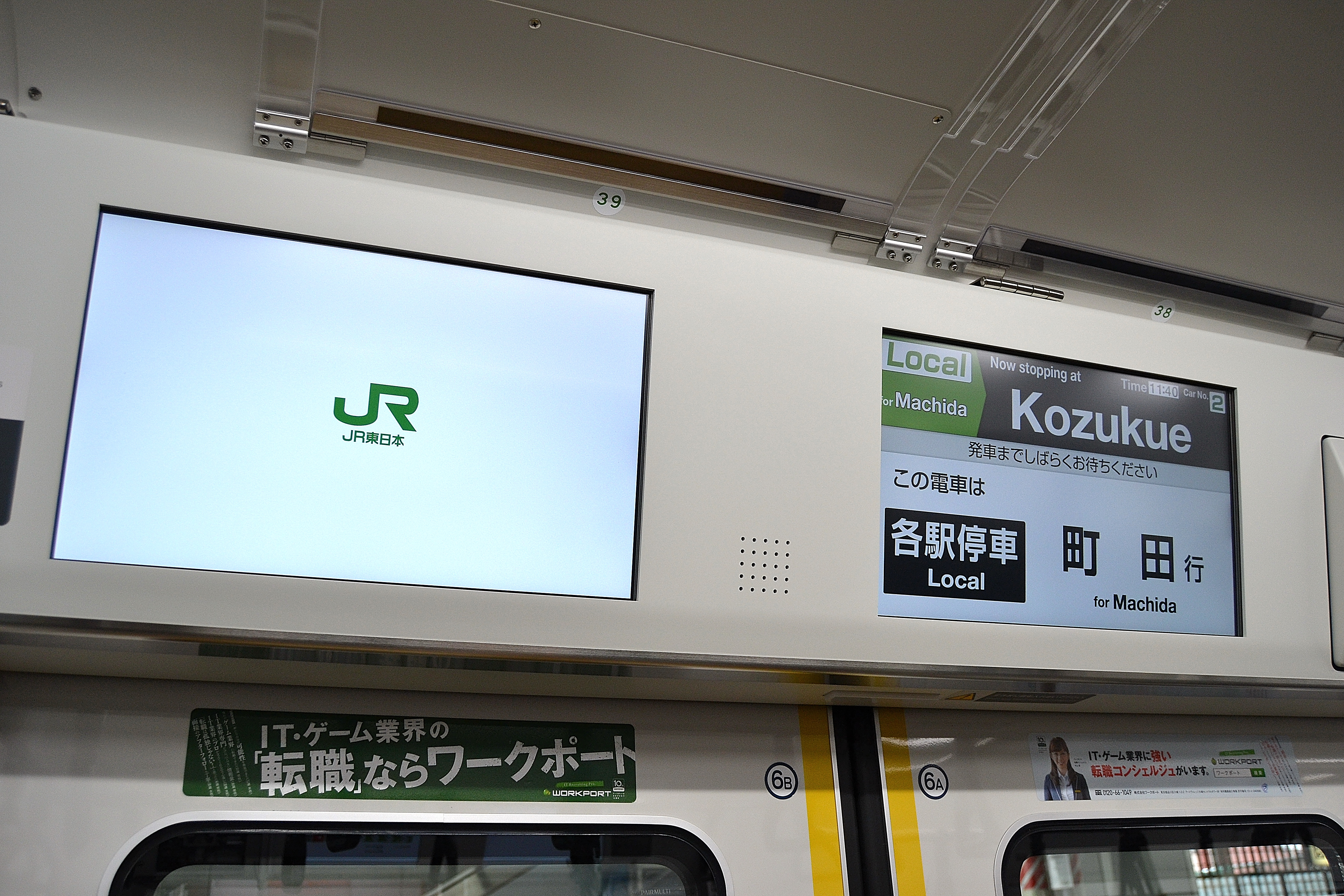
車内液晶案内表示器・7000番台とは異なり、2000番台・5000番台と同様のデザインである[注 32]。
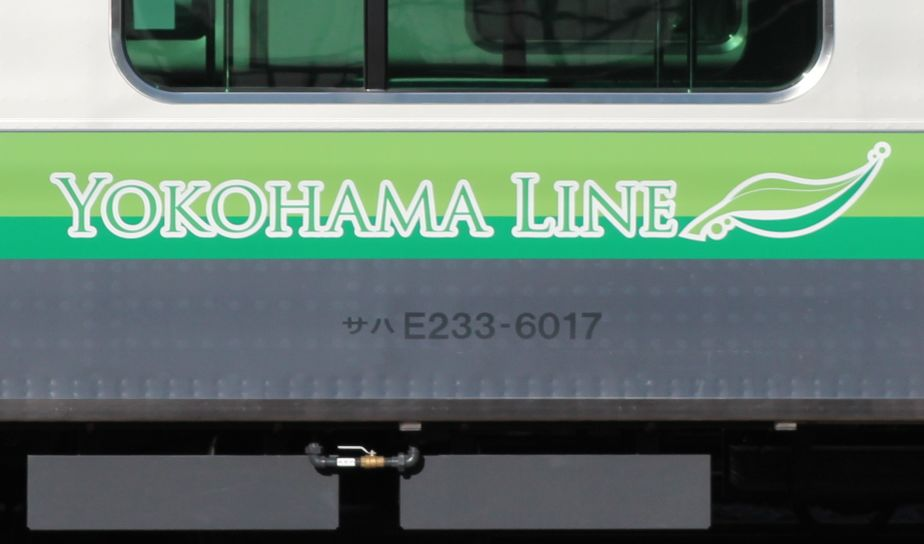
オリジナルのロゴマーク
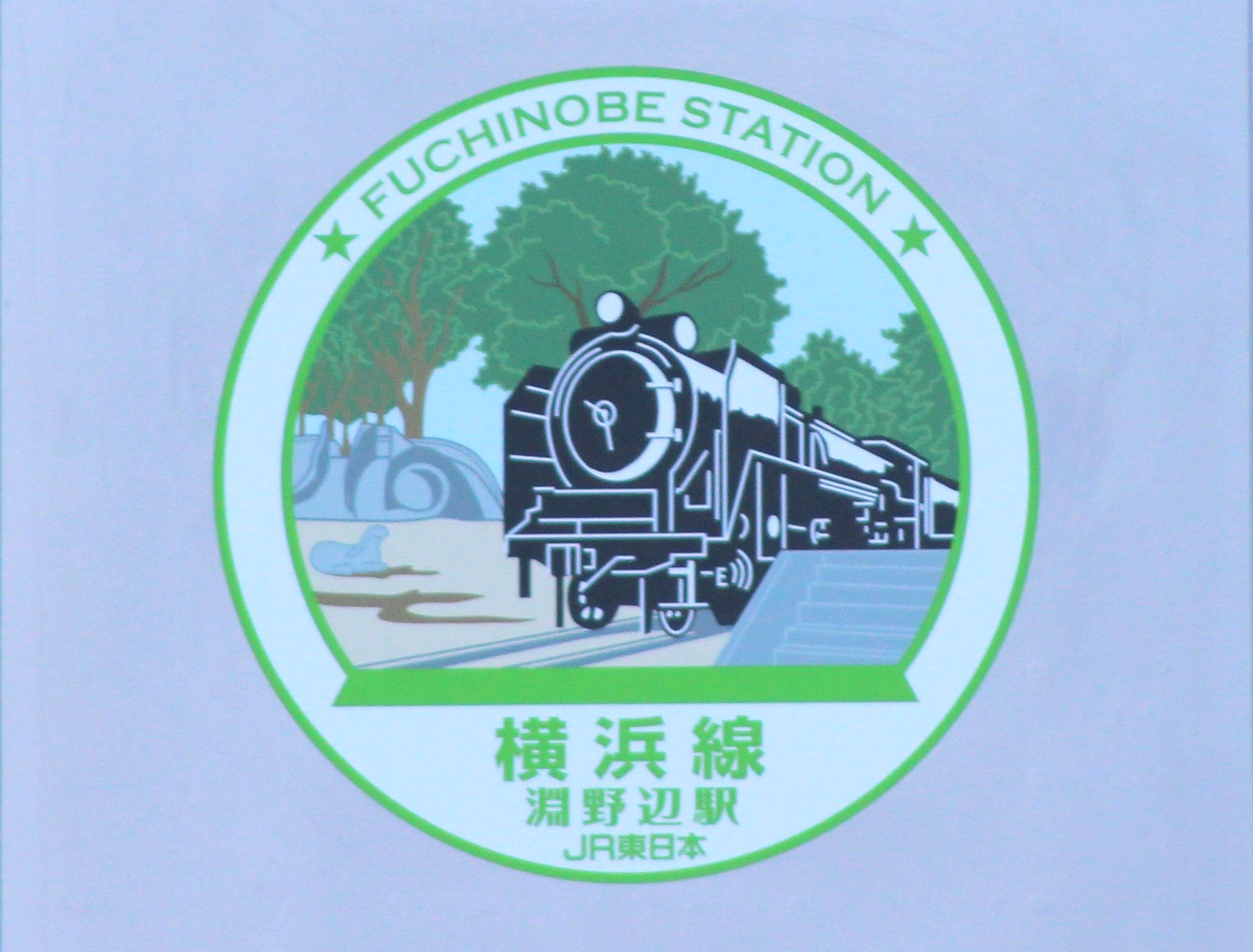
駅スタンプ（H017編成・淵野辺駅）
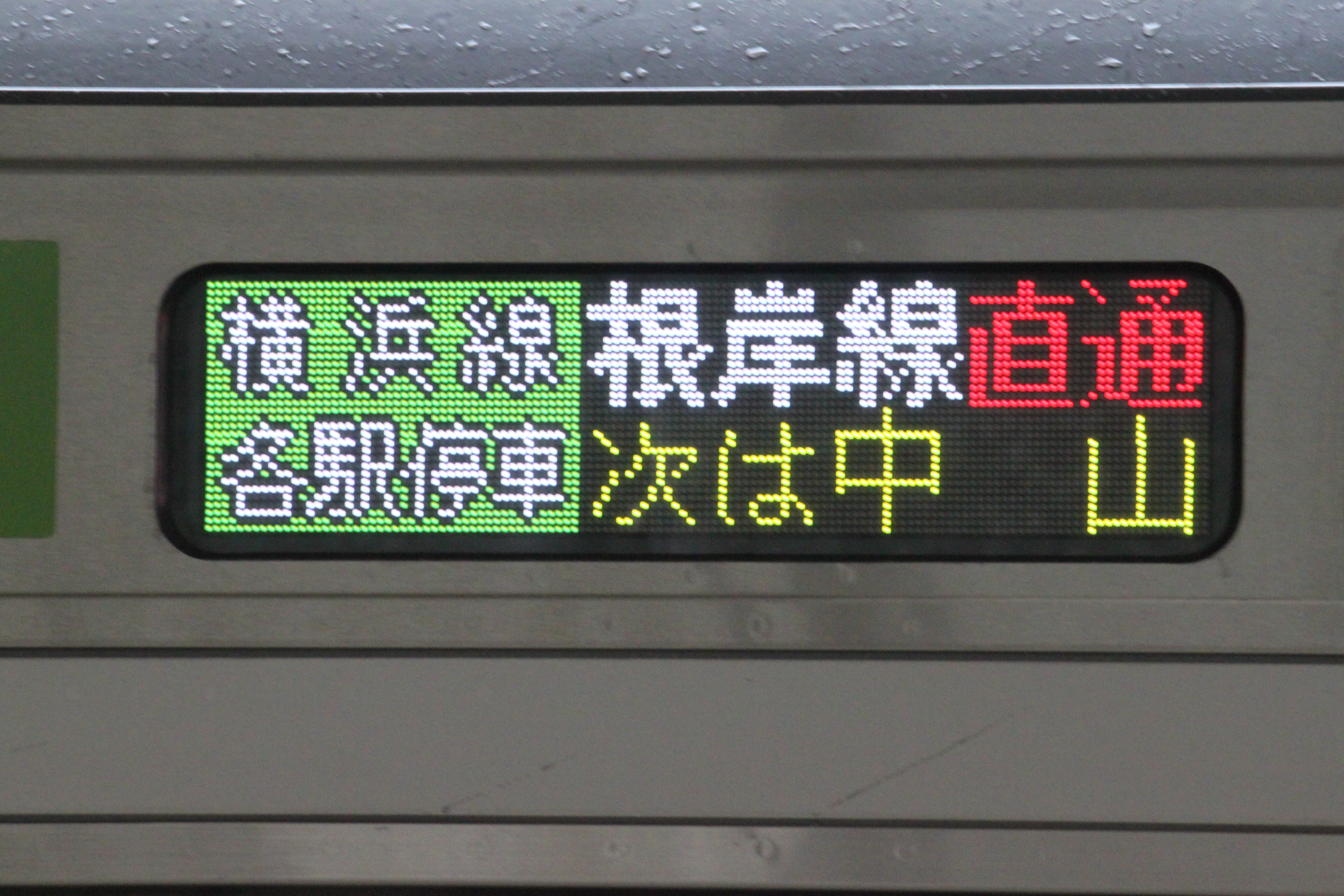
側面LED・横浜線・各駅停車の背景色はイメージカラーの緑。また快速はピンク。
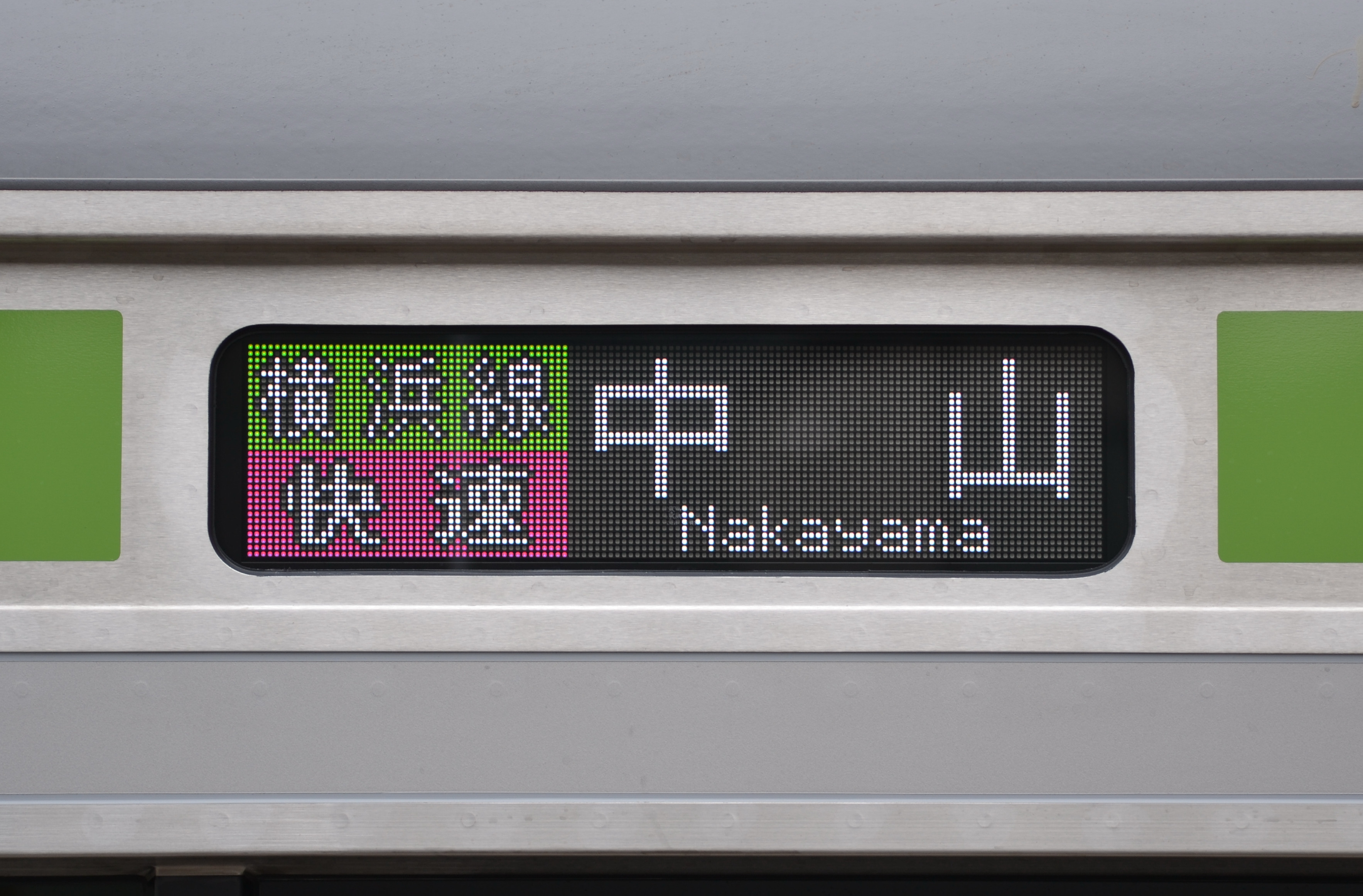
側面LED。発車後は種別と行き先のみを表示する。

#### 編成構成
|              | ← 八王子東神奈川・大船 → |               |               |               |               |               |               |               |  |  |  |
|              |                          |               |               |               |               |               |               |               |  |  |  |
| 号車         | 8                        | 7>            | 6             | 5             | <4>           | 3             | 2             | 1             |  |  |  |
| 形式         | クハE233-6000            | モハE233-6400 | モハE232-6400 | サハE233-6000 | モハE233-6000 | モハE232-6000 | サハE233-6200 | クハE232-6000 |  |  |  |
| 搭載機器     |                          | VVVF          | SIV,CP        |               | VVVF          | SIV,CP        |               |               |  |  |  |
| 車両重量 (t) | 30.1                     | 31.6          | 32.3          | 28.5          | 32.2          | 32.3          | 28.5          | 30.2          |  |  |  |

- モハE233形6000番台には予備パンタグラフを搭載し、八王子寄りのパンタは通常使用しない。
- 非常用ハシゴはサハE233形6000番台（5号車）に搭載（サハE233形6200番台は準備工事）。

#### 編成表
特記ない限りは2022年（令和4年）10月1日時点の情報を示す。

#### 編成と対応する駅スタンプ
6000番台は全28編成が製造されたが、横浜線東神奈川駅 - 八王子駅間20駅分と京浜東北線・根岸線横浜駅 - 磯子駅間7駅分に大船駅を加えると編成数と同じ28駅になることから、従来より各駅に用意されていた駅スタンプをあしらったステッカーが全編成の先頭車の乗務員室寄り側面に掲出された。
なお、このステッカーは当初予定していた最終編成の落成から1年間の掲出期間を経過したため、2015年度中に全編成とも剥がされた。
- H001編成 - 東神奈川駅
- H002編成 - 八王子駅
- H003編成 - 町田駅
- H004編成 - 桜木町駅
- H005編成 - 橋本駅
- H006編成 - 横浜駅
- H007編成 - 長津田駅

- H008編成 - 新横浜駅
- H009編成 - 菊名駅
- H010編成 - 中山駅
- H011編成 - 小机駅
- H012編成 - 大船駅
- H013編成 - 磯子駅
- H014編成 - 関内駅

- H015編成 - 石川町駅
- H016編成 - 相模原駅
- H017編成 - 淵野辺駅
- H018編成 - 鴨居駅
- H019編成 - 古淵駅
- H020編成 - 十日市場駅
- H021編成 - 八王子みなみ野駅

- H022編成 - 成瀬駅
- H023編成 - 大口駅
- H024編成 - 矢部駅
- H025編成 - 相原駅
- H026編成 - 片倉駅
- H027編成 - 根岸駅
- H028編成 - 山手駅

### 7000番台

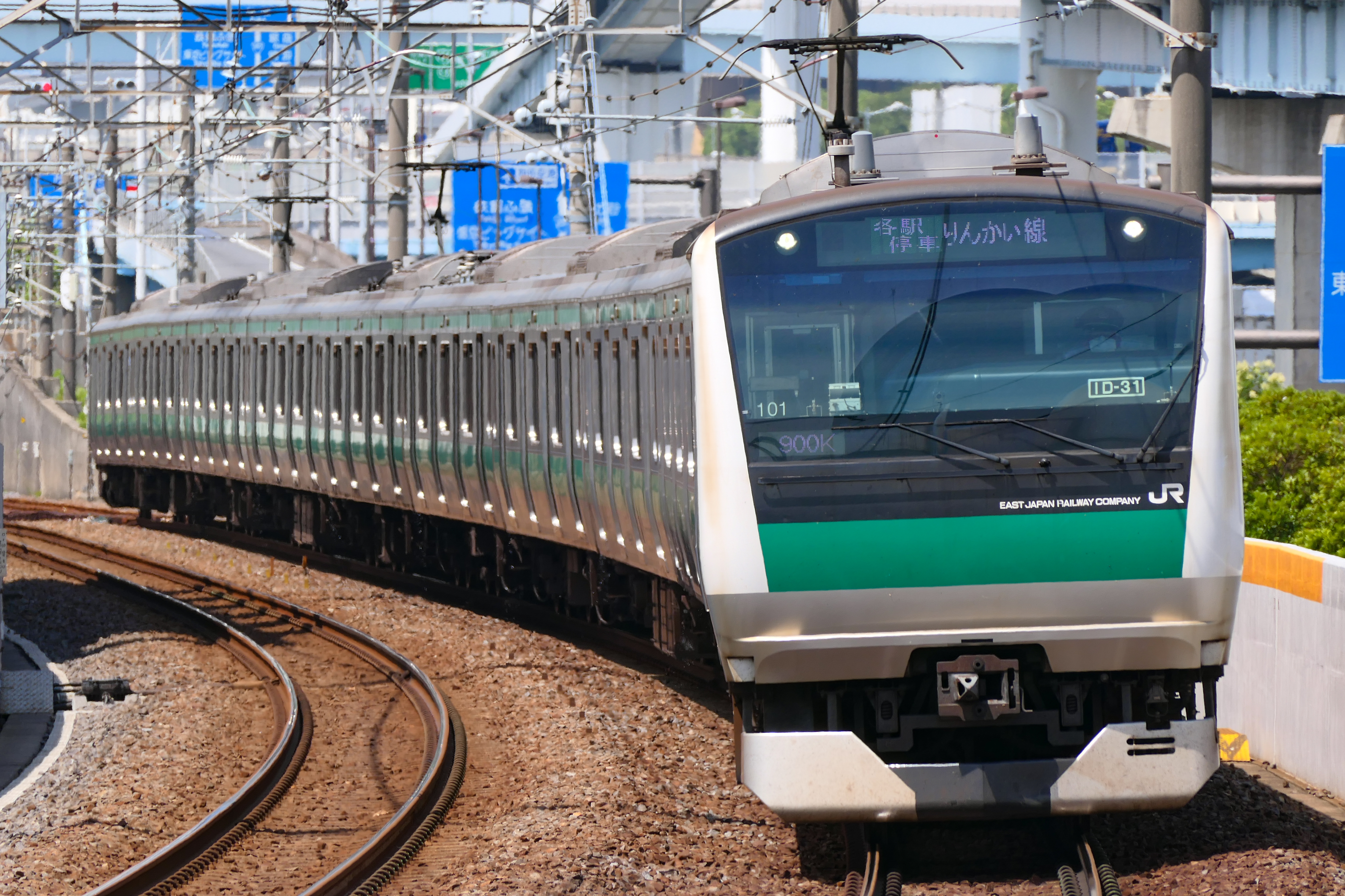
りんかい線内を走行する7000番台
（2022年6月29日）

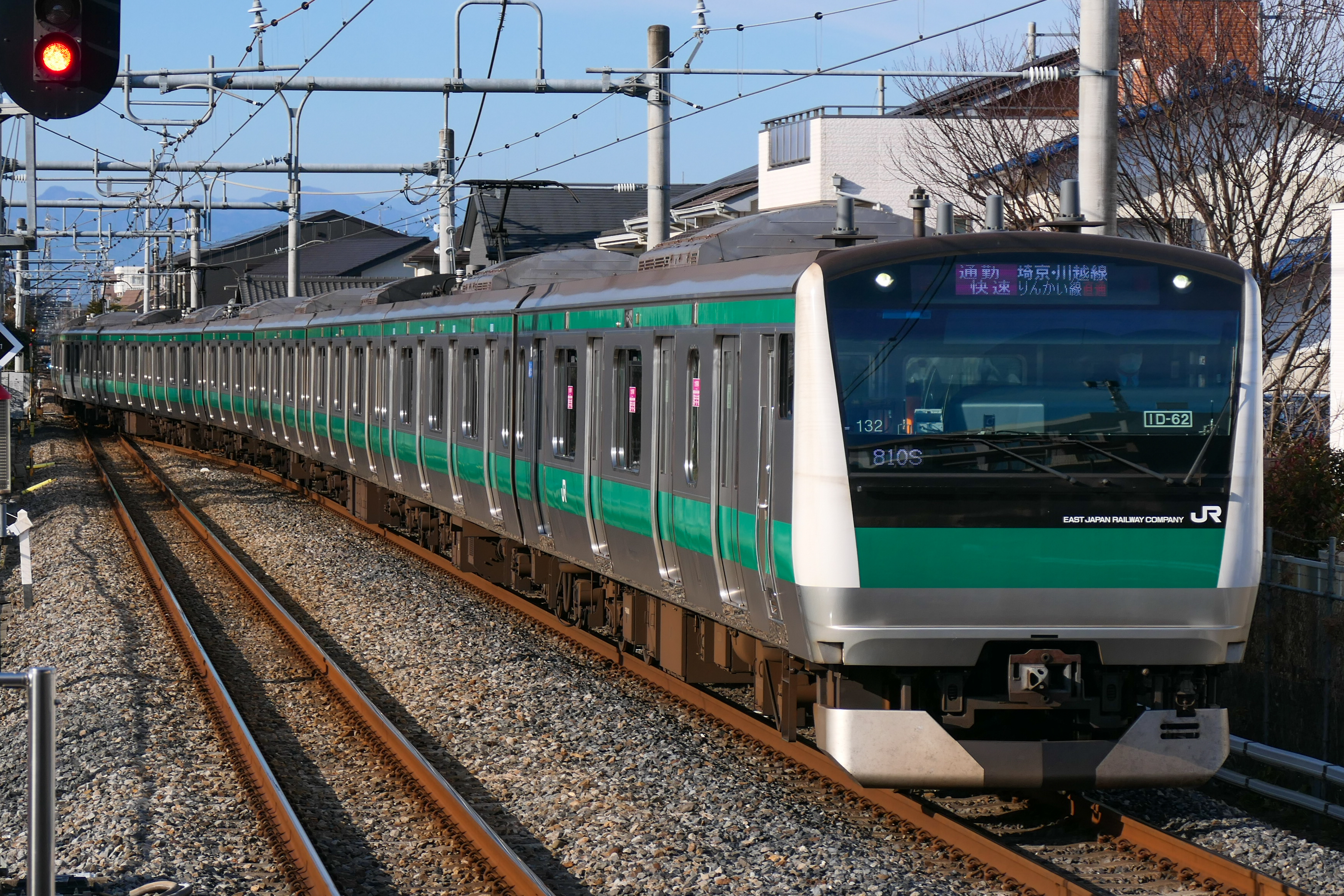
2019年に増備された編成
（2022年1月27日）

埼京線・川越線と乗り入れ先の東京臨海高速鉄道りんかい線・相模鉄道本線向けの車両で、番台区分は7000番台となり、川越車両センターに配置されている。2013年6月30日より営業運転を開始した。本番台区分（31編成310両）の投入により、同線で運用されている205系を順次置き換えた。これにより乗車可能定員数が205系と比較して140人増加し、1564人になったことにより混雑が緩和され、205系と比較して約7割の消費電力量で走行できるようになった。その後、2019年11月30日の相鉄・JR直通線開業に向け、同年1月から7編成70両（ハエ132編成 - ハエ138編成）が増備された。なお、ハエ101編成 - ハエ121編成はJR東日本新津車両製作所で、ハエ122編成以降は総合車両製作所横浜事業所でそれぞれ製造された。最高運転速度は、相鉄・JR直通線内西大井 - 武蔵小杉駅間で高速運転を行うことから、120km/hに設定されている。
列車番号表示器の表示は2000番台と同様に、JR線内が列車番号をすべて表示する（121Mなど）のに対して、相鉄線内は運用番号である二桁の数字（例：91）となり、羽沢横浜国大駅で切り替える。
本番台区分では拡幅車体構造の採用によって、205系よりも定員が約1割増加したため、6扉車は連結していない。屋根上では従来（6000番台は本番台区分の後に落成）設置されていたラジオ受信アンテナの設置が省略されている。また、先頭車の冷房装置後位寄りの屋根上にはクハE232形7000番台ではWiMAXアンテナの設置、クハE233形7000番台では2基分のアンテナ（丸形台座）が準備工事されているほか、両形式とも冷房装置前位寄りに2基分のアンテナ（角型台座）が準備工事されている。
車内照明には従来の蛍光灯に代わりLED照明を採用しており、消費電力を約40 %削減している。座席モケットはラインカラーと同系色の緑色を採用しており、この配色は、大崎駅 - 新宿駅間で同一ホームで発着する湘南新宿ラインとの識別の意味合いも持たせている（湘南新宿ラインE231系・E233系の座席モケットは青色系）。また痴漢対策として、東京臨海高速鉄道70-000形やかつて使用されていた205系と同様、1号車に防犯カメラを4台設置した。増備車は、新製時から各車両のドア上LCD横に4箇所ずつ千鳥上に設置された。ハエ101 - ハエ131編成の2号車 - 10号車は、後にLED照明横に防犯カメラを設置した。このほか、女性専用車両となる10号車（クハE233形7000番台）のすべての荷棚とつり革の高さを優先席と同じ50mm低くした仕様とした。また、車内案内表示装置の液晶モニターのデザインが変わり、東京メトロ16000系などと同様にアニメーション表示がされる。
機器面では補助電源装置が2000番台と同様の東洋電機製造製SC91形が採用されているほか、空気圧縮機がE657系と同様（クノールブレムゼ社製コンプレッサユニット方式）のものが採用されている。また、床下非常ハシゴの形状が変更された。保安装置は艤装作業の簡略化のため、ATC-6とATS-Pを統合した「ATC/P統合型車上装置」を搭載した。この装置は1台でATC-6とATS-Pの両方の機能を有し、それらの制御を同一の機器で行う。ATCとATS-Pの切り替えは自動で行われたが、運転台右下の押しボタンにより手動で切り替えることも可能となっていた。2017年には埼京線へのATACS導入に伴う改造が行われている。
205系のLED表示器では、川越線内走行時に「埼京線・行先」、りんかい線直通電車は「りんかい線直通・新木場」、りんかい線から埼京線に直通する電車は「埼京線直通・行先」と表示していた。
本系列では、それぞれの線内運転の場合は「埼京・川越線」「埼京線」「川越線」「りんかい線」が表示される。埼京線（・川越線）とりんかい線を直通する電車においては二段表示となっており、りんかい線直通電車は「埼京（・川越）線」が上段、「りんかい線直通」が下段に表示される。逆にりんかい線から埼京線（・川越線）に直通する電車は「りんかい線」が上段、「埼京（・川越）線直通」が下段に表示される。
2019年11月30日より相鉄線との直通運転が開始されたが、相鉄線直通電車についても二段表示となっており、上段に「埼京（・川越）線」が、下段に「相鉄線直通」が表示される。ただし、大崎駅以南については1段表示となり「相鉄線直通」表示のみとなる。また、同時に相鉄線内の種別案内を行い「相鉄線内（特急・各停）」の表示を行う。逆に相鉄線から埼京（・川越）線直通電車については、相鉄線内は川越線直通電車も含めて「JR埼京線直通」と表示される。羽沢横浜国大駅 - 大崎駅については「埼京（・川越）線直通」の表示を行い、新宿駅発着の列車を含めて「埼京線内（通勤快速・快速・各駅停車）」と表示される。相鉄線内で自社路線名は表示しない。
フルカラーLEDの種別の色は、通勤快速がピンク、快速が青、各駅停車が緑。相鉄線内で使用する種別は、特急がオレンジ、各停が灰色を使用するが、JR線に直通する電車については全て無地に種別名を緑字としたものが使用される。その他にも定期運用は無いものの相鉄線内の種別として設定されている急行、快速、通勤特急、通勤急行が用意されている。
なお、通勤快速・快速と相鉄線内の各停以外の種別については始発駅停車時に次停車駅の代わりに全停車駅を表示するが、表示方法は5000番台以前の「この電車の停車駅は…（省略）…に停まります」に代わり「停車駅：…（省略）…です。」と表記が変更された。

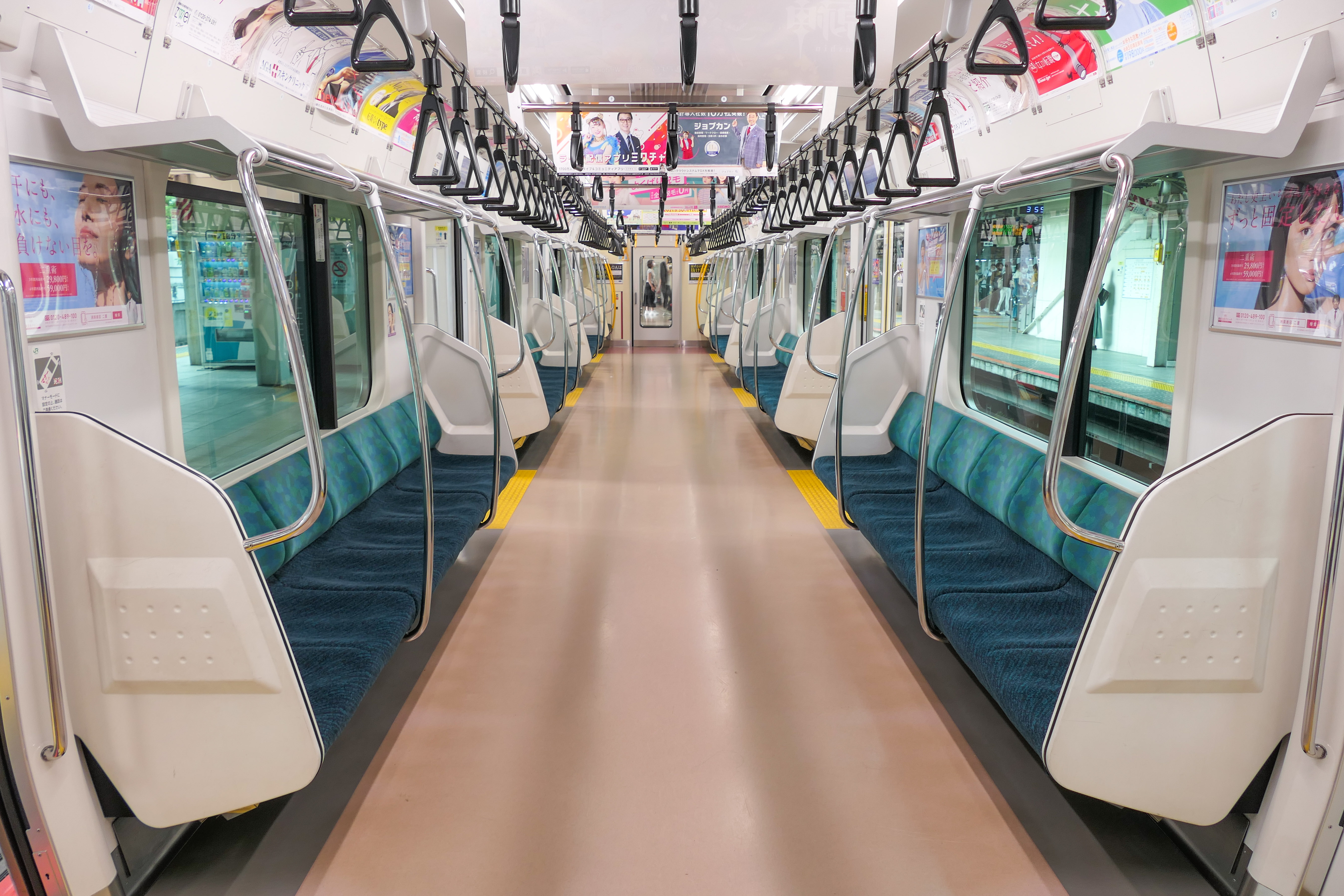
車内
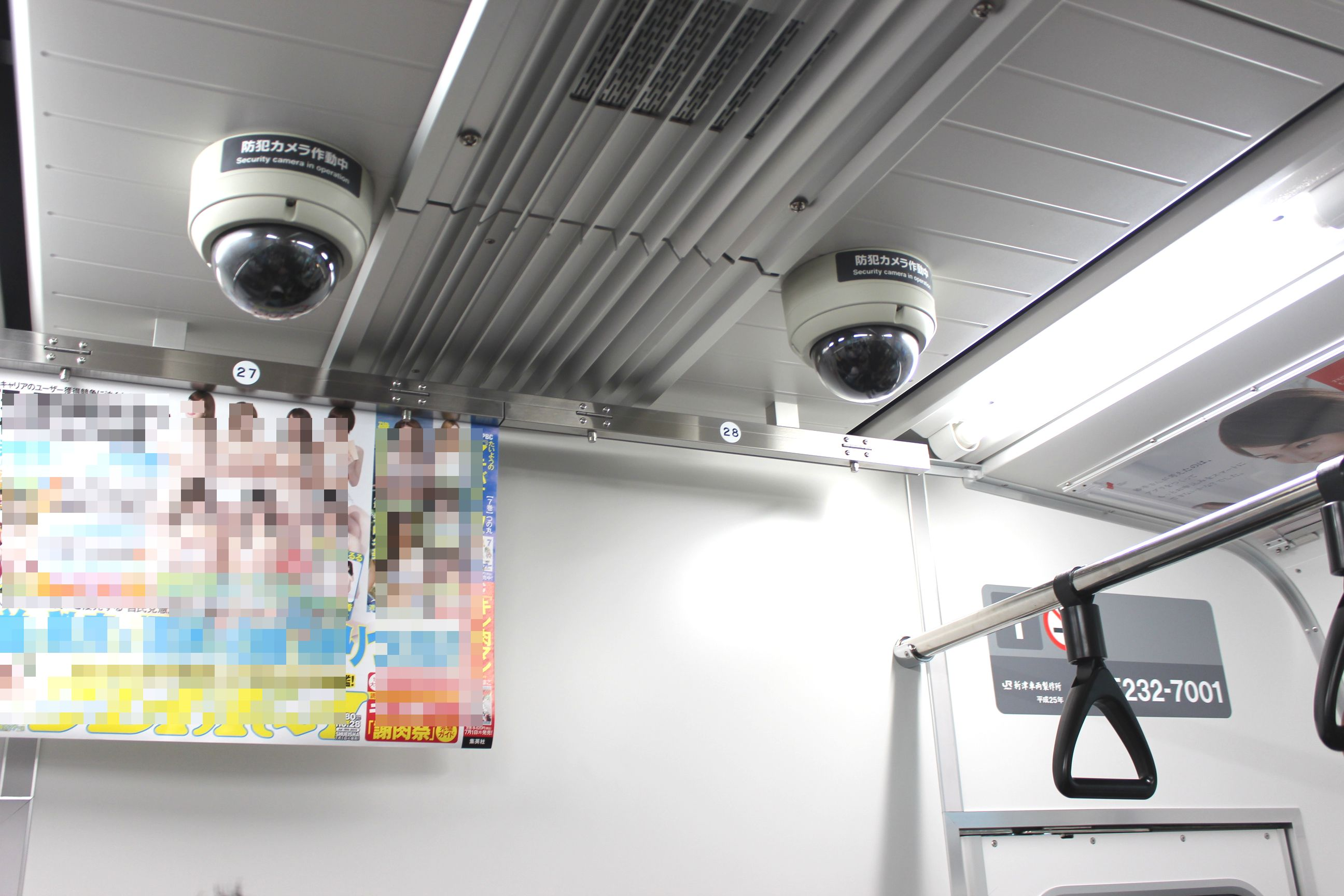
1号車の天井に設置された2台の防犯カメラ
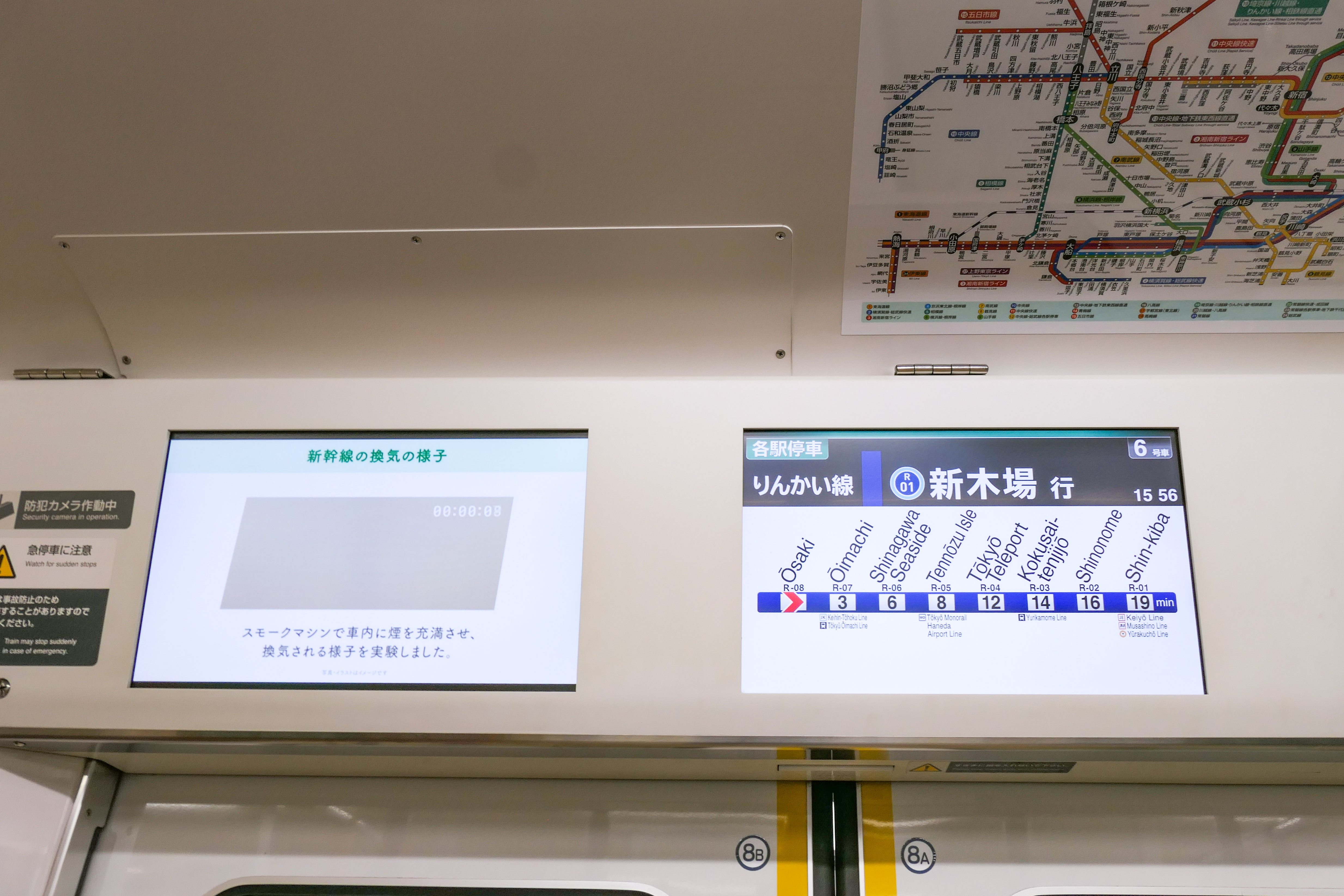
三菱電機製の車内液晶案内表示器
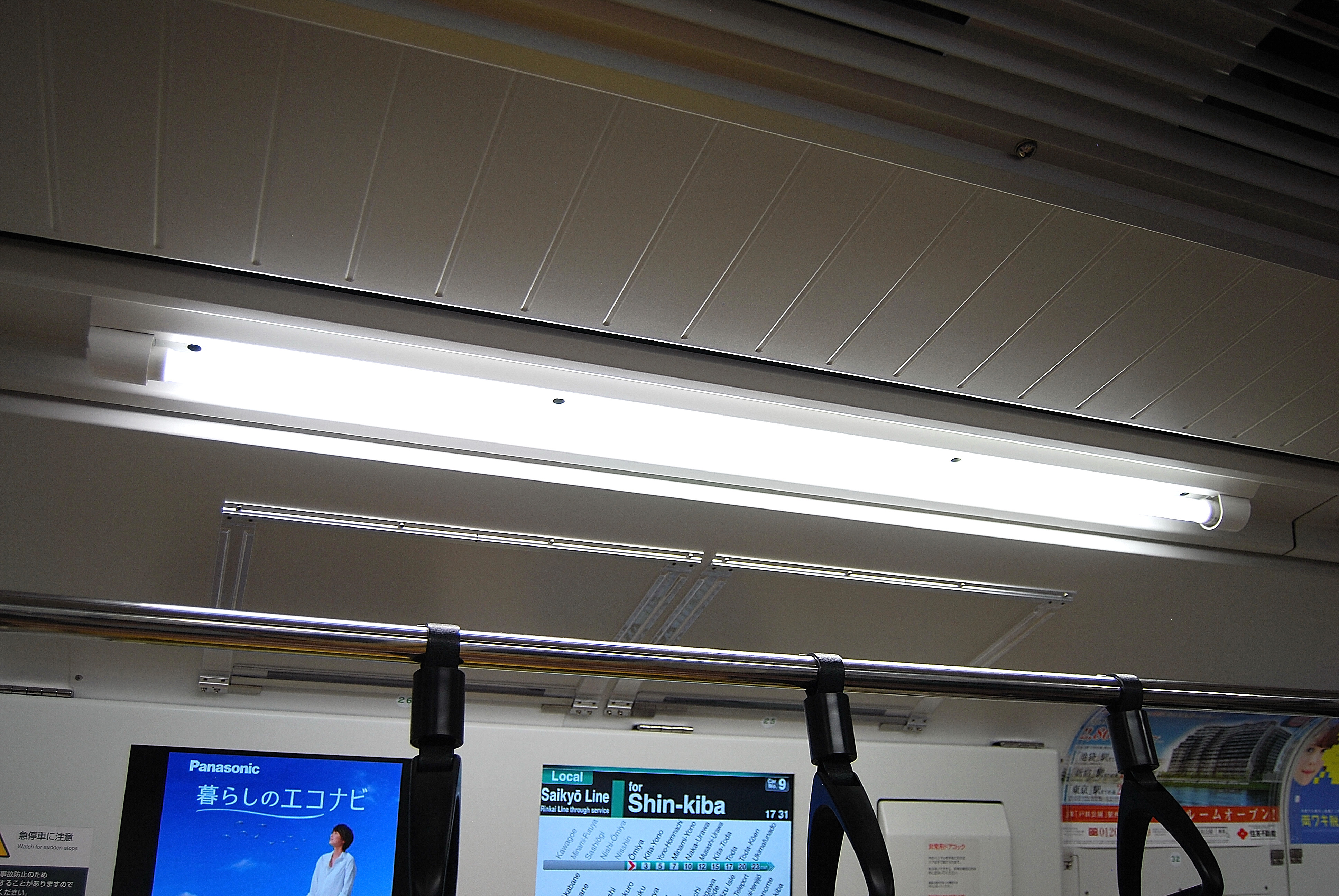
LEDを採用した車内照明
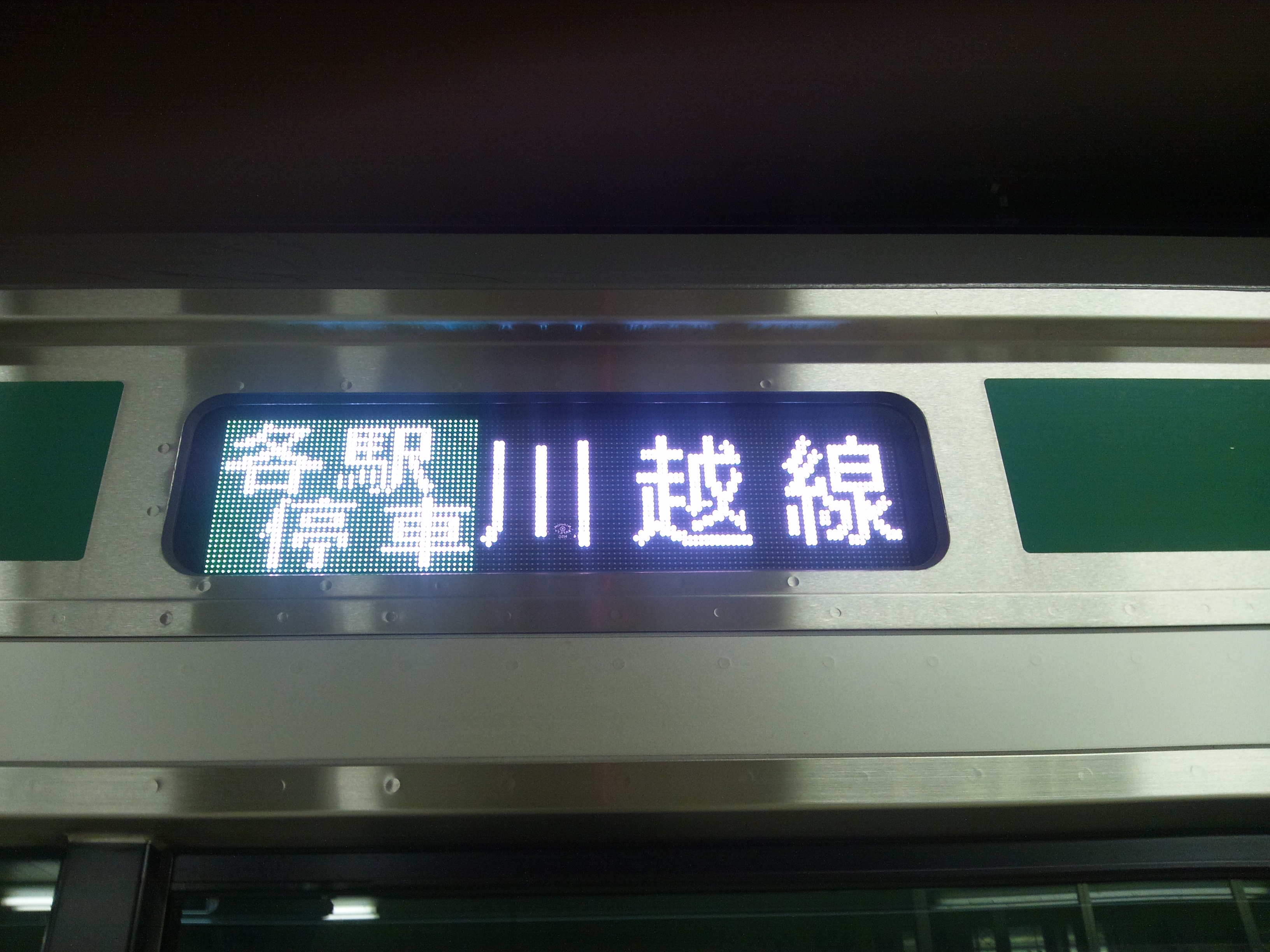
側面のフルカラーLED式行き先表示装置
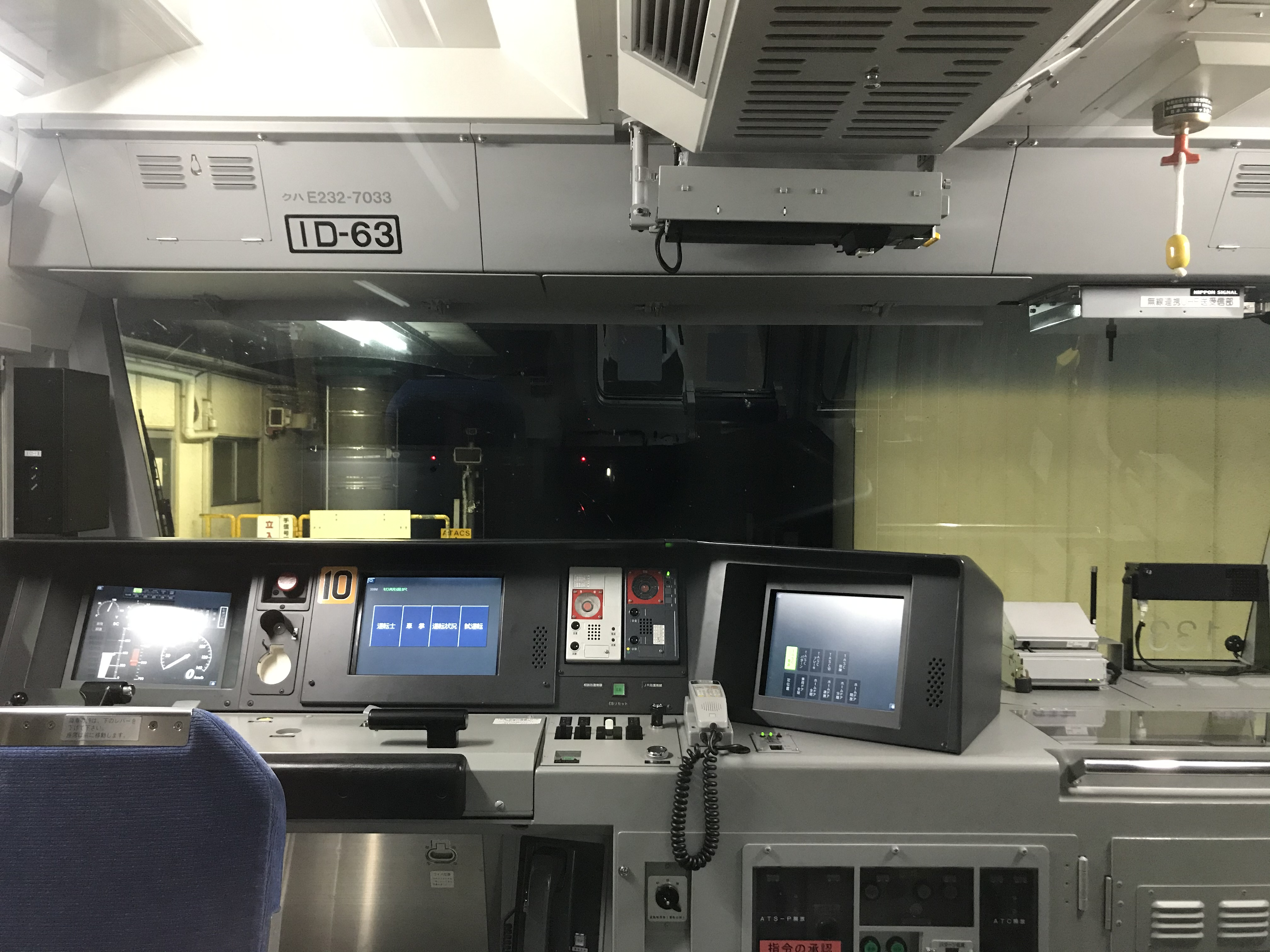
運転席
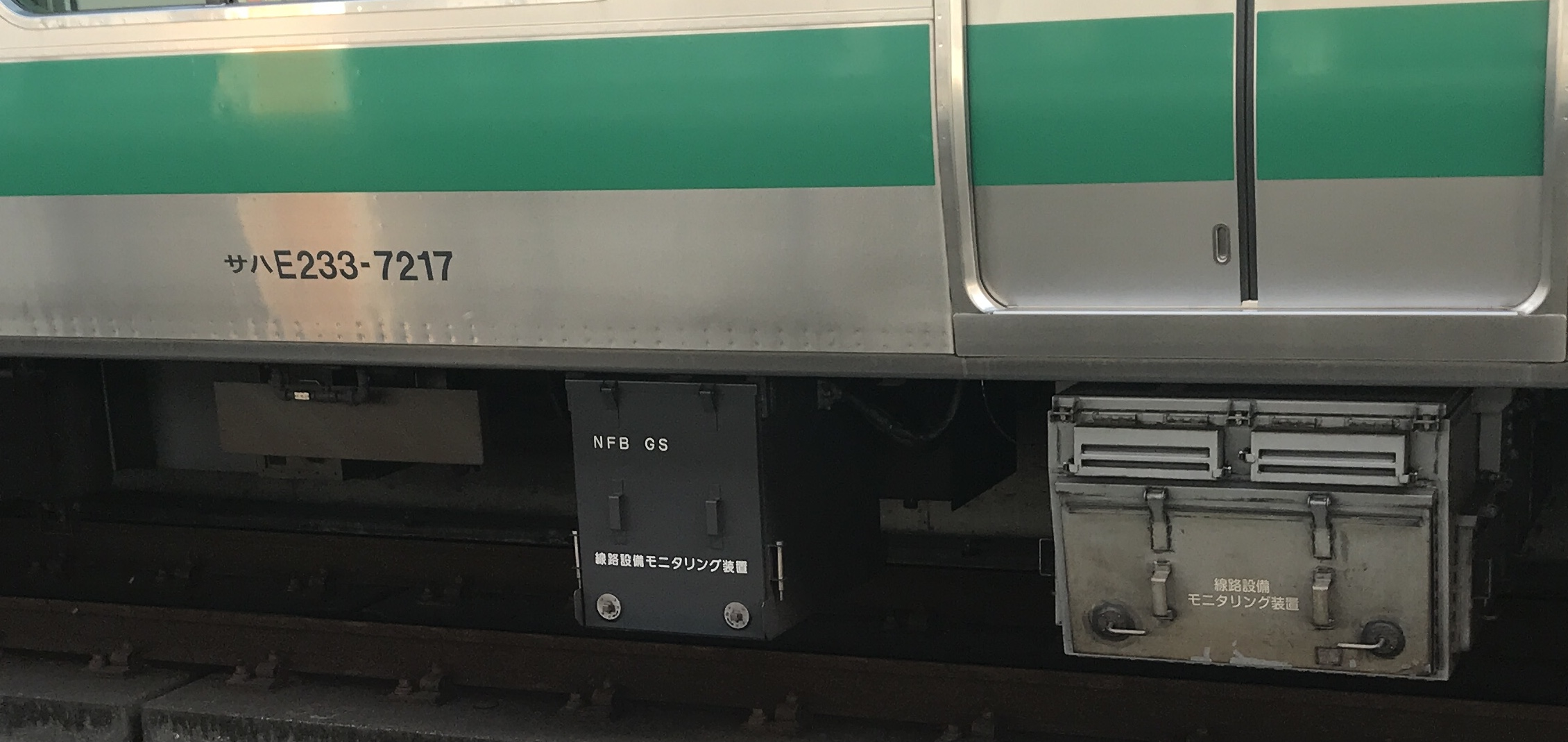
ハエ117編成に設置されている線路設備モニタリング装置

#### 編成構成
|              | ← 海老名（相鉄線）・新木場（りんかい線）・大崎大宮・川越 → |               |               |               |               |               |               |               |               |               |
| 号車         | 10                                                         | 9>            | 8             | 7             | 6             | <5>           | 4             | 3>            | 2             | 1             |
| 形式         | クハE233-7000                                              | モハE233-7400 | モハE232-7400 | サハE233-7200 | サハE233-7000 | モハE233-7000 | モハE232-7000 | モハE233-7200 | モハE232-7200 | クハE232-7000 |
| 搭載機器     |                                                            | VVVF          | SIV,CP        |               |               | VVVF          | SIV,CP        | VVVF          | CP            |               |
| 車両重量 (t) | 30.2                                                       | 31.9          | 32.4          | 28.7          | 28.7          | 32.4          | 32.4          | 31.6          | 29.4          | 30.2          |

- モハE233形7000番台には予備パンタグラフを搭載し、海老名（相鉄線）・新木場（りんかい線）・大崎寄りのパンタは通常使用しない。
- モハE232形7200番台はSIV搭載準備工事。
- 非常用ハシゴはサハE233形7000番台（6号車）に搭載（サハE233形7200番台は準備工事）。
- 羽沢横浜国大駅のホームドアおよび今後のホームドア設置に対応するため、全編成にTASC（定位置停止装置）を設置。

#### 編成表
特記ない限りは2022年（令和4年）10月1日時点の情報を示す。

### 8000番台

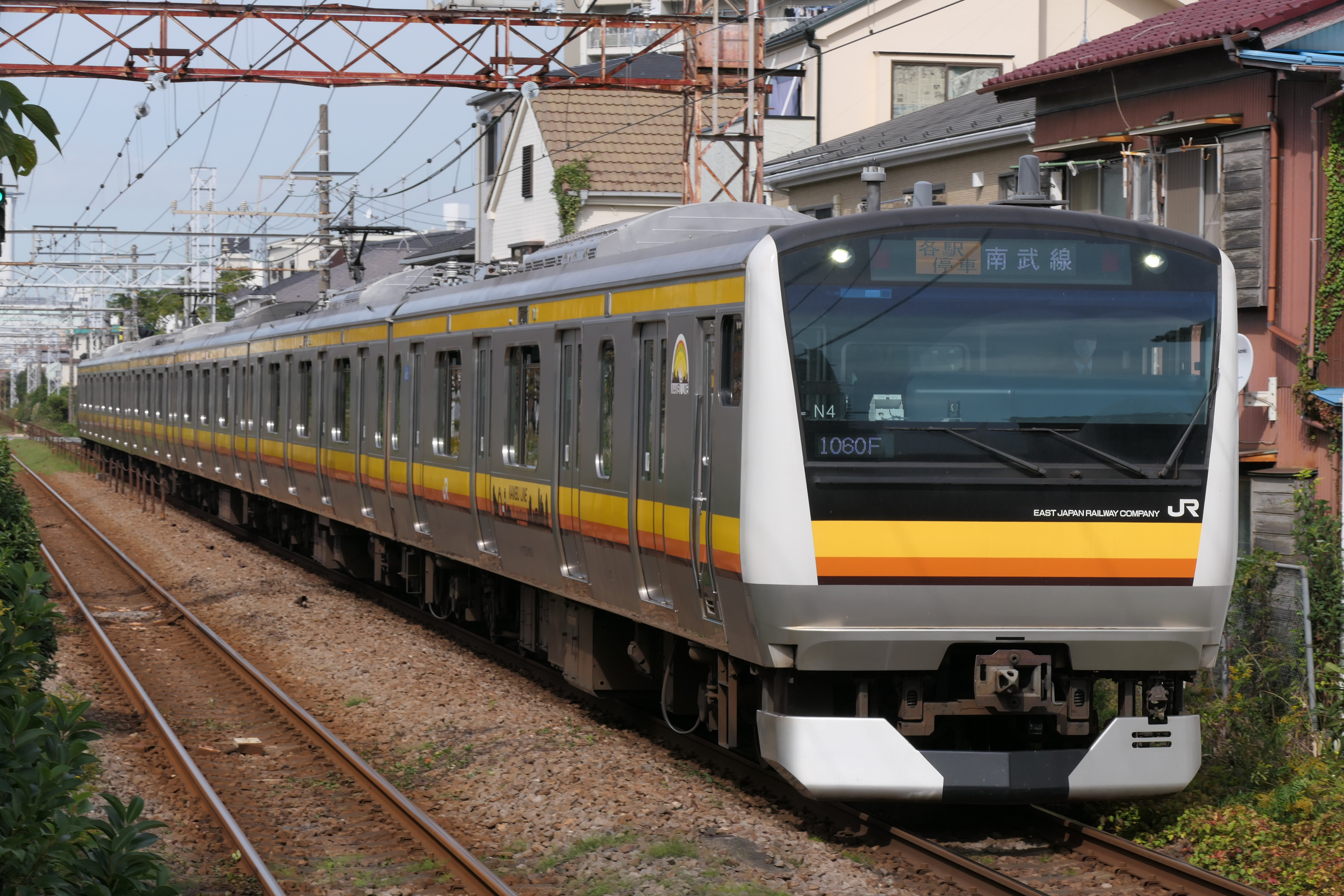
8000番台N4編成（2020年10月28日 平間駅 - 鹿島田駅）

南武線向けの車両で、同線で使用されていた205系（0番台・1200番台）と209系（0番台・2200番台）の置き換え用として35編成210両が中原電車区（当時）に順次投入された。番台区分は8000番台とし、全車両が総合車両製作所新津事業所で製造され、2014年10月4日から営業運転を開始した。
外観では先頭車の乗務員室扉直後に「南武線が街と街、人と人をつなぎ『明るく弾む伸びゆく沿線』」をイメージするロゴマークが貼り付けられたほか、同じく先頭車側面のラインカラー帯部には沿線の街並みをイメージしたロゴを配置した。左からミューザ川崎、武蔵小杉の高層ビル群、とどろきアリーナ、洗足学園音楽大学、多摩川、よみうりランドの観覧車、一橋大学、多摩都市モノレール、立川駅北口のアーチ、立川ルミネ をイメージしたもの。車体側面の左右の帯で建物の並びが逆になっている。
本番台区分では1000番台以降搭載していた床下へのハシゴ搭載はなく、非常時には乗務員室内のハシゴ付補助腰掛を使用する。屋根上では、降雪時における雪下ろし作業の安全性向上のため、モハE233形パンタグラフ付近の屋根の側扉上部にU字形の安全帯フックを新設した。
客室はこれまでの投入分とほぼ同じであるが、座席背ずり（背もたれ）の表地は南武線をイメージした黄色系となっている。車内照明には7000番台・6000番台に続き、LED照明が採用されている。乗務員室では異常時における乗客への案内用に乗務員へ配備されているタブレット端末の充電用として、運転士用の時刻表差し（仕業表差し）と運転台防護無線操作器下部に充電用コンセントを新設しており、助士側には人身事故時の輸送障害低減を目的とした、運転台前方カメラとその記録装置（乗用車でいうドライブデータレコーダー）が設置されている。

#### 8500番台

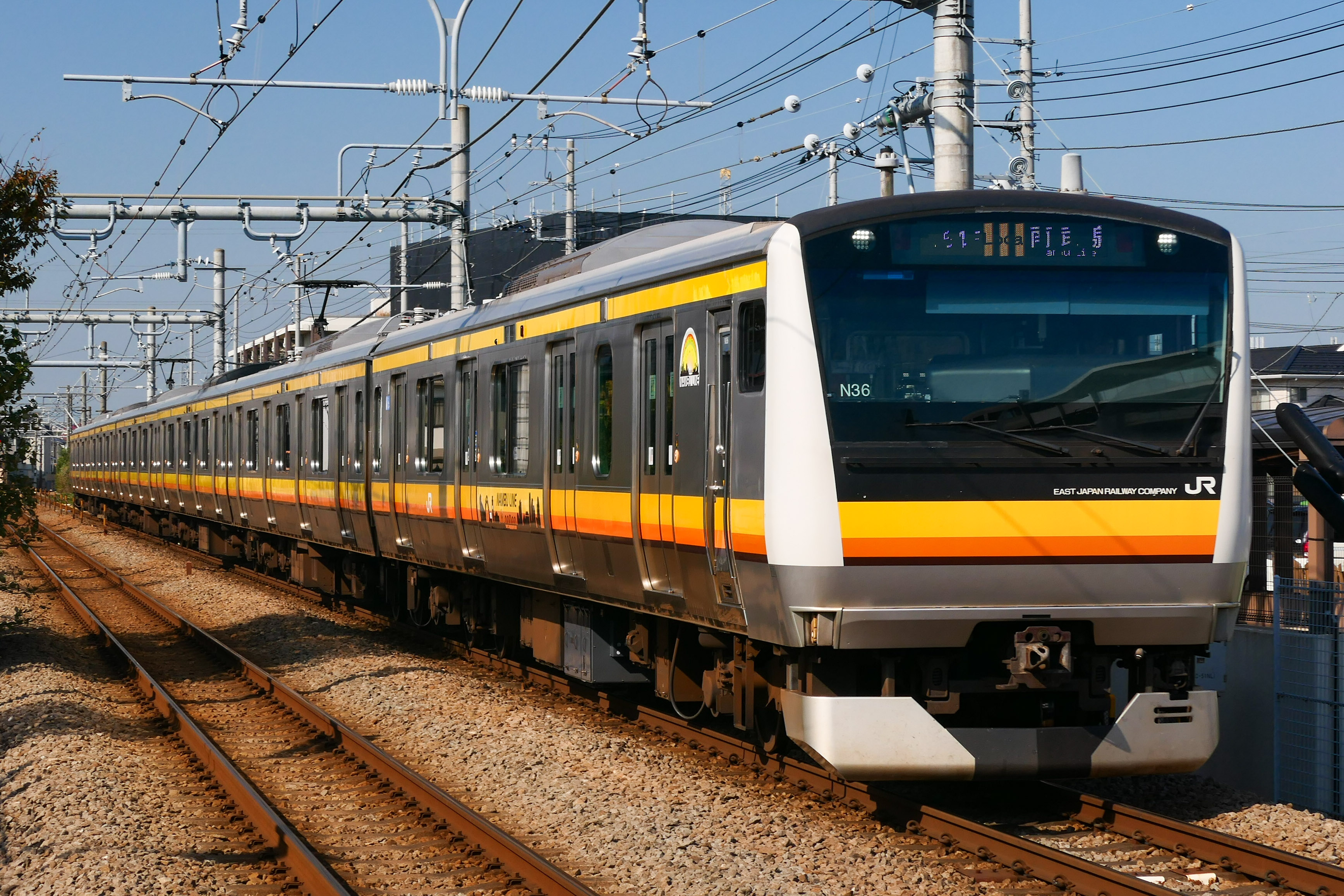
0番台から転用された8500番台N36編成（2024年11月10日 西府駅）

8000番台の投入完了後も209系は1編成（ナハ53編成・2200番台）が残されていたが、この置き換えに際しては0番台からの転用で賄われることになり、青670編成に8000番台の仕様と同等の改造を行い8500番台に改番、編成番号も8000番台の続番となるN36編成とした。この編成は東急車輛製造で製造されている。
0番台からの転用であるため、行先表示器がそのままで列車番号表示器が0番台と同じ位置にあることや半自動扉のスイッチが残されているなど、8000番台とは仕様が異なる。また、クハE232形は電気連結器が存置されており車イススペースは非設置である。路線名を表示しているときは下記の通り違いが出るが、行き先表示時と側面表示に違いはなく漢字表記となる。
2017年（平成29年）3月15日より営業運転を開始した。導入当初、ドア上のモニターは0番台の縦横比率4:3の15インチから、16:9の17インチのものに置き換えられていたが、座席と照明は0番台時代のものをそのまま使用していた。その後、座席は2018年内に0番台のオレンジ基調のものから8000番台の黄色基調のものに交換され、照明も2019年1月に従来の蛍光灯から乗務員室のものも含めすべてLED照明に交換された。

8000番台前面と8500番台における路線名表示方法の相違点を示した撮影写真
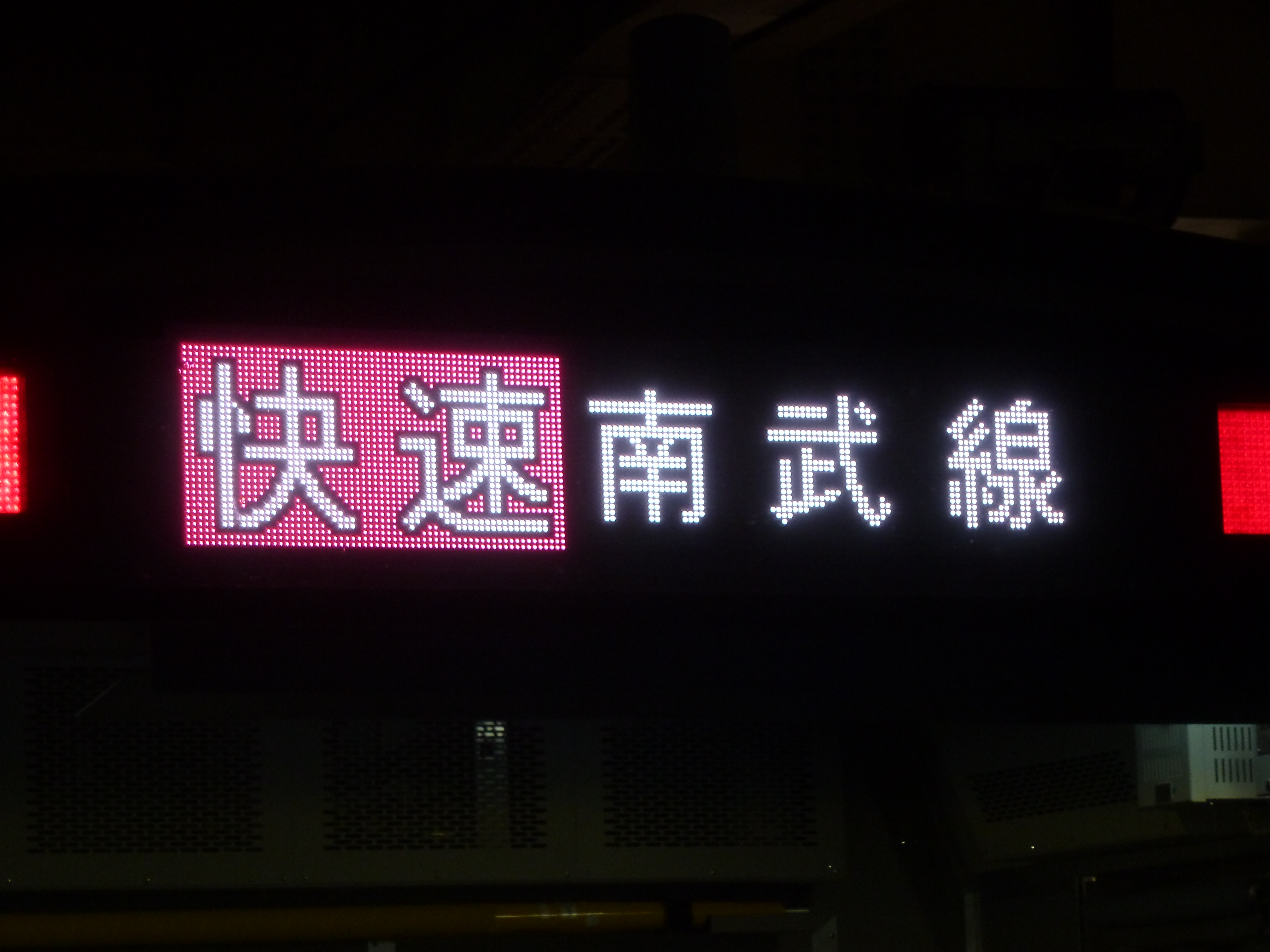
8000番台前面 快速運転時の表示状態
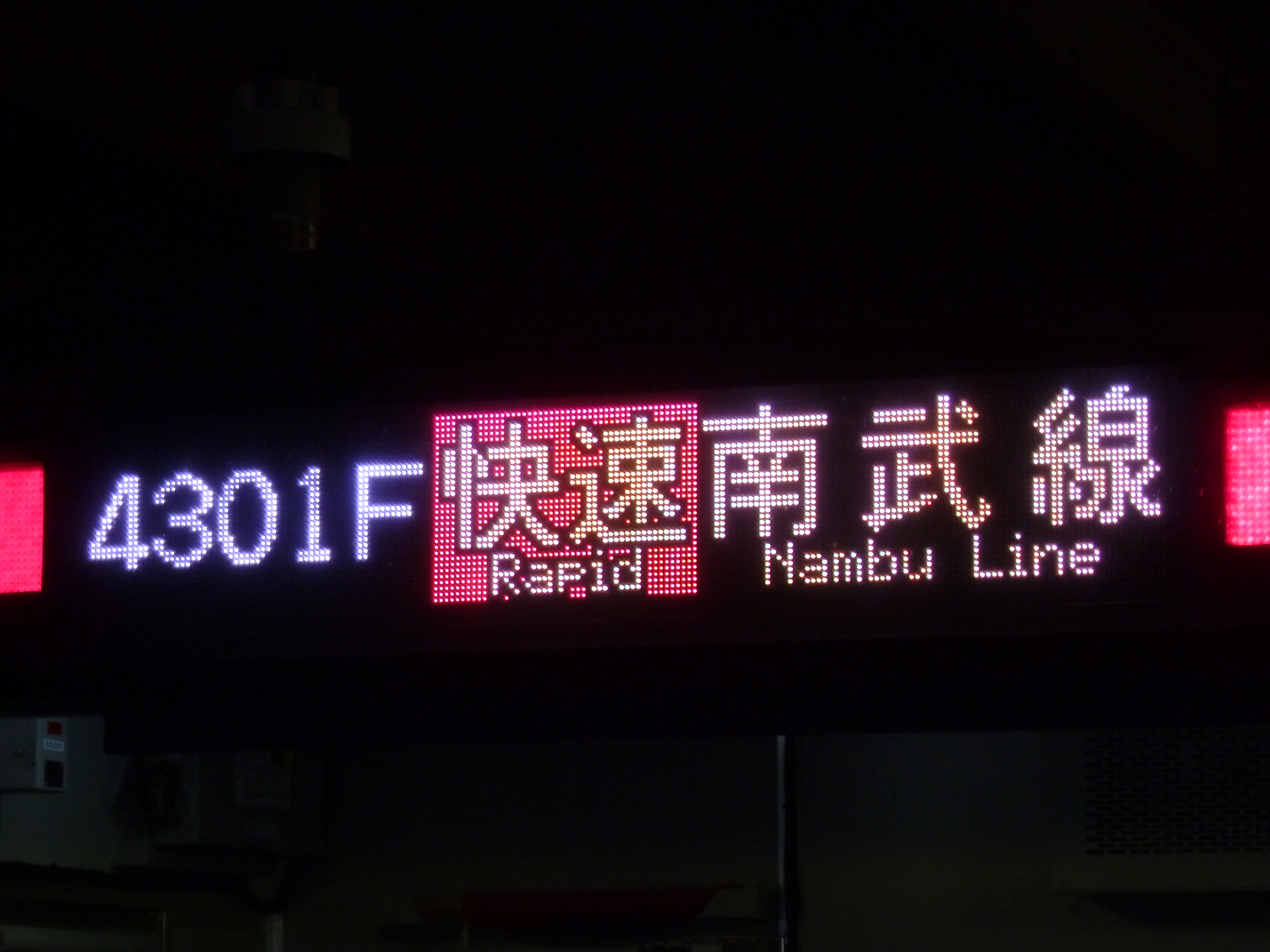
8500番台前面 快速Rapidの日英併記
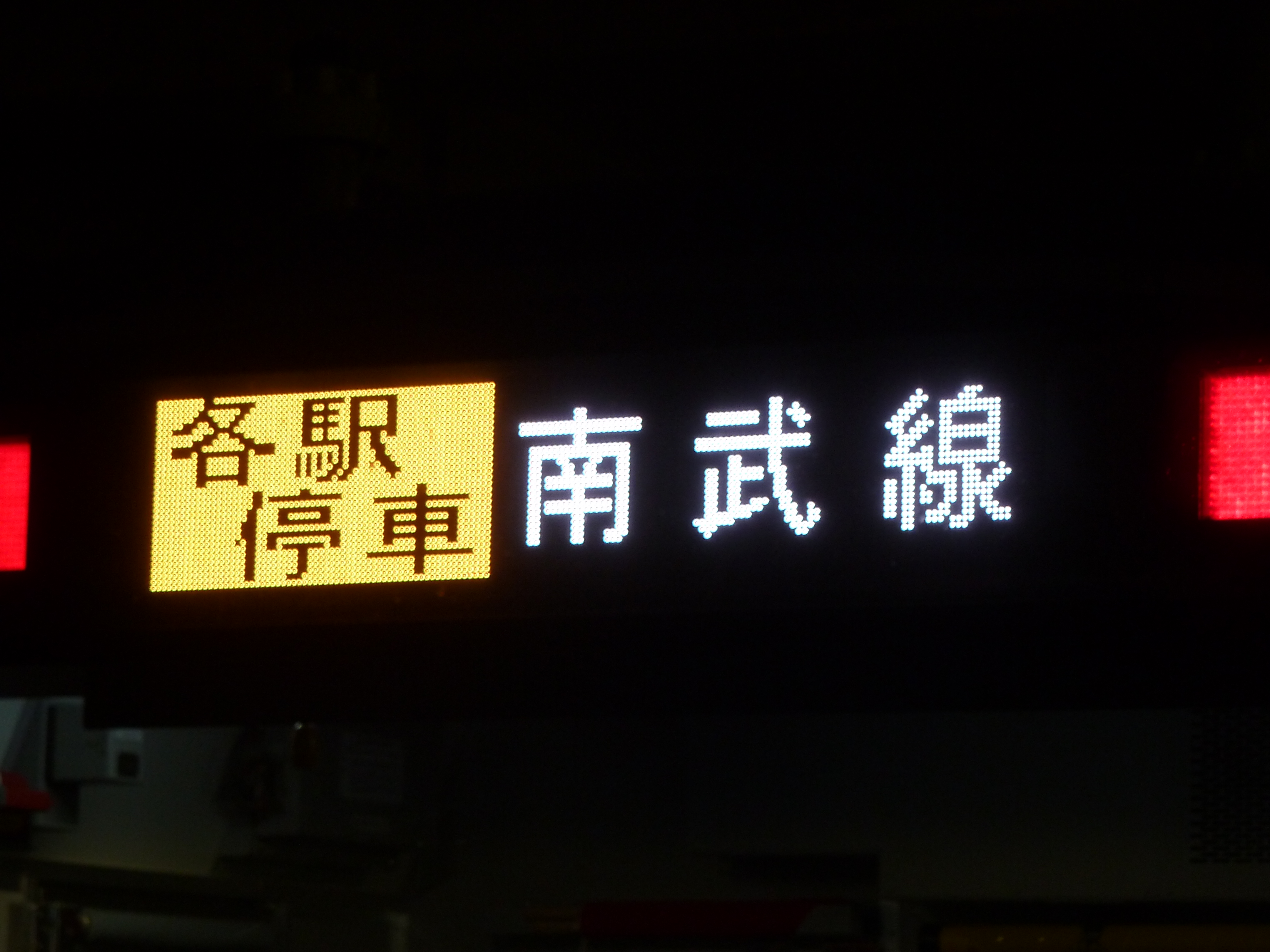
8000番台前面 各駅停車運転時の表示状態
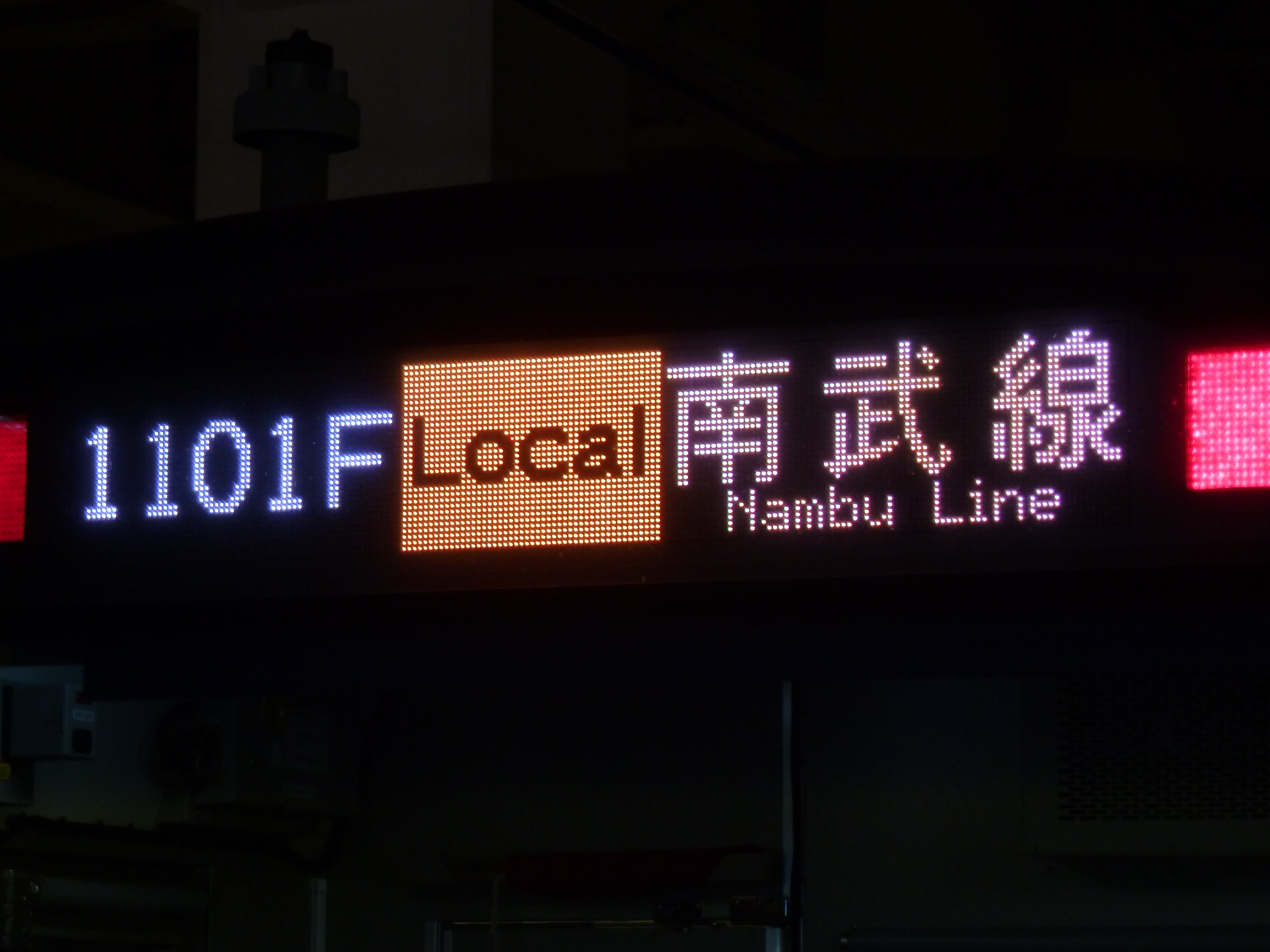
8500番台前面 Localのみの英語表示

#### 編成構成（8000番台・8500番台）
|              | ← 川崎立川 →       |                    |                    |                    |                    |                    |
| 号車         | 1                  | <2>                | 3                  | 4>                 | 5                  | 6                  |
| 形式         | クハE233-8000/8500 | モハE233-8000/8500 | モハE232-8000/8500 | モハE233-8200/8700 | モハE232-8200/8700 | クハE232-8000/8500 |
| 搭載機器     | CP                 | VVVF               | SIV                | VVVF               |                    | CP                 |
| 車両重量 (t) | 30.8               | 32.3               | 31.7               | 31.6               | 28.6               | 30.8               |

- モハE233形8000番台には予備パンタグラフを搭載し、川崎寄りのパンタは通常使用しない。
- モハE232形8200番台はSIV準備工事車で、SIVの設置スペースが確保されている。

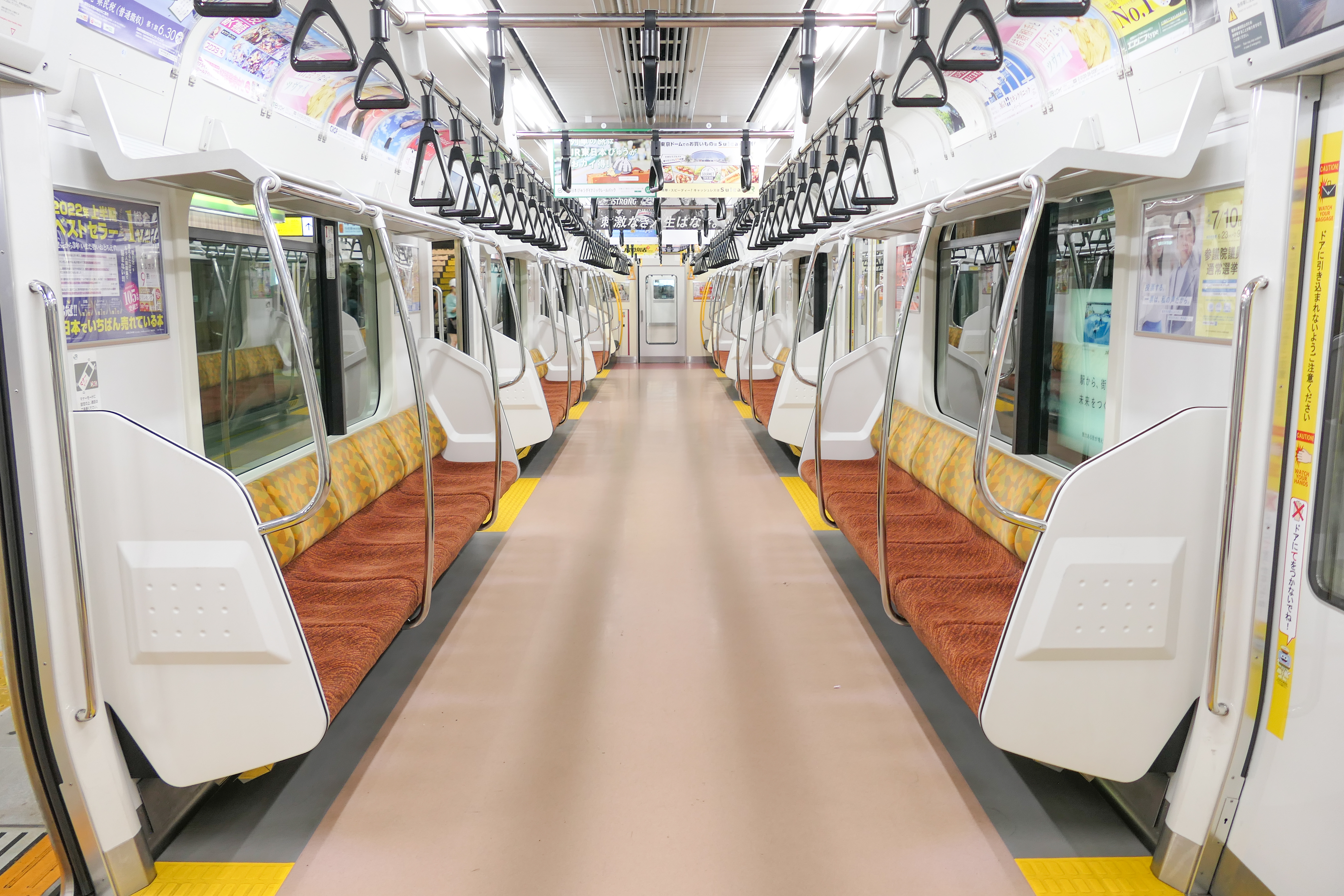
8000番台の車内
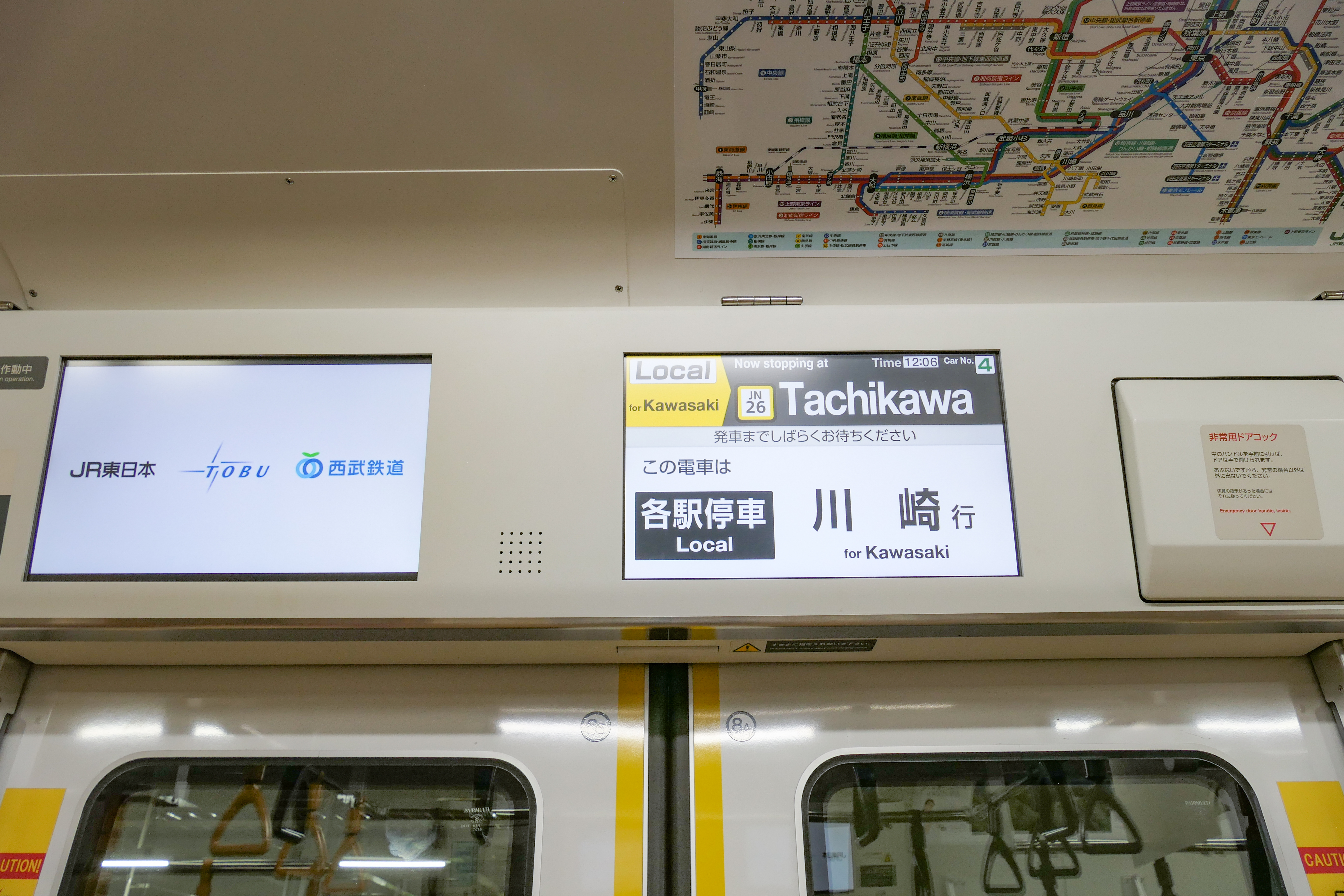
車内液晶案内表示器
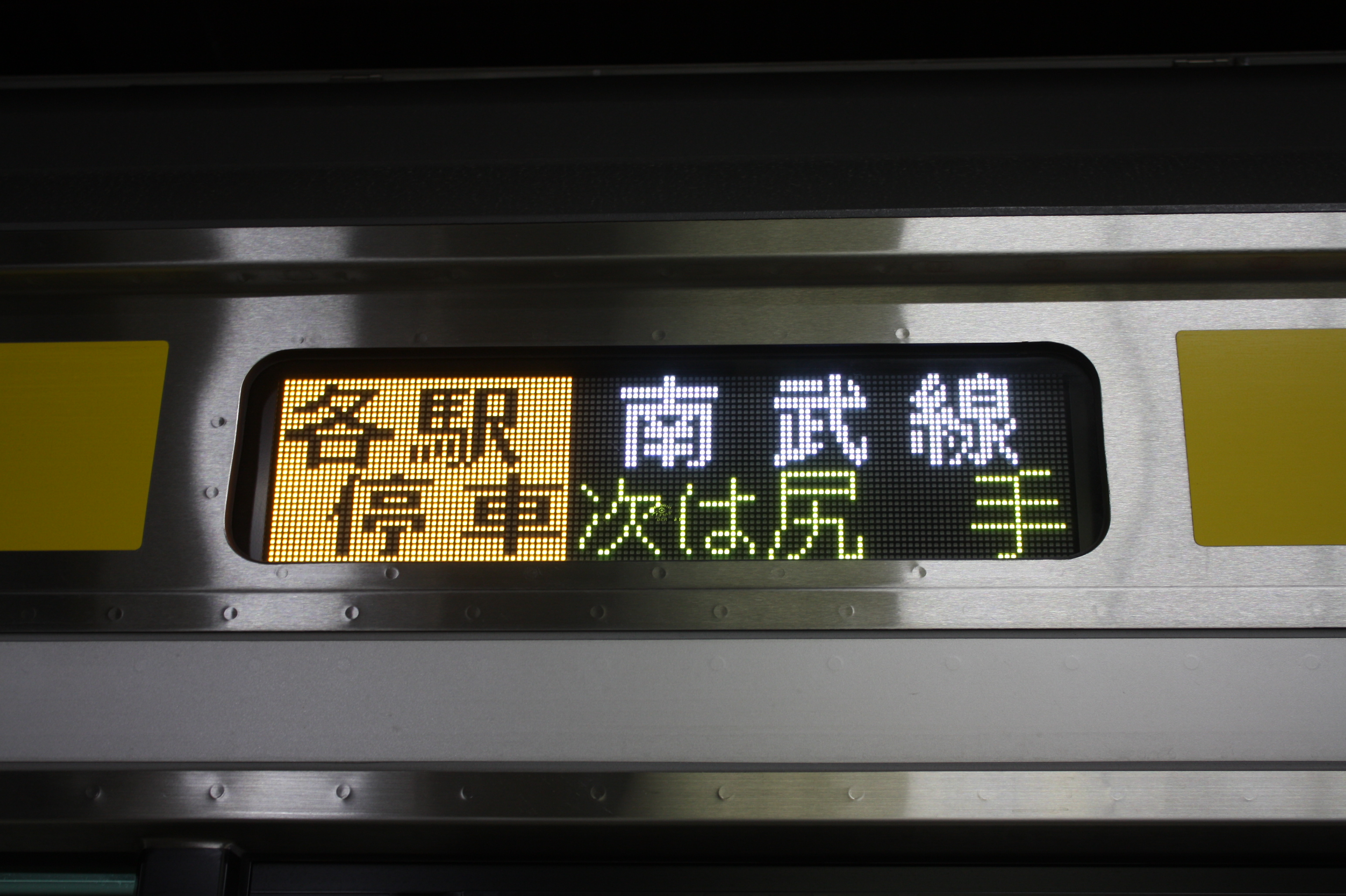
側面フルカラーLED式行き先表示装置

#### 編成表
特記ない限りは2022年（令和4年）10月1日時点の情報を示す。

## 改造工事

### 2000番台の小田急乗り入れ改造
常磐緩行線で地下鉄千代田線直通列車に使用されるE233系2000番台は、2013年（平成25年）4月以降、小田急用の列車無線・保安装置（D-ATS-P）搭載等の車両改造が行われた。2015年（平成27年）6月18日未明には、小田急線代々木上原 - 向ヶ丘遊園間で試運転が実施され、その後、10月1日にマト7編成が小田急小田原線内にある喜多見検車区へ回送された。10月26日から11月29日までの予定で、小田急多摩線内での試運転が実施された。11月17日にはマト4編成による小田原線新松田までの試運転が行われた。
なお、千代田線に乗り入れる小田急4000形に対しても、同様に3社間（常磐緩行線への）直通運転を行うための対応工事を実施し、2016年3月26日のダイヤ改正からJR・小田急の車両を使った3社間直通運転が開始された。

### 線路モニタリング装置の搭載
2013年（平成25年）5月より京浜東北線・根岸線1000番台の営業車両の1編成に線路設備モニタリング装置を搭載した台車を付けた。線路設備モニタリング装置とは、軌道材料モニタリング装置と軌道変位検測装置を組み合わせた装置のこと。
- 軌道材料モニタリング装置はカメラによりレール締結装置等を撮影し、その画像を解析することにより、レール締結装置などの線路設備関係材料の変化（レール締結装置の状態など）を抽出する仕組みとなっている。
- 軌道変位検測装置は加速度計とレーザーセンサーにより線路状態の変化を測定する。
- 検測区間：大宮駅 - 大船駅間
- 実施期間：2013年5月 - 2015年3月
- 試験内容：営業列車における機器の耐久性、検測データの精度確認等
- 軌道材料モニタリング装置の測定データは車両基地留置中に随時取得し、軌道変位検測装置の測定データは定期的に通信回線により伝送する[JR東 14]。

### 埼京線ATACS導入対応
2017年11月4日から埼京線の大宮駅 - 池袋間にATACSが導入されることになり、E233系7000番台のATC/P統合型車上装置は基板の追加・ソフトウエア変更・無線装置搭載の工事を行うことでATACS機能が使用できるように改修された。マイナーチェンジ車は製造段階で対応済みである。車両側に搭載する具体的な車上装置は以下のとおりである。
乗務員室内
- 既存モニターへの機能追加
- 速度計、スイッチ類改造
- 車上ログ収集システム用端末の設置

床下機器
- 車上無線装置の設置
- ATC/ATS-P統合型保安装置のATACS化改造（既存装置に機能追加）
- 可搬式ATS-Psを搭載
- ハエ117編成に線路モニタリング装置を設置
- ID装置の設置
- ATACS用無線アンテナの設置（屋根上）

ATACSへの対応後は、保安装置が切り替えられると、ATSベルが鳴った後に「（ATS-P / ATACS）に切り替わりました」というアナウンスが2回される。また、保安装置がATS-PからATACSに切り替わった際は、前記のアナウンスがされた後に「停車パターンを確認してください。停車パターンは（種別）です」ともアナウンスされる。

### 中央線快速0番台のトイレ設置改造

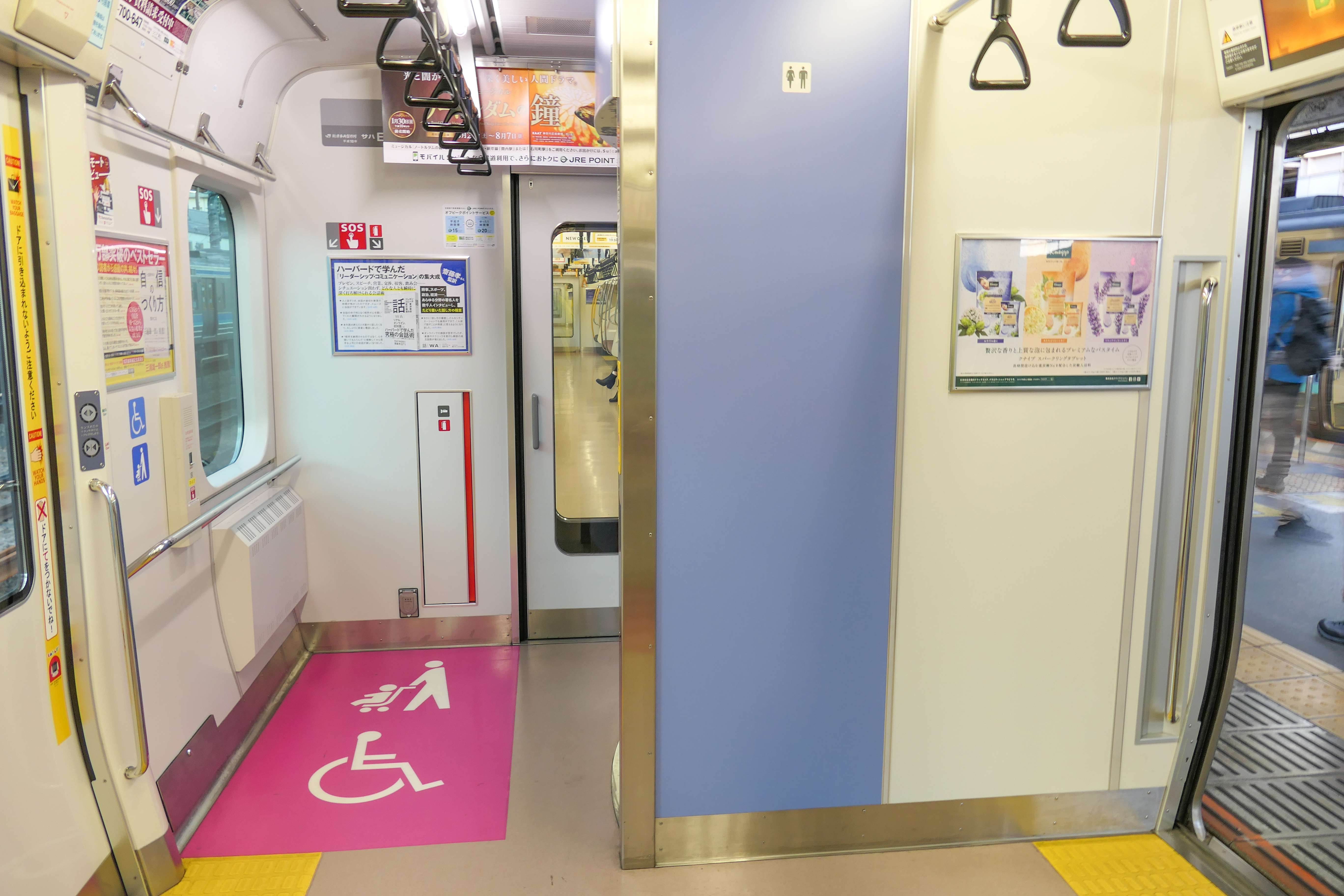
トイレ設置が完了した車内

中央線快速でグリーン車を組み込む編成は4号車（10両貫通編成については現行6号車のサハE233形500番台を改造し4号車に組み換え、6両編成については4号車のモハE233形200番台を改造し800番台に改番）にトイレを設置する工事を、2019年5月以降2023年度まで順次行った。トイレ設置が完了した編成は2020年3月14日以降トイレの使用が可能となった。

### 青梅線向けワンマン化改造
2023年（令和5年）3月18日ダイヤ改正時からの青梅線（青梅駅 - 奥多摩駅間）でのワンマン運転に向け、2022年（令和4年）度より、4両編成の0番台にてワンマン化改造工事が実施されている。改造された編成は編成番号が「P500」番台に変更され、下2桁の番号は7号車のクハE233形500番台と同じにしている。

## 運用

### 中央線快速
本系列で初めて製造された0番台は、中央線快速系統（中央本線・青梅線・五日市線・八高線含む）で使用していた201系の置き換えを目的として開発・製造された車両で、2006年12月26日に営業運転を開始した。また、青梅線の青梅以西・五日市線・八高線・富士急行線でも2007年3月18日より営業運転を開始した。
2007年11月14日に鉄道友の会ローレル賞受賞記念ステッカーが0番台H52編成の先頭車前面に貼り付けされ、立川駅でその出発式が実施された。現在はT1編成にステッカーが貼られている。
東京駅 - 八王子駅間の営業最高速度は信号設備などの関係により95 km/hだったが、201系から本系列への置き換え完了後、高架化が完了した2013年3月16日以降は100 km/hに向上した。
中央線快速用の編成については、2019年以降2023年までにグリーン車2両の組み込みと普通車へのトイレ取り付け改造が行われる。これらの改造に伴う予備車確保のため、常磐緩行線のE233系2000番台統一で捻出された209系1000番台10両編成2本が豊田車両センターに転入した。2025年3月15日ダイヤ改正より、中央線快速・青梅線でのグリーン車運用が始まった。
早朝深夜には東京駅発着の快速線電車により御茶ノ水駅 - 三鷹駅間を緩行線経由で運転する各駅停車が存在したが、2020年3月ダイヤ改正で廃止され、終日快速線の線路での運転となった。八高線への乗り入れ運用は2022年3月12日のダイヤ改正で廃止された。

### 青梅・五日市線
青梅・五日市線の線内用でE233系0番台が2007年11月5日に営業運転を開始し、2008年3月に投入が完了した。中央線快速用編成とは運用が独立しており、6両編成と4両編成の単位で運用される。2023年3月には青梅駅 - 奥多摩駅間でワンマン運転が開始された。
2015年8月3日には訓練のため、青665編成が本系列としては初めて長野駅に入線した。

### 京浜東北線・根岸線
京浜東北線・根岸線で使用していた209系0番台等の置き換え用として、2007年12月22日からE233系1000番台が営業運転を開始した。2010年1月までに10両編成83本が製造され、浦和電車区に投入された。209系0番台は2010年1月24日を最後に京浜東北線・根岸線での運用を終了し、一部は機器更新の上で房総地区や南武線に転用された。
2014年（平成26年）2月の川崎駅での脱線横転事故のため、ウラ177編成のクハE233-1077・サハE233-1277が2016年（平成26年）12月に書類上除籍となり、衝突した工事用車両とともに、JR東日本総合研修センター（福島県白河市）内にある「事故の歴史展示館」に展示されている（一般には非公開）。残る8両は2018年（平成30年）4月下旬より東京総合車両センターで解体処分され、当編成は本系列初の廃車となった。
2020年6月に京浜東北線ではワンマン運転の開始が検討されており、2024年度を目途に新型車両の投入が計画されていたが、2023年から既存のE233系1000番台にワンマン運転とATO機能を搭載する事に変更し、新型車導入は中止になった可能性が高い。

### 東海道線
東海道線では横須賀・総武快速線用E217系の機器更新に伴う予備車を確保するため、2007年にE233系3000番台1編成が田町車両センターに投入され、2008年3月10日から営業運転を開始した。2006年に東海道線用として国府津車両センターへ転属していたE217系のうち1編成を横須賀・総武快速線へ戻す形で鎌倉車両センターへ転属した。2010年には横須賀線武蔵小杉駅開業に伴う増発用としてE217系を捻出するため、E233系3000番台1編成が増備された。
2010年からは東海道線の211系置き換えのための増備が開始された。2014年よりJR東海、熱海駅 - 沼津駅間、2015年より伊東線直通列車で運転開始した。2015年からは上野東京ラインにも乗り入れている。

### 常磐緩行線
常磐線各駅停車及び綾瀬駅から直通運転する東京地下鉄（東京メトロ）千代田線で使用していた203系、207系900番台の置き換え用として、2009年9月9日からE233系2000番台が営業運転を開始した。地下鉄直通仕様として、前面貫通扉を備え、また、拡幅車体ではなくストレート車体を採用している。
2016年3月26日からは、東京メトロ千代田線経由で小田急電鉄小田原線・多摩線への乗り入れを開始した。小田急線内では、急行、準急、各駅停車、通勤準急（平日朝ラッシュ上りのみ）に使用される。多摩線への乗り入れは2018年3月17日のダイヤ改正で一旦消滅したが、2025年3月のダイヤ改正で日中に限り千代田線の多摩線直通が復活したため再び乗り入れるようになった。2019年3月16日のダイヤ改正から、綾瀬駅 - 北綾瀬駅間の区間列車にも使用されることがある。
運用範囲は、取手駅・北綾瀬駅 - 綾瀬駅 - 代々木上原駅 - 唐木田駅・伊勢原駅間の常磐線各駅停車・千代田線・小田急小田原線・小田急多摩線で、小田原線の伊勢原以西と小田急江ノ島線には乗り入れない。

### 京葉線
京葉線（京葉線車両が乗り入れる外房線・内房線の一部区間、東金線の全区間、西船橋駅 - 南船橋駅間を含む）で使用していた201系、205系、209系500番台の置き換え用として、2010年7月1日からE233系5000番台が営業運転を開始した。編成は10両固定編成と6両＋4両の分割編成が存在する。
E233系投入完了後も209系500番台10両貫通編成1本が京葉線に残っており、非分割運用で共通使用されている。

### 宇都宮線・高崎線
高崎線・上越線・両毛線でも2012年9月1日よりE233系3000番台が営業運転を開始し、2013年3月16日からは宇都宮線で運転を開始した。2015年3月14日からは湘南新宿ライン・上野東京ラインでも営業運転を開始した。宇都宮駅 - 黒磯駅間の運用は2022年3月12日のダイヤ改正で廃止された。

### 埼京線・川越線・相鉄直通線
埼京線、大宮駅から直通運転する川越線、大崎駅から直通運転するりんかい線で使用していた205系の置き換え用として、2013年6月30日からE233系7000番台の営業運転を開始した。
2019年11月30日からは相鉄線直通列車・相鉄本線・相鉄新横浜線でも営業運転を開始した。相鉄線内ではE233系を使用した特別料金不要の特急列車の設定がある。相鉄線内全線で走行可能となっており、代走などでいずみ野線や相鉄本線の西谷駅 - 横浜駅に入線することもあるほか、イベントで相鉄新横浜線の羽沢横浜国大駅 - 新横浜駅にも入線したことがある。また相鉄・JR直通線のダイヤ乱れ時の対応として品川駅や藤沢駅などへの入線も考慮されており、行先表示にも対応している。実際に品川駅や横浜駅へ乗り入れたこともある。

### 横浜線
横浜線（横浜線車両が乗り入れる京浜東北線・根岸線の一部区間を含む）で使用していた205系の置き換え用としてE233系6000番台が登場し、2014年2月16日から営業運転を開始した。

### 南武線
南武線では従来使用していた205系、205系1200番台、209系0番台、209系2200番台の置き換え用として、2014年10月4日からE233系8000番台が営業運転を開始した。
8000番台の導入完了後も同線に残存していた、209系2200番台ナハ53編成の置き換え用として、青梅線・五日市線で使用していた0番台青670編成に南武線向けの転用改造を施工の上で、8500番台に改番の上で南武線に転用した。2017年3月15日から営業運転を開始した。

## 車歴表
特記ない限りは2022年（令和4年）10月1日時点の情報を示すが、0番台の一部車両については2023年（令和5年）11月末時点の新製情報を基とした。
- 製造…東急：東急車輛製造、総合横浜：総合車両製作所横浜事業所、川重：川崎重工業、新津所：JR東日本新津車両製作所、総合新津：総合車両製作所新津事業所
- 配置…豊田：豊田車両センター、さいたま：さいたま車両センター、松戸：松戸車両センター、国府津：国府津車両センター、田町：田町車両センター、高崎：高崎車両センター、小山：小山車両センター、京葉：京葉車両センター、鎌倉：鎌倉車両センター、川越：川越車両センター、中原：鎌倉車両センター中原支所

## 改造歴
特記ない限りは2022年（令和4年）10月1日時点の情報を示すが、0番台の車号変更については、2023年（令和5年）1月末時点の情報を基とした。
- 改造所…大宮：大宮総合車両センター、東京：東京総合車両センター、長野：長野総合車両センター、松戸：松戸車両センター、郡山：郡山総合車両センター